# Arc (arquitectura)

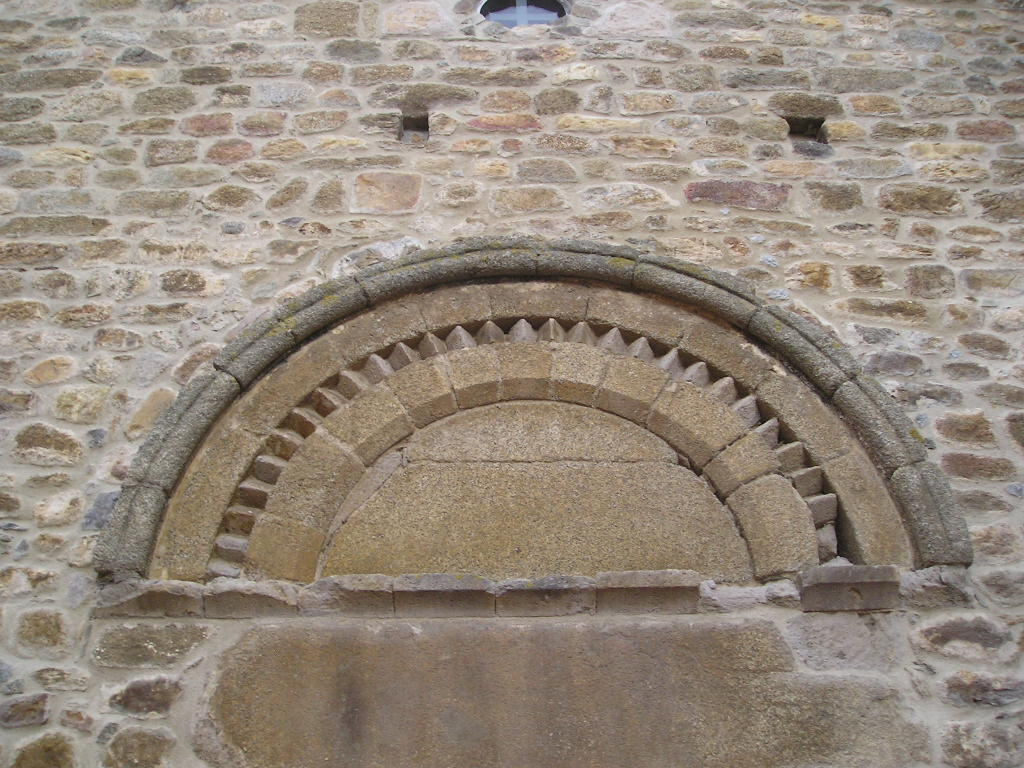
Arc de mig punt d'una església de l'Empordà

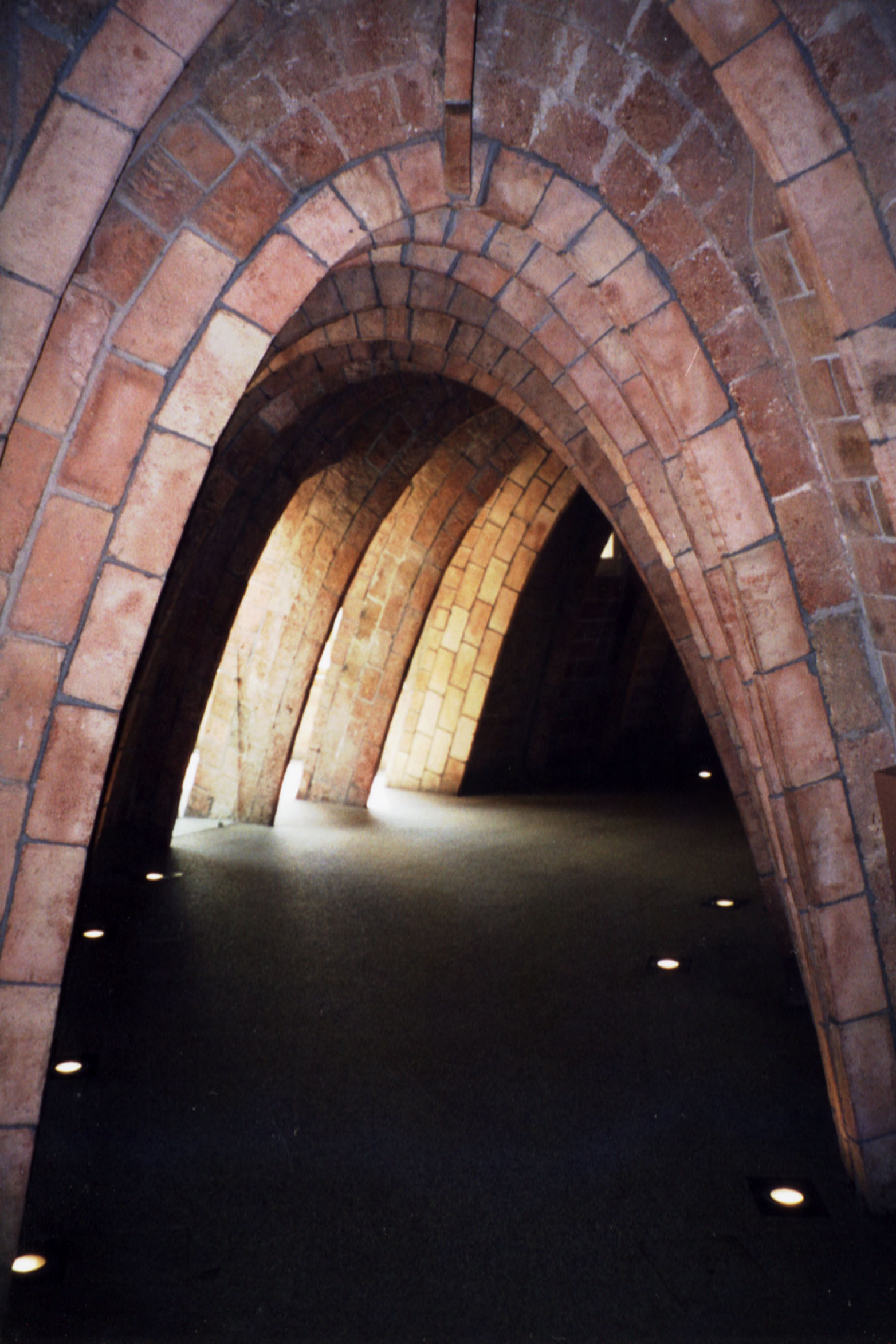
Arcs parabòlics a la Pedrera, obra característica de Gaudí

Un arc és un element constructiu estructural lineal de directriu corba, que permet cobrir un buit sense que es produeixin esforços de flexió ni tracció. La seva utilitat principal és la de salvar llums relativament elevades amb peces petites (anomenades dovelles, que solen ser de pedra, ceràmica o de formigó prefabricat) o amb materials que no resisteixen la tracció, com el formigó en massa.
Un arc funciona com un mecanisme de transport de càrregues (ja siguin del seu pes propi o addicionals) que rep fins als murs o els pilars que el suporten. Per la seva morfologia treballa bàsicament sotmès a compressió (evitant l'aparició d'esforços de tracció), per la qual cosa té la peculiaritat d'originar empentes horitzontals cap a enfora en els punts de suport, de manera que tendeix a provocar-ne la desestabilització per bolcada. Per contrarestar aquestes accions, quan els murs o pilars no disposen de prou massa, es disposa d'un sistema de travats mitjançant contraforts (boterells), arcbotants (arcs boterells) o tirants.
També s'anomena així a les estructures construïdes actualment amb forma arquejada, encara que siguin d'una sola peça, i que, en els seus suports, funcionen de la mateixa manera que els construïts amb dovelles.
A més, cal considerar la seva relació amb la volta i la cúpula. Una volta es genera mitjançant suma d'arcs iguals, adequadament travats, per obtenir un element constructiu "superficial"; si els arcs són de mig punt la superfície serà semicilíndrica. Una cúpula es construeix mitjançant conjunció d'arcs iguals que reposen en una circumferència; si els arcs són de mig punt la superfície serà semiesfèrica.

## Origen i història
Segons Alexandre Deulofeu i Torres, l'origen de l'arc a la mediterrània es troba en els inicis de les primeres cultures Mesopotàmiques.
En un país on no existia la pedra ni la fusta, els únics materials de construcció que la naturalesa proporcionava eren el fang i les canyes, i se'n servien per realitzar les primeres construccions, de la forma següent: Consistia a lligar juntes formant un feix, una bona quantitat de canyes i aquests feixos es plantaven fortament a terra formant dues línies paral·leles. Els feixos verticals s'inclinaven cap endins i es lligaven els uns cap als altres formant una successió d'arcs. Recobrien la part externa amb una grossa capa de fang. La casa de canyes o cabanya solia ser un túnel allargat, és a dir un recinte amb sostre de volta. Quan una d'elles s'encenia casualment, podia quedar en peu una part del teulat amb la seva grossa coberta de fang endurida per l'escalfor; i així s'originarà l'arc. Per construir vertaders arcs n'hi havia prou en col·locar els rajols sobre una carcassa de canyes.
Per tant, l'arc va aparèixer a l'Antiga Mesopotàmia, però també a la civilització de la vall de l'Indus. Es va utilitzar en l'antic Egipte, Assíria, Etrúria i més endavant en l'antiga Roma. L'arc s'utilitzava en edificacions auxiliars, estructures subterrànies i de drenatge; van ser els romans els primers a usar-los en edificis monumentals, encara que es pensava que els romans van aprendre el seu ús dels etruscs. L'arc ha estat utilitzat en alguns ponts a la Xina des de les dinastia Sui i en tombes des de la dinastia Han.
El denominat arc romà és de forma semicircular i construït a partir d'un nombre senar de dovelles, perquè hi hagi una dovella central o clau. Els romans van fer servir aquest tipus d'arc semicircular en moltes de les seves estructures tradicionals, com aqüeductes, palaus i amfiteatres
A l'edat mitjana, l'ús de l'arc amb dovelles de pedra va arribar a un elevat desenvolupament tècnic en la construcció de catedrals; encara s'usa avui en dia en algunes estructures com en els ponts, encara que amb variats materials.

## Elements constructius d'un arc

Arc. Elements constructius i dimensions. Nota: El dibuix representa una volta de canó, però els termes descrits s'hi poden aplicar igualment

- Directriu (1): La línia descrita per l'arc. Se sol considerar equidistant de l'intradós i l'extradós.
- Dovelles (2): Peces en forma de tascó que componen l'arc i es caracteritzen per la seva disposició radial. La dovella del centre, que tanca l'arc, s'anomena clau (1), i les dues dovelles adjacents contraclaus. Les dovelles dels extrems, que reben el pes de l'arc, s'anomenen salmers, coixins o dovelles d'arrencada. Les dovelles properes a aquestes s'anomenen ronyons.
- Extradós (3): La cara exterior de l'arc.
- Imposta (4): Peça o filera de peces on arrenca l'arc. Solen tenir una mica de sortint o volada, de funció decorativa, en forma de cornisa.
- Intradós (5): La cara interior de l'arc.
- Carcanyol (8): Espai comprès a sobre de l'arc i els elements propers.

## Dimensions de l'arc
- Fletxa (6): alçada de l'arc, que es mesura des de la línia d'arrencada fins a la clau.
- Llum (7): amplada de l'arc.
- Fondària: profunditat de l'arc.
- Cantell: gruix de les dovelles.

## Tipus d'arcs[1]

### Tipus d'arcs segons la forma de l'intradós

#### Arcs d'un sol centre

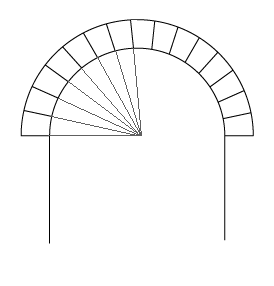
Projecció de la disposició radial de les dovelles en un arc de mig punt

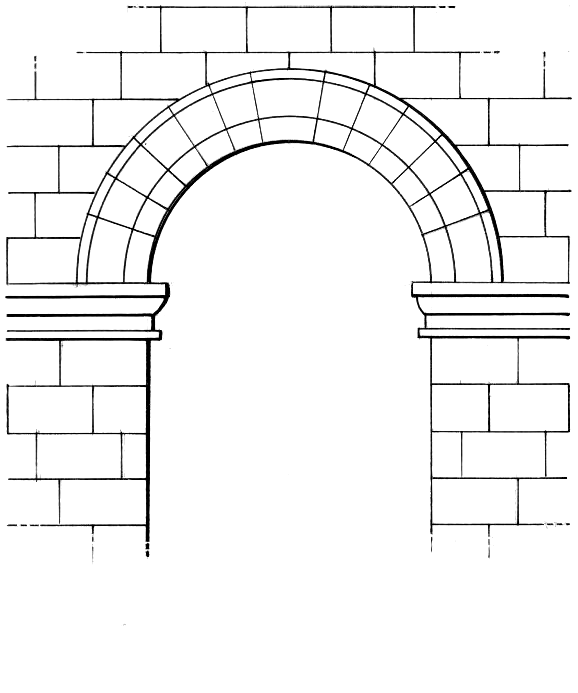
Arc de mig punt

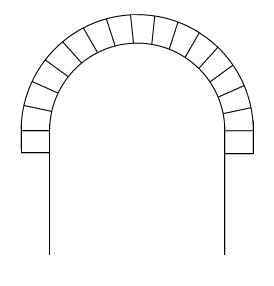
arc peraltat

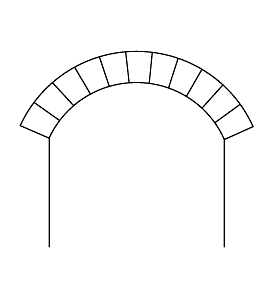
Arc escarser

Arc de ferradura

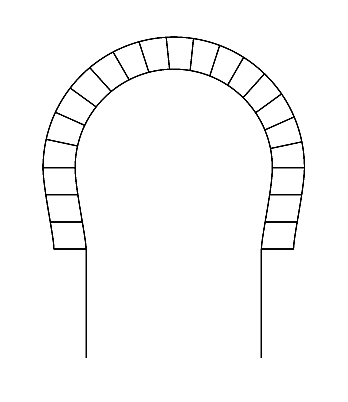
Un altre tipus d'arc de ferradura

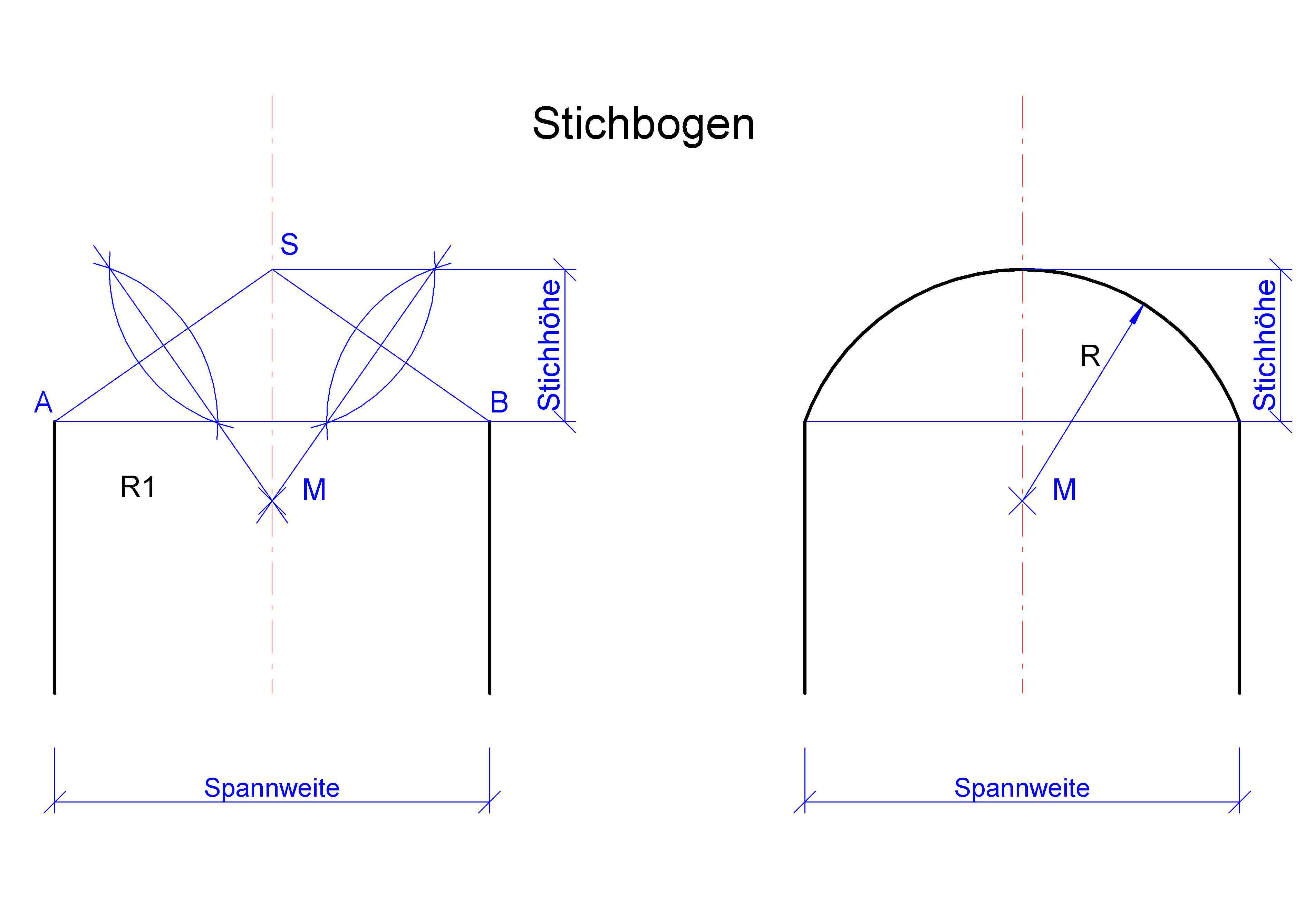
Arc rebaixat

- Arc de mig punt, anomenat també rodó o de semicircumferència. El centre de la circumferència està a l'altura de les impostes, per tant la seva fletxa és igual a la meitat de la seva llum.
- Arc rebaixat o de punt furtat. Quan la fletxa és menor que la semillum.
- Arc peraltat. És un arc estirat o realçat per mitjà d'una o més dovelles rectilínies situades per sobre de la línia d'impostes i que és molt característic de l'art asturià i té per missió donar més esveltesa al conjunt. Cal notar que no sols els arcs d'un sol centre poden ser peraltats; existeixen també, entre d'altres, l'arc de ferradura peraltat –emprat per l'art emiral i califal- o l'arc trevolat amb peralts en el lòbul central o en tots tres, que empra l'arquitectura modernista
- Arc de ferradura, anomenat també arc ultrapassat o arc àrab. La corba depassa la semicircumferència i el seu centre se situa per sobre de la línia d'impostes. L'element essencial de l'arc de ferradura, que és el tancament superior als 180 graus no sols es pot aplicar a l'arc d'un sol centre sinó també a altres com són l'arc d'ogiva, l'arc conopial, etc. Hom en distingeix diversos tipus
  - L'arc de ferradura que es tanca a 2/3 del radi és el més peraltat.
  - L'arc califal es tanca a 1/2 del radi i no ho és tant. Fa un arc d'uns 230 graus.[2]
  - L'arc visigòtic es tanca a 1/3 del radi; és el que ho és menys de tots.
- Arc escarser: és format per un segment de circumferència de 60 °, i el seu centre se situa per sota de la línia d'arrencada. És, doncs, un cas concret d'arc rebaixat. S'ha emprat sovint per fer parella amb un arc de mig punt, de manera que ambdós tinguin una fletxa igual però un cobreixi un espai molt més ample que l'altre. A la zona de Nàpols, aquest tipus d'arc rep el nom d'arc català[3]

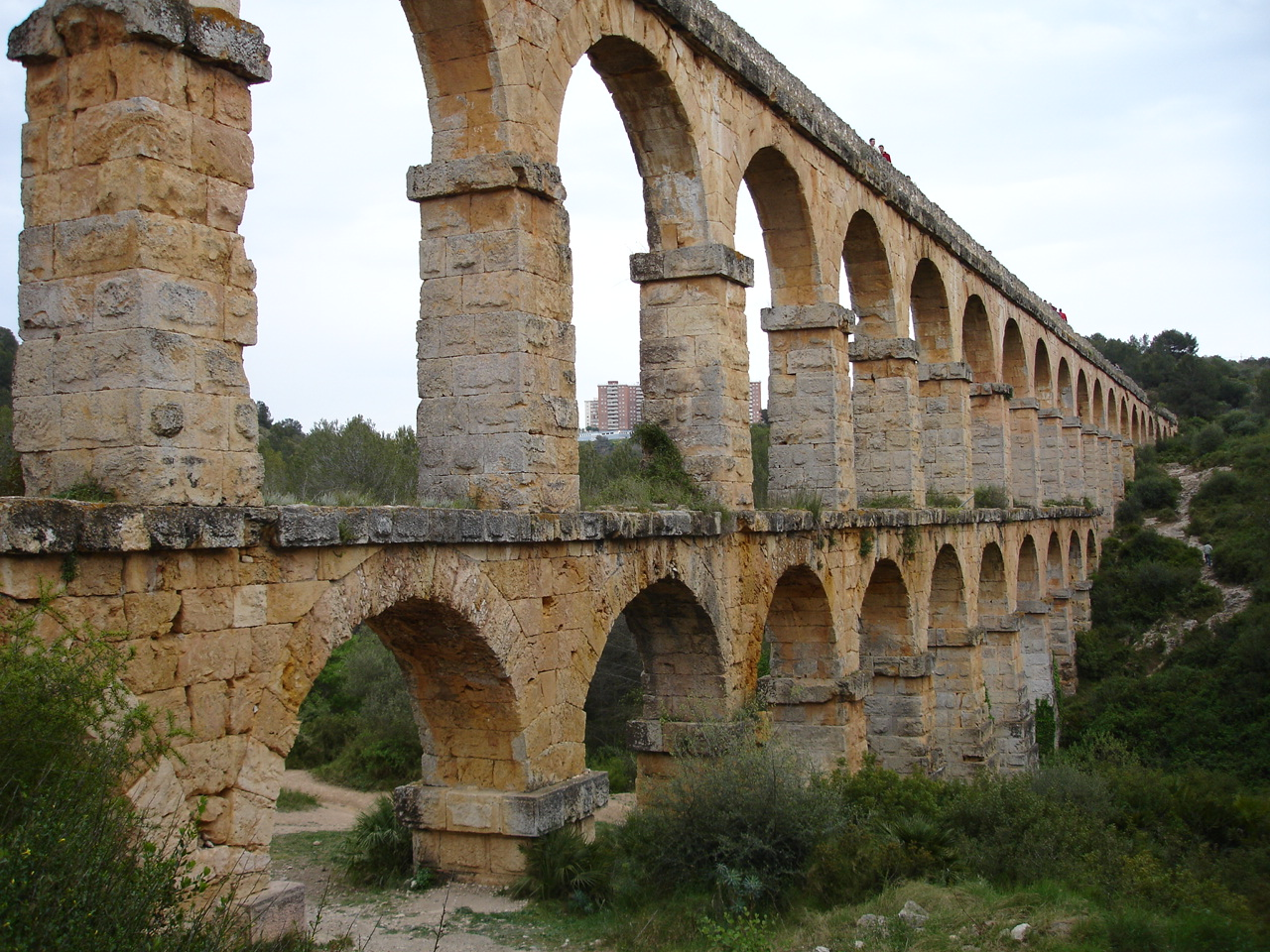
Arcs de mig punt a l'aqüeducte romà de les Ferreres, Tarragona
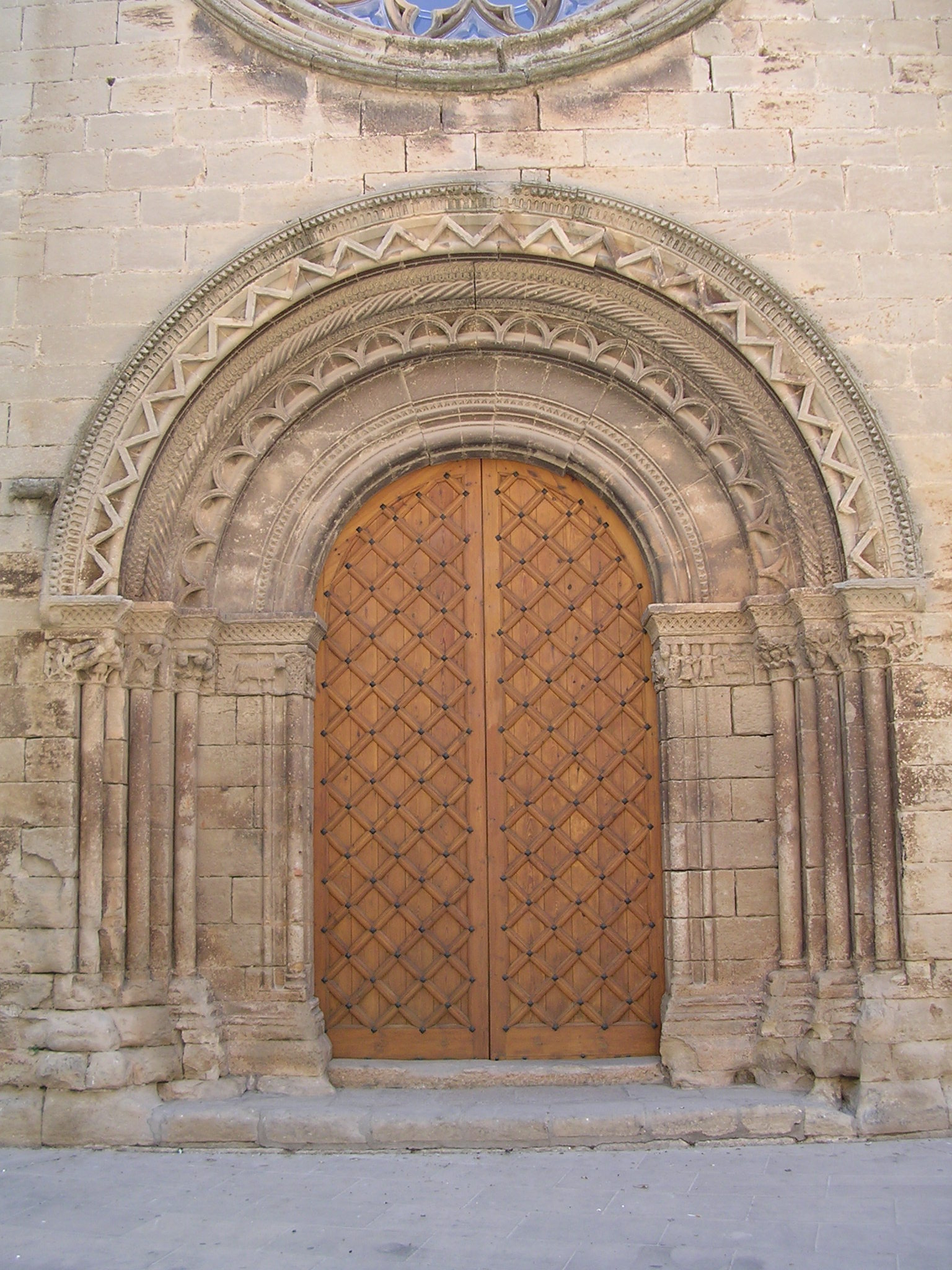
Arc de mig punt a la portada de l'església de Verdú
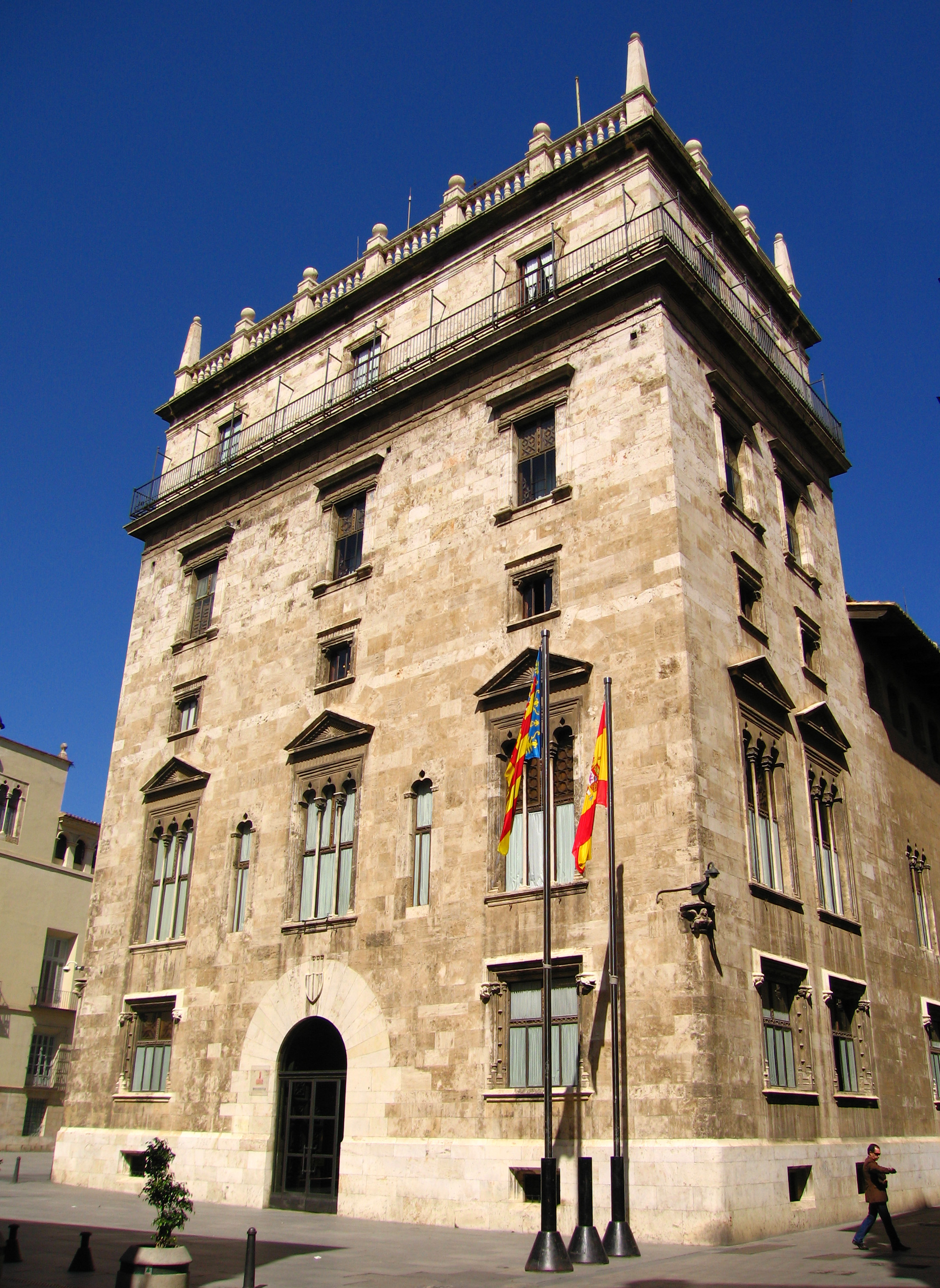
Arc de mig punt a la façana del Palau de la Generalitat Valenciana
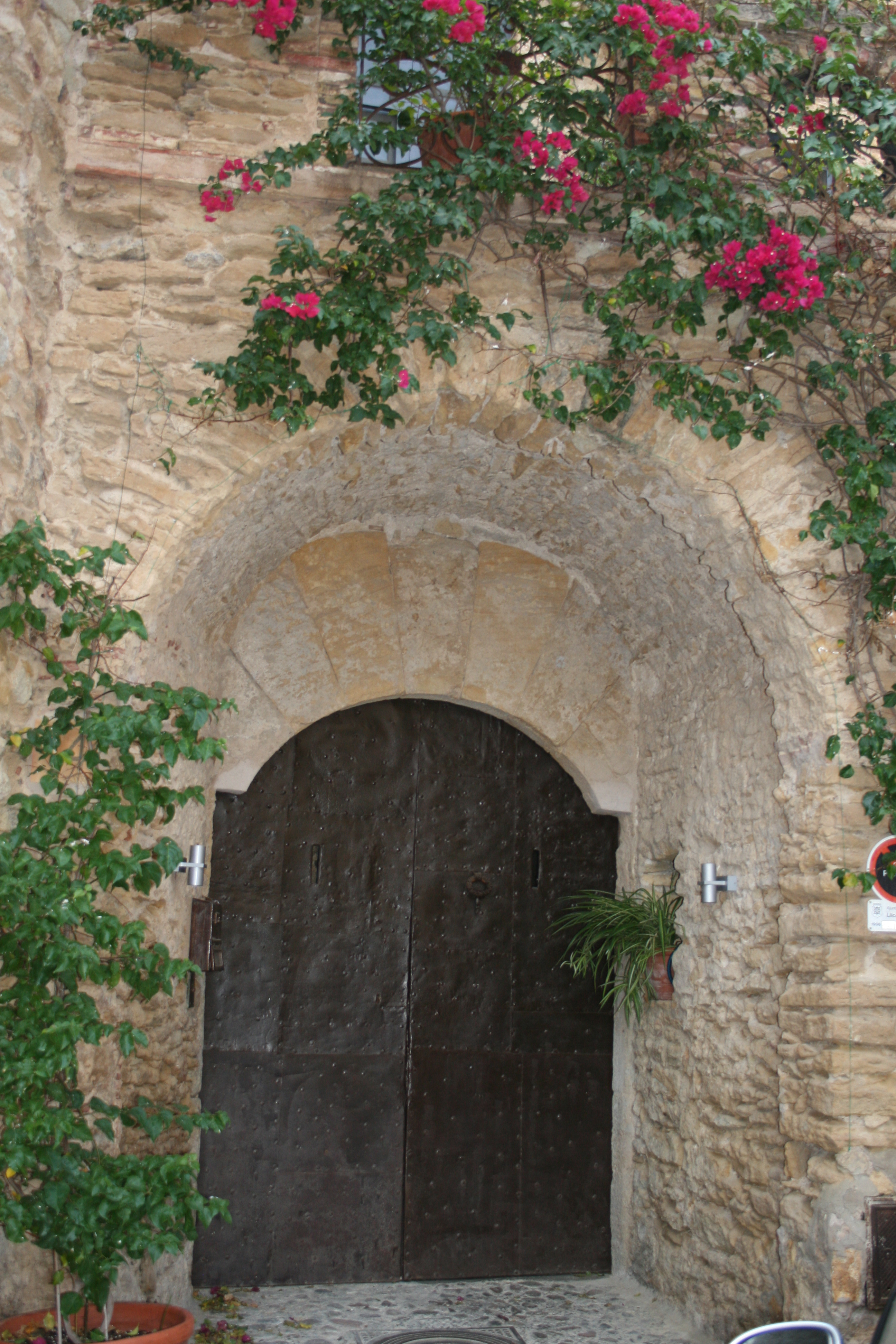
Arc rebaixat en una casa de Pals, Empordà.
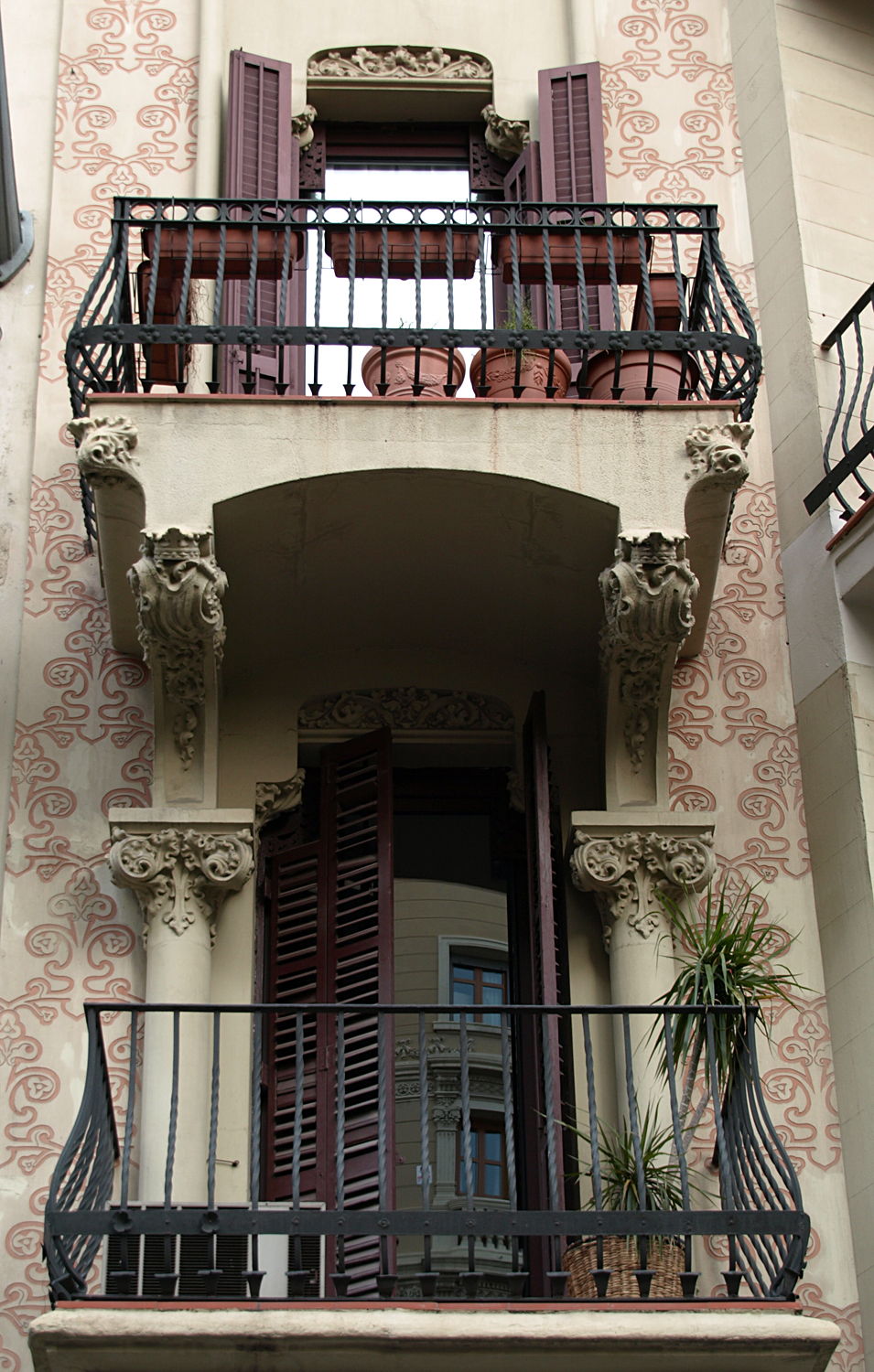
Un balcó suportat per un arc escarser, a la casa Queraltó, obra de Josep Plantada i Artigas
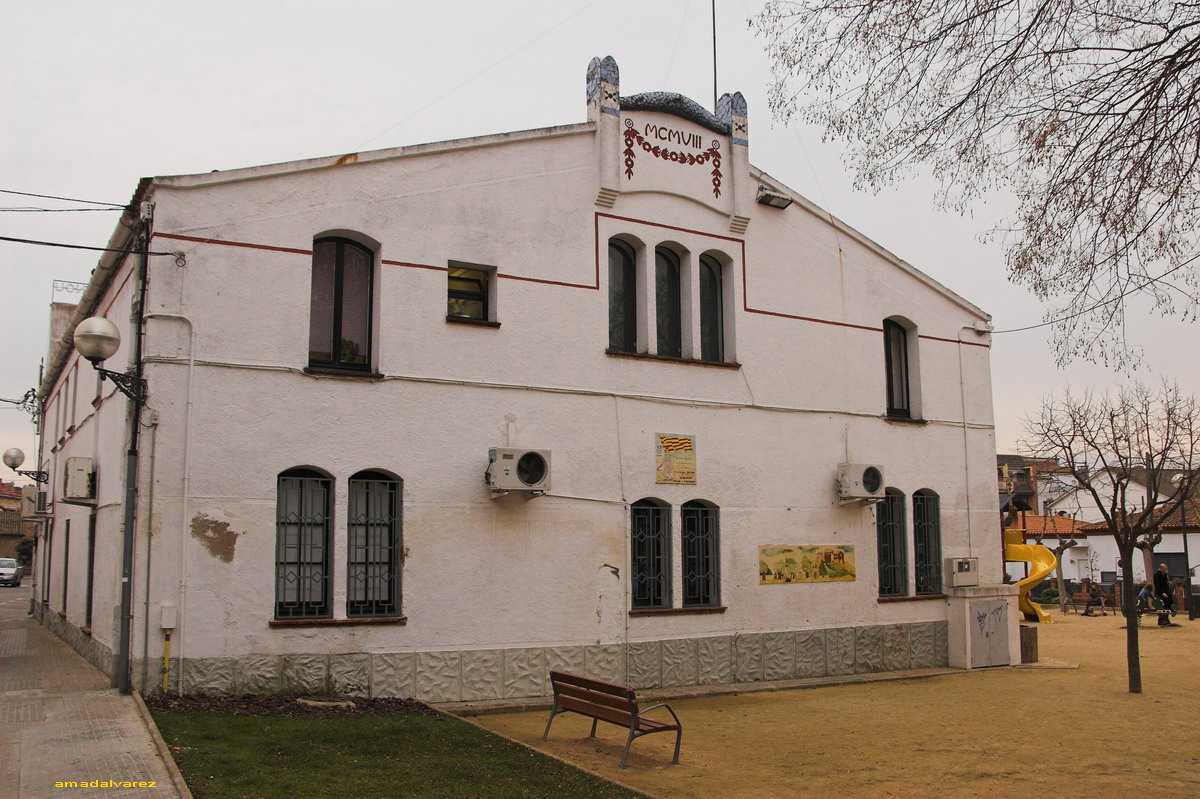
Arcs escarsers a la façana posterior de la Casa de la Vila, de Palau de Plegamans, obra d'Antoni Falguera.
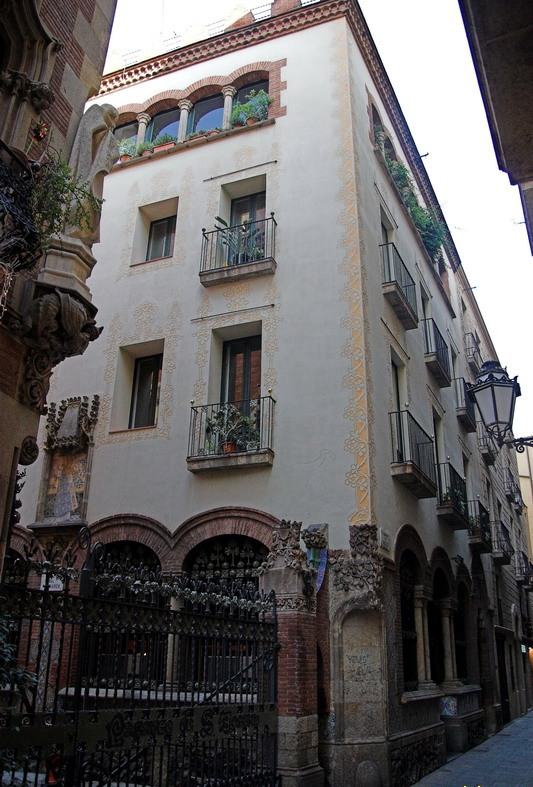
Arcs escarsers a la galeria del pis superior de la Casa Carreras, obra de Josep Puig i Cadafalch
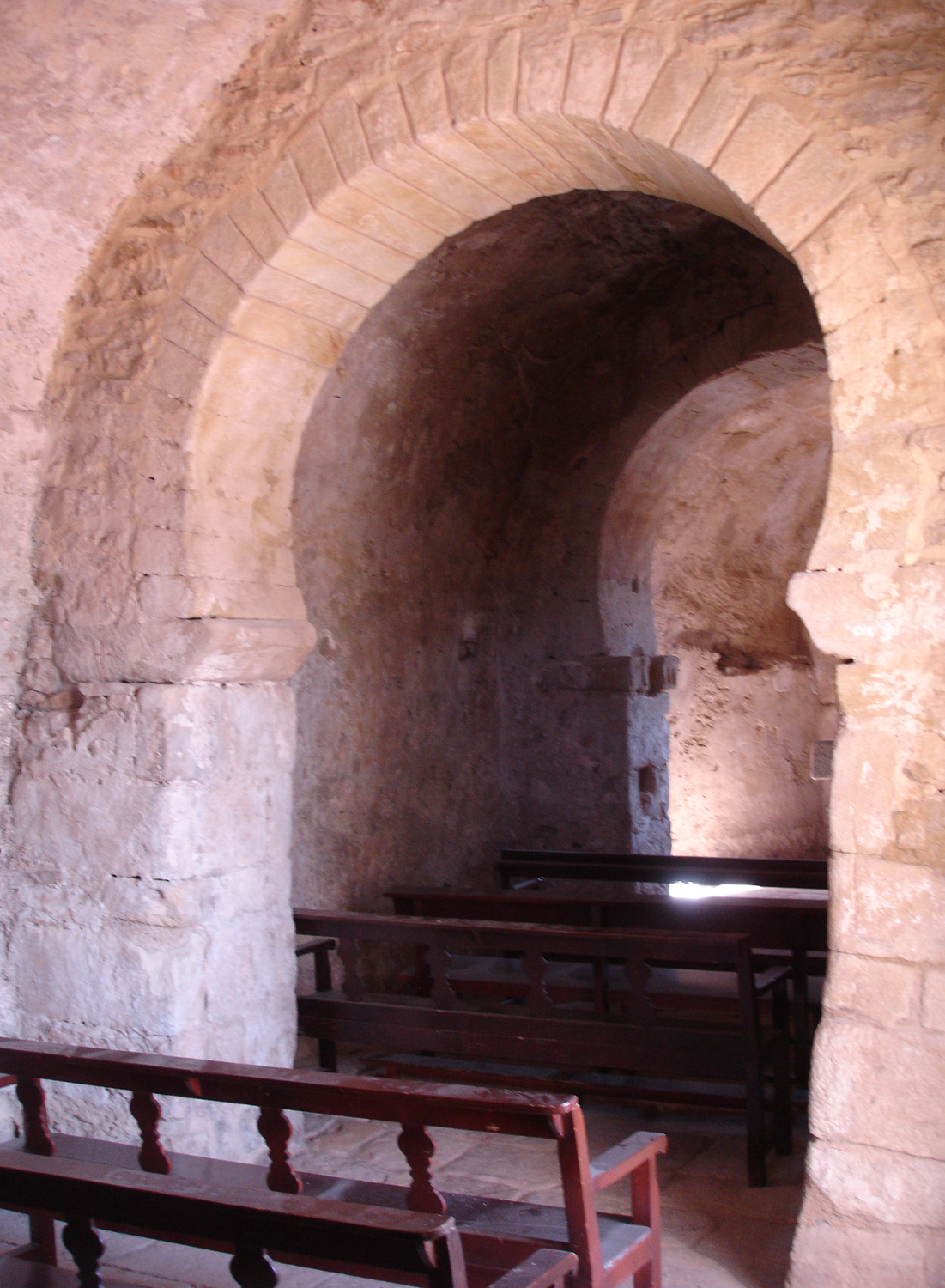
Arc de ferradura a l'interior de l'església preromànica de Sant Julià de Boada
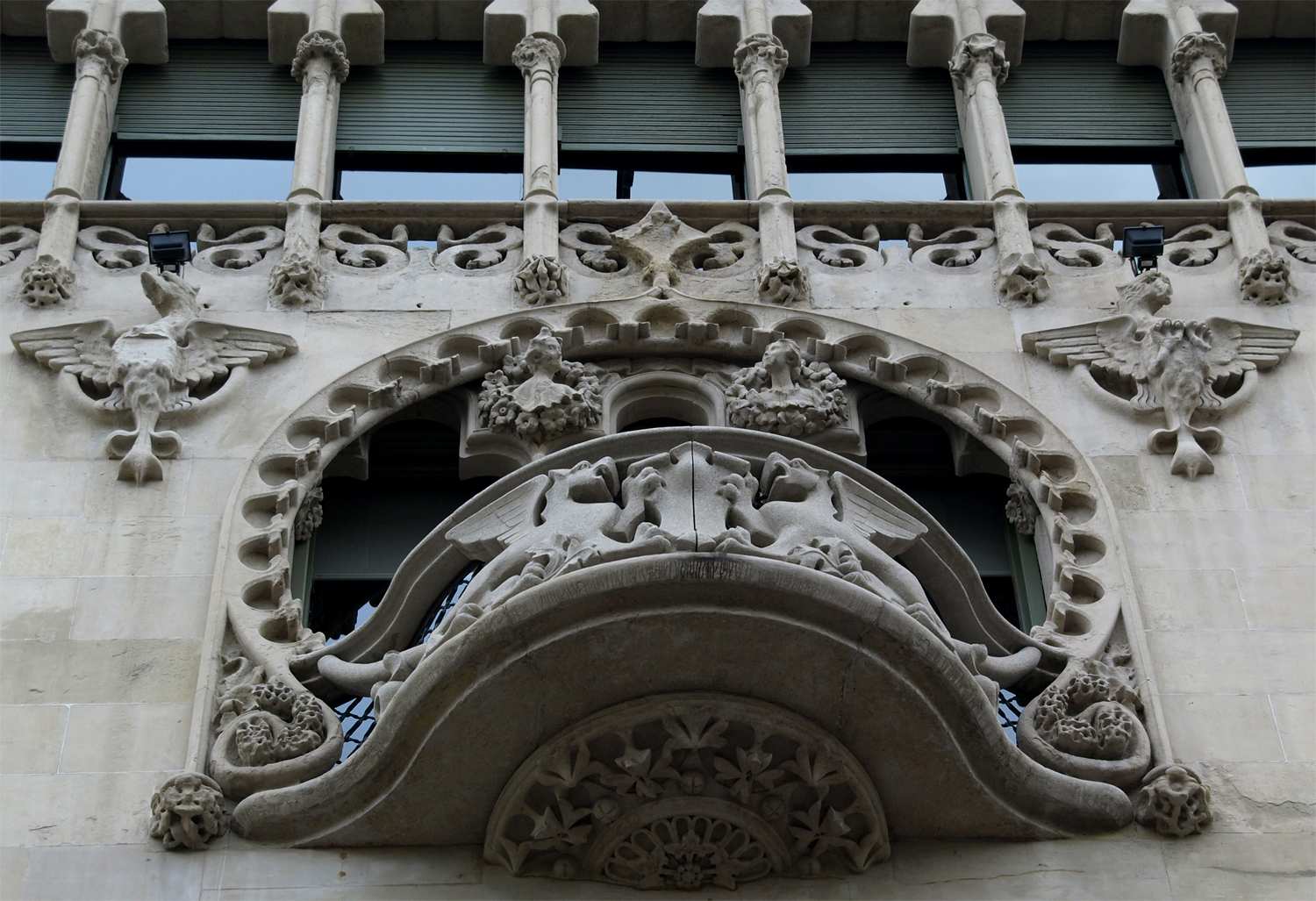
Arc de ferradura en un balcó de la casa Lleó Morera, de Lluís Domènech i Muntaner
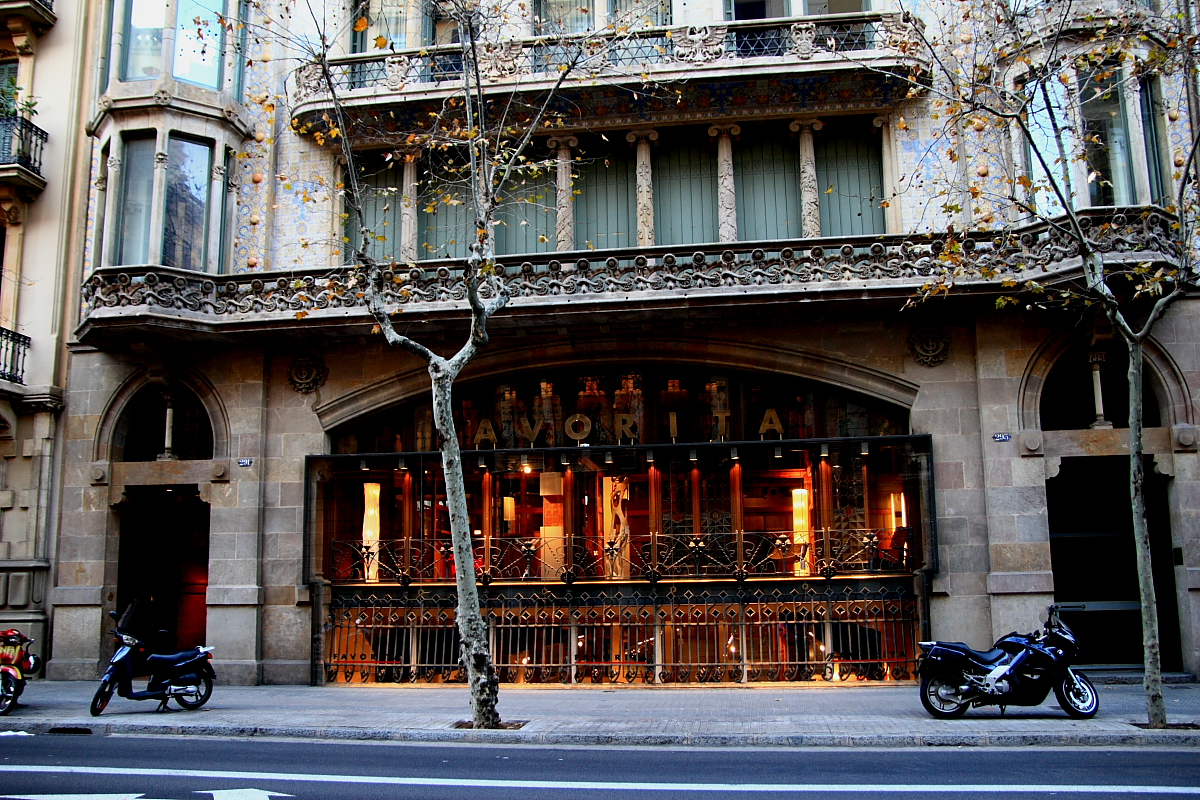
Arc escarser al cos central de la planta baixa de la Casa Thomas, obra de Lluís Domènech i Montaner
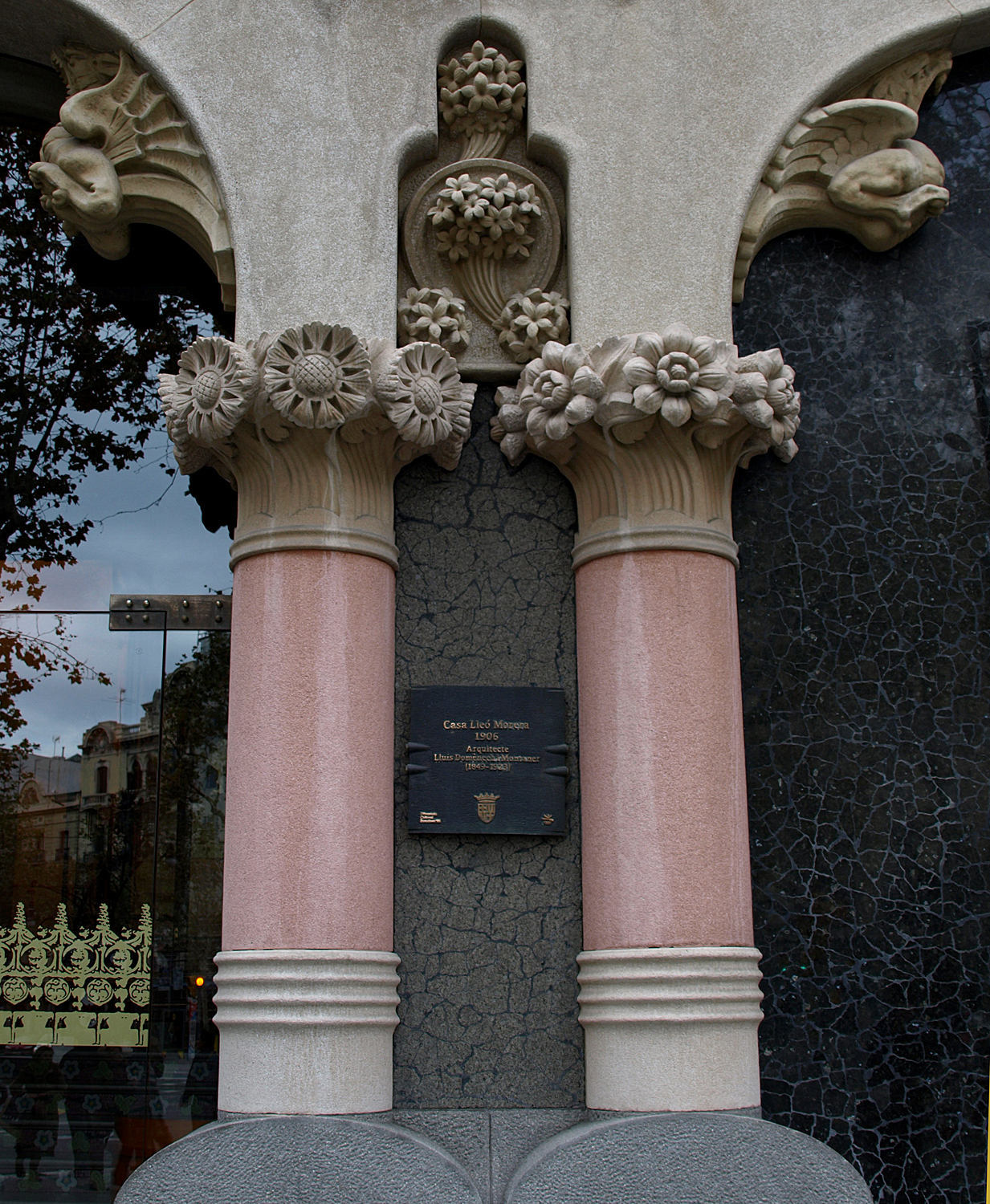
Vista de l'arrencada d'uns arcs peraltats a la casa Lleó Morera, de Lluís Domènech i Montaner
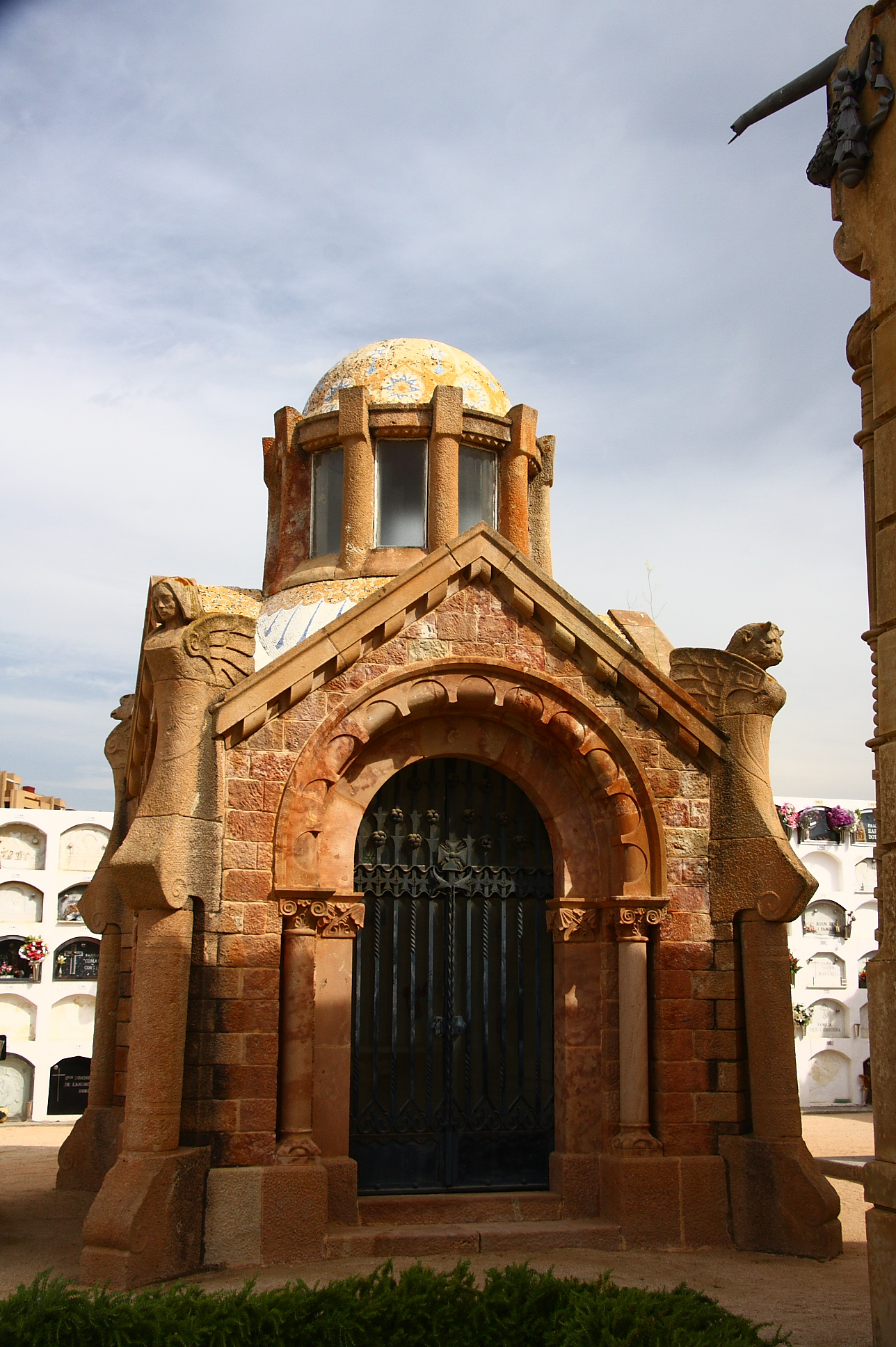
Arc peraltat al panteó de la familia Font-Montaner (Canet de Mar- Maresme), del 1912, de Lluís Domènech i Montaner
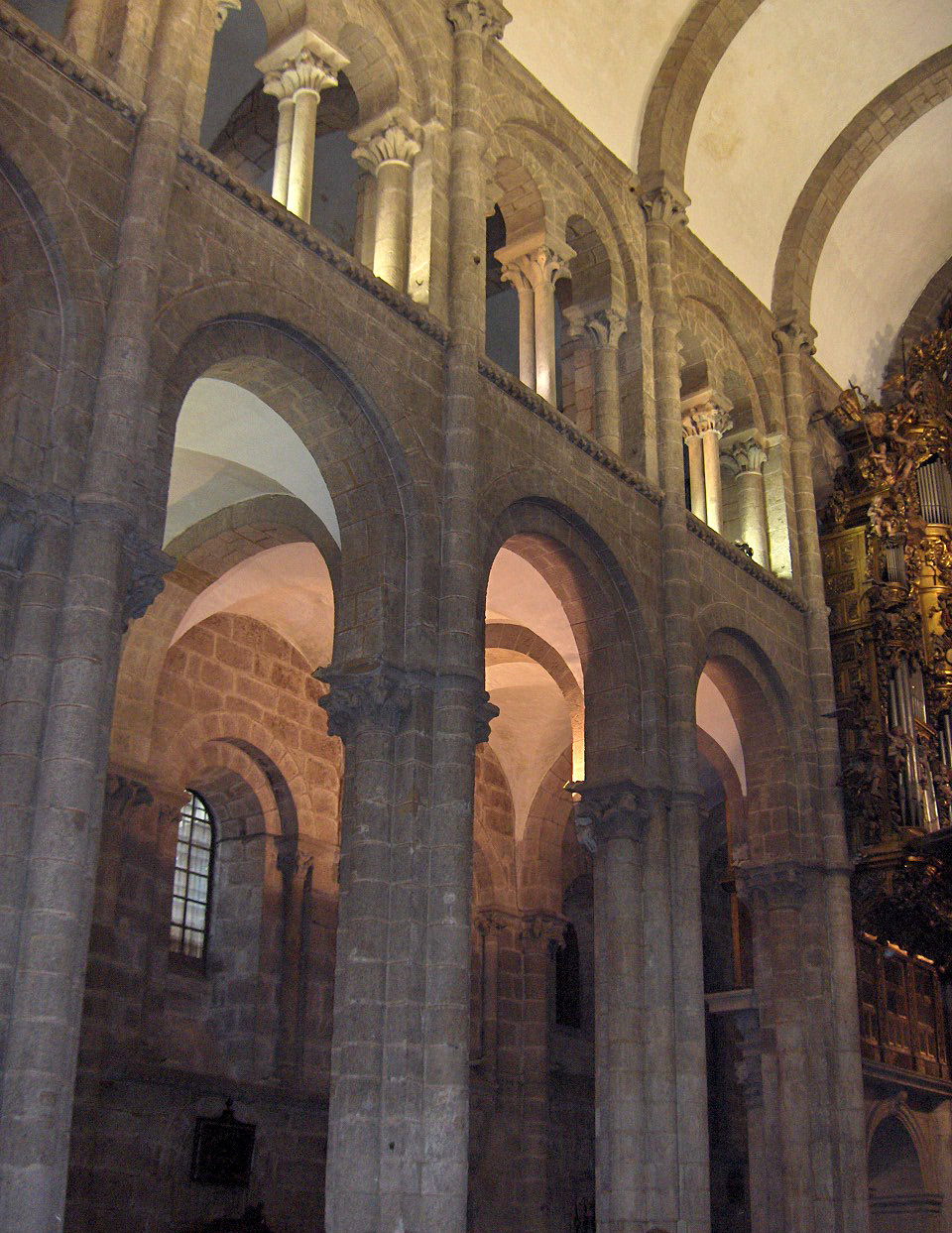
Arcs peraltats a la catedral de Santiago de Compostel·la
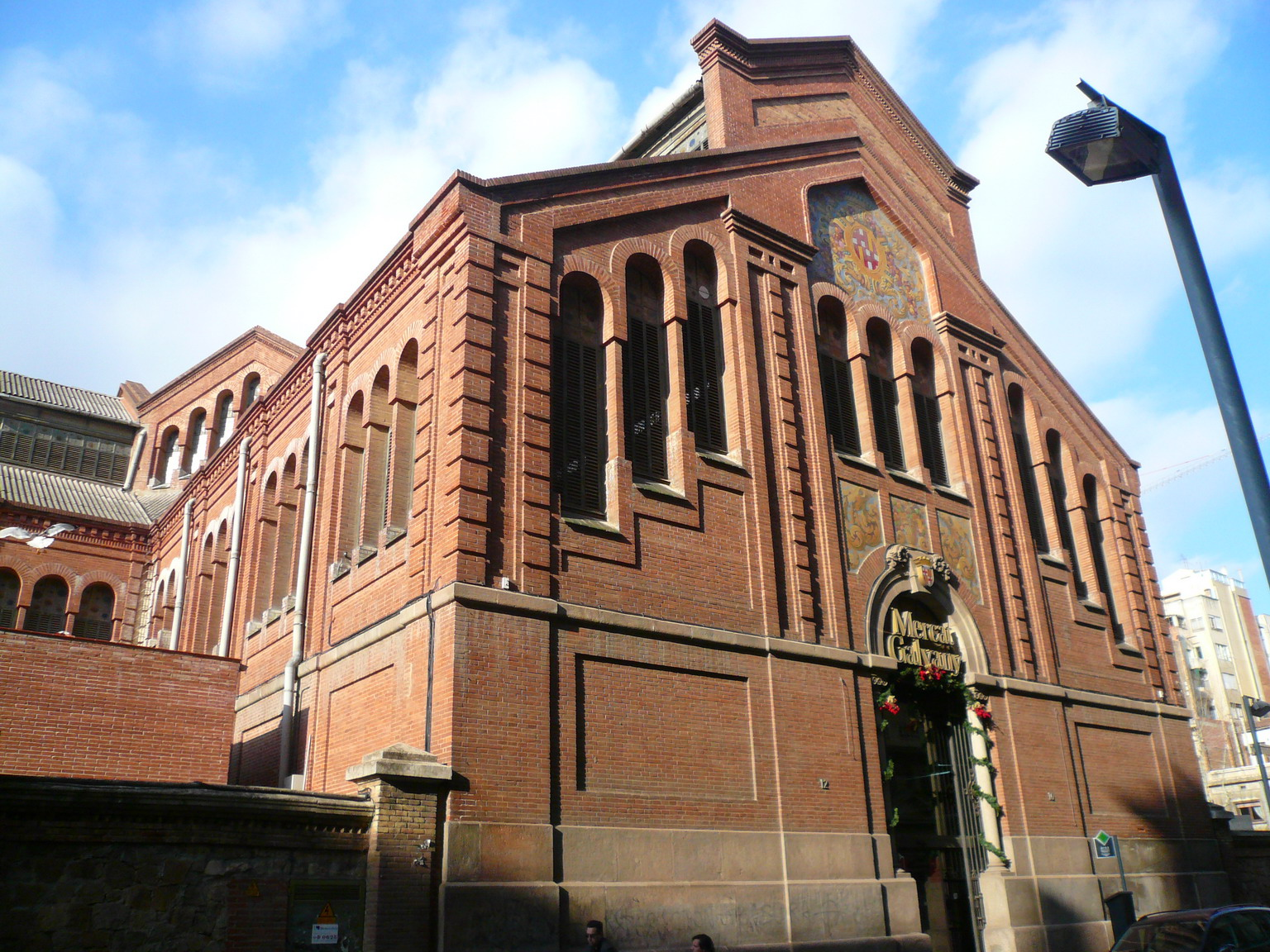
Arcs peraltats al mercat de Galvany, a Barcelona, obra d'Antoni Falguera

#### Arcs circulars de més d'un centre

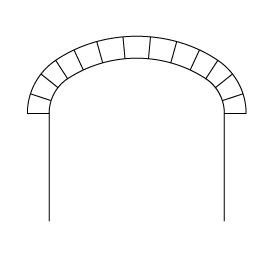
Arc carpanell

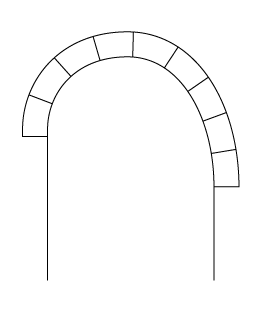
Arc rampant o coix

- Arc carpanell: arc de tres centres. Els dos laterals, a l'altura de l'arrencada descriu dos arcs de circumferència que no arriben als 90 °, mentre que el centre de l'arc central se situa molt per sota de la línia de les impostes i descriu un arc més gran, tangent amb els dos anteriors. Semblantment a l'arc escarser, s'ha emprat sovint fent parella amb el de mig punt, de manera que ambdós tinguin una fletxa igual però un cobreixi un espai més ample que l'altre. També per cobrir espais de molta llum i poca fletxa, com és el cas dels cors elevats de les esglésies.
- Arc rampant o coix o de volta d'escala: arc de dos centres, de radi molt diferent de la qual cosa en deriva una forma asimètrica de l'intradós, de manera que per una banda recorda un arc peraltat.
- Arc d'inflexió: l'intradós recorda el perfil d'una campana.

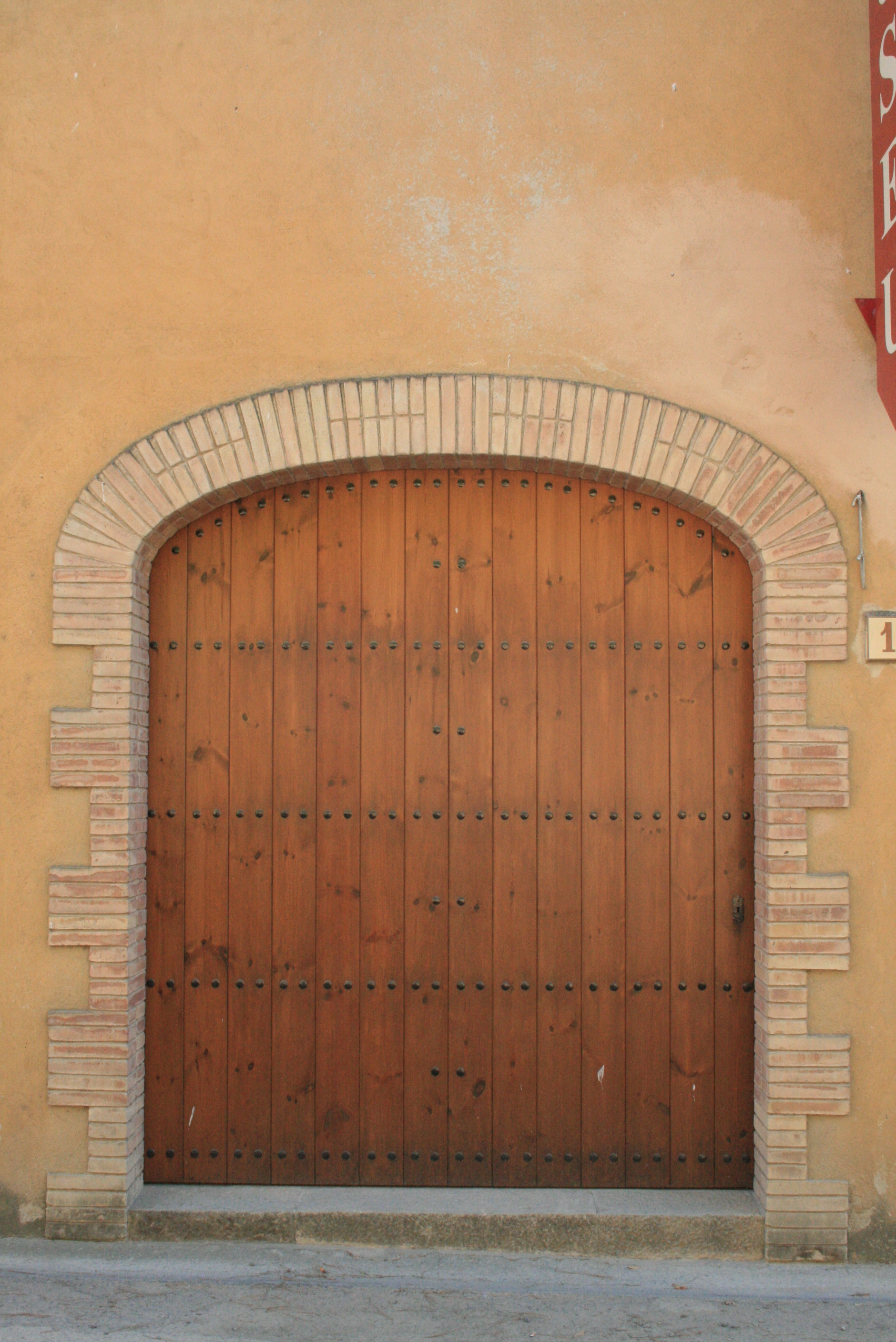
Arc carpanell en una casa de Pals, Empordà.
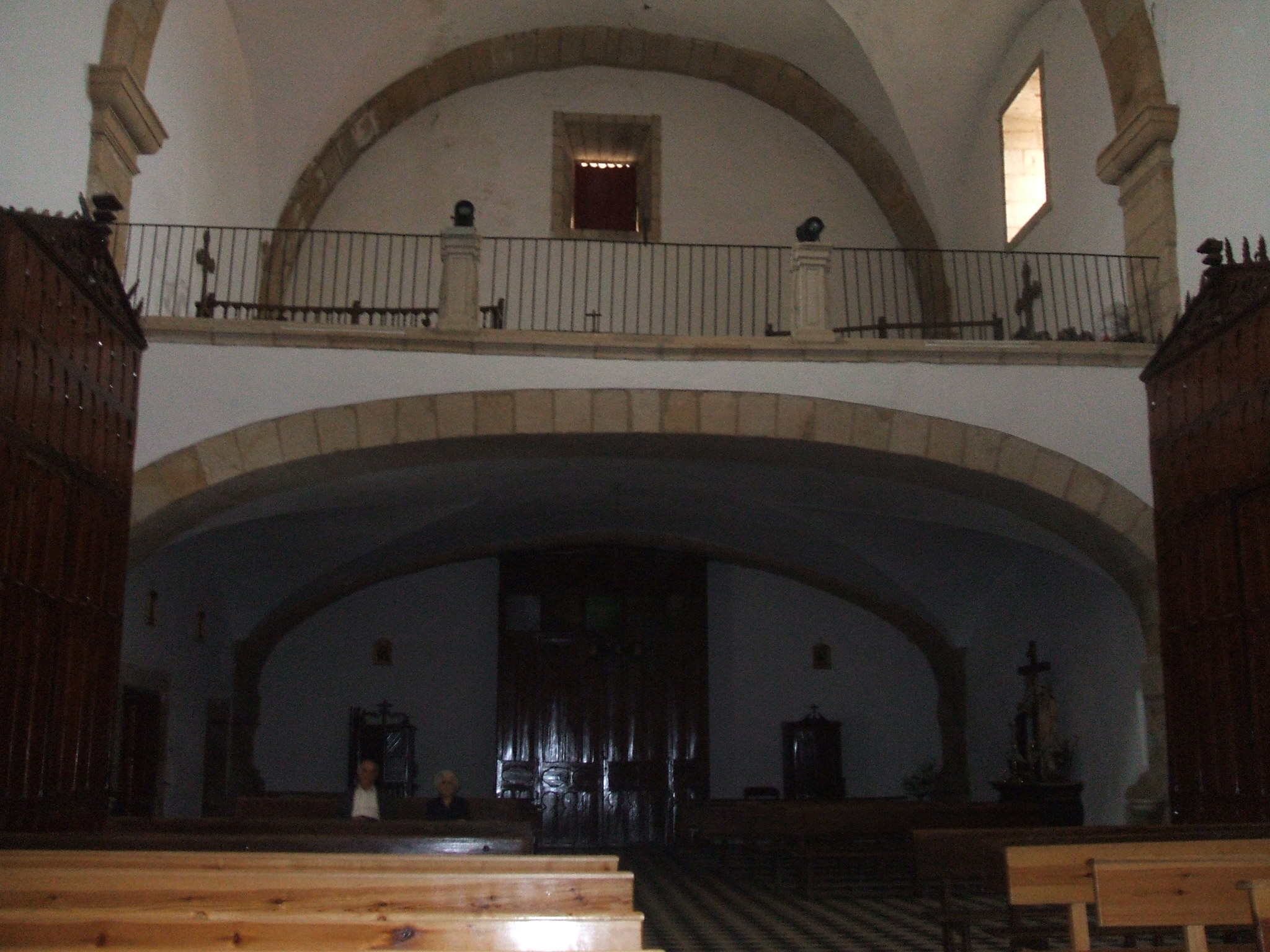
Arc carpanell sustentant el cor elevat de l'església de Navas del Madroño, a Cáceres.
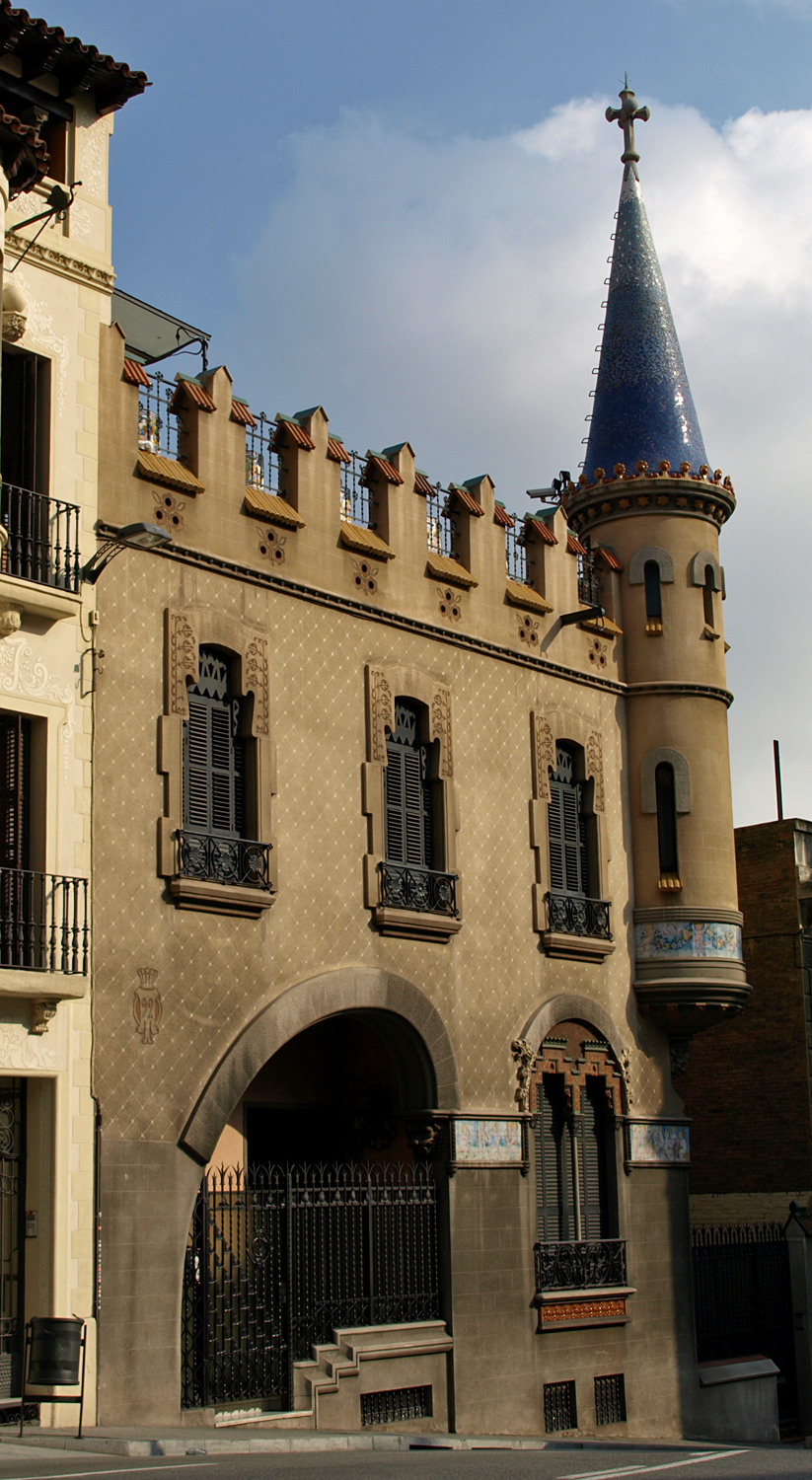
Arc rampant a la façana principal de la casa Comas d'Argemir, obra de Josep Vilaseca i Casanovas
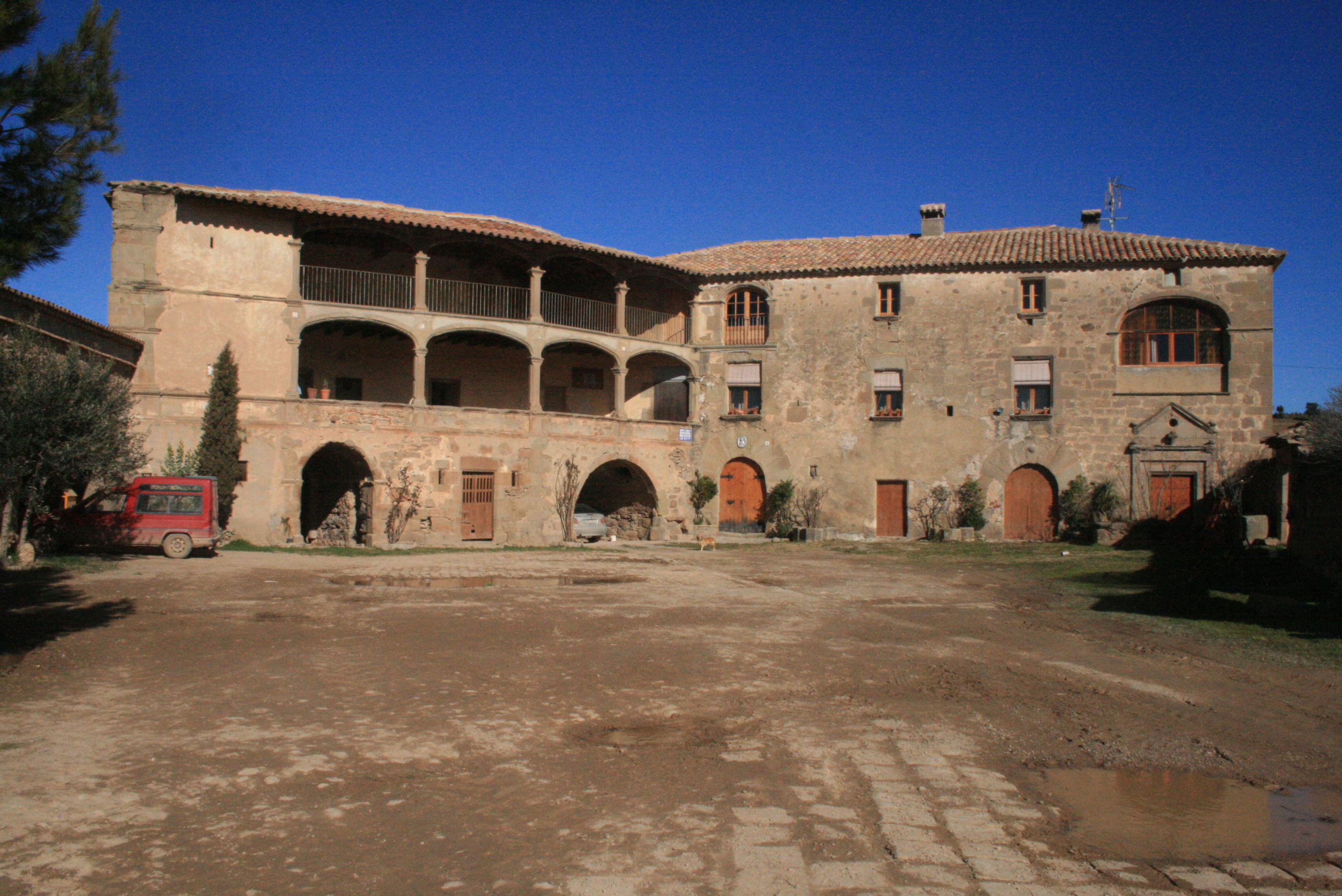
Galeria d'arcs carpanells a la casa Les Cots, al municipi de Viver i Serrateix

#### Arcs no circulars

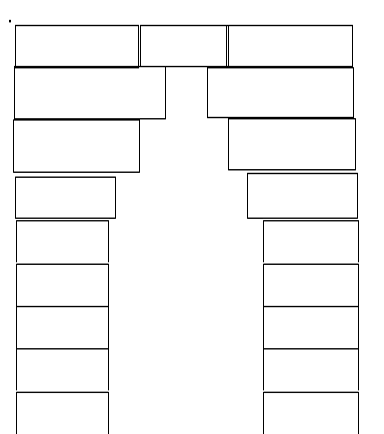
Arc primitiu del tipus esgraonat.

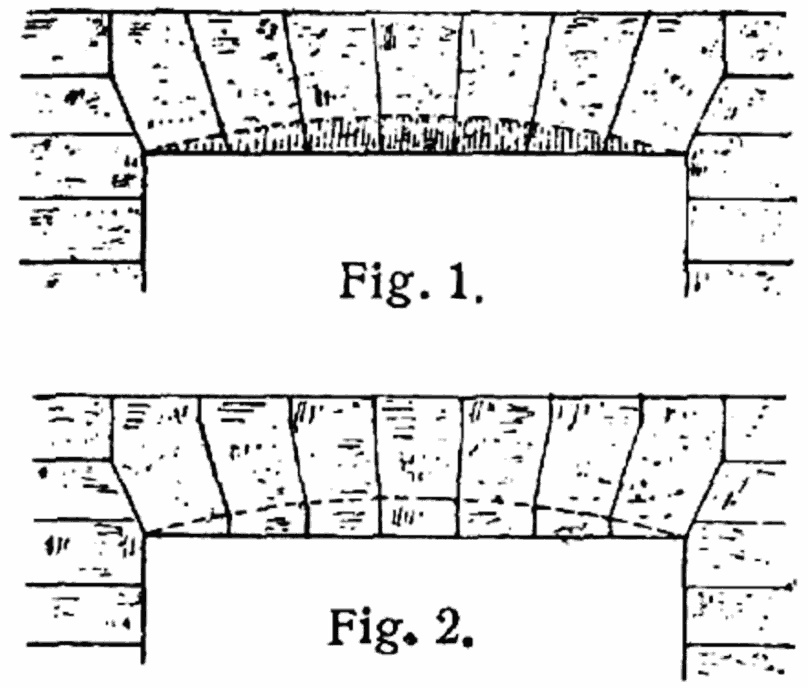
Arcs a nivell; s'aprecia la disposició radial de les dovelles.

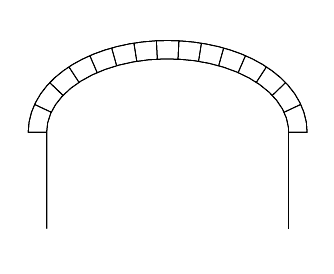
Arc el·líptic.

- Arc primitiu, anomenat també fals arc o arc de peces volades. No tothom el considera un arc. Les diferents peces no es disposen de forma radial com en la immensa majoria dels arcs sinó de manera horitzontal de manera que cada una vola una mica més que la que se situa sota d'ella i és així com tanquen l'espai a cobrir. El resultat té una forma escalonada o de perfil triangular. Era conegut i emprat pels maies i en la civilització micènica (Tresor d'Atreu).
- Arc a nivell o de llinda; anomenat, també, llinda adovellada:[4] L'intradós d'aquest arc és rectilini i horitzontal. Les dovelles estan tallades de manera que la prolongació de llurs perfils convergeix en un punt que descriuria un triangle equilàter amb els extrems de l'intradós.
- Arc el·líptic o de volta de cordill: el seu intradós té forma l'el·lipse els focus de la qual se situen a l'altura de les impostes. Té una forma semblant a l'arc carpanell.
- Arc parabòlic: l'intradós té forma de paràbola, la directriu de la qual es disposa verticalment i coincidint amb la fletxa de l'arc.
- Arc catenari o de catenària. Aquest arc pren el seu nom de la catenària o corba que descriu una cadena suspesa entre dos punts situats a idèntica altura, i que no aguanta cap altre pes que el seu propi. Aquest arc té un intradós que segueix aquest perfil però invertit verticalment. Aquests dos darrers arcs tenen en comú que no requereixen reforços als costats de l'arc per a sustentar-se i no tendeixen a obrir-se; l'arc catenari esdevé la forma òptima de construir arcs que se sustentin per si mateixos;[5] difereixen, però, en el llurs perfils: mentre que l'arc parabòlic tendeix a obrir-se fins a l'infinit, els dos costats de l'arc catenari tendeixen a ser paral·lels.[6] Altres, però, semblen considerar-los sinònims[7]
- Arc funicular. És el que s'obté quan a una cadena se li pengen pesos en llocs puntuals.[8]

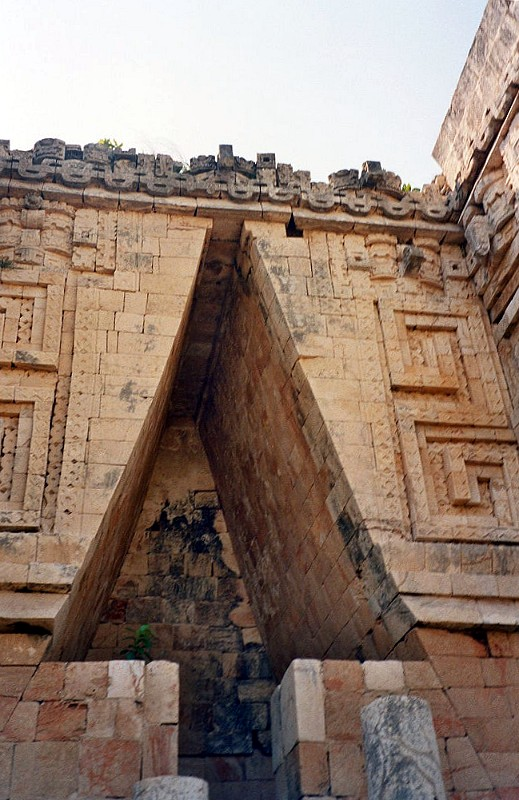
Arc primitiu triangular a les ruïnes de la ciutat maia, d'Uxmal, al Yucatán, Mèxic.
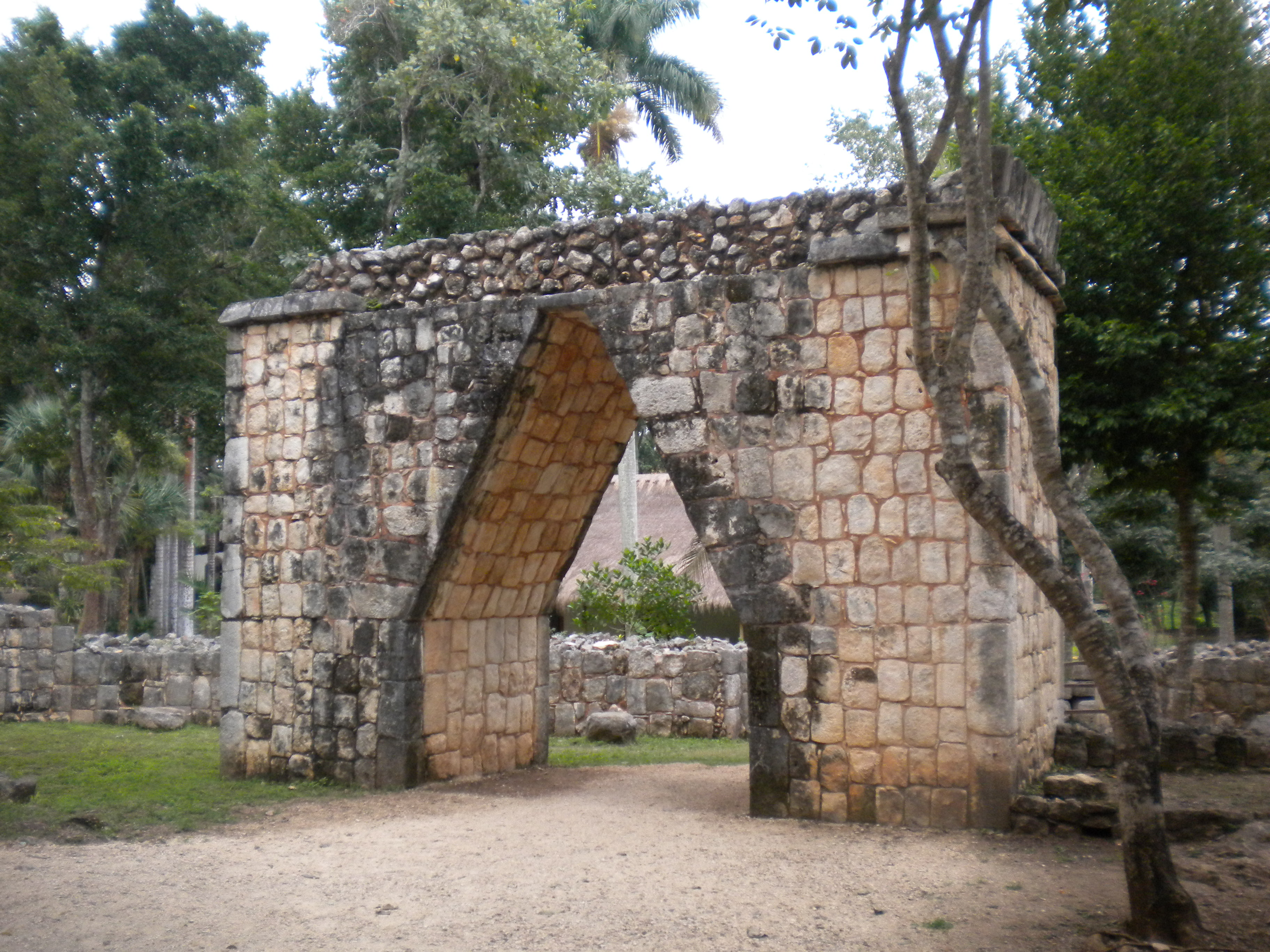
Arc primitiu maia de Chichén Itzá, al Yucatán.
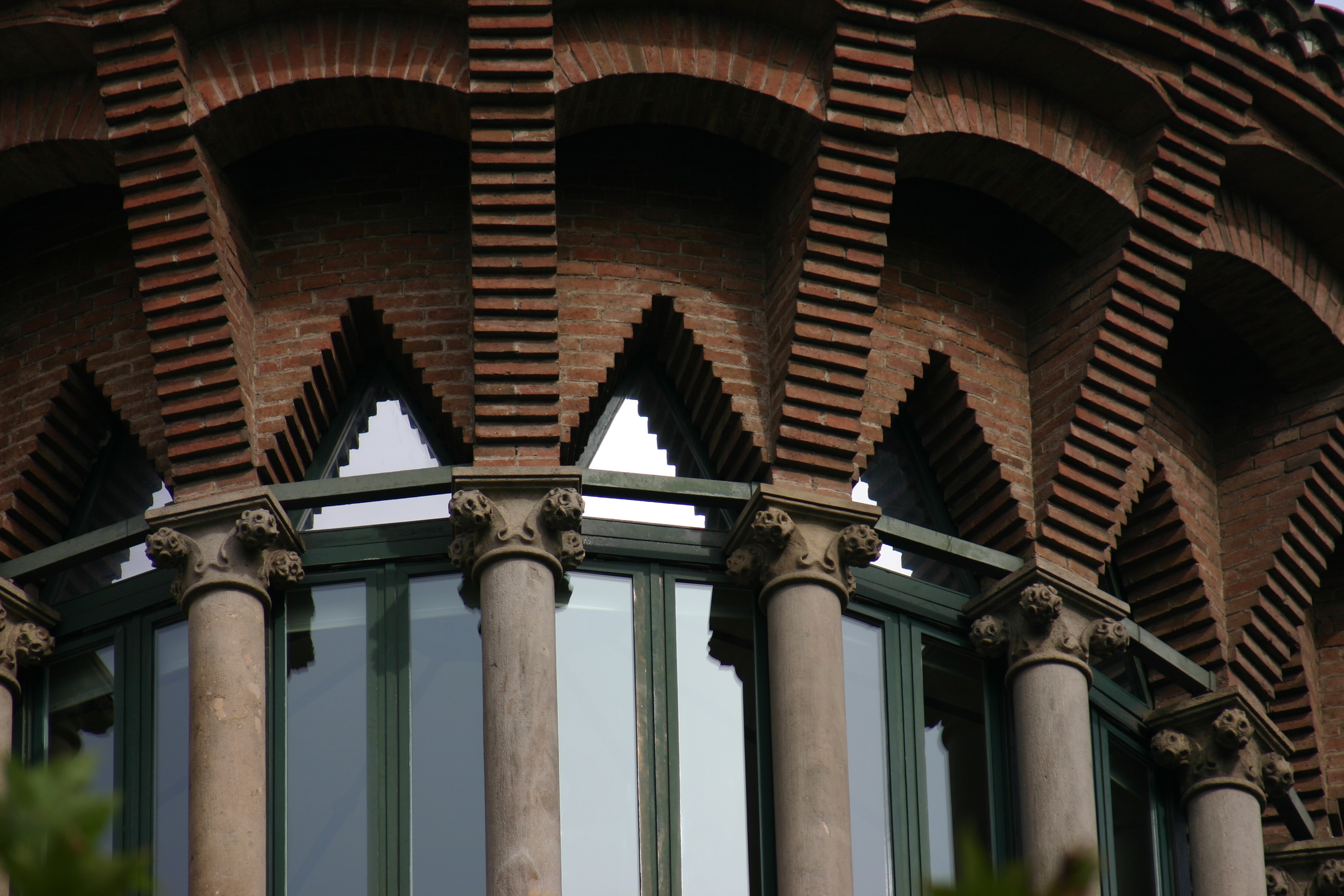
Arc primitiu esglaonat a la Casa de les Punxes de Josep Puig i Cadafalch
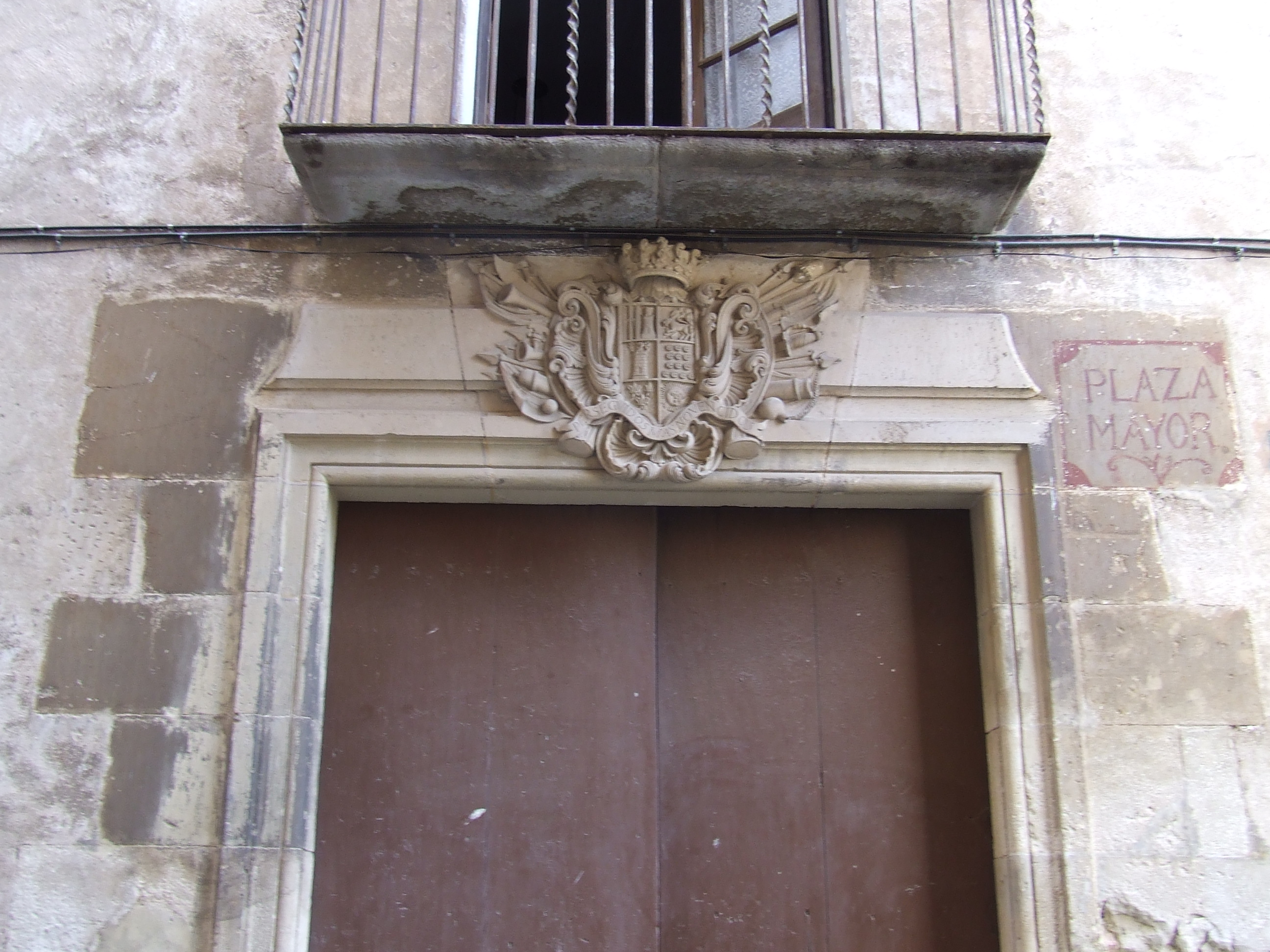
Llinda adovellada (la central amb escut d'armes) al palau renaixentista dels Eroles, a Talarn, Pallars Jussà.
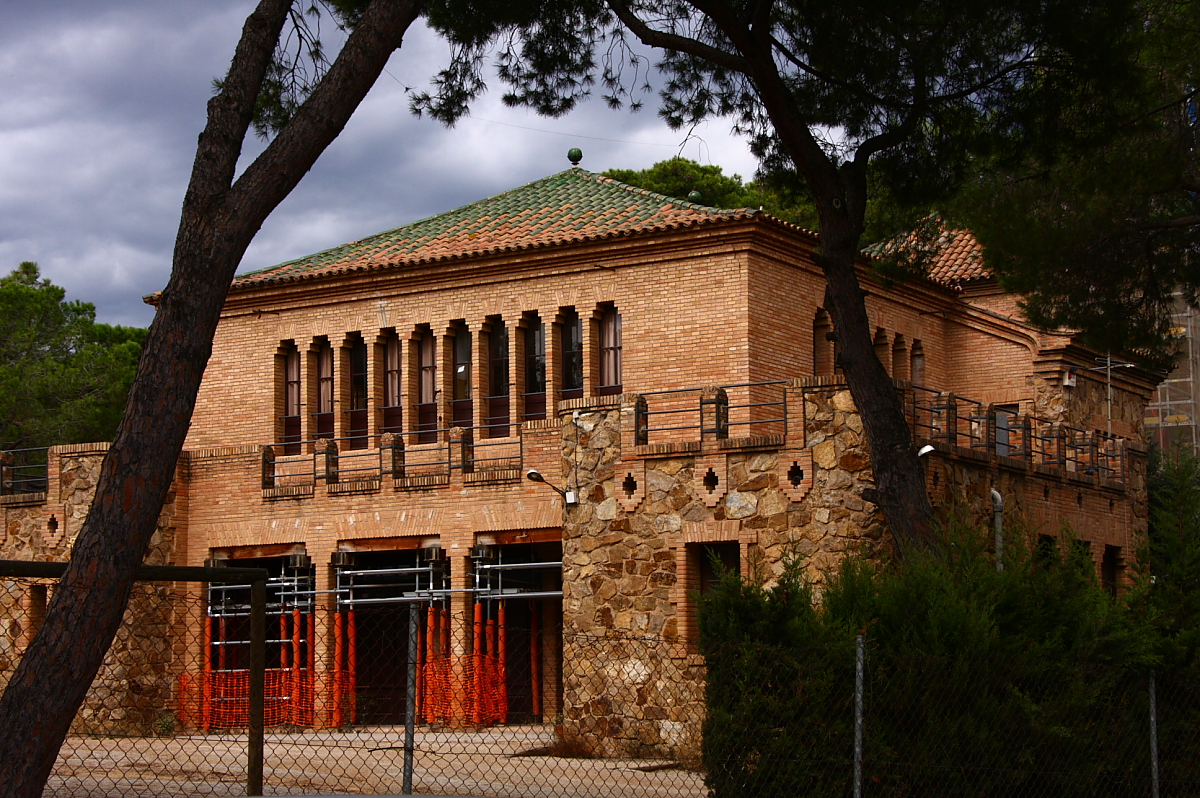
Arcs a nivell, de totxo, a l'escola de la Colònia Güell, obra de Francesc Berenguer i Bellvehí
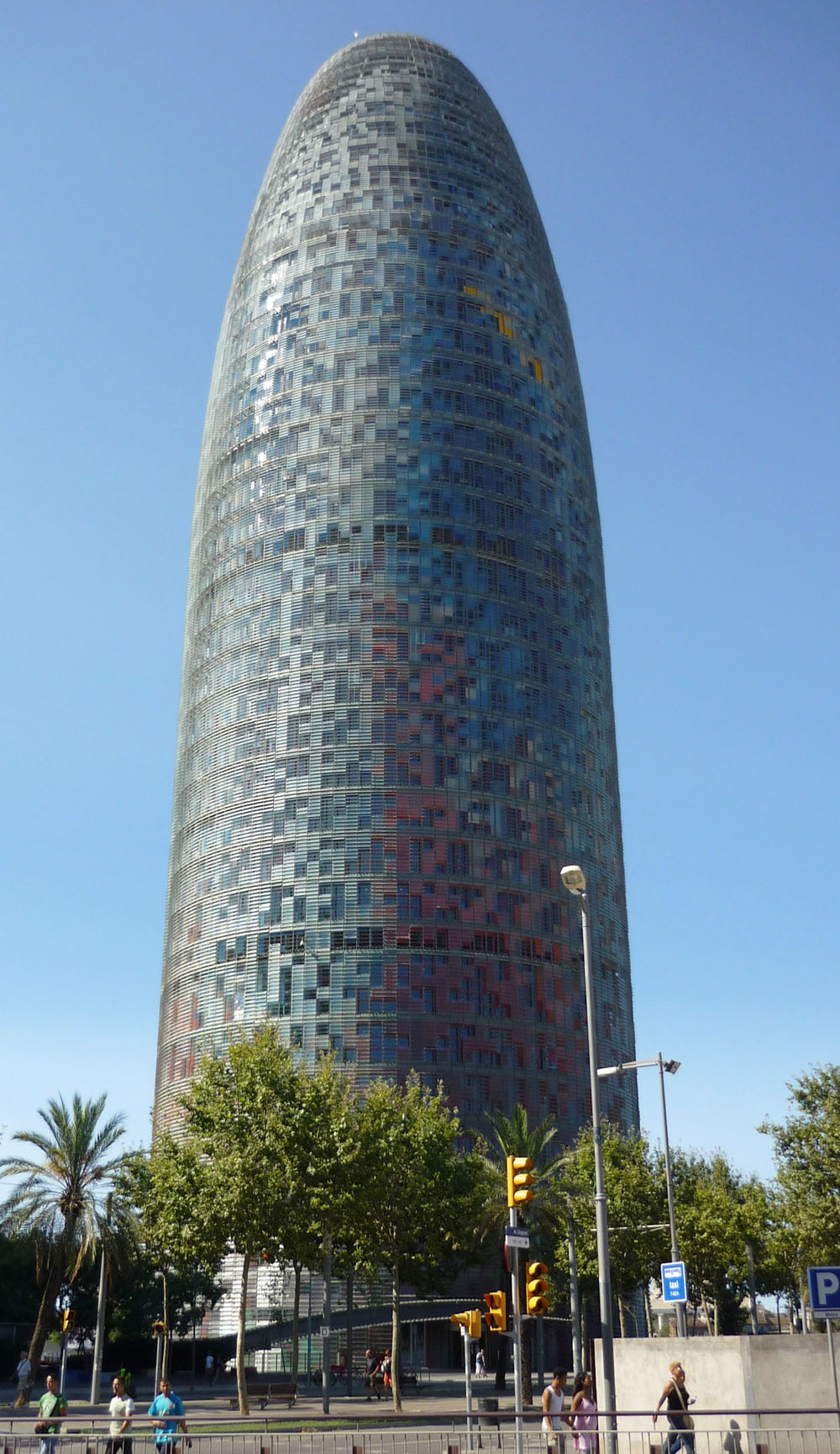
La Torre Agbar, a Barcelona, obra de Jean Nouvel, basada en la forma de l'arc catenari.
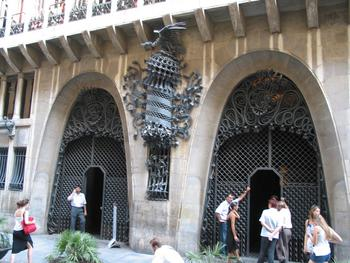
Arcs parabòlics[8] a la façana del Palau Güell, obra d'Antoni Gaudí.
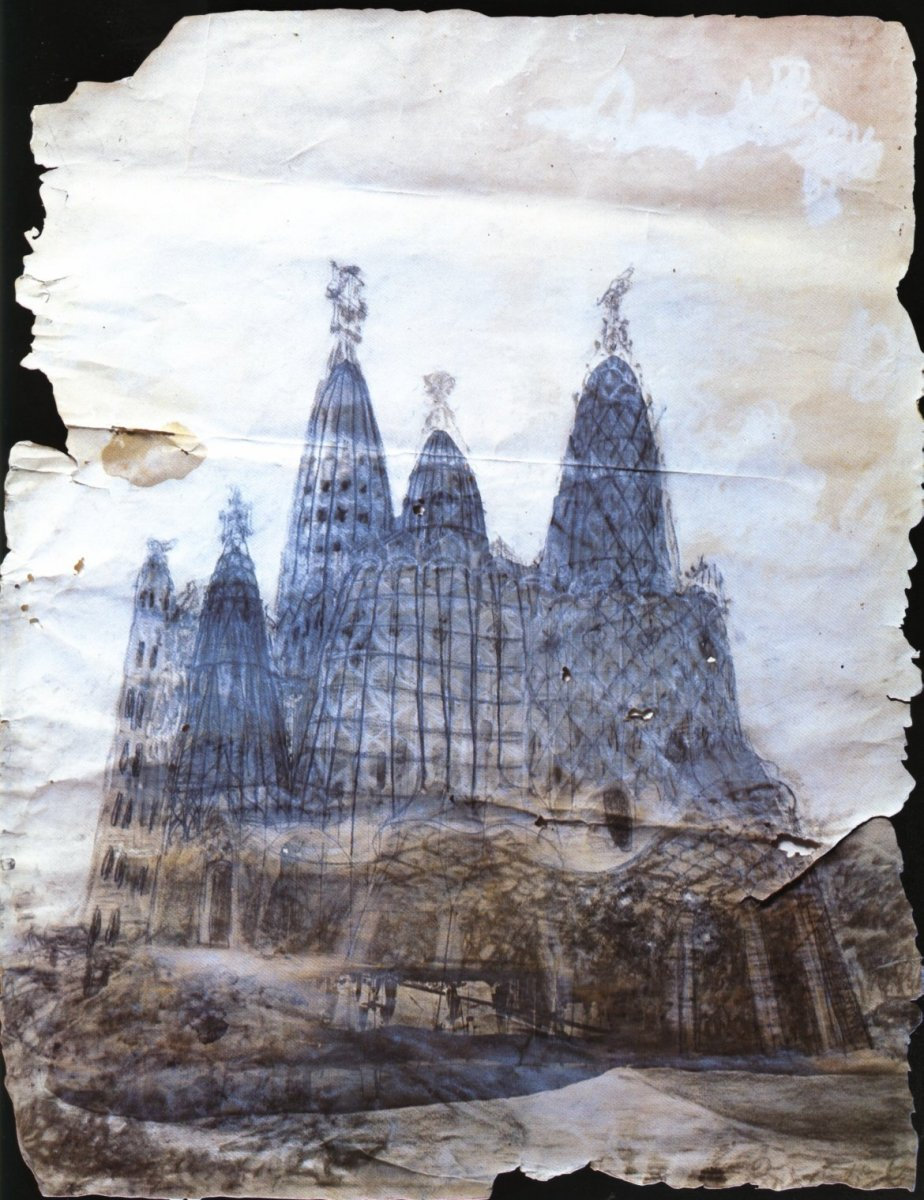
Projecte original per a la cripta de la Colònia Güell, d'Antoni Gaudí basant-se en arcs funiculars.

#### Arcs apuntats

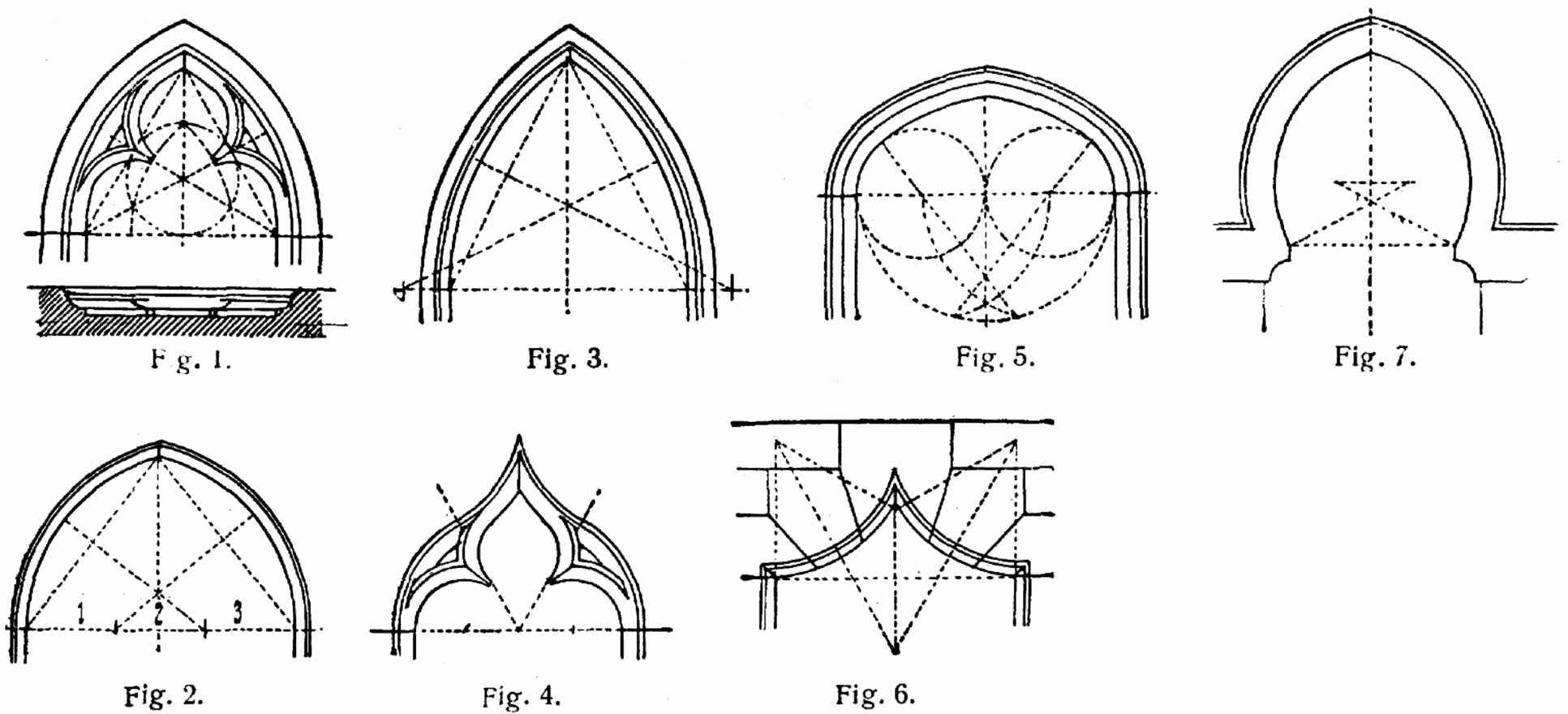
Diferents arcs de més d'un centre. Les figures 2 i 3 mostren arcs apuntats de diferent distància entre els seus centres. La figura 7 mostra un arc de ferradura apuntat.

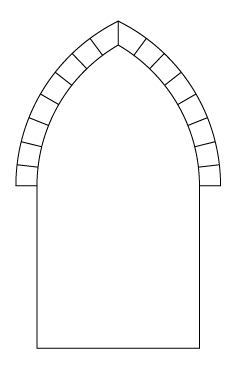
Arc ogival o apuntat.

- Arcs apuntats o ogivals: Les dues corbes formen angle a la clau. Segons on estiguin situats els centres, s'anomenen:
  - Arc de tot punt o apuntat equilàter: quan els seus centres estan en les arrencades, en la línia de les impostes; la distància entre els centres és igual a la llum de l'arc, i igual a la distància entre cada un dels centres i la intersecció dels dos segments de circumferència.
  - Arcs en els quals la distància entre els centres és menor que la llum; anomenats arcs apuntats d'angle obtús o arcs apuntats rebaixats. Destaquen:
    - Arc de terç punt: quan, dividida la seva llum en tres parts, els centres es troben en els extrems del terç central.
    - Arc de quart punt, quan, dividida la llum en quatre, els centres estan en els extrems dels 2 quarts.

  - Arc apuntat peraltat o de llanceta, o arc apuntat d'angle agut, en el qual la distància entre els centres és major que la llum. Els centres se situen fora de l'arc i el triangle format és més esvelt.

Els arcs ogivals d'igual llum amb centres a distàncies diferents aconsegueixen fletxes també diferents. Això permet fer successions d'arcs apuntats d'igual fletxa i diferents llums.
- - Arc trencat, en el qual els dos centres se situen per sota de la línia d'impostes.

Cal fer notar que també existeix –especialment en l'art califal; hom en troba exemples a l'Alhambra de Granada- un arc ogival peraltat.

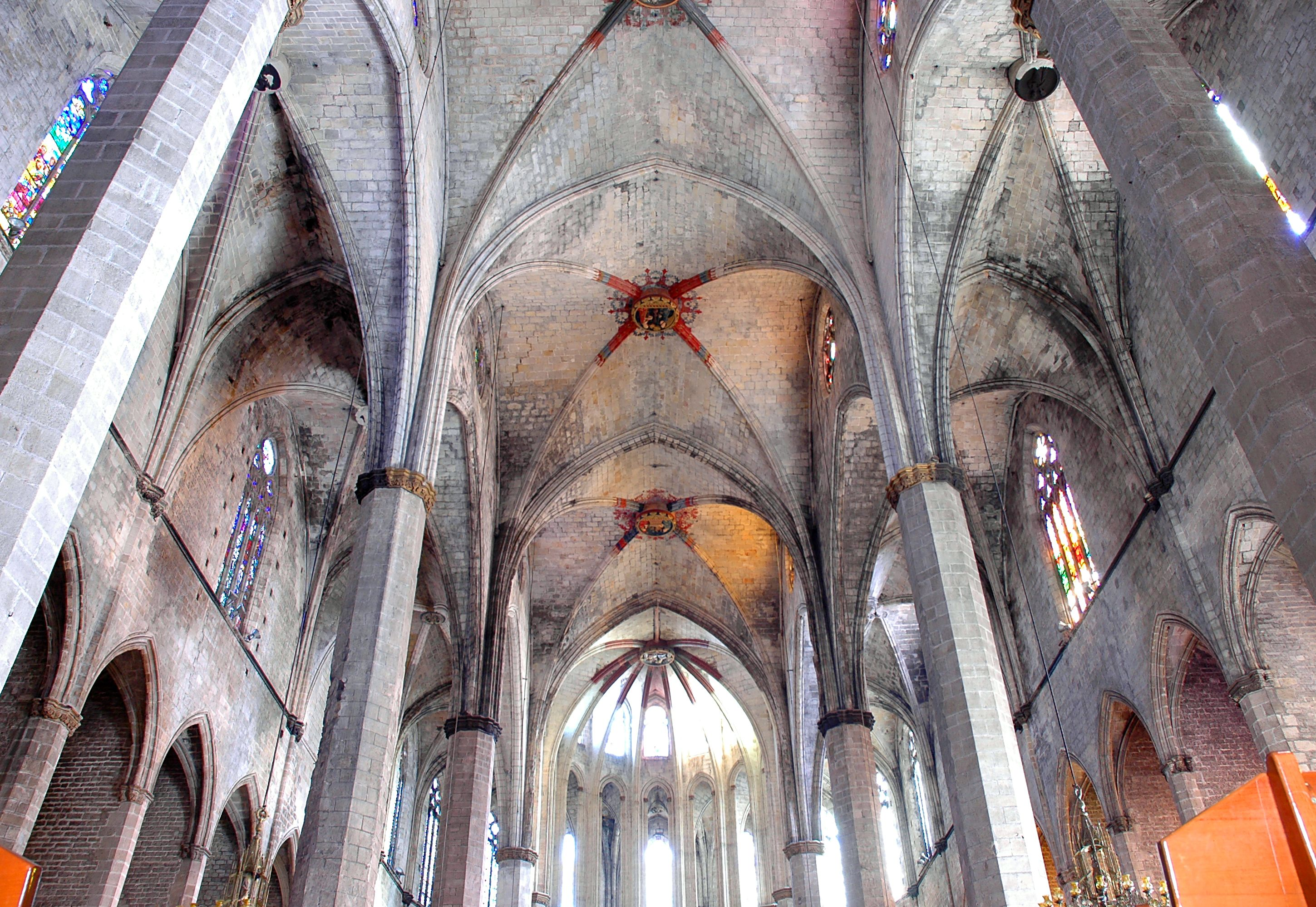
Arcs ogivals a l'església de Santa Maria del Mar, de Barcelona.
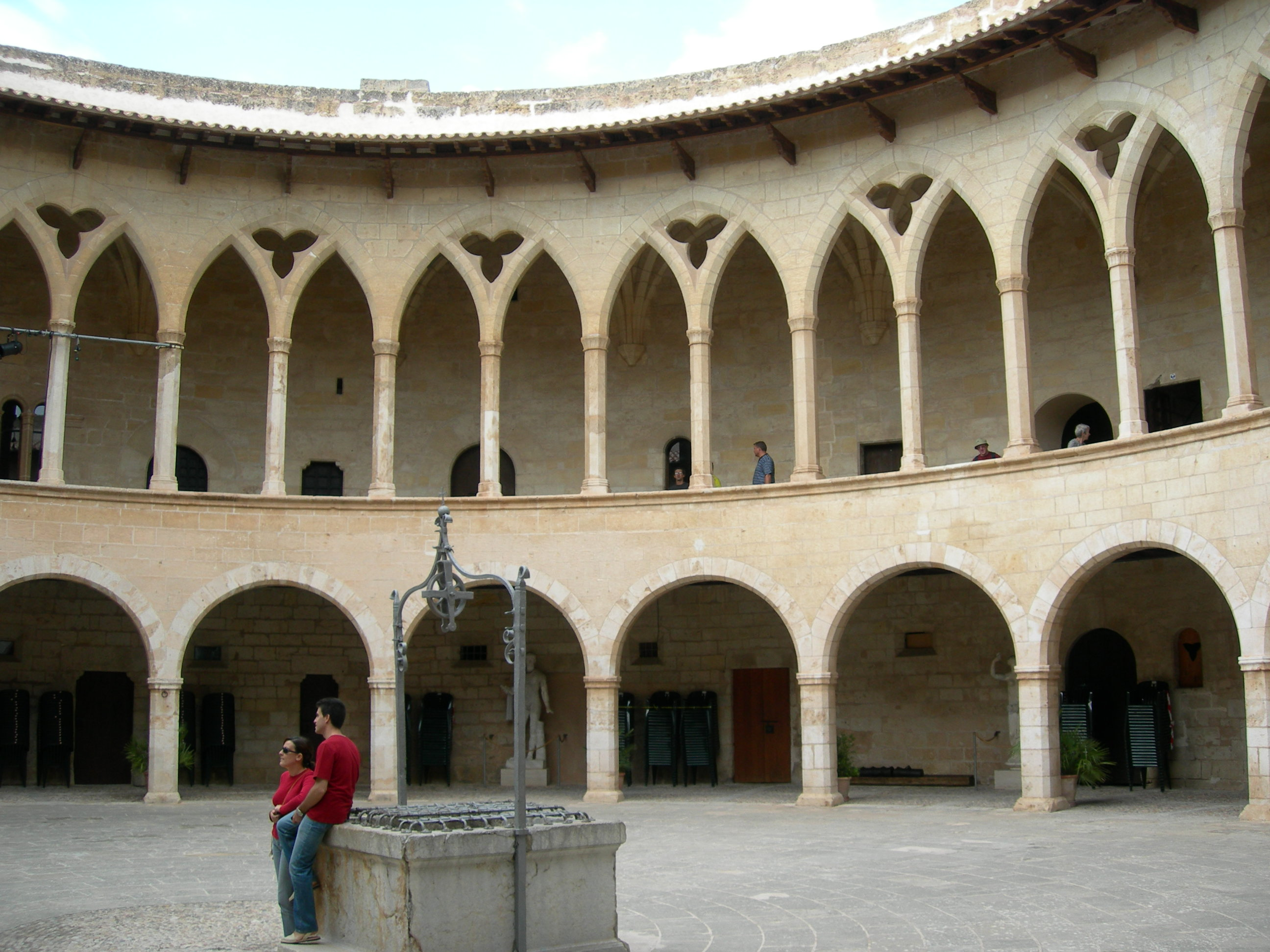
Arcs ogivals aguts que, per parelles, s'emmarquen dins d'arcs ogivals equilàters. Castell de Bellver, Ciutat de Mallorca
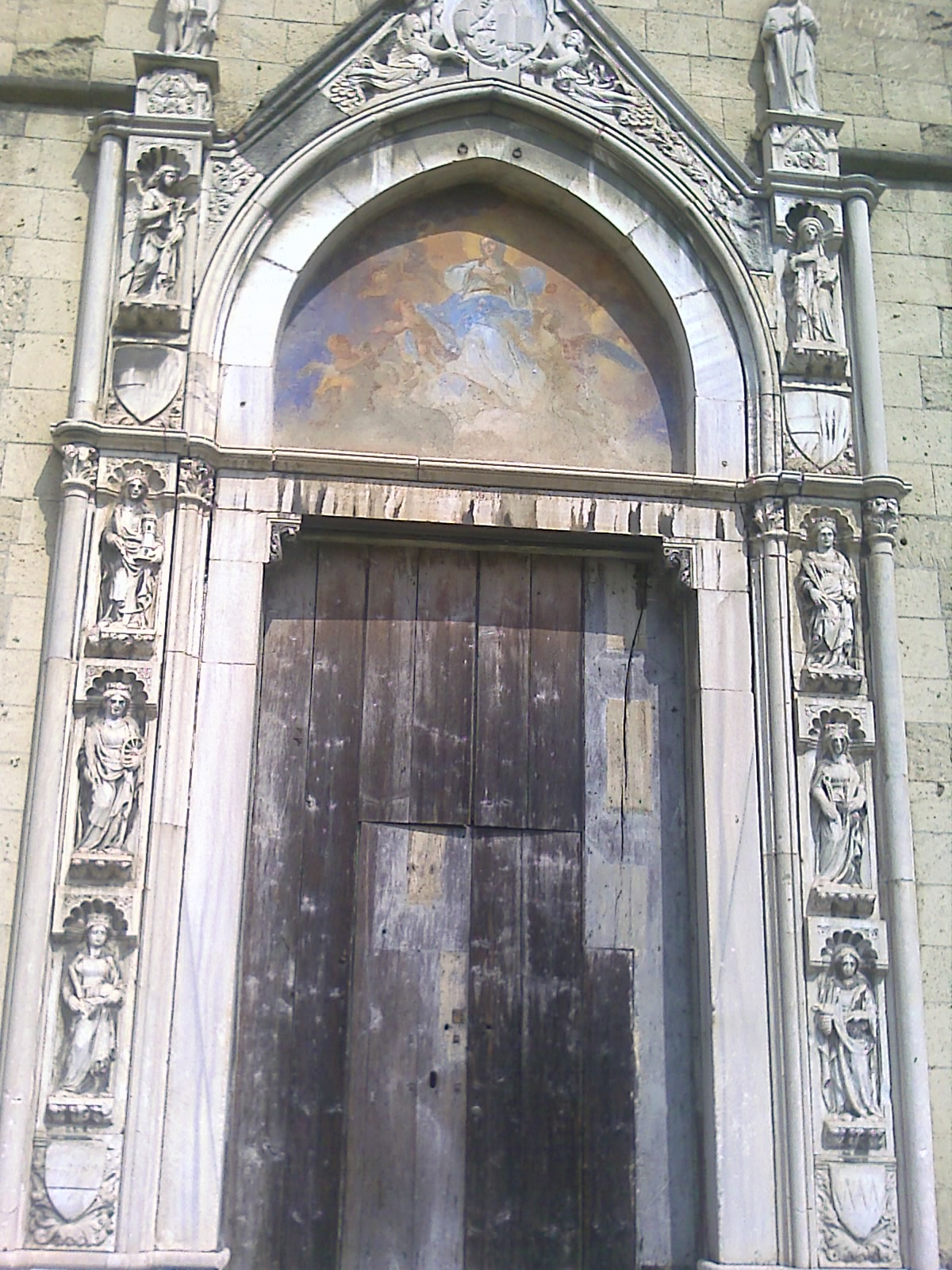
Arc apuntat peraltat, al portal d'entrada a l'església de Santa Mònica, a Carbonara, Itàlia.
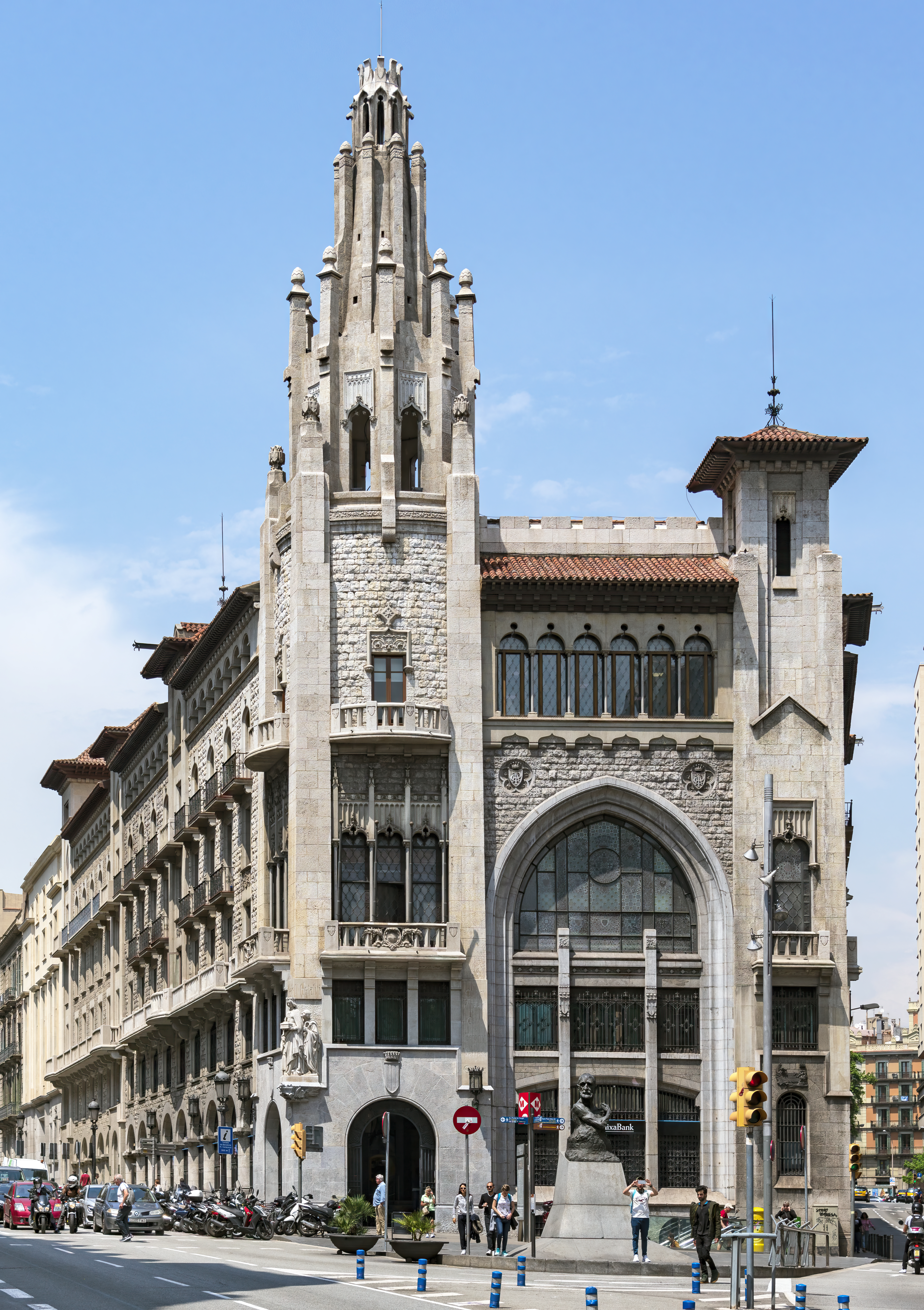
Gran arc ogival a l'edifici de la Caixa de Pensions, obra d'Enric Sagnier, de l'any 1917
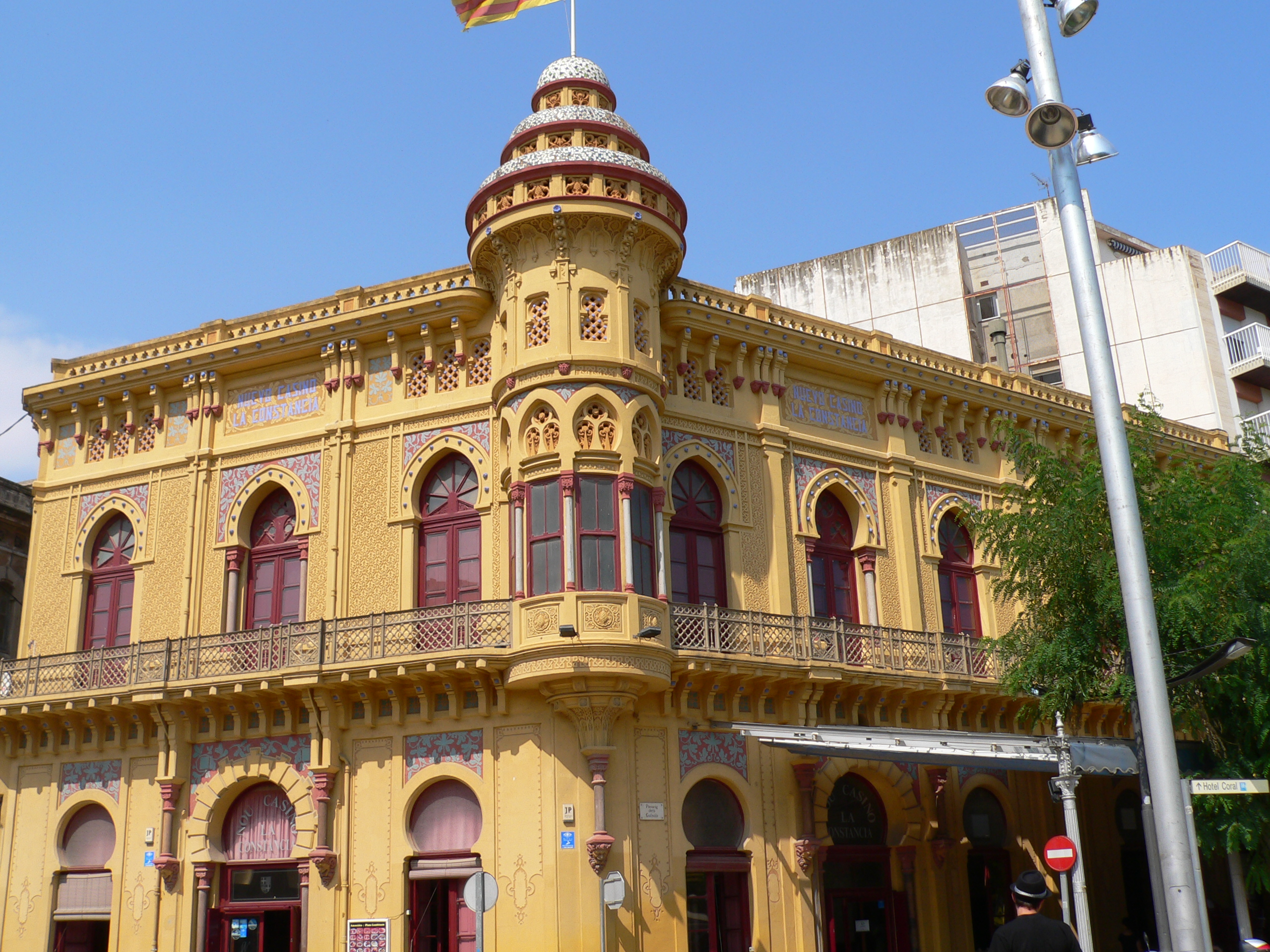
Arcs apuntats de ferradura al primer pis del Casino La Constància, de Sant Feliu de Guíxols
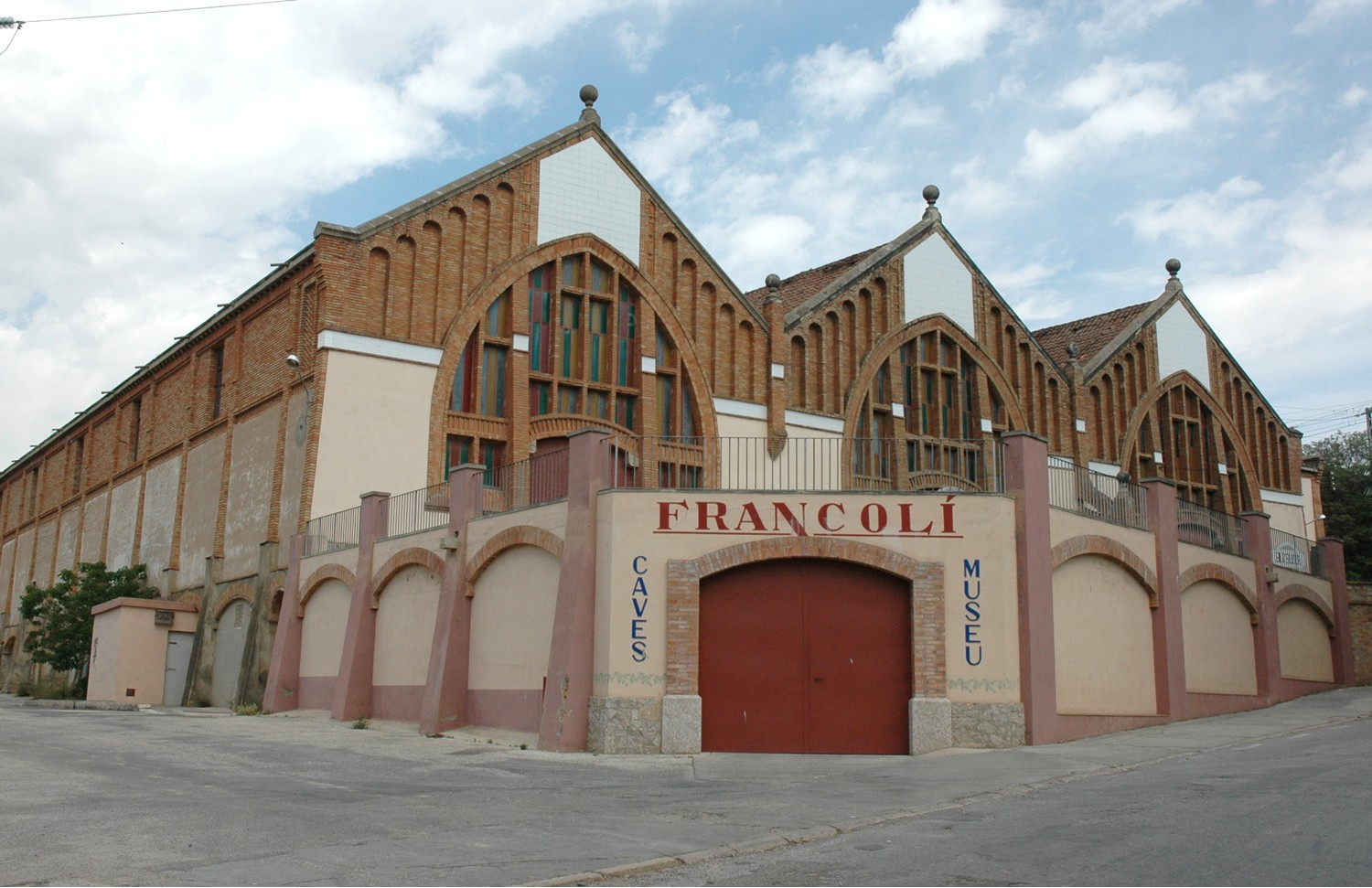
Arcs ogivals al Celler Cooperatiu de l'Espluga de Francolí
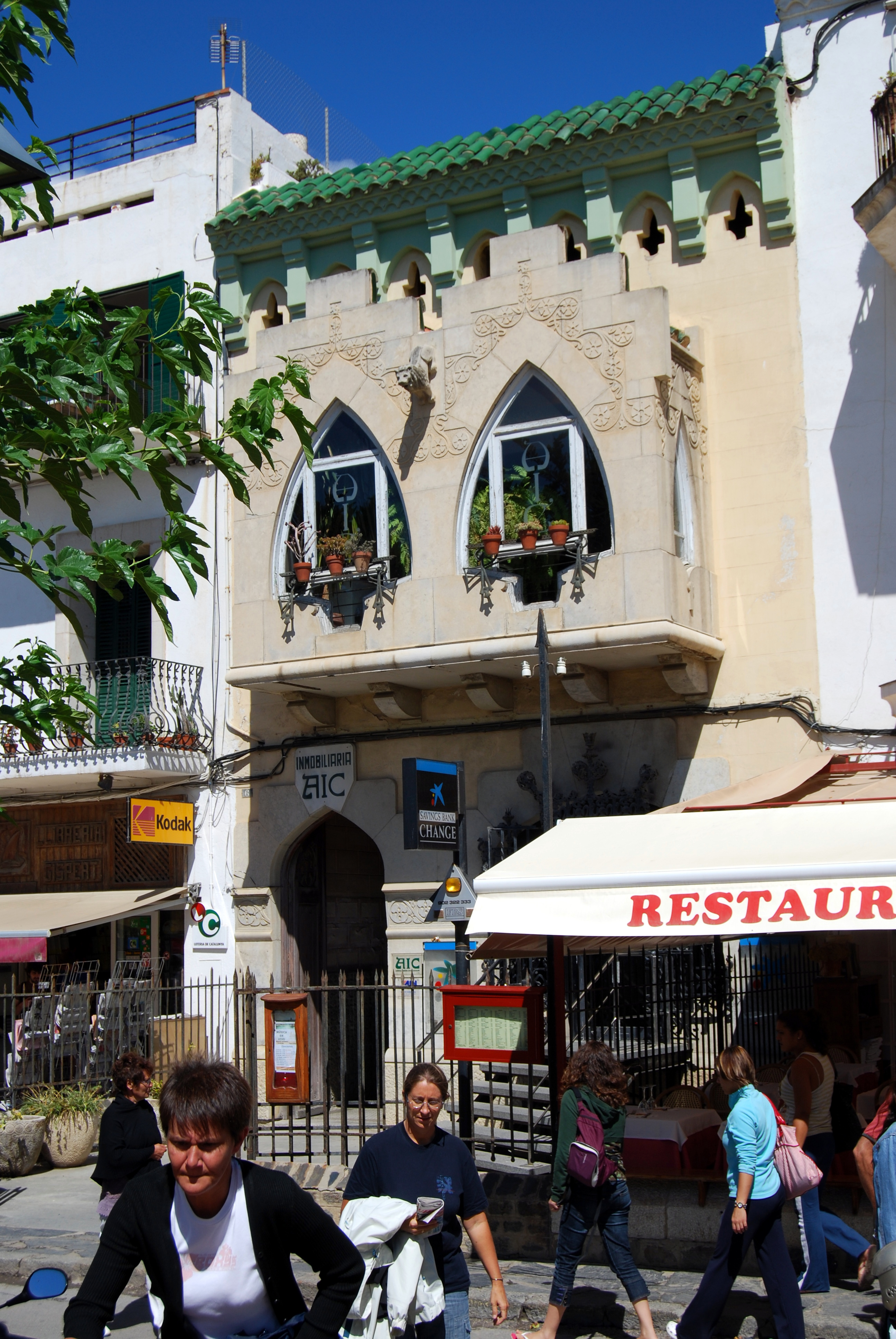
Arcs apuntats al primer pis de la Casa Pont, de Cadaqués, i arc trencat a la planta baixa.
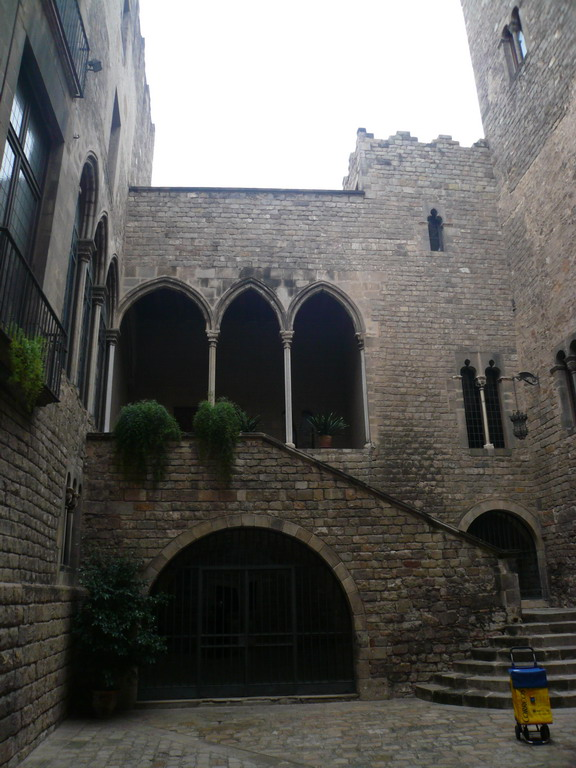
Arcs ogivals d'igual fletxa i diferent llum al Palau Requesens, de Barcelona.
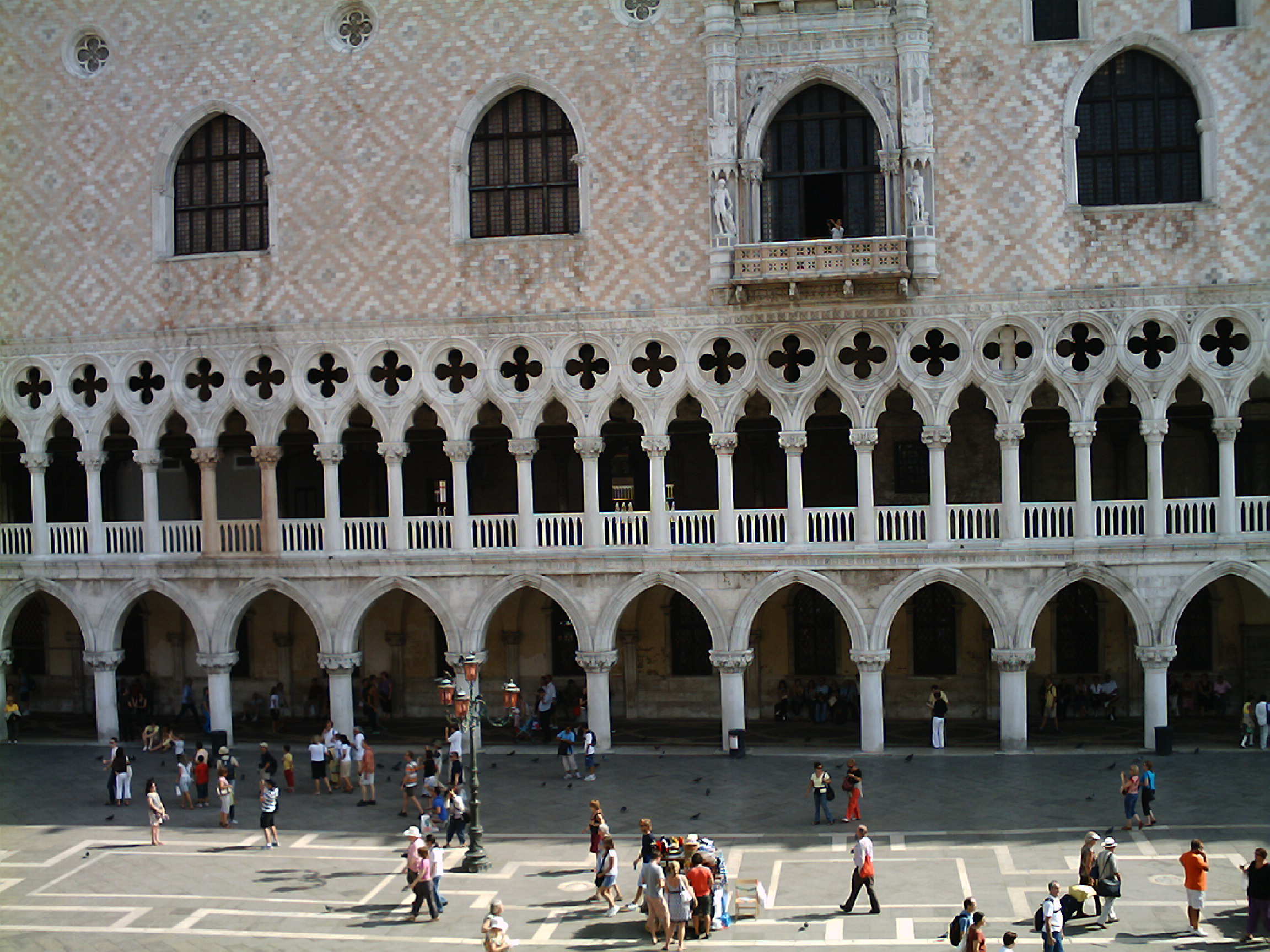
Arcs apuntats rebaixats al Palau Ducal de Venècia.
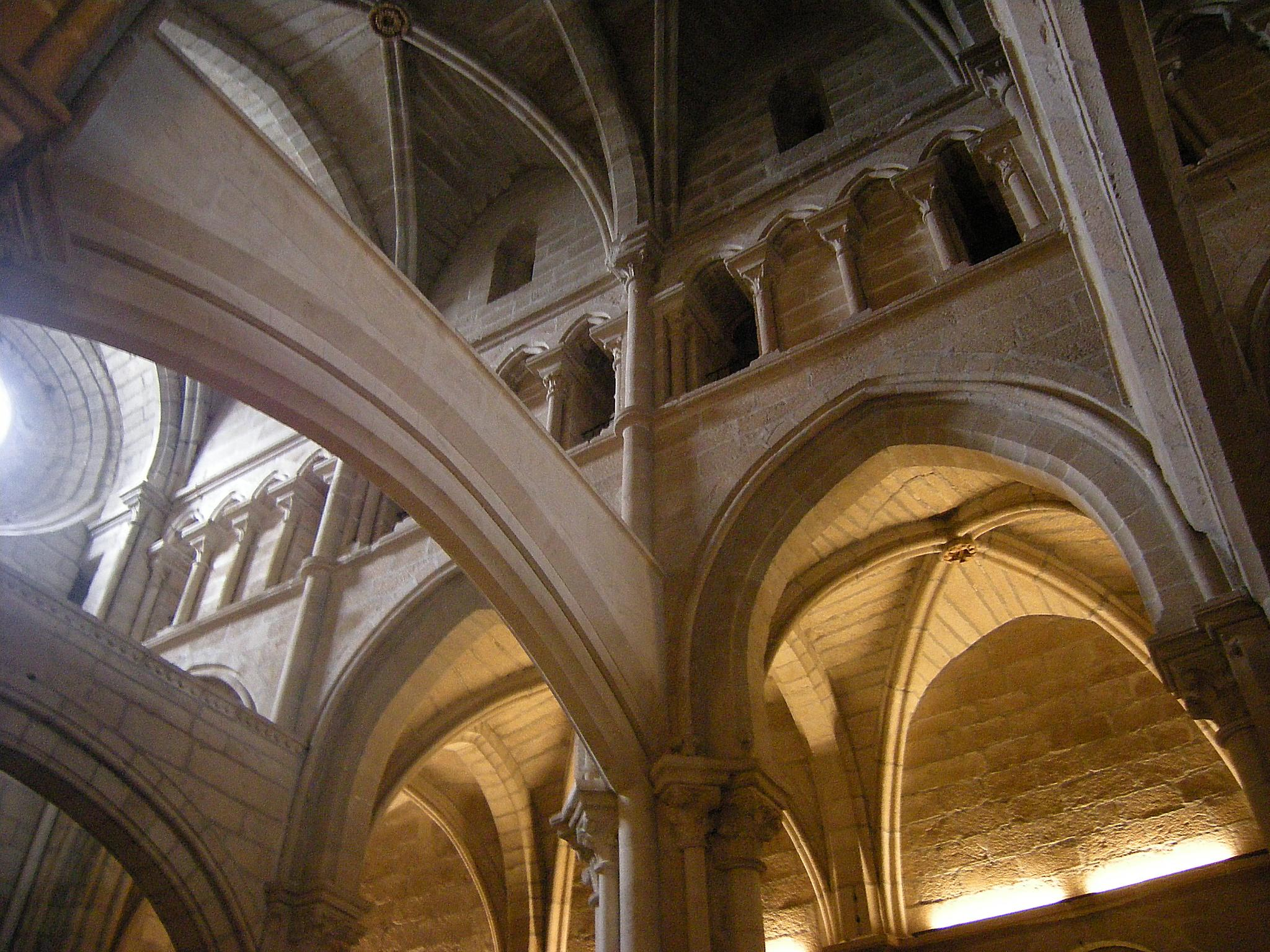
Arcs peraltats apuntats a l'interior de la catedral de Tui, a Galícia.
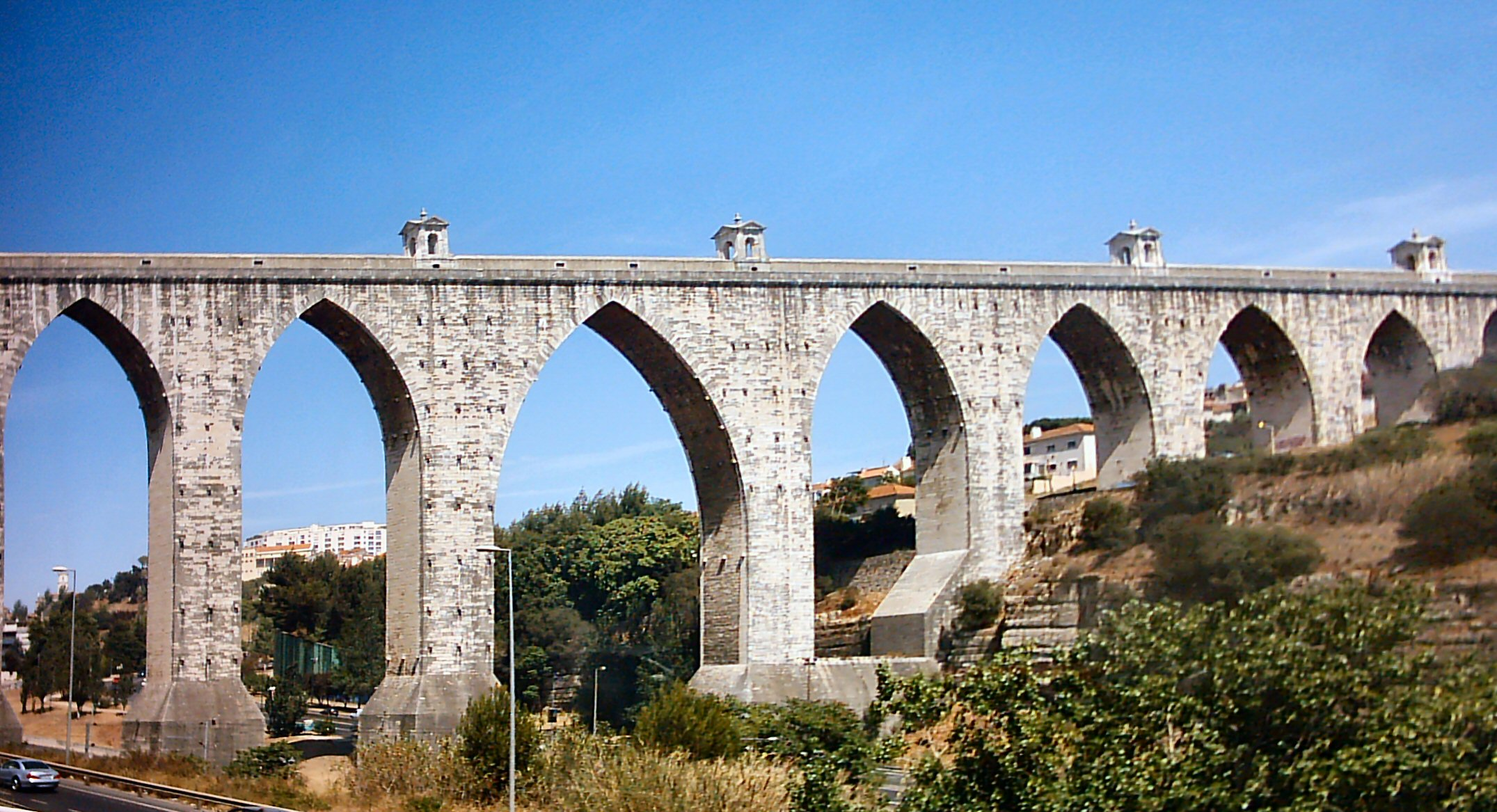
Aqüeducte das Águas Livres, a Lisboa (segle xviii). Un dels arcs té una llum més gran, aconseguida ampliant la distància entre els centres
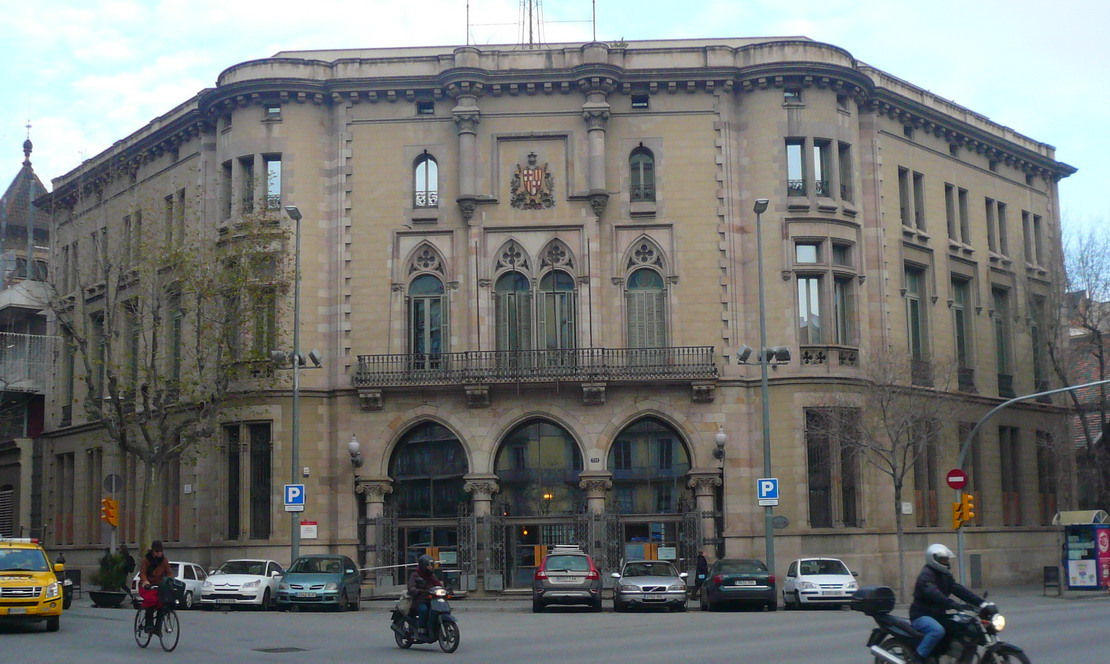
Seu del districte de l'Eixample, a Barcelona, obra de Pere Falqués, amb tres arcs ogivals el central dels quals és lleugerament més obtús que els altres dos.
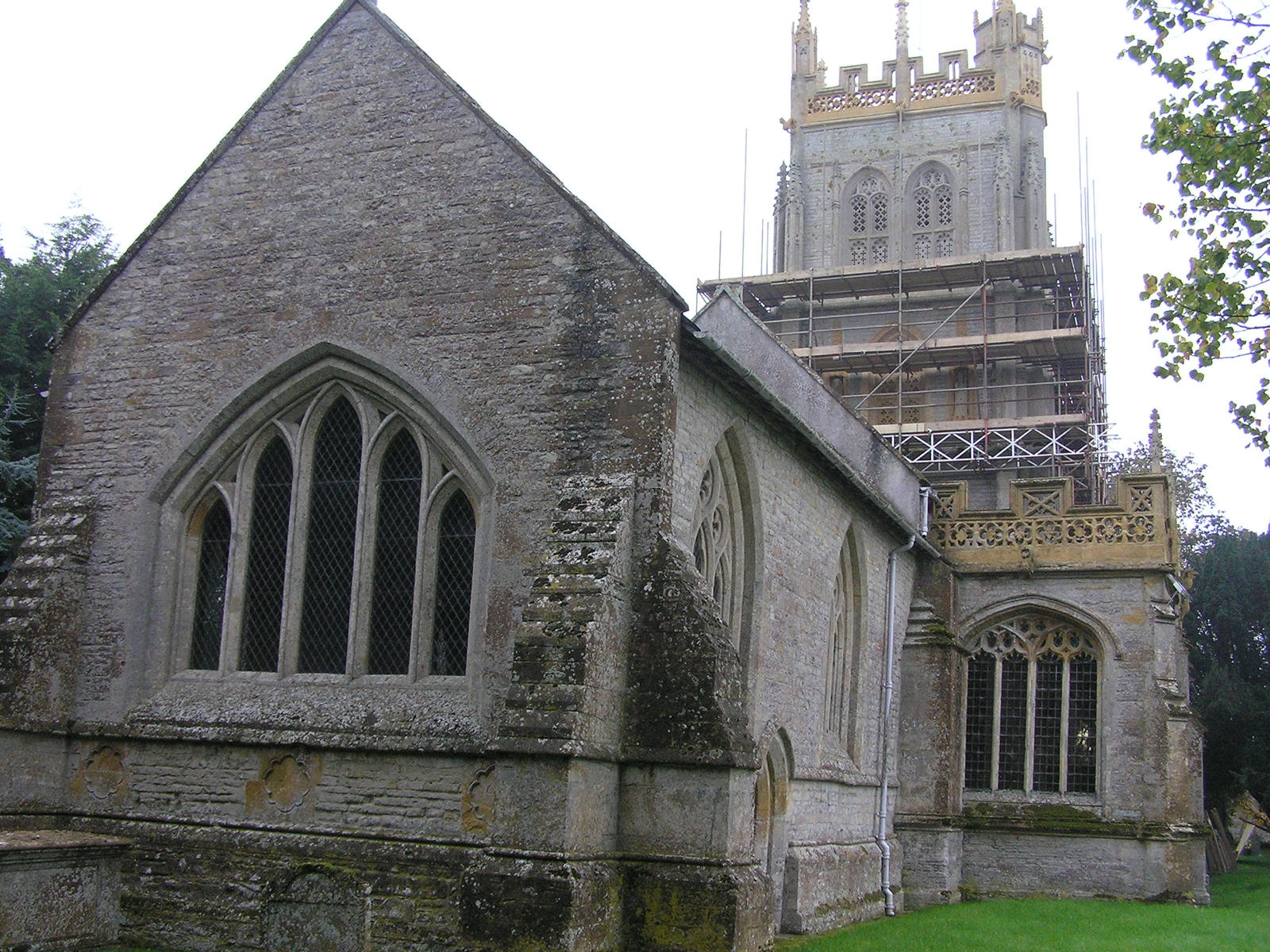
Arc trencat a la capçalera de la nau central i arc tudor al creuer; església parroquial d'Isle Abbots, Somerset, Anglaterra.

#### Arc angular

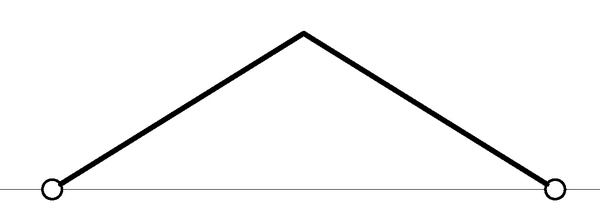
Esquema d'arc angular.

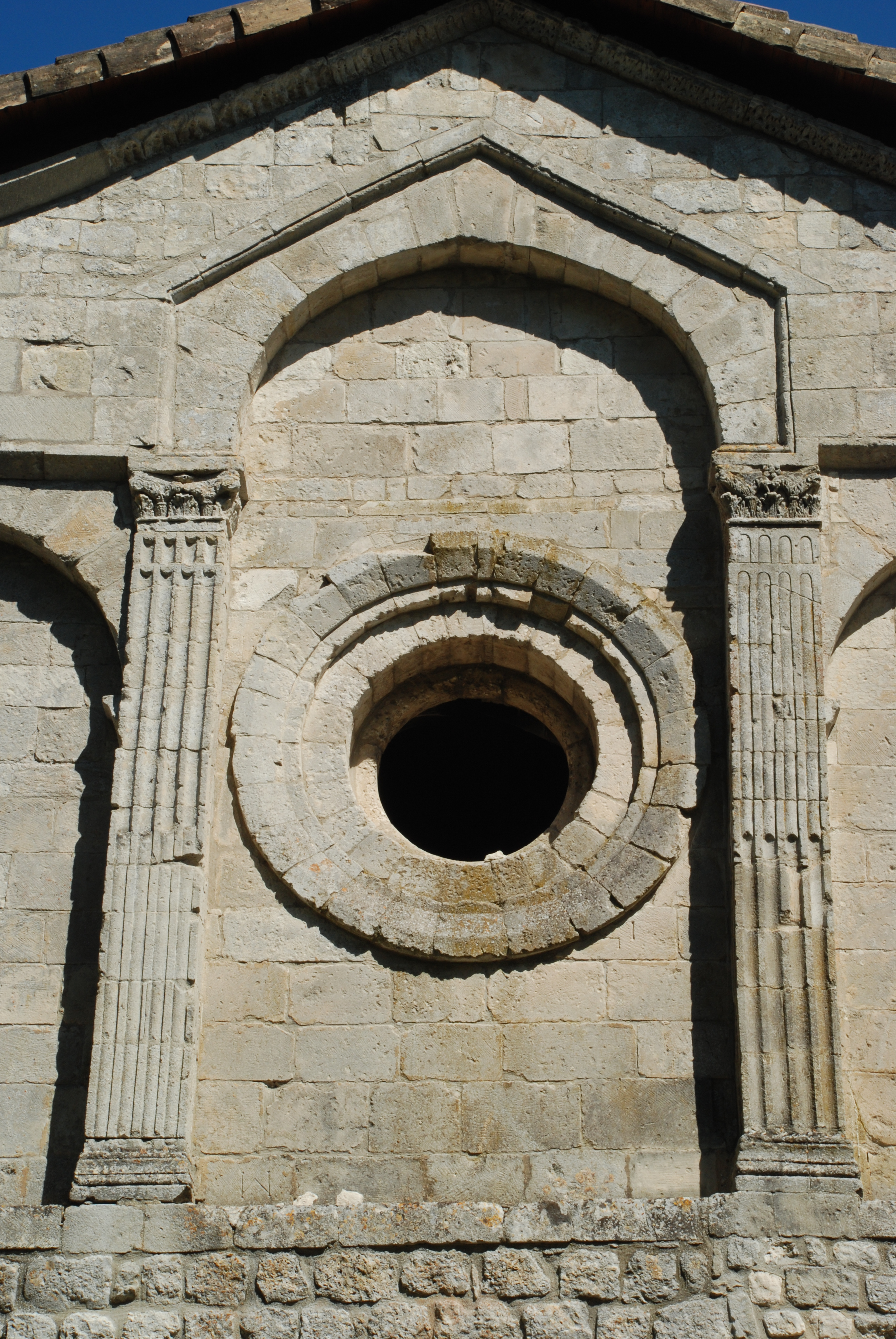
Priorat de Val des Nymphes, un arc mitrat ornamental format per motllures rectes superposat a un arc tradicional, que és el que realitza el treball estructural.

Un arc angular o rectilini, arc en mitra o mitrat o arc de, o en, frontó, és un arc format per dos segments rectes inclinats disposats en angle que salven una obertura.
L'arc angular s'ha utilitzat des de l'antiguitat. Es troben exemples en l'arquitectura romana, a Constantinoble, Ancona... En l'arquitectura cristiana, apareix en les arquitectures visigoda, merovíngia, carolíngia, otonià, saxona, romànica, gòtica (on va gaudir d'una gran expansió amb l'arquitectura de maó a la regió de Tolosa de Llenguadoc), neo-romànica, gòtica i art Déco.
Alguns arcs de descàrrega, destinats a repartir les càrregues de les fàbriques a cada costat d'un buit o obertura, tenen la forma d'un arc en mitra (dues pedres disposades en angle). Malgrat això, estructuralment, l'arc mitrat no és una bona solució —els dos trams treballen gairebé com tornapuntes i lliuren les càrregues en els suports amb una important component horitzontal— pel que s'ha usat solament per salvar petits buits o com a element purament ornamental.
L'arc mitrat és un dels components del triplet que és una arcada (cega o no) constituïda per un arc central mitrat emmarcat per dos arcs cimbrats, que simbolitzen la Trinitat cristiana, un element que es troba en l'arquitectura visigoda, merovíngia i romànica.

#### De punta de llança o lanceolats

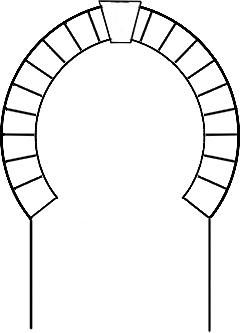
Arc túmid

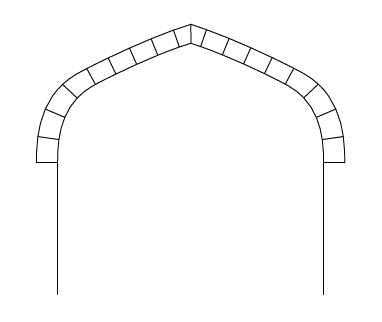
Arc tudor

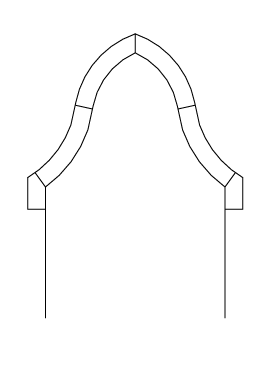
Arc escocès

- Arc de ferradura apuntat o arc túmid (de tumidus-a-um = inflat), quan els centres se situen per sobre del nivell de les impostes. Alguns[10] consideren que l'arc de ferradura apuntat i el túmid no són el mateix, atès que el primer és un arc apuntat i el segon un arc lanceolat.
- Arc tudor: Format per dos segments de circumferència de radi petit als costats i dos segments rectilinis que es tallen al centre en el seu punt més alt. És propi de l'arquitectura anglesa de finals del gòtic.
- Arc de punta de llança carpanell: es tracta d'un arc de quatre centres, els dos extrems de radi molt menor que els dos interiors, i que tenen un centre inferior a la línia d'impostes. Presenta elements dels arc apuntats (la punta central) i dels carpanells (dos centres laterals a la línia d'impostes i de radi petit).
- Arc escocès o de gola: arc de quatre centres; els dos externs donen una curvatura convexa a la imposta, mentre que els dos interns li donen l'ogiva central.

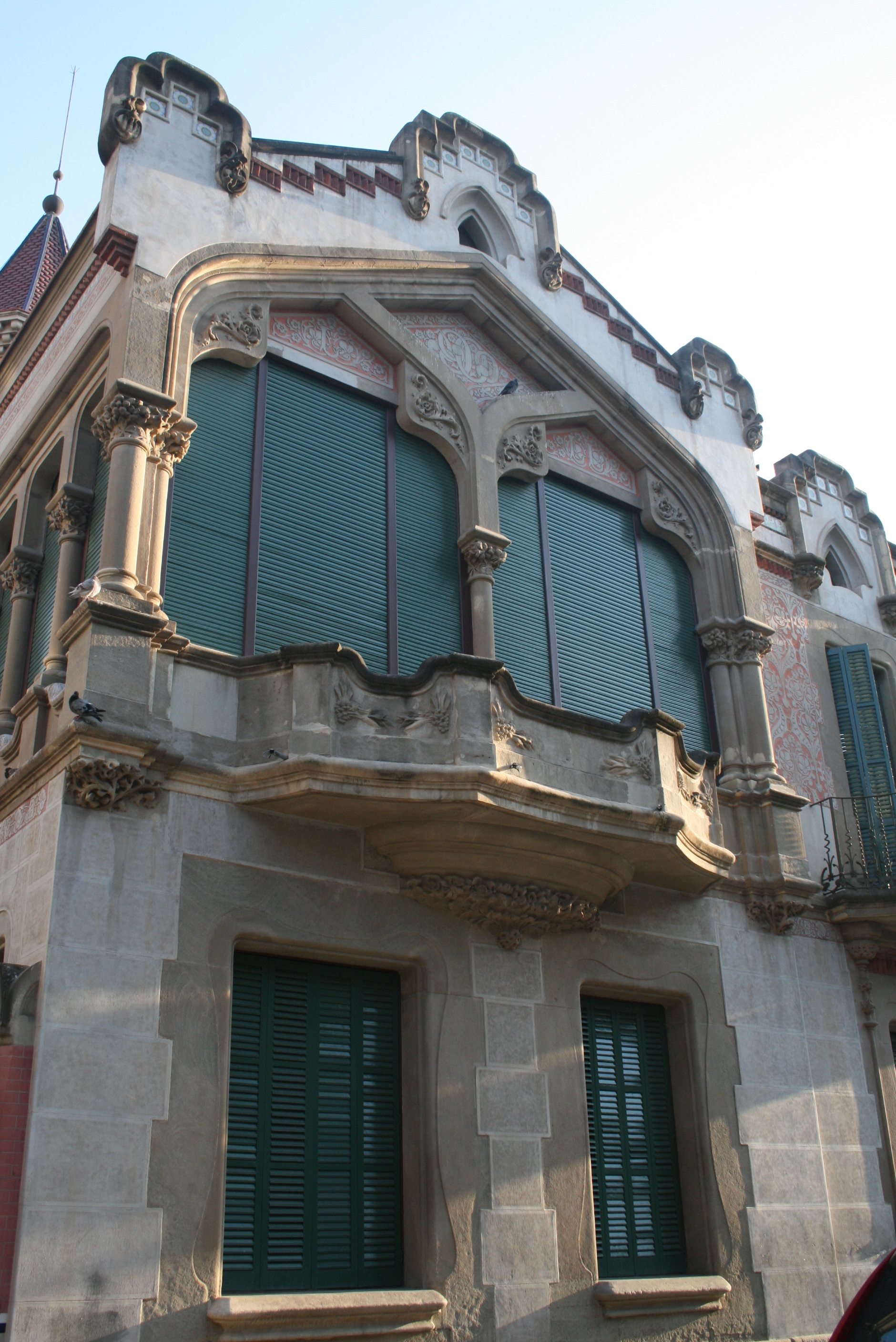
Arcs tudor a la Casa Lluvià, de Manresa, obra de l'any 1908 d'Ignasi Oms i Ponsa
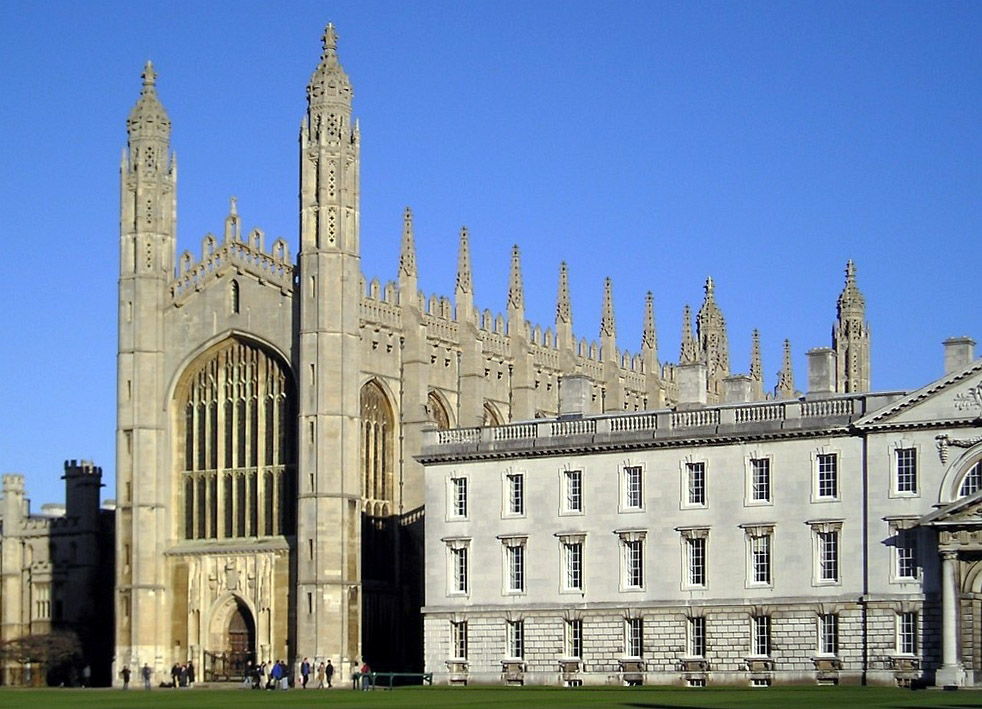
Arc tudor a la façana de la capella del King's College, de Cambridge.
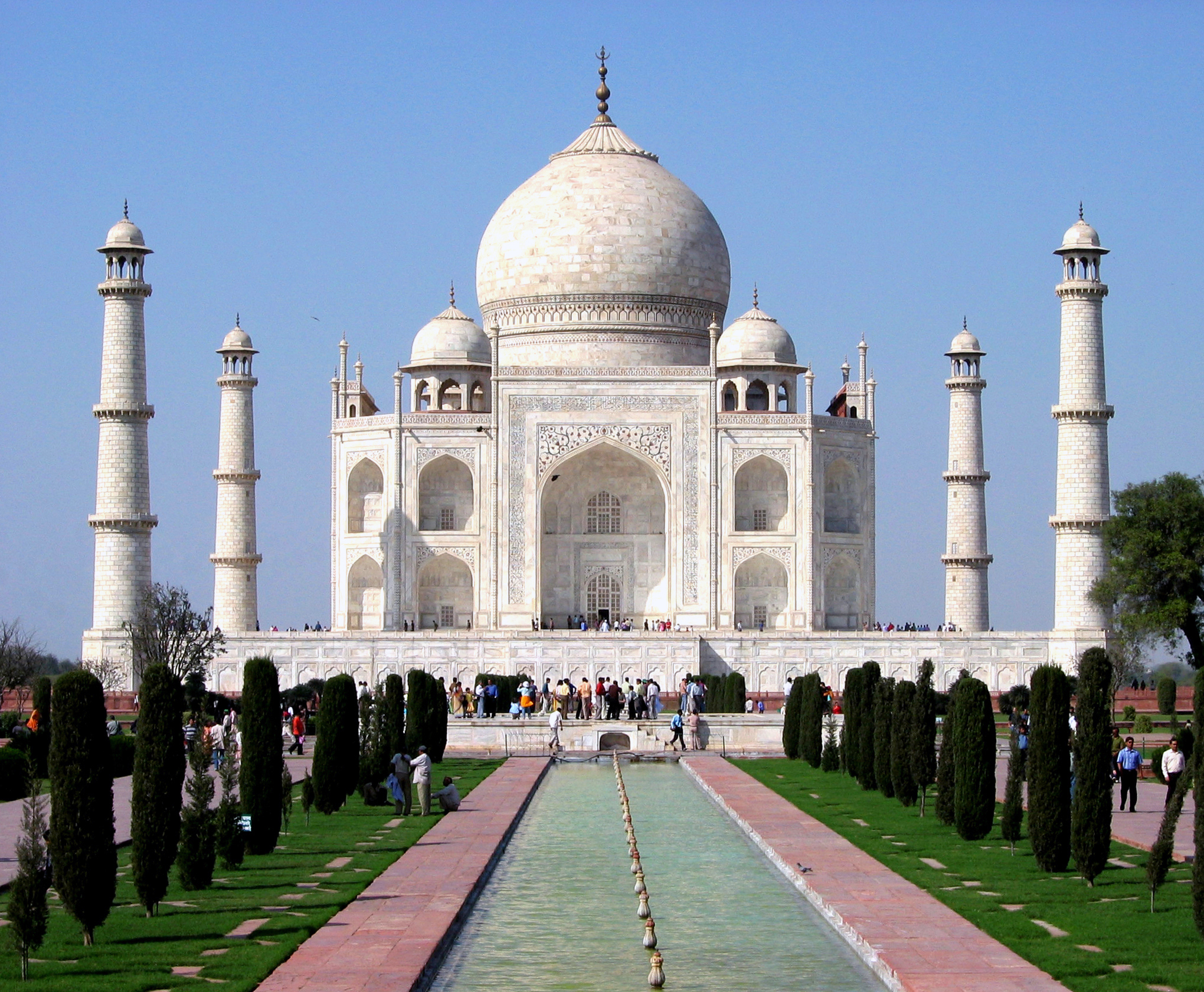
Arcs tudor al Taj Mahal.

#### Arcs conopials

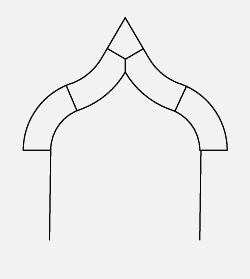
Arc conopial

Arc format per quatre segments d'arc de circumferència, dos dels quals estan invertits i tenen el seu centre per damunt de l'arc i es troben en la clau formant una escotadura. La paraula conopial, prové etimològicament de la paraula llatina conopeum, que significa cortinatge que a manera de dosser o baldaquí cobreix un llit. Aquest arc és molt utilitzat durant els segles xiv, xv i xvi en l'arquitectura gòtica tardana. Hom en distingeix diversos tipus:
- Arc conopial normal. Els radis de les quatre curvatures són petits i aquestes queden unides per dos segments rectilinis, horitzontals.
- Arc conopial de taló. Els centres superiors i inferiors se situen, per parelles a la mateixa vertical. Els segments de circumferència que dibuixen són de 90 °.
- Arc d'esquena d'ase. Les corbes còncaves externes són de radi més gran que les convexes interiors; al mateix temps les primeres tenen un angle molt superior als 90 ° (consegüentment, les segones el tenen més petit).
- Arc conopial de ferradura. Els centres inferiors se situen per sobre de la línia de les impostes i produeixen el tancament de l'arc propi dels arcs de ferradura.

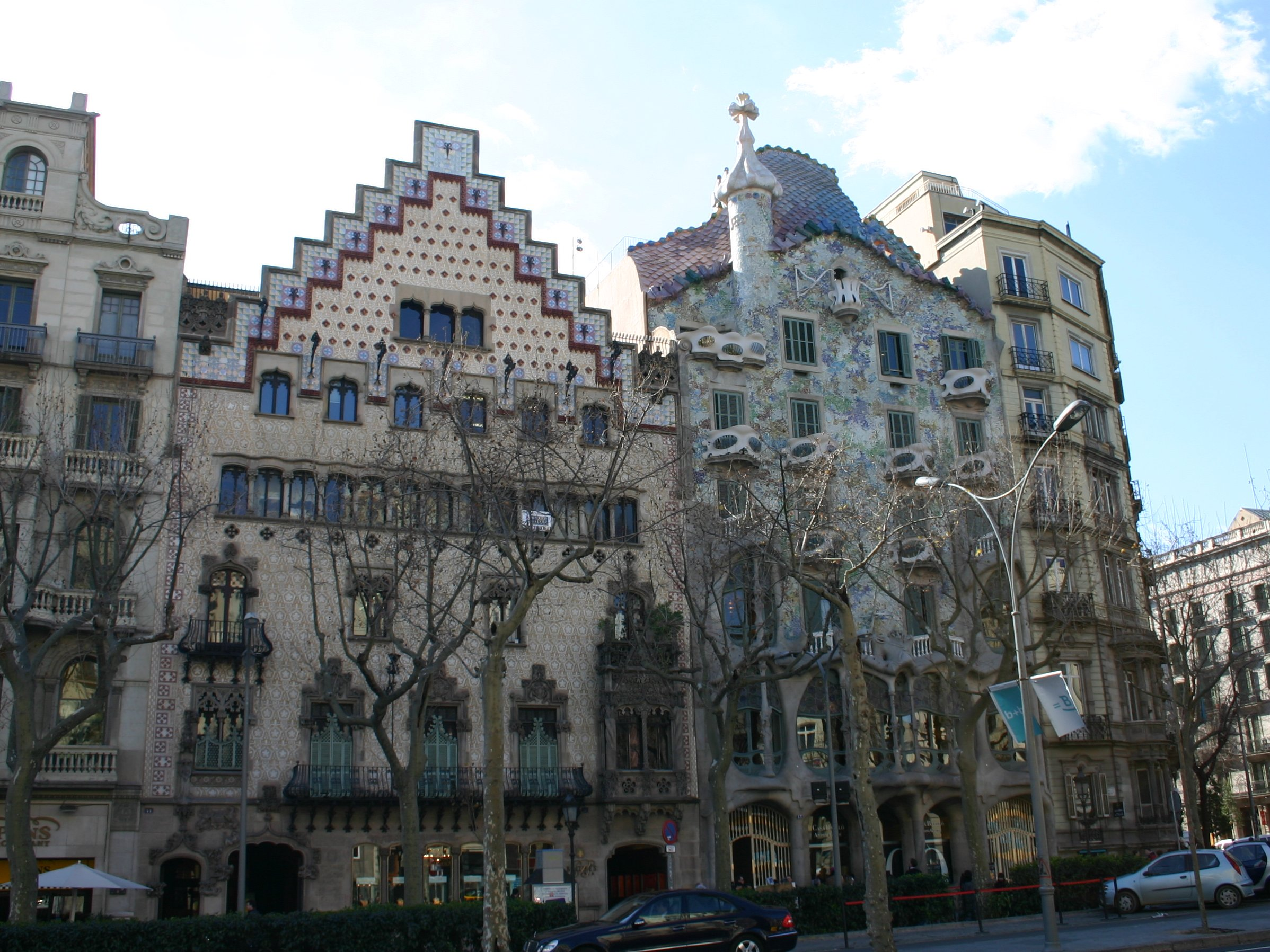
Arcs conopials a la Casa Ametller, obra de Josep Puig i Cadafalch.
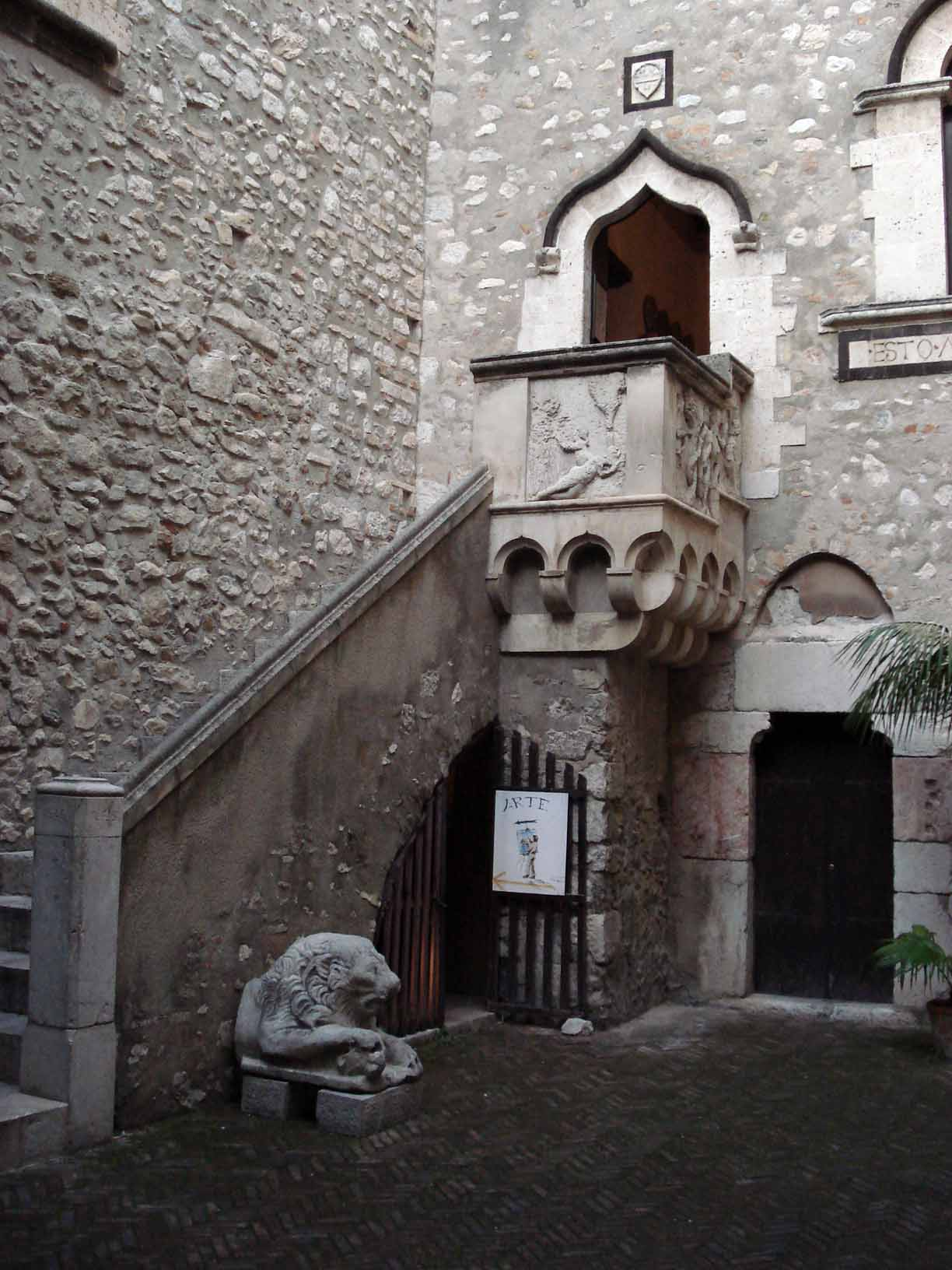
Arc conopial al Palazzo Corvaja, a Taormina, Sicília.
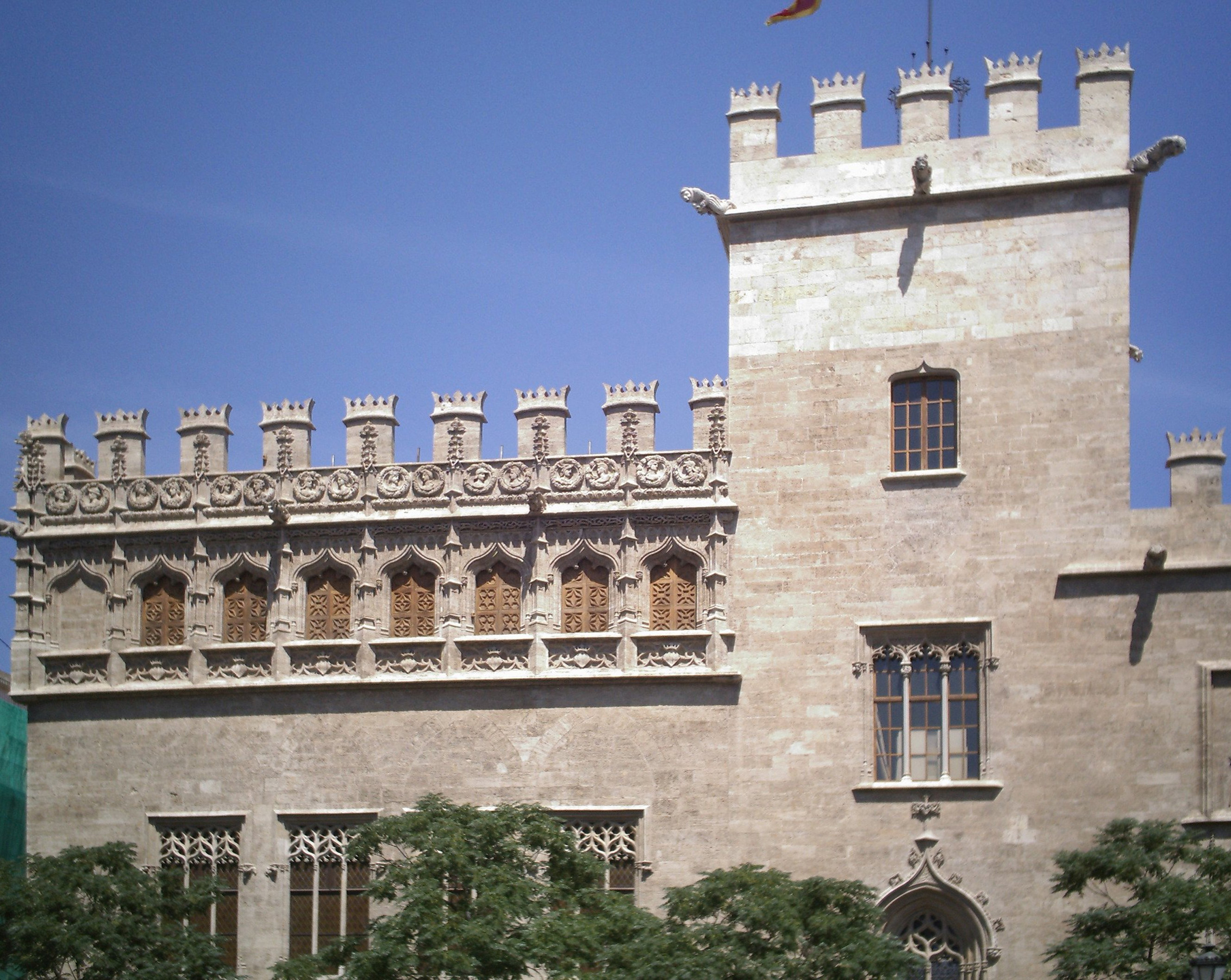
Llotja de València. Arc conopial a la torre i filera d'arcs conopials de taló a la galeria del pis superior.
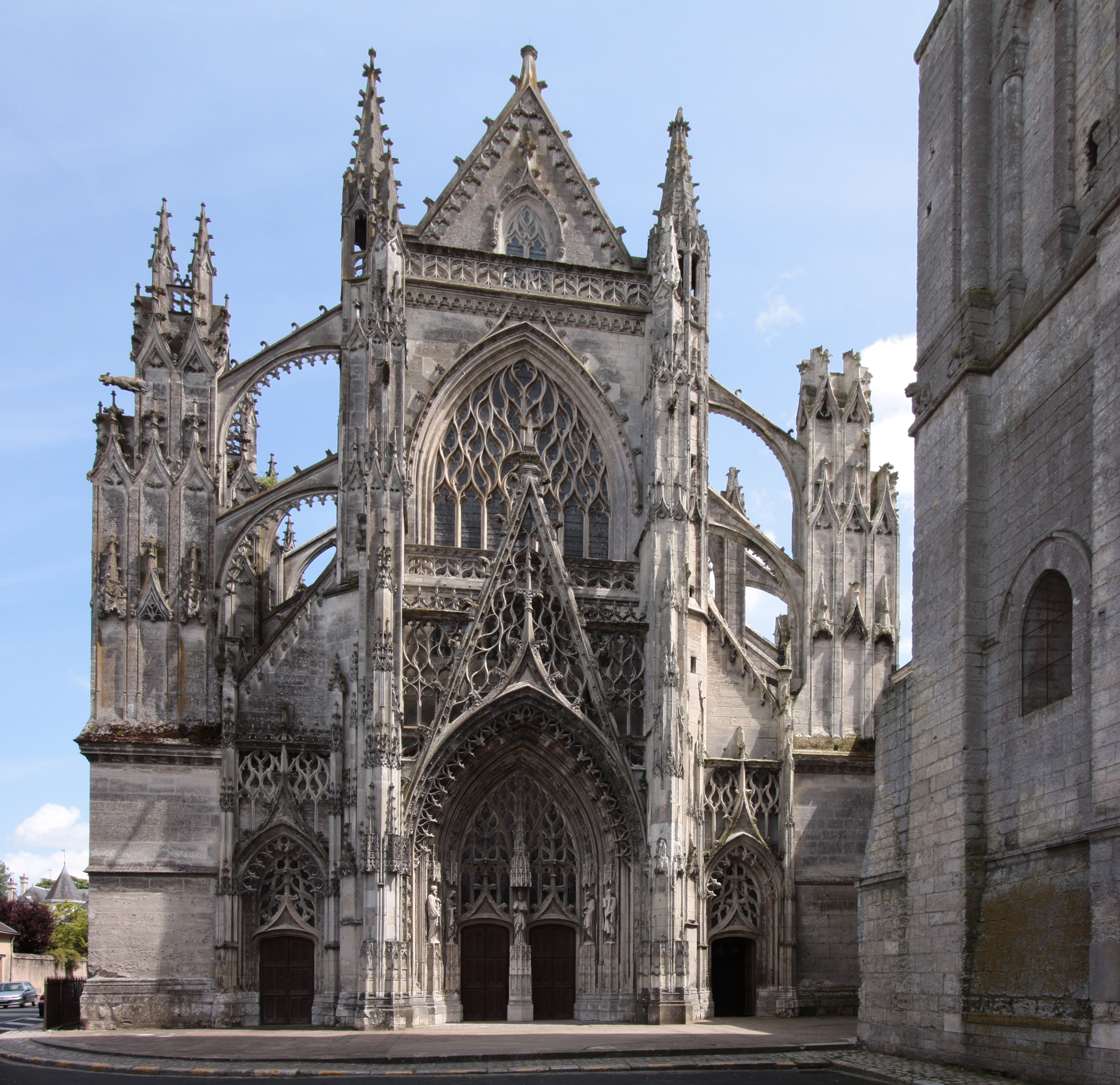
Arcs conopials flamígers a la façana de la catedral de Vendôme, França.
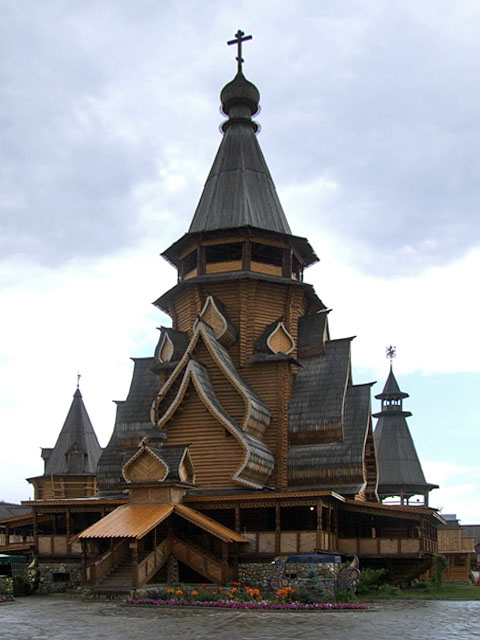
Arcs conopials de ferradura a l'església de Sant Nicolau, al Kremlin d'Izmaylovo, Moscou, Rússia.

#### Arcs lobulats

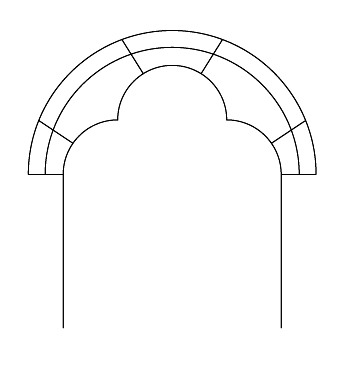
Arc lobulat

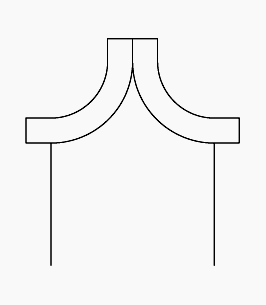
Arc de cortina

Són arcs en què l'intradós adopta la forma d'un nombre senar d'arcs de circumferència que es tallen entre ells.
- Arcs trilobulats. Arc de tres lòbuls. Entre aquests té una tradició especial l'arc trevolat, és a dir, recordant la forma del trèvol.
- Arcs polilobulats. Reben aquesta denominació tots els que tenen un nombre de lòbuls igual o superior a 5.
- Arc fistonat còncau. És un arc format per diversos arcs menors, de curvatura còncava, disposats en forma de fistó.[11]
- Arc fistonat convex. Semblant a l'anterior, per la curvatura de cada un dels arcs menors és convexa, malgrat que la línia que descriu la seva successió sí que és còncava.
- Arc de cortina. Arc consistent en dos arcs convexos de 90 ° que es tallen entre ells al punts central de l'arc. Els centres se situen per sobre de l'arc i a la vertical de les impostes.

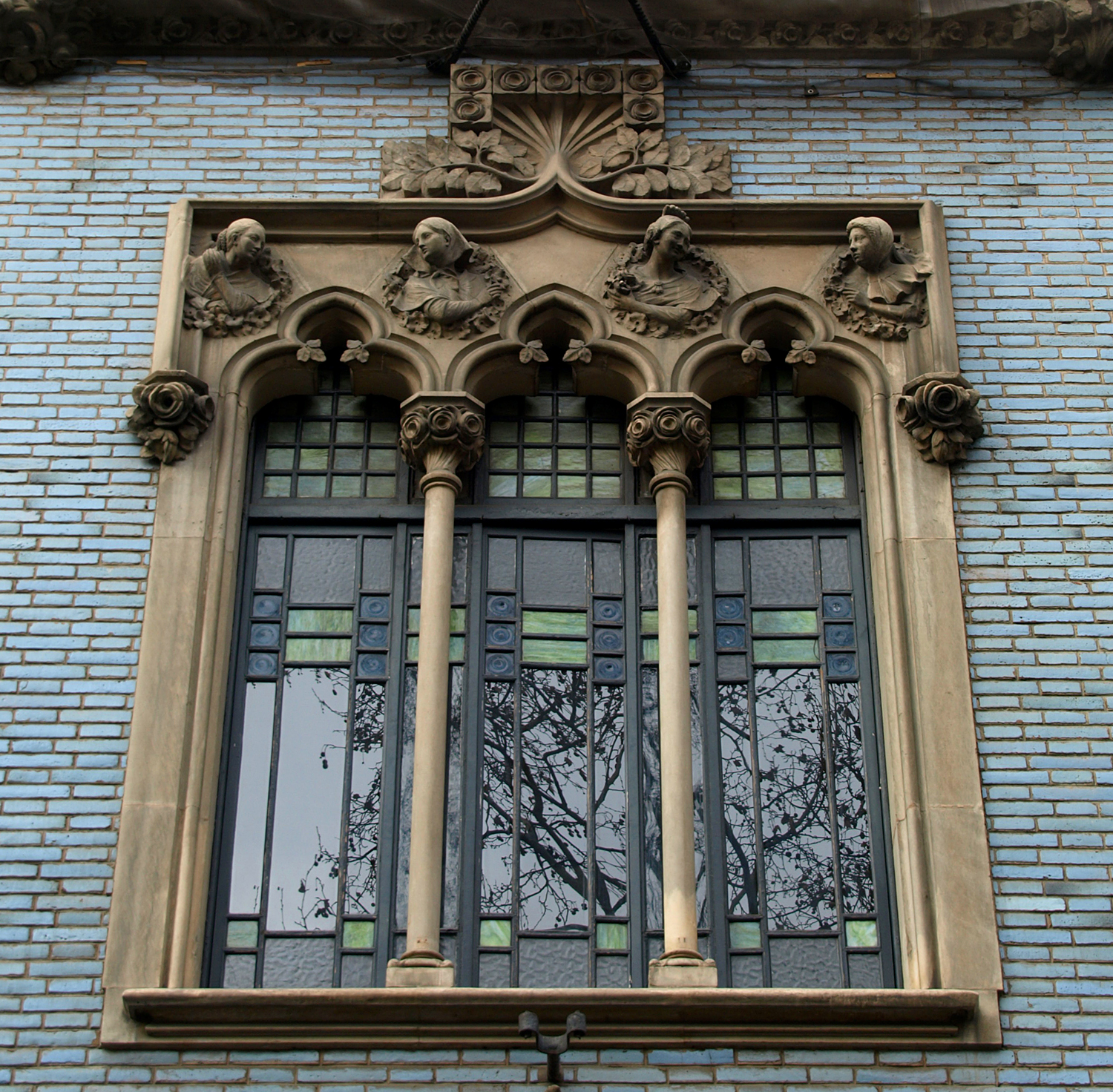
Finestra de la Casa de la Lactància –obra d'Antoni de Falguera i Sivilla i Pere Falqués i Urpí- amb arc trevolat i traç conopial lobulat.
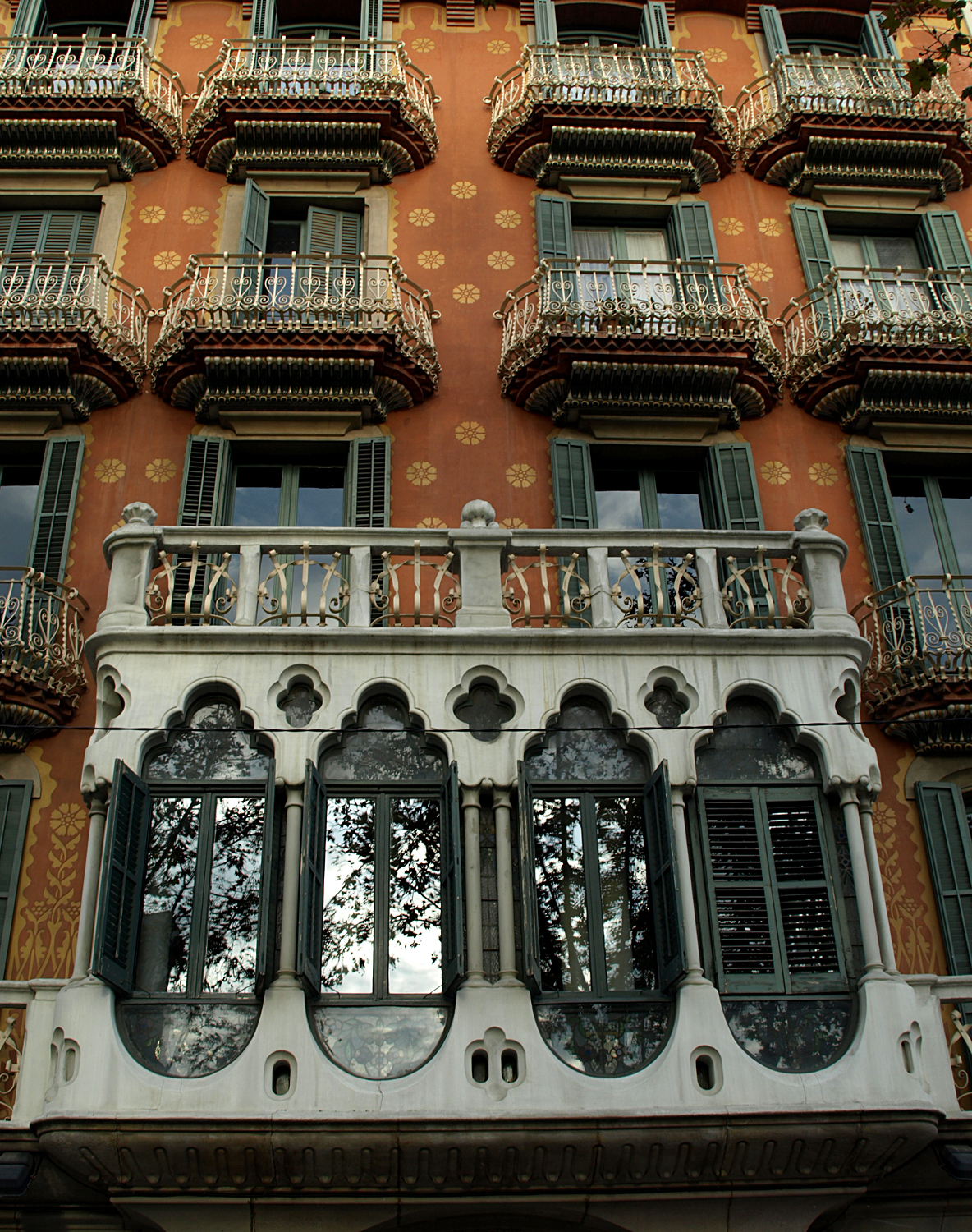
Arcs polilobulats a la façana de la Casa Estapé, obra de Bernardí Martorell i Rius, 1907.
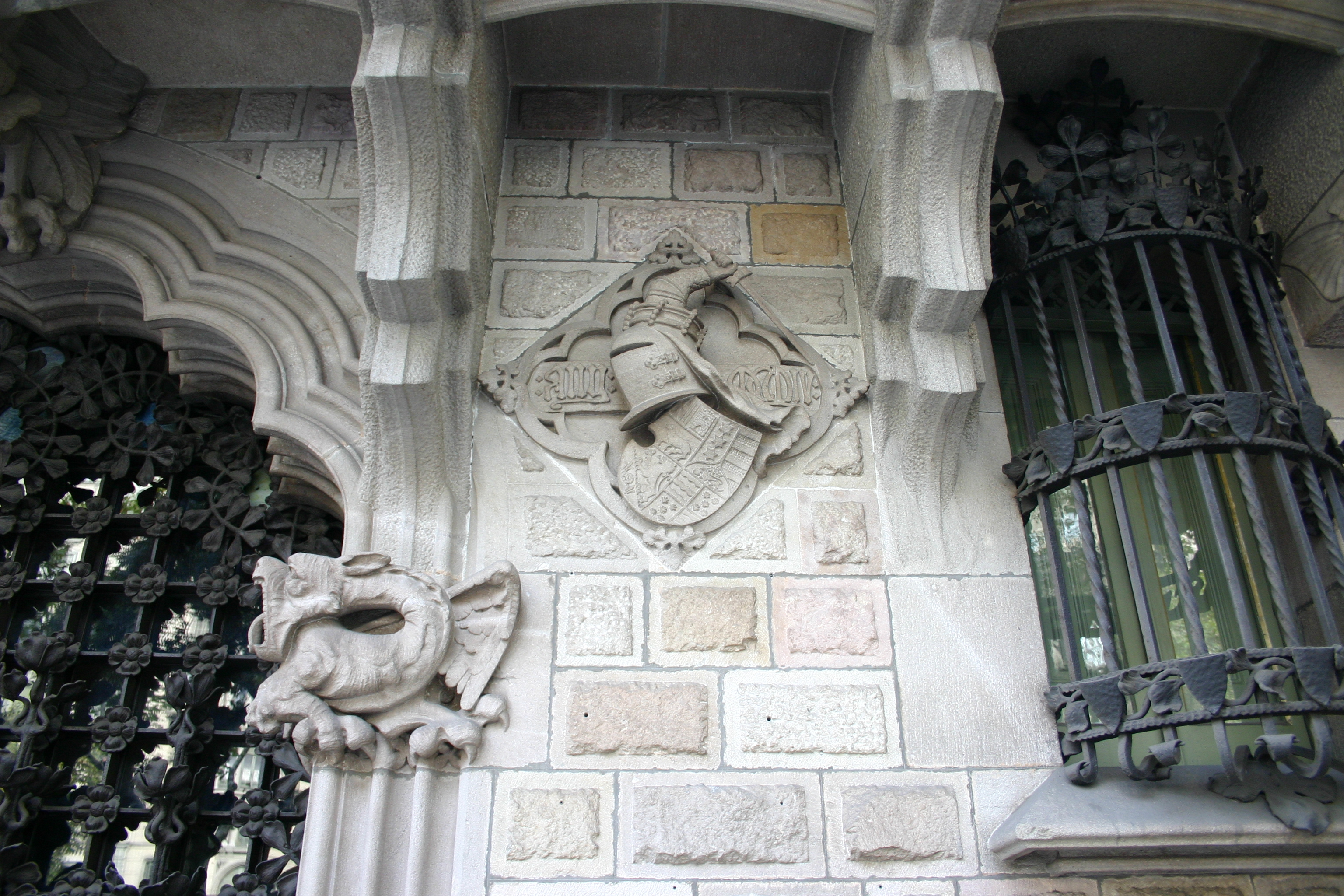
Arc lobulat al Palau de Baró de Quadras, a Barcelona, obra de Josep Puig i Cadafalch
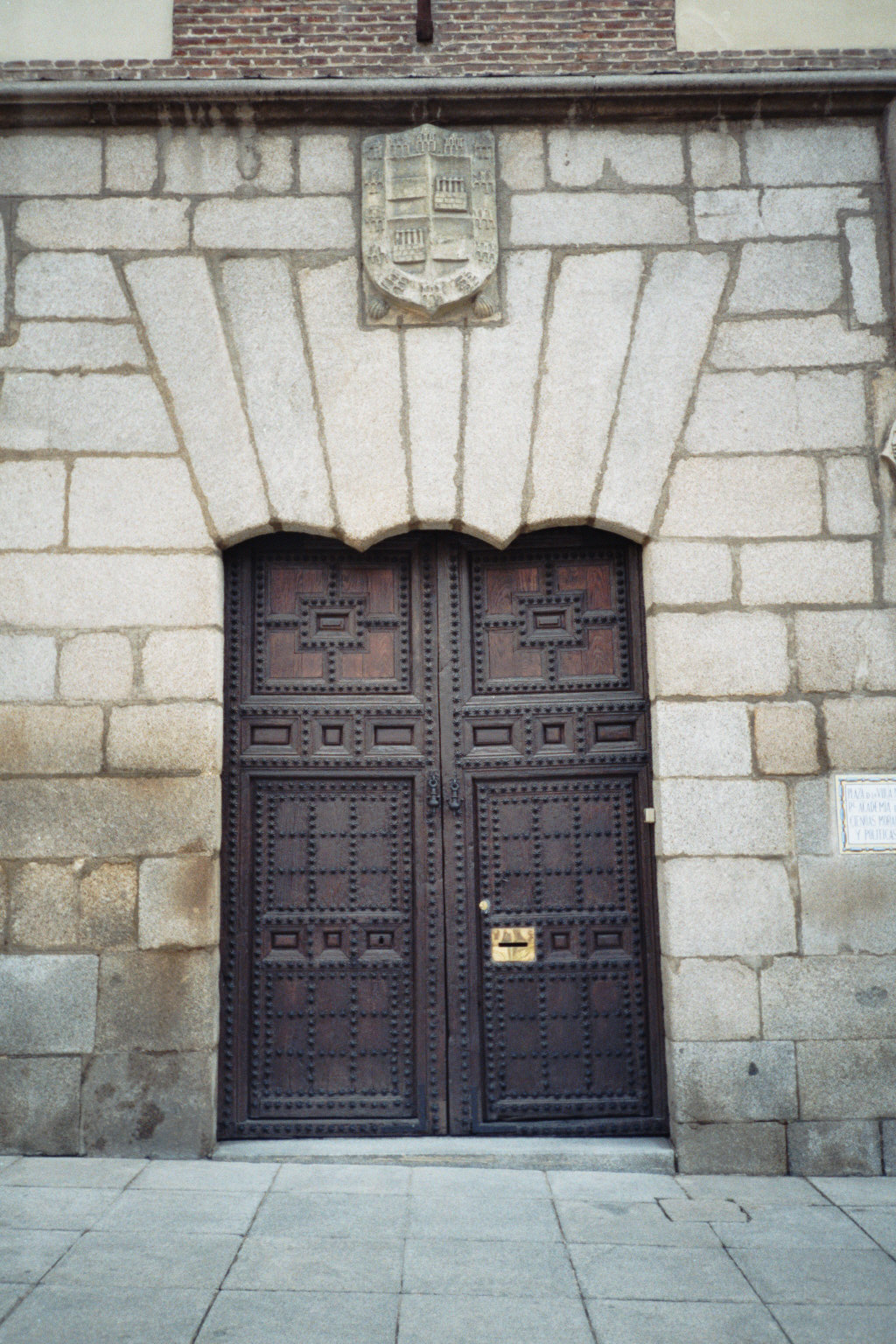
Arc a nivell o de llinda, trilobulat. Casa de los Lujanes, Madrid. Finals de segle xv.
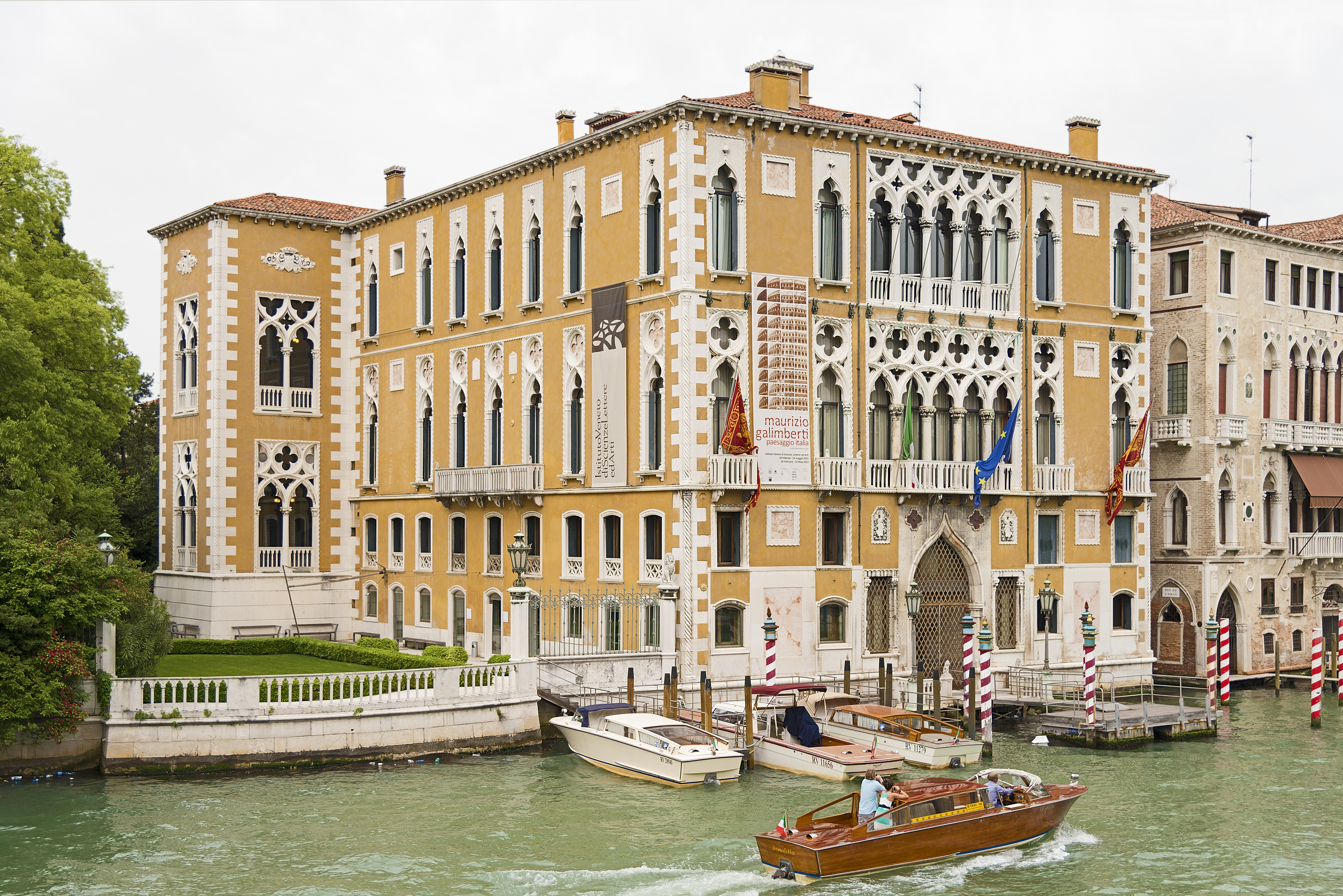
Arcs conopials trilobulats al Palazzo Franchetti Cavalli, a Venècia.
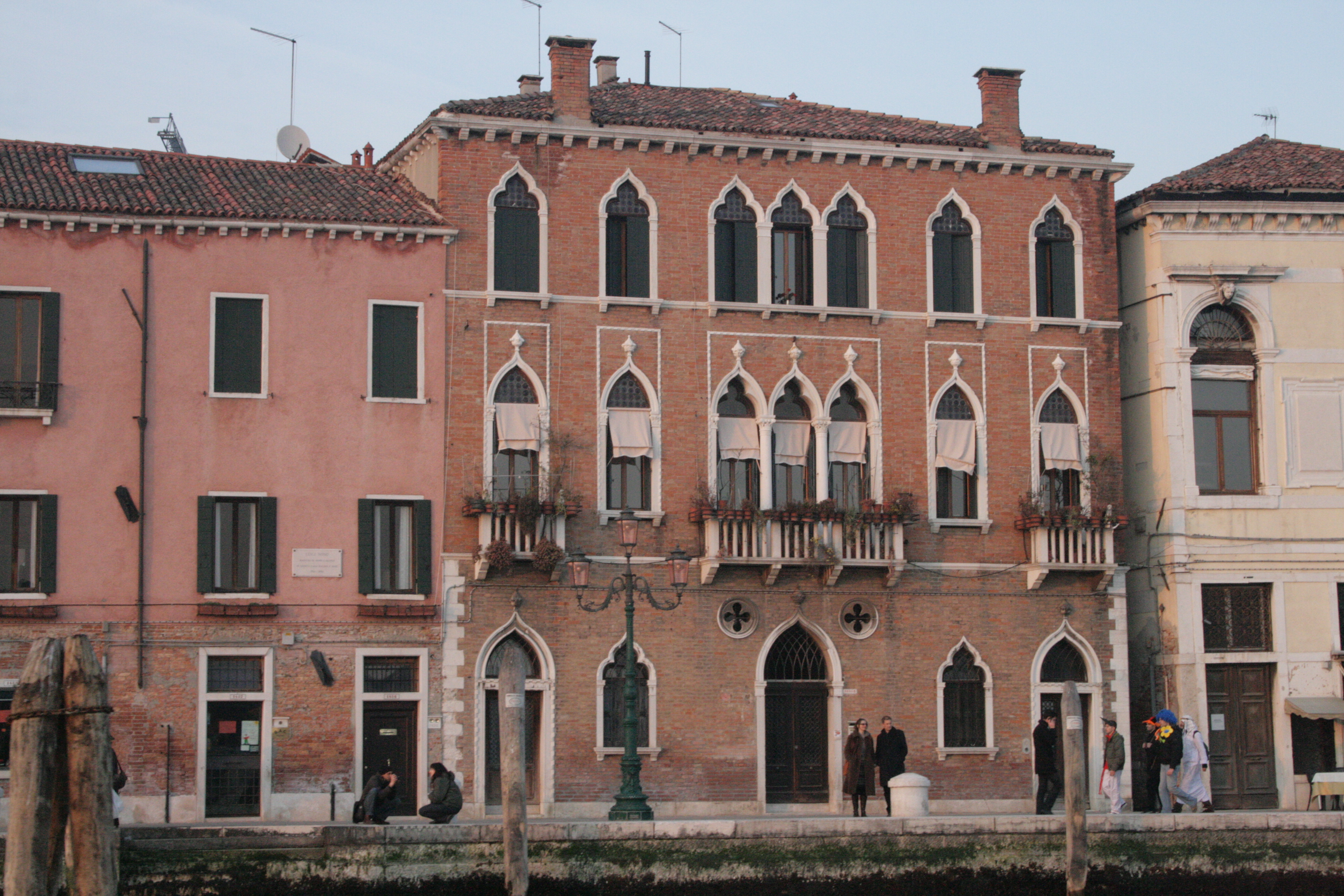
Arcs conopials d'esquena d'ase, trilobulats conopials i conopials d'esquena d'ase fistonats. Palau al barri de Zattere, Venècia.
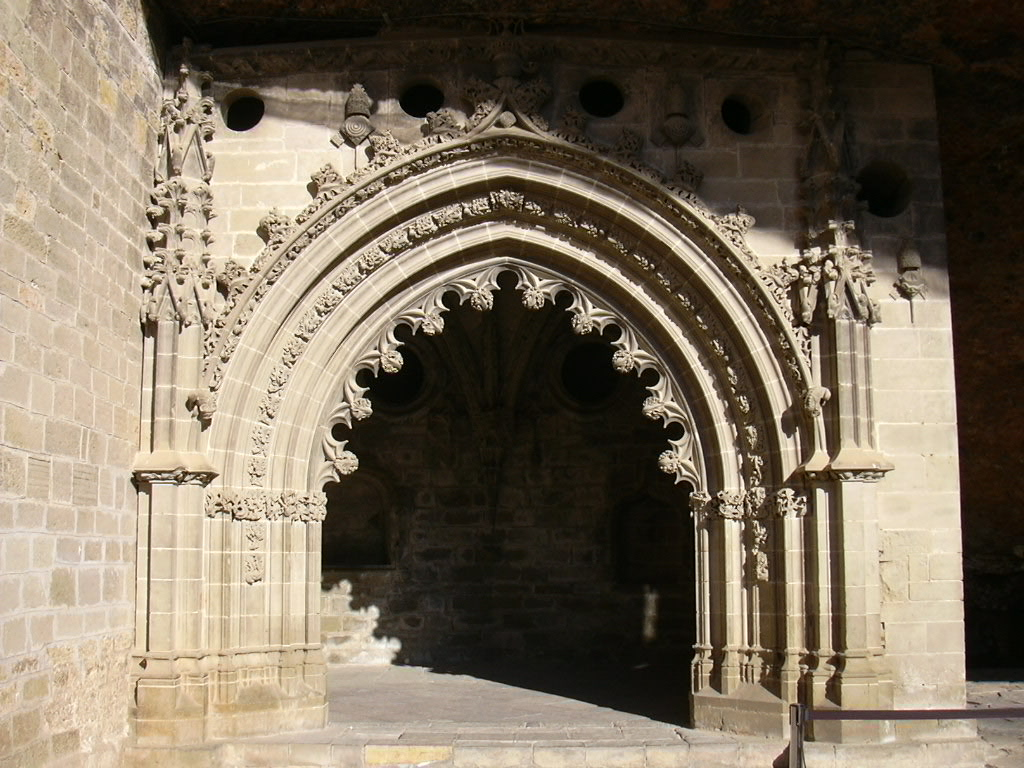
Arc ogival fistonat a la façana de la capella de San Victorián de San Juan de la Peña, Aragó.
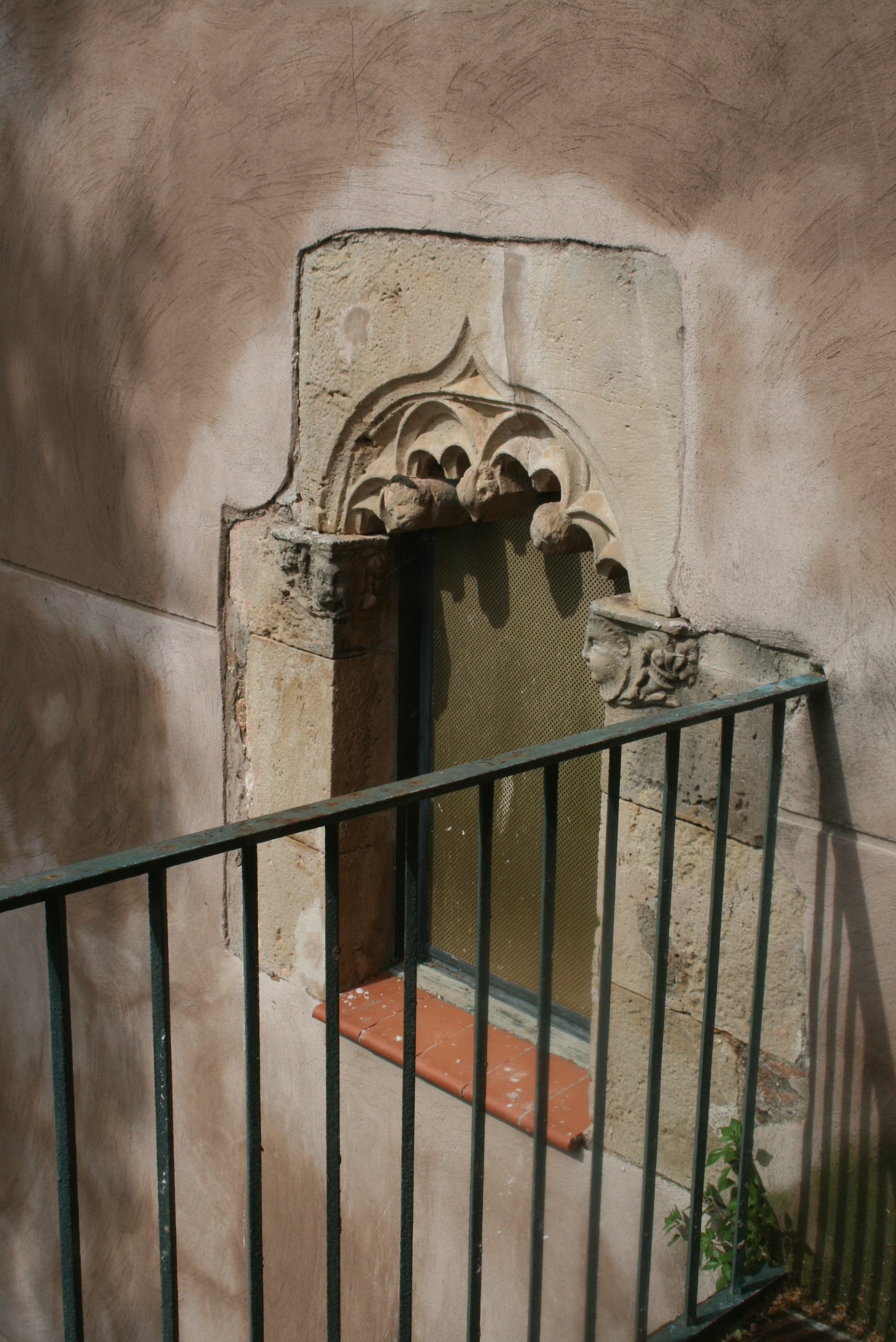
Finestra amb llinda en forma d'arc conopial fistonat, al Castell de Mogoda, Santa Perpètua de Mogoda.
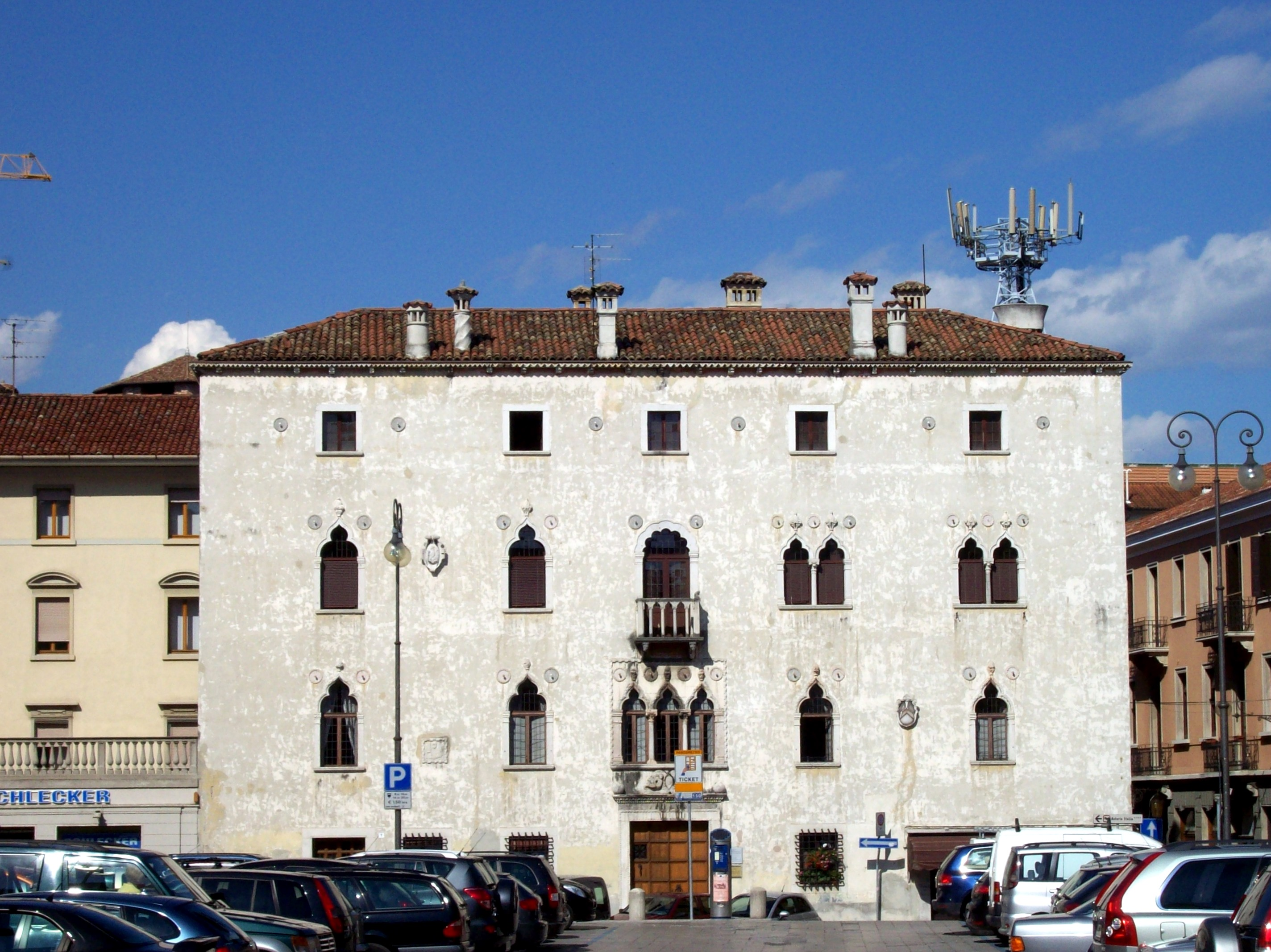
Arcs conopials trilobulats i arc de mig punt fistonat còncau en una casa d'estil venecià a Udine, Itàlia.
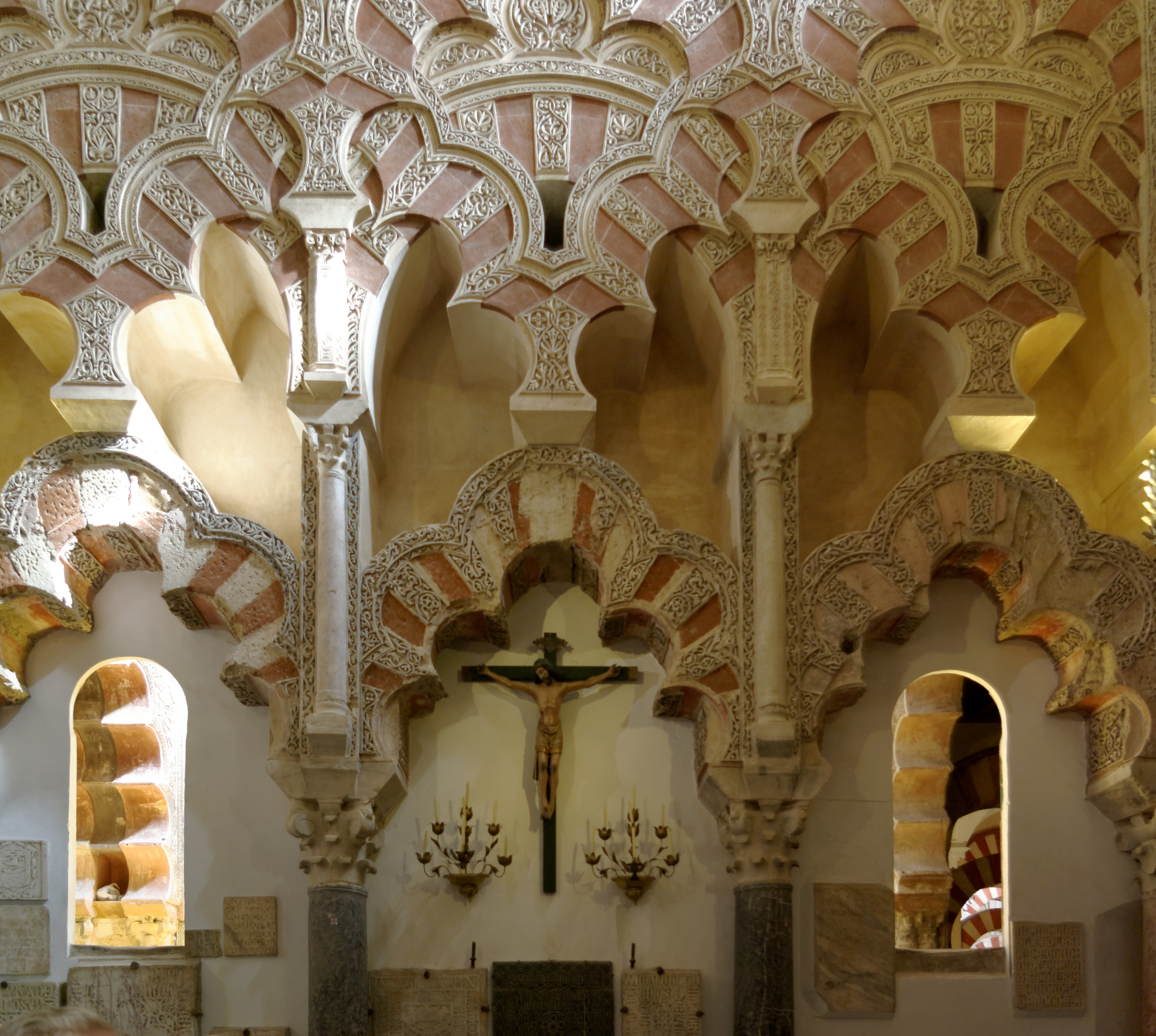
Arc polilobulat a la Mesquita de Còrdova
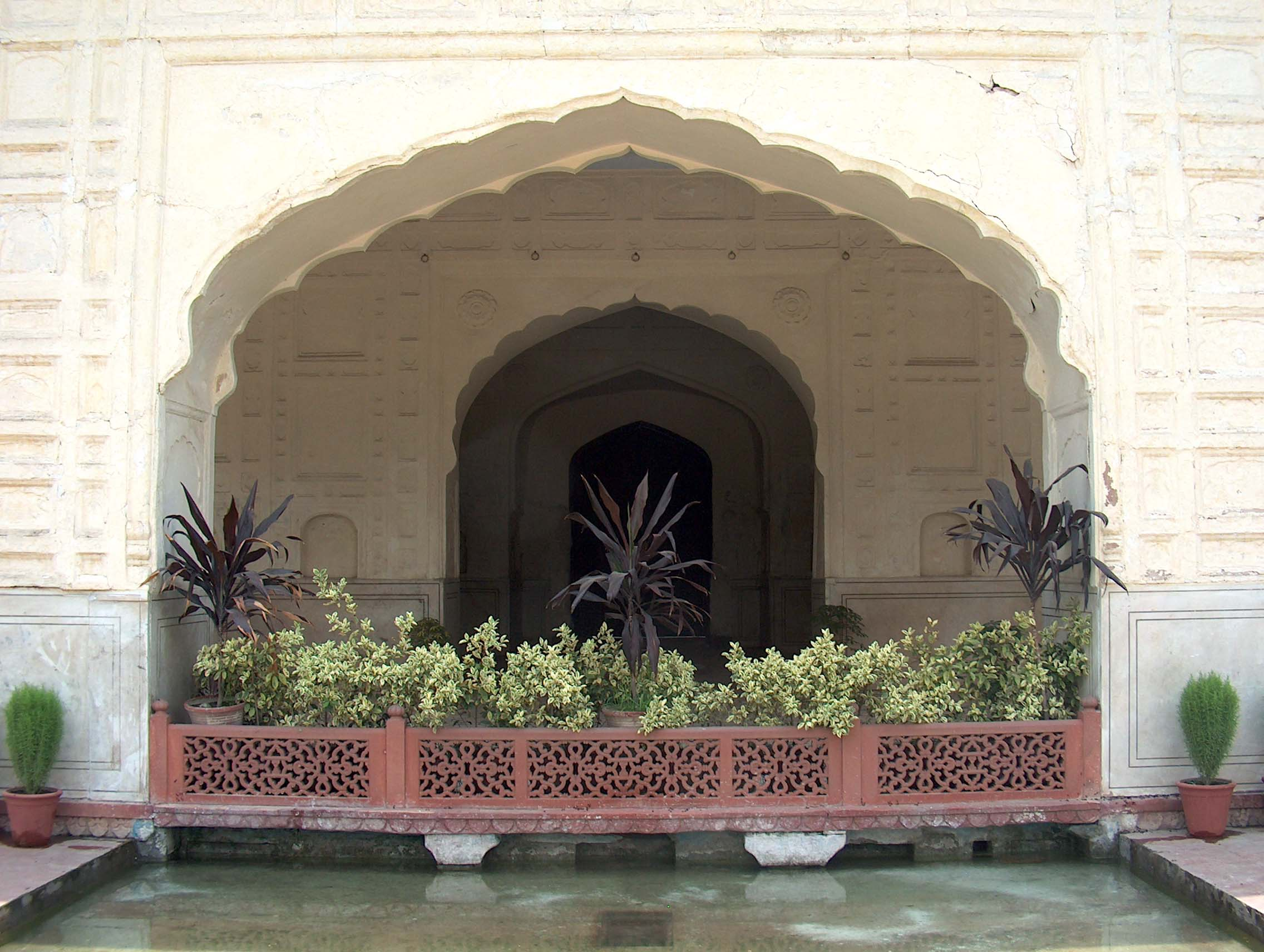
Arc tudor fistonat, al Shalamar (O Shalimar) garden, de Lahore, Pakistan.

#### Arcs mixtilinis
Són, tots ells, arcs en els quals l'intradós té trams rectilinis, i altres de corbats, alternant, sovint però no en tots els casos, les corbes, còncaves i convexes.
- Arc mixtilini normal. Arc de quatre centres, en disposició semblant a l'arc conopial de taló, que insereix dos segments rectilinis en disposició inclinada i que es tallen amb els segments de circumferència.
- Arc deprimit còncau. Consta d'una llinda adovellada central i de dos segments de circumferència laterals, de radi petit.
- Arc deprimit convex. Emblant a l'anterior, però els segments de circumferència són convexos.
- Arc georgià. Compost per una llinda adovellada interrompuda en el seu punt central per un arc de mig punt.

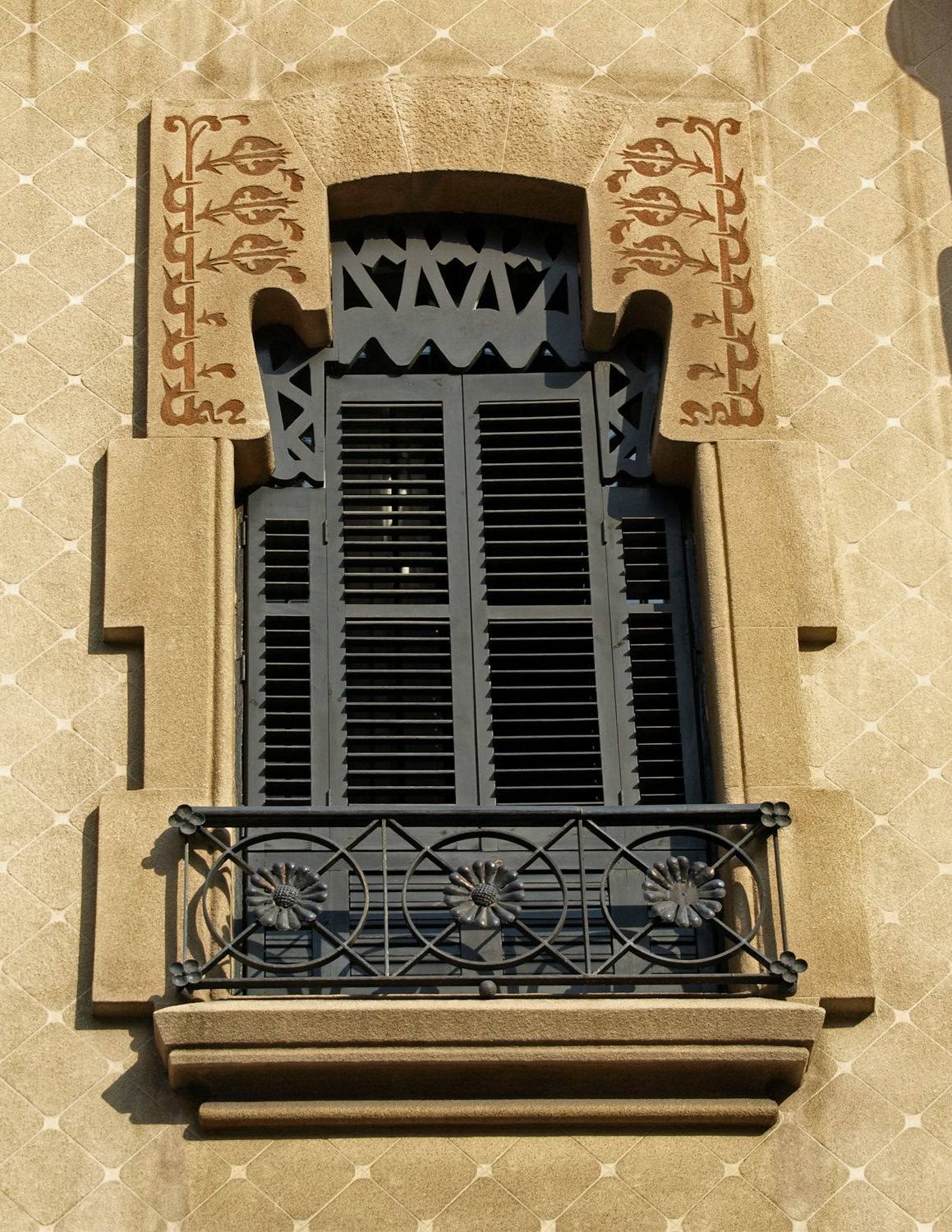
Arc mixtilini en una finestra de la Casa Comas d'Argemir, obra de Casa Josep Vilaseca i Casanovas, 1904.
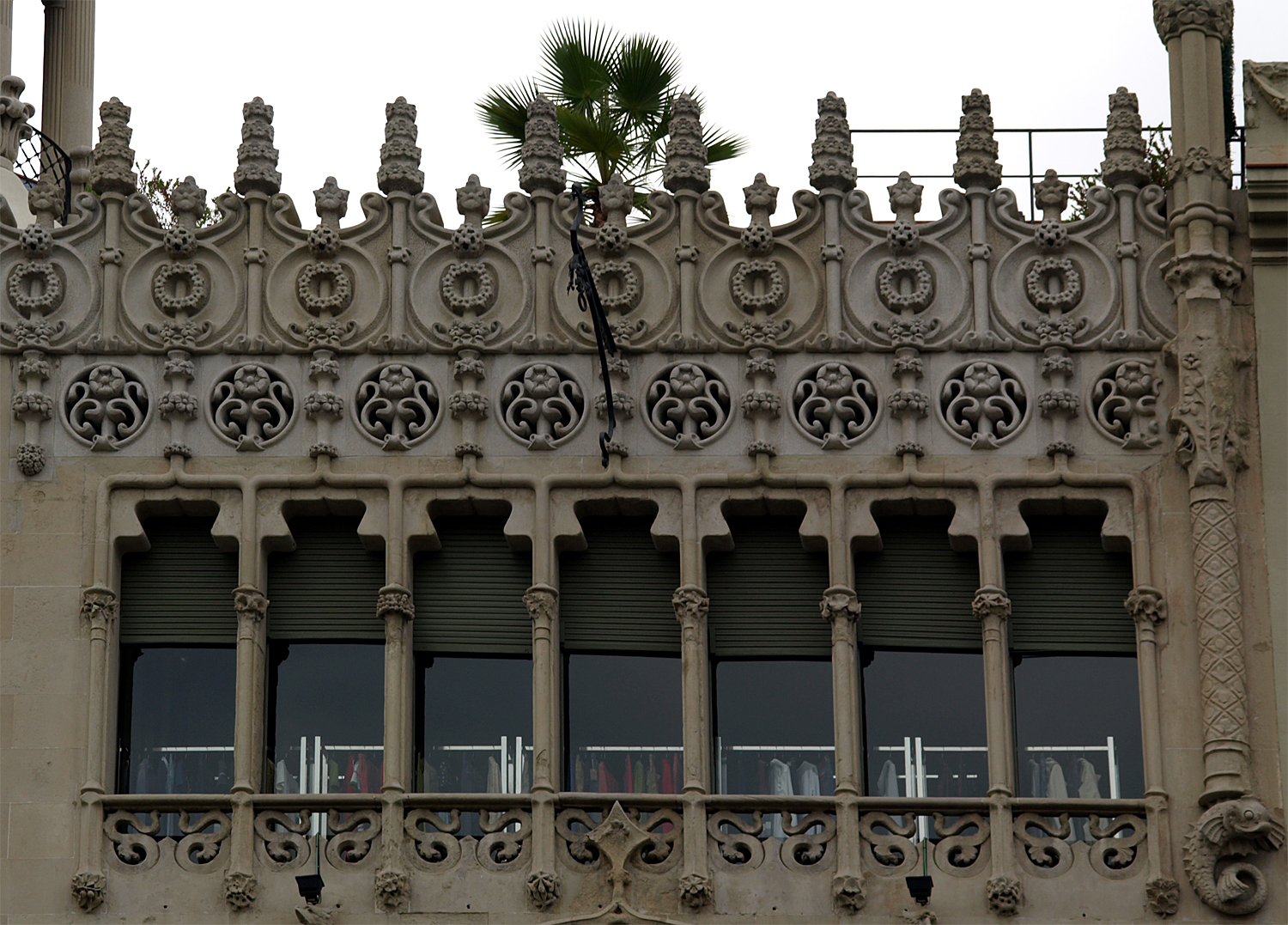
Arcs mixtilinis a la Casa Lleó Morera, obra de Lluís Domènech i Montaner, 1905.
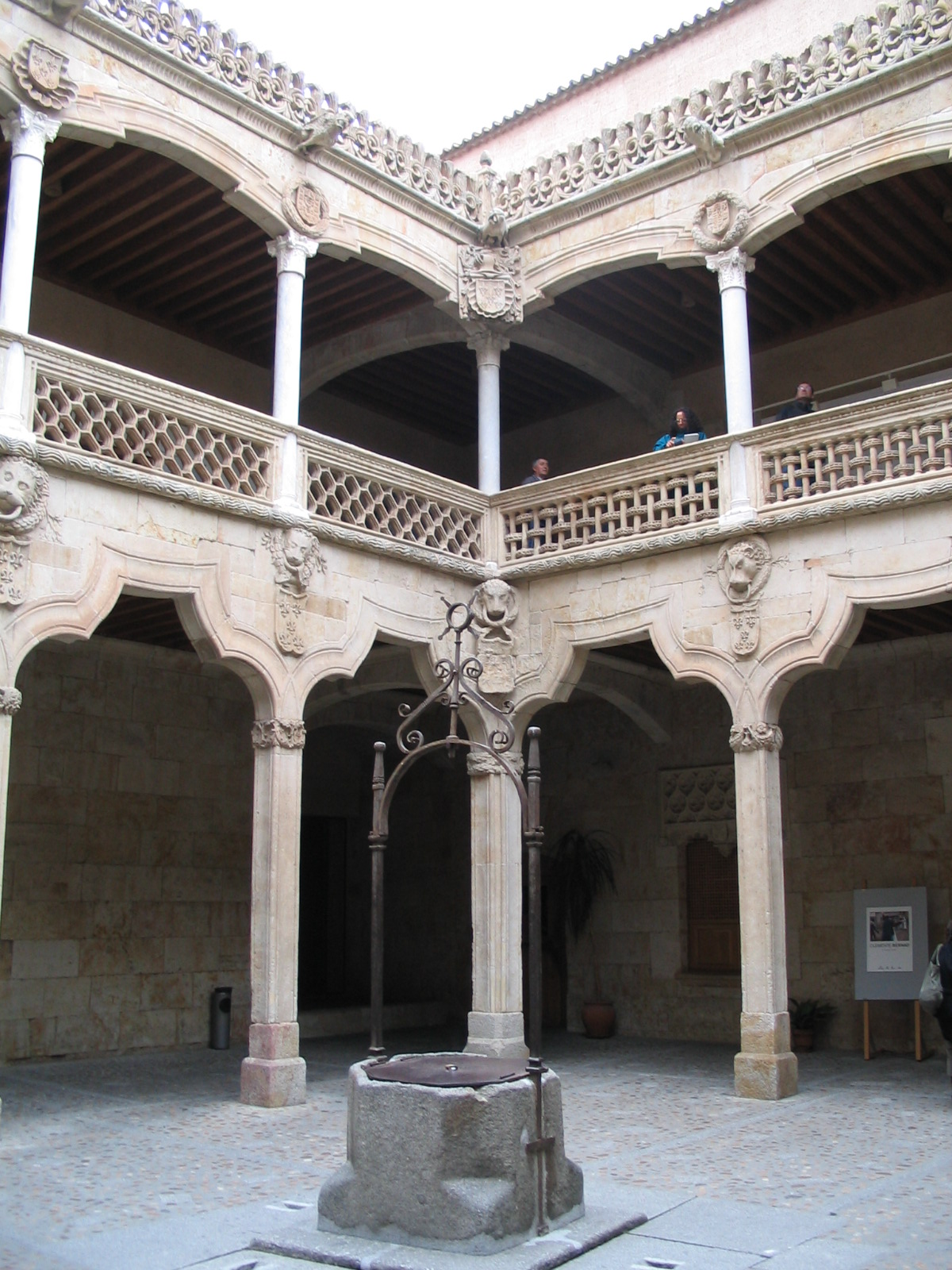
Arcs mixtilinis al pati interior de la Casa de las Conchas, de Salamanca.
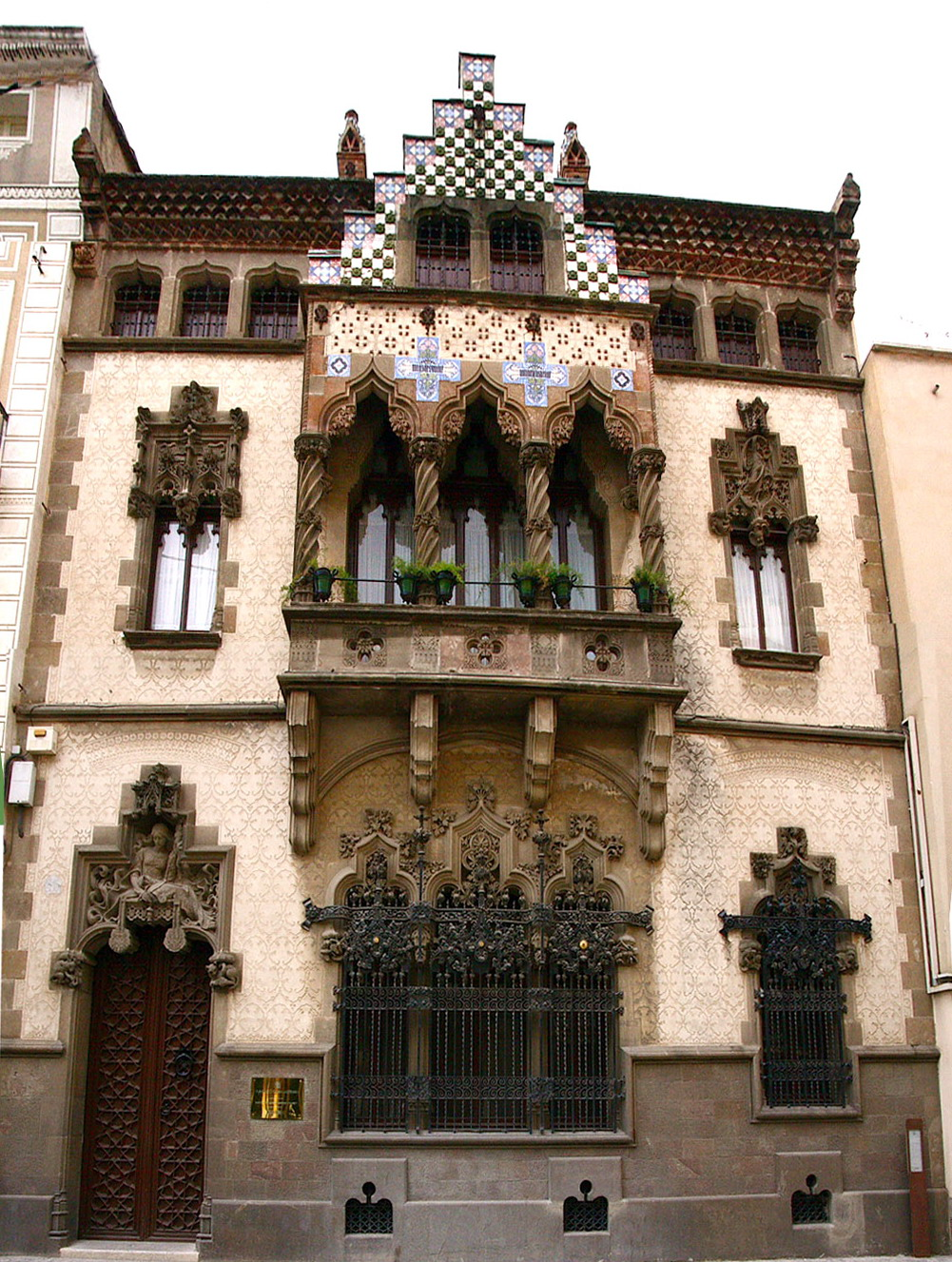
Arcs mixtilinis amb la part superior en forma d'arc de cortina al cos central de la façana de la Casa Coll i Regàs, de Mataró, obra de Josep Puig i Cadafalch, de l'any 1898.
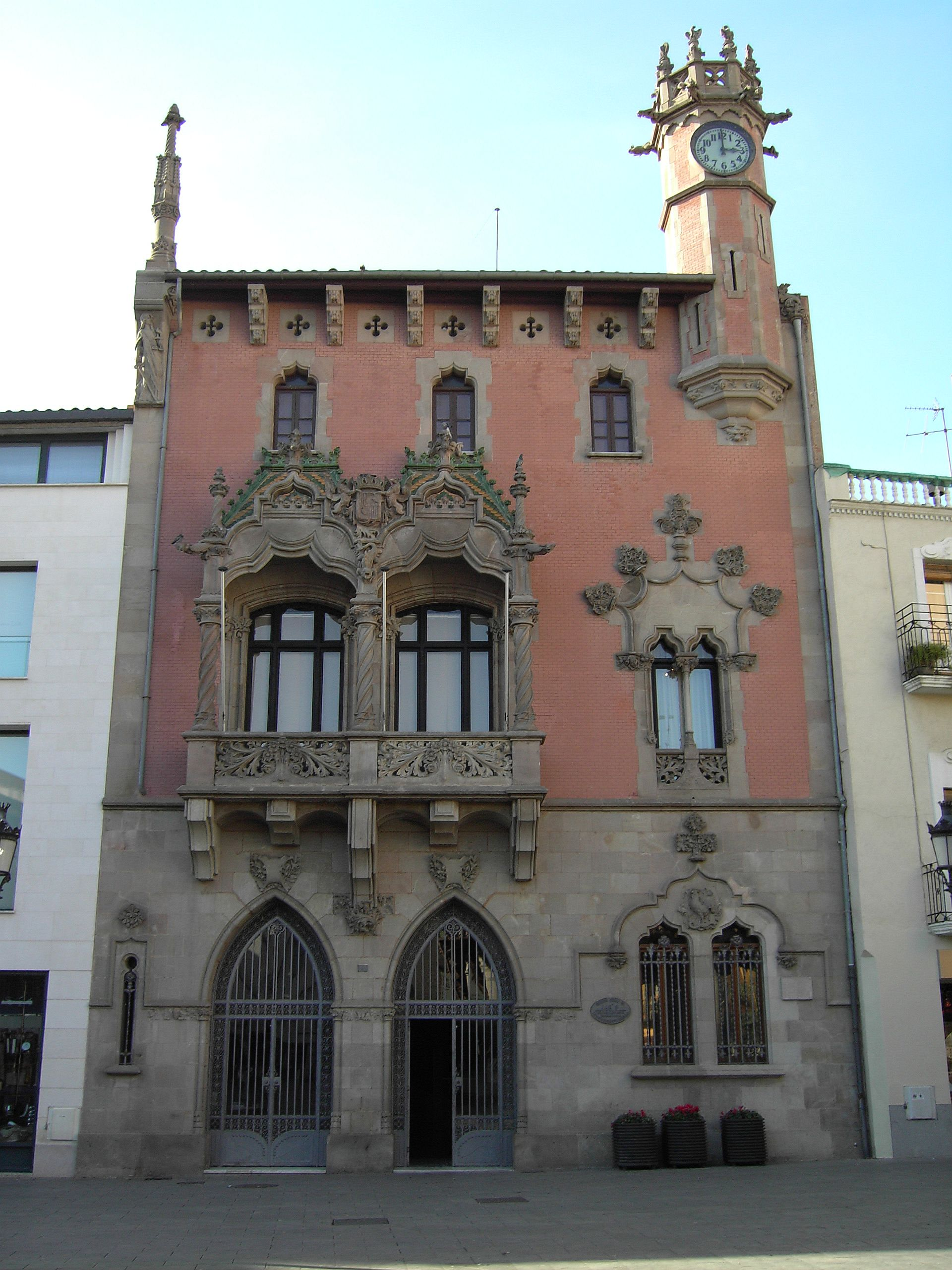
Arcs mixtilinis a la façana de l'ajuntament de Granollers.
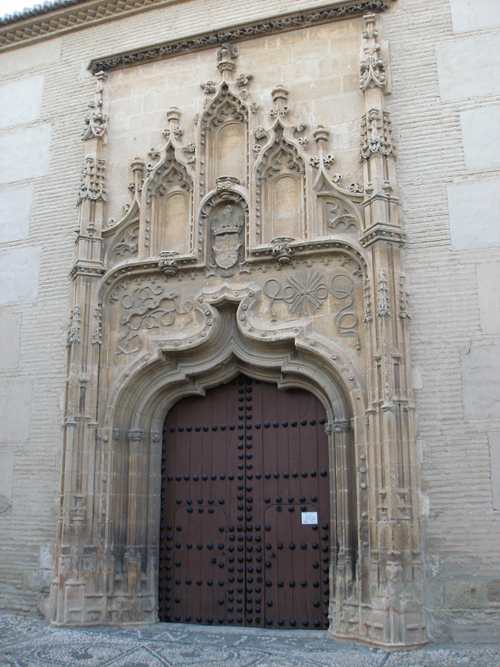
Arc mixtilini de perfil conopial al monestir de Santa Isabel la Real, de Granada.
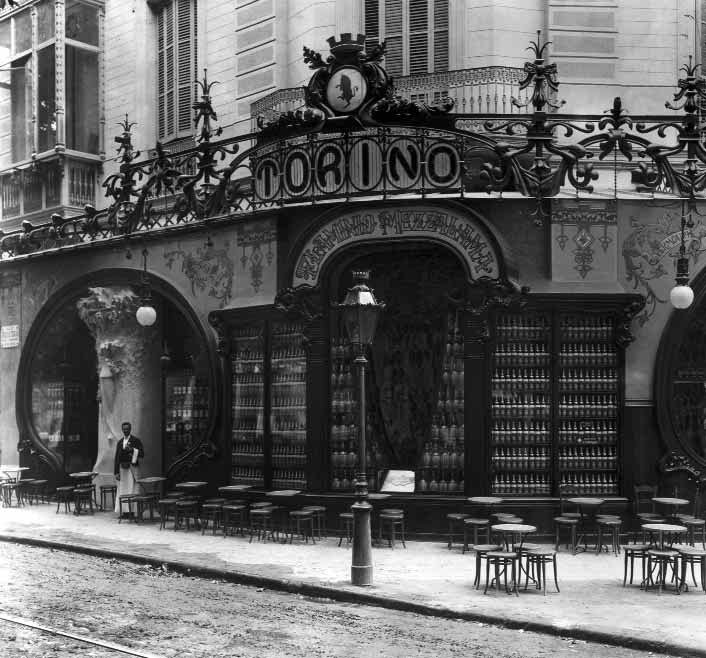
Arc deprimit còncau al Cafè Torino, inaugurat a Barcelona l'any 1902.

#### Arcs poligonals

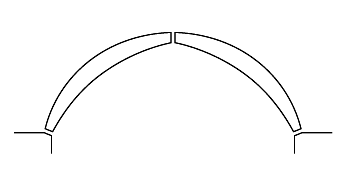
Arc angular modern

- Arc angular, anomenat, també, arc triangular, rectilini o de frontó. Constituït per dos trams rectilinis inclinats que formen un angle al bell mig.
- Arc en ziga-zaga. Integrat per diversos segments rectilinis que formen un nombre senar (normalment tres o cinc) d'angles. Aquests angles descriuen un arc de circumferència.

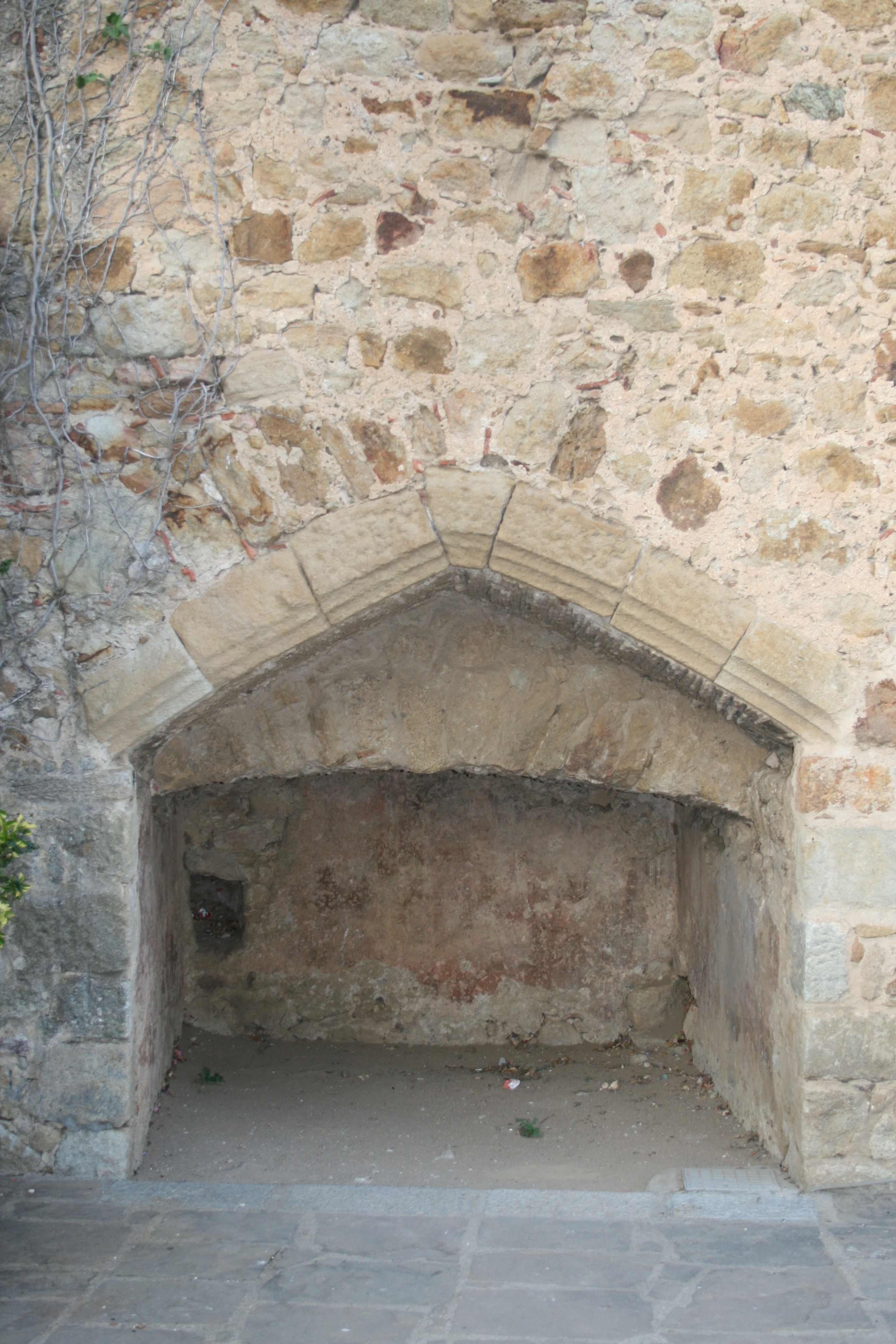
Arc angular a Pals, Empordà.
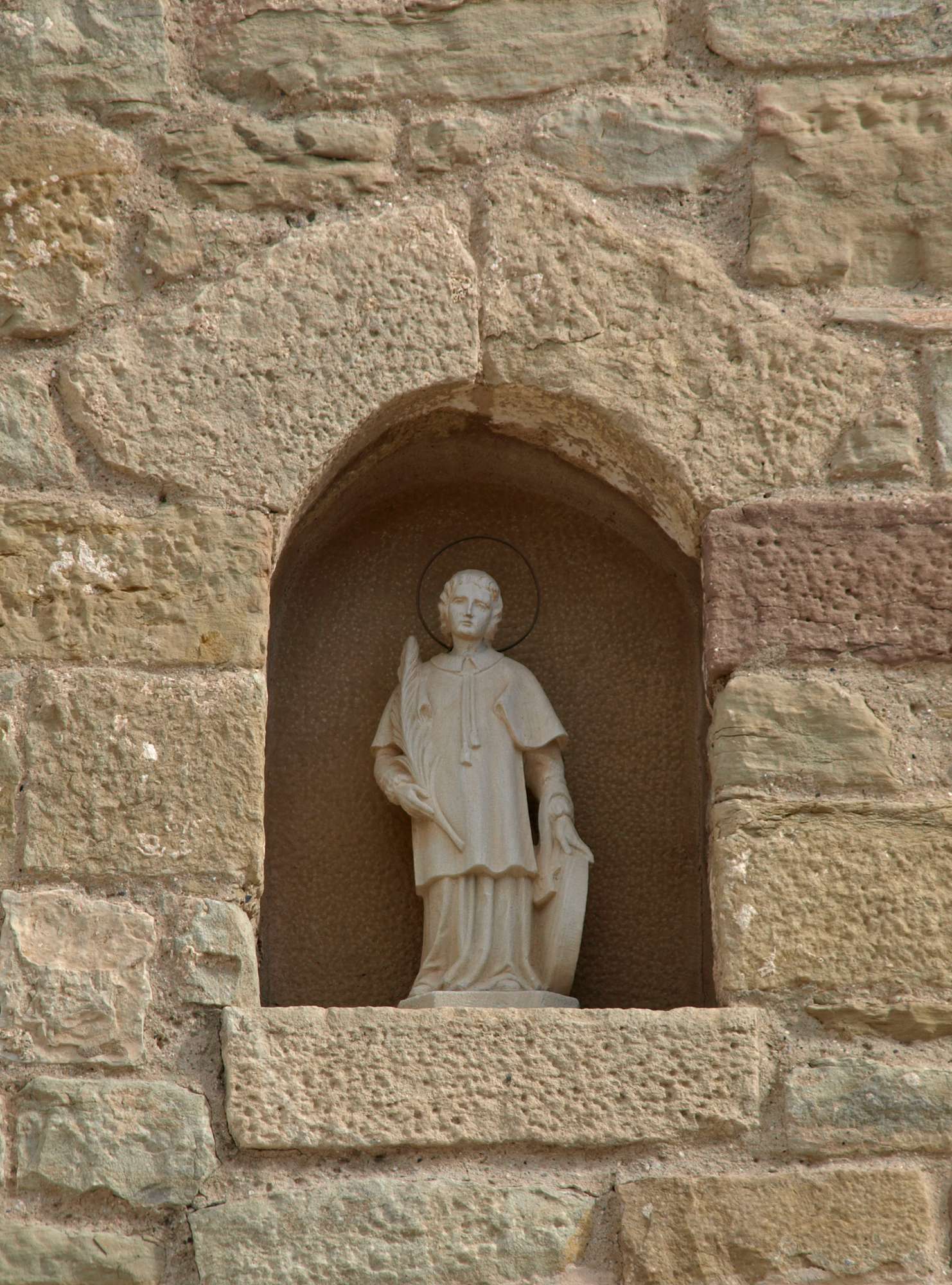
Arc angular amb intradós de mig punt a l'església de Sant Vicenç de Calders, Bages.

### Tipus d'arcs segons el front, i segons la superfície de l'intradós o de l'extradós

#### Segons la relació entre l'eix i el front
- Arc recte: les superfícies d'ambdues cares de l'arc són paral·leles. És el cas més habitual.
- Arc esbiaixat. Les dovelles estan col·locades de forma obliqua a la seva planta, la qual cosa provoca un efecte de trompe-l'oeil.
- Arc disminuït. Els murs d'ambdues bandes de l'arc són verticals però no són paral·lels de manera que l'intradós és més ample a una banda que a l'altra
- Arc avançat. Un dels murs de l'arc no és vertical sinó que s'obre endavant. Així l'intradós és més ample a la part superior que a la línia de les impostes.
- Arc atalussat o escarpat. A la inversa de l'anterior, un dels murs és en forma de talús, i l'intradós és més estrets a la part superior.

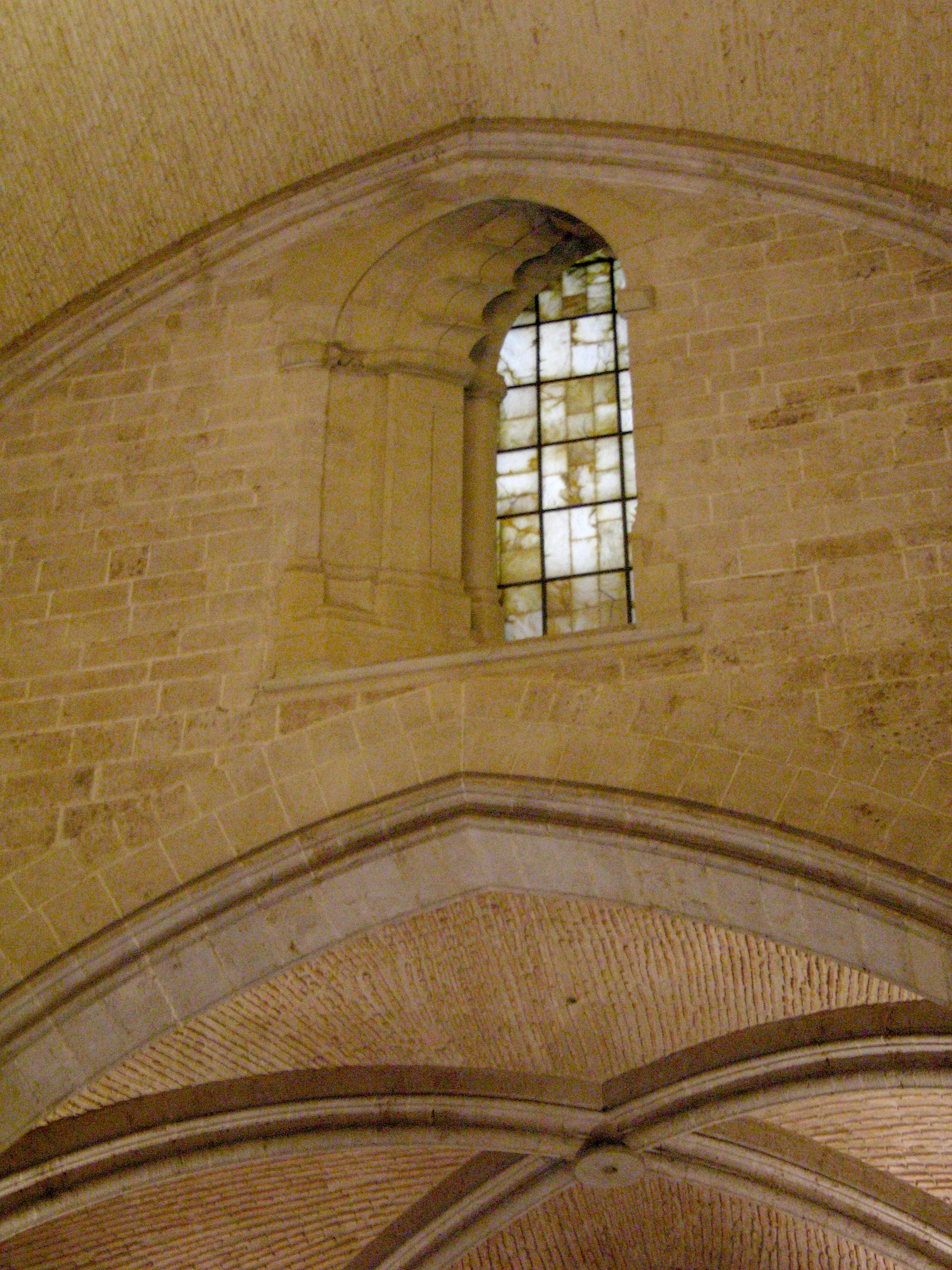
Arc esbiaixat a la Seu de València.
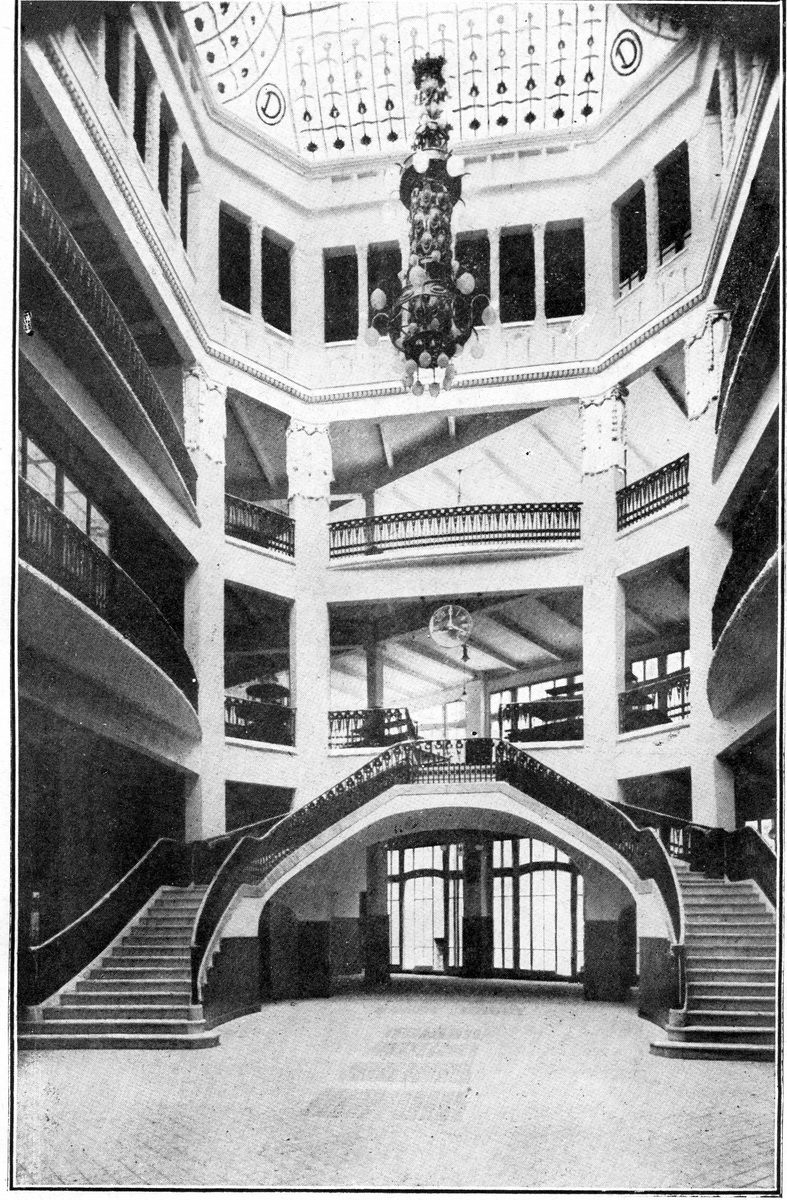
Arc atalussat als magatzems Damians (més tard El Siglo) al Carrer de Pelai, de Barcelona, obra d'Eduard Ferrés i Puig i Ignasi Mas i Morell, de l'any 1915.
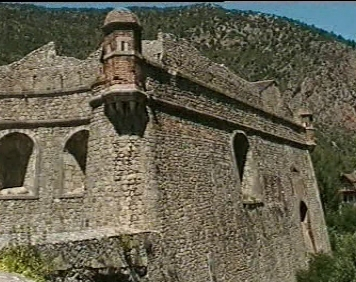
Arcs atalussats a les muralles de Vilafranca de Conflent.
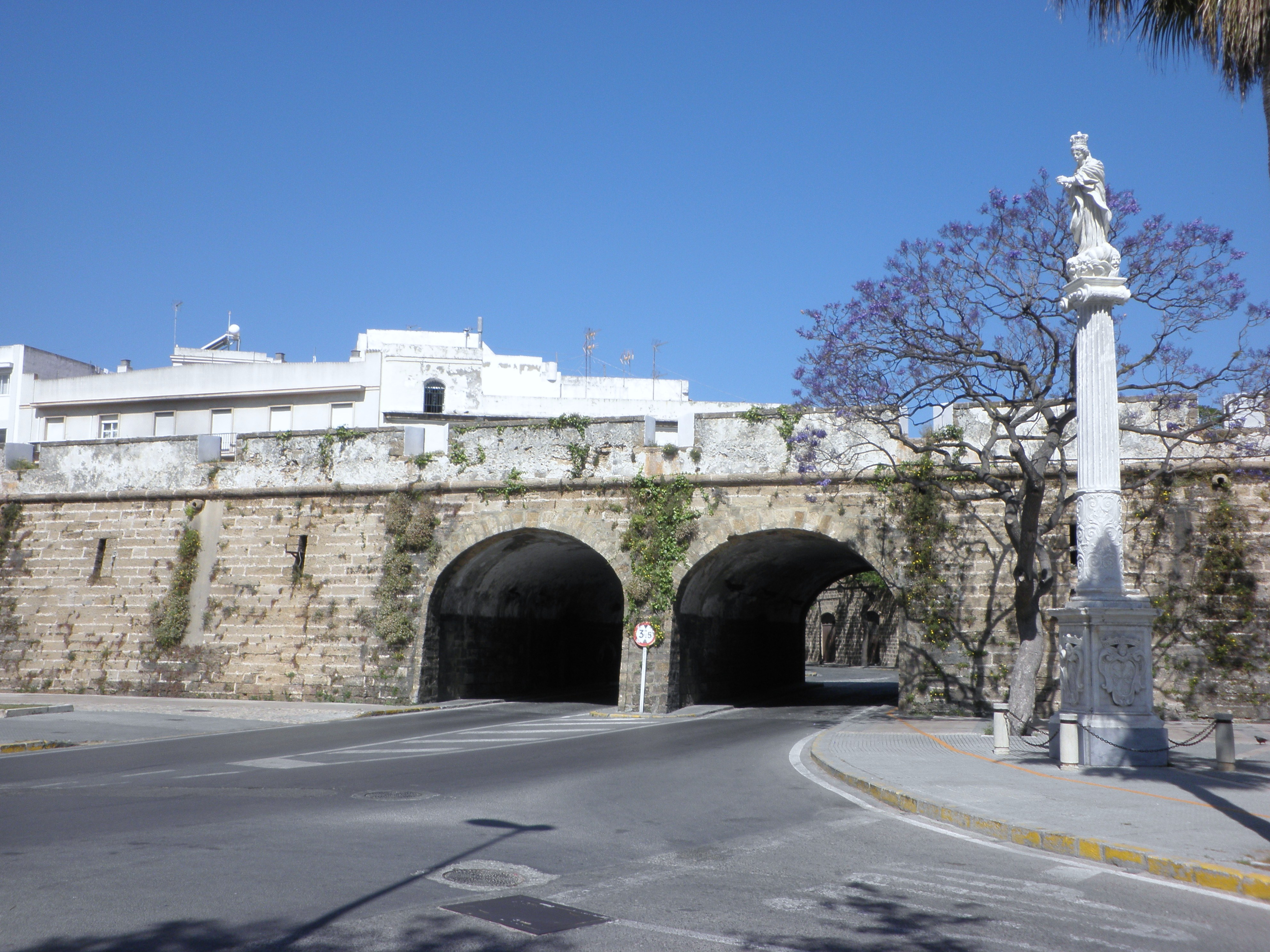
Arcs atalussats a les muralles de San Carlos, de Cadis.
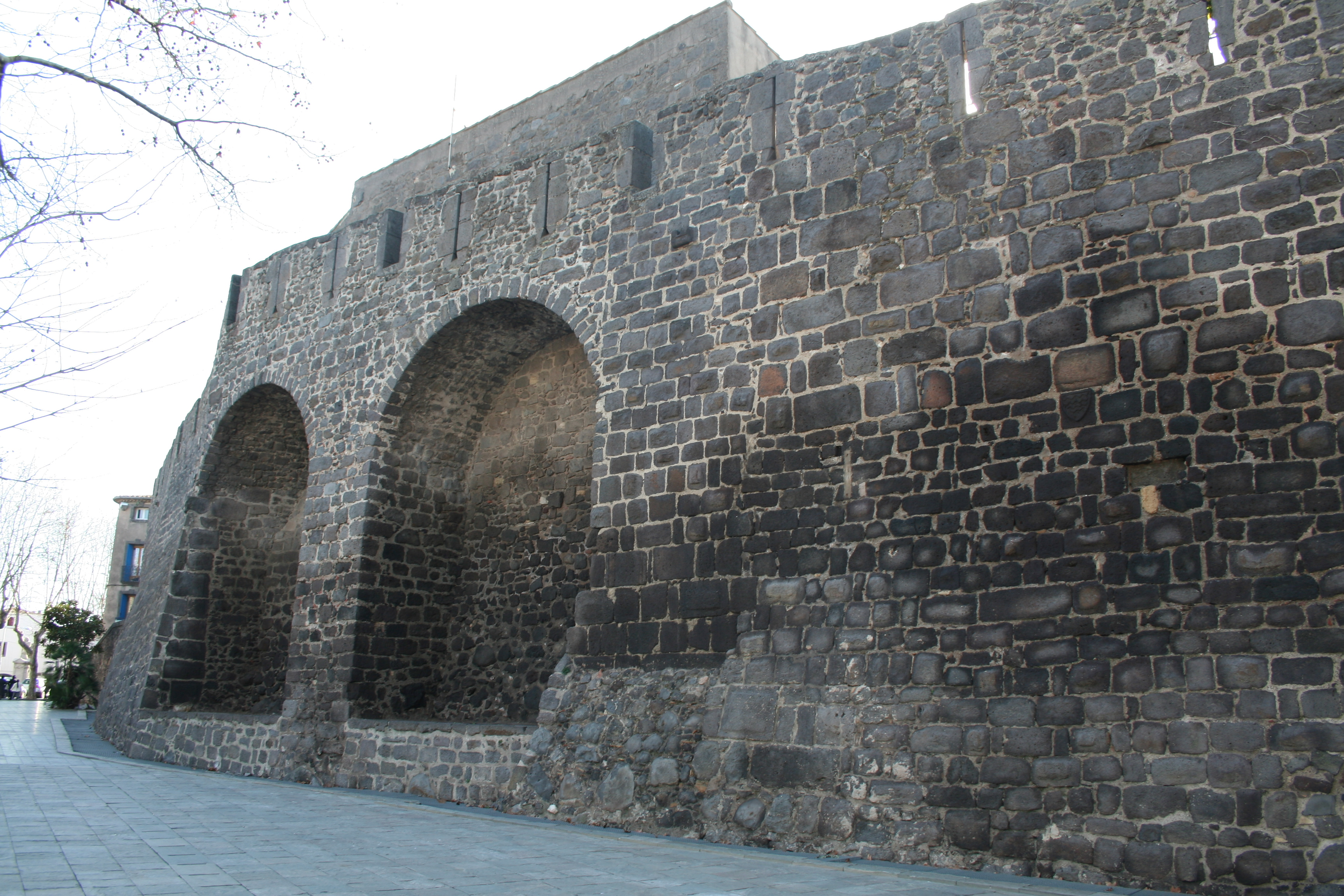
Arc atalussat a les muralles d'Agde, França.

#### Segons la superfície de l'intradós
- Arc atrompetat, abocinat o amb esplandit. La llum augmenta o disminueix d'una a altra cara del mur en el qual s'obre el buit. Va ser molt utilitzat en l'arquitectura romànica i gòtica en formació de finestrals i, sobretot, de portades. En les petites finestres l'abocinament podia ser llis, a tall d'una espitllera invertida. A les portades era freqüent realçar-lo ornamentalment amb una successió d'arquivoltes més o menys decorades i concèntriques[12]
- Arc capalçat de Marsella. Arc escarser atrompetat.
- Arc capalçat de Montpeller. Arc atrompetat que per la banda de dimensió més petita és a nivell i per l'altra és de mig punt.
- Arc capalçat de Sant Antoni. Arc atrompetat que per la banda de dimensió més gran és a nivell i per l'altra és de mig punt.

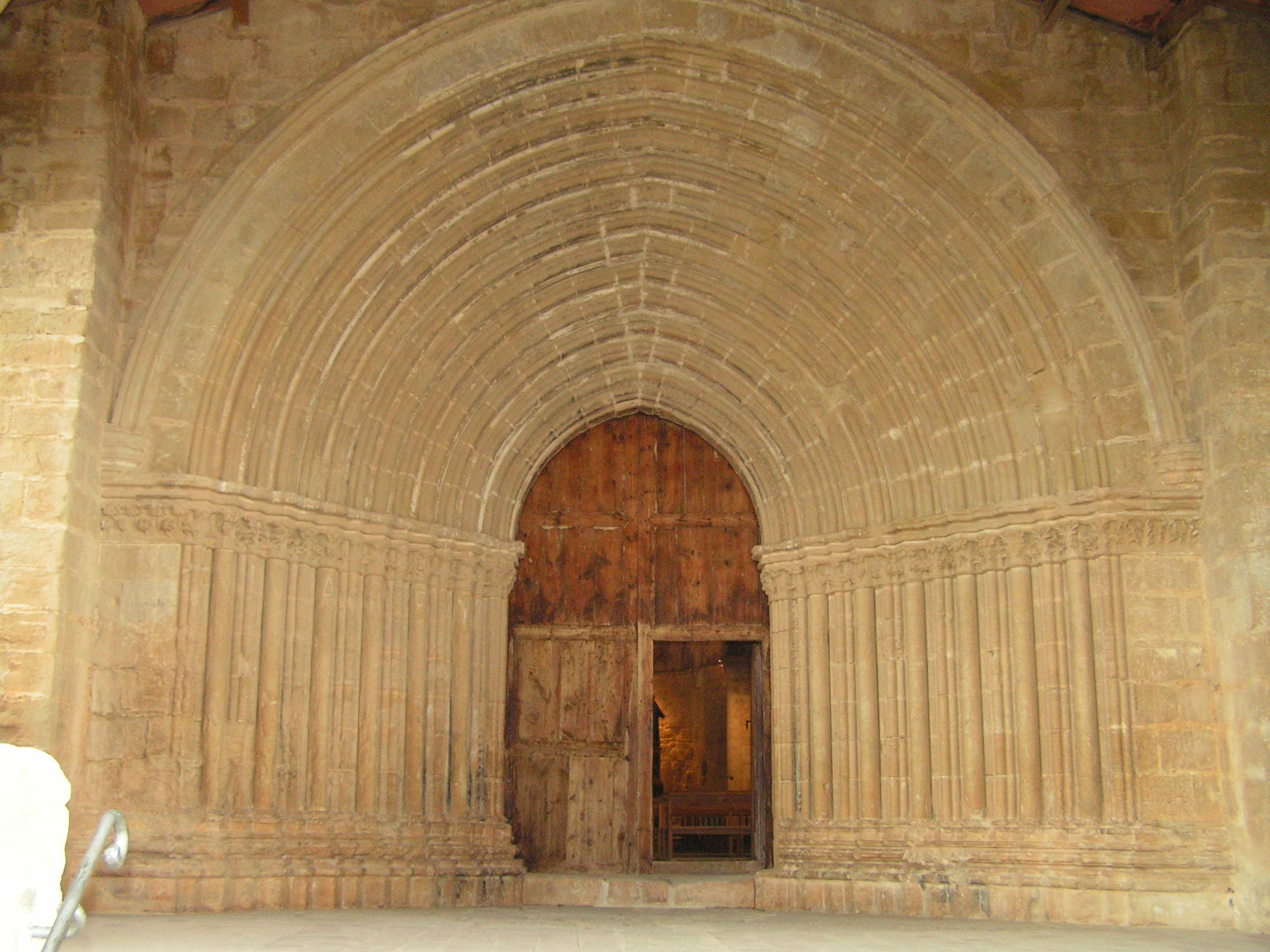
Pòrtic amb arc apuntat amb esplandit al Convent de Sant Salvador, d'Horta de Sant Joan.
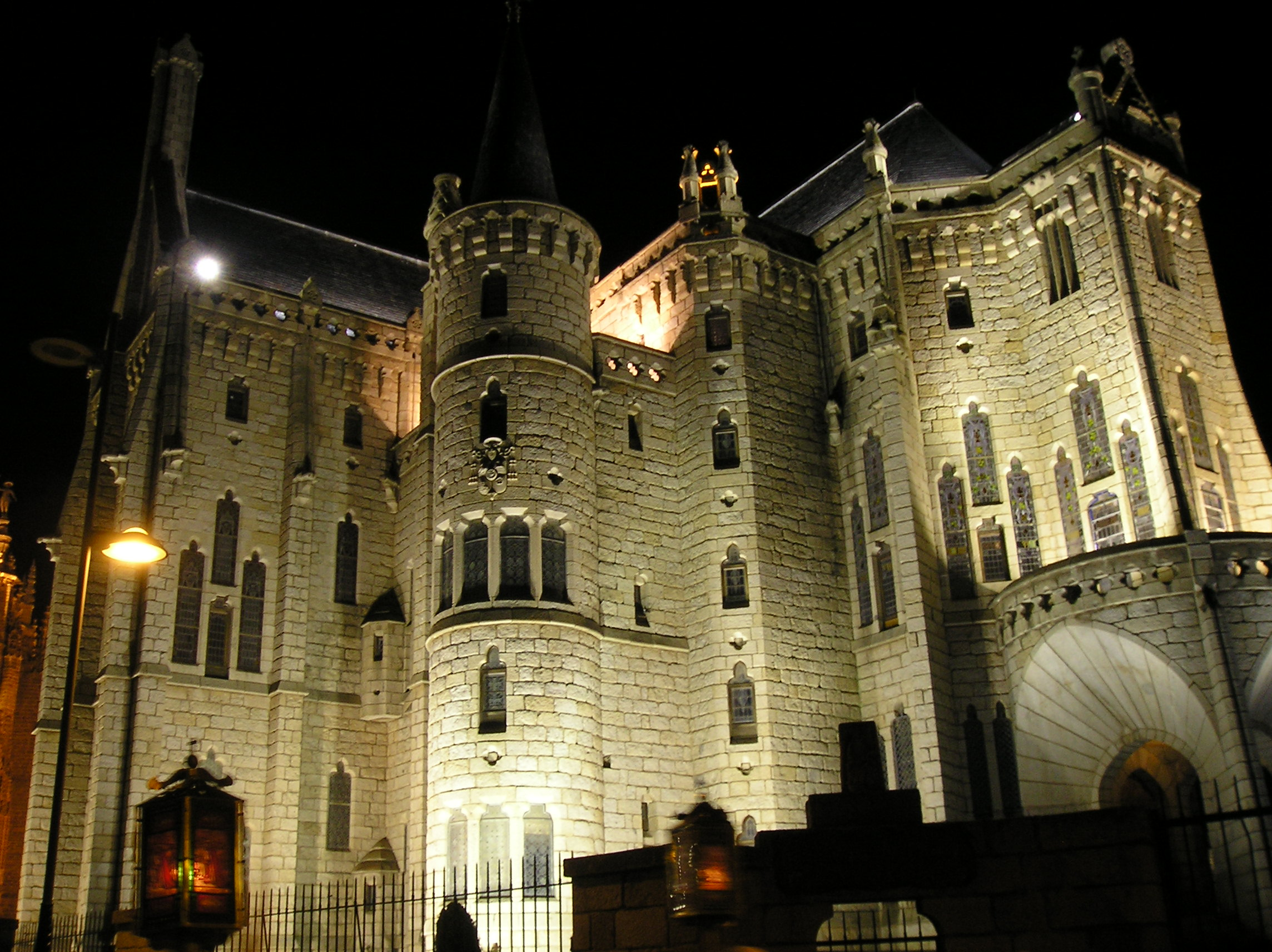
Arc ogival amb esplandit llis a la porta principal del Palau episcopal d'Astorga, obra d'Antoni Gaudí
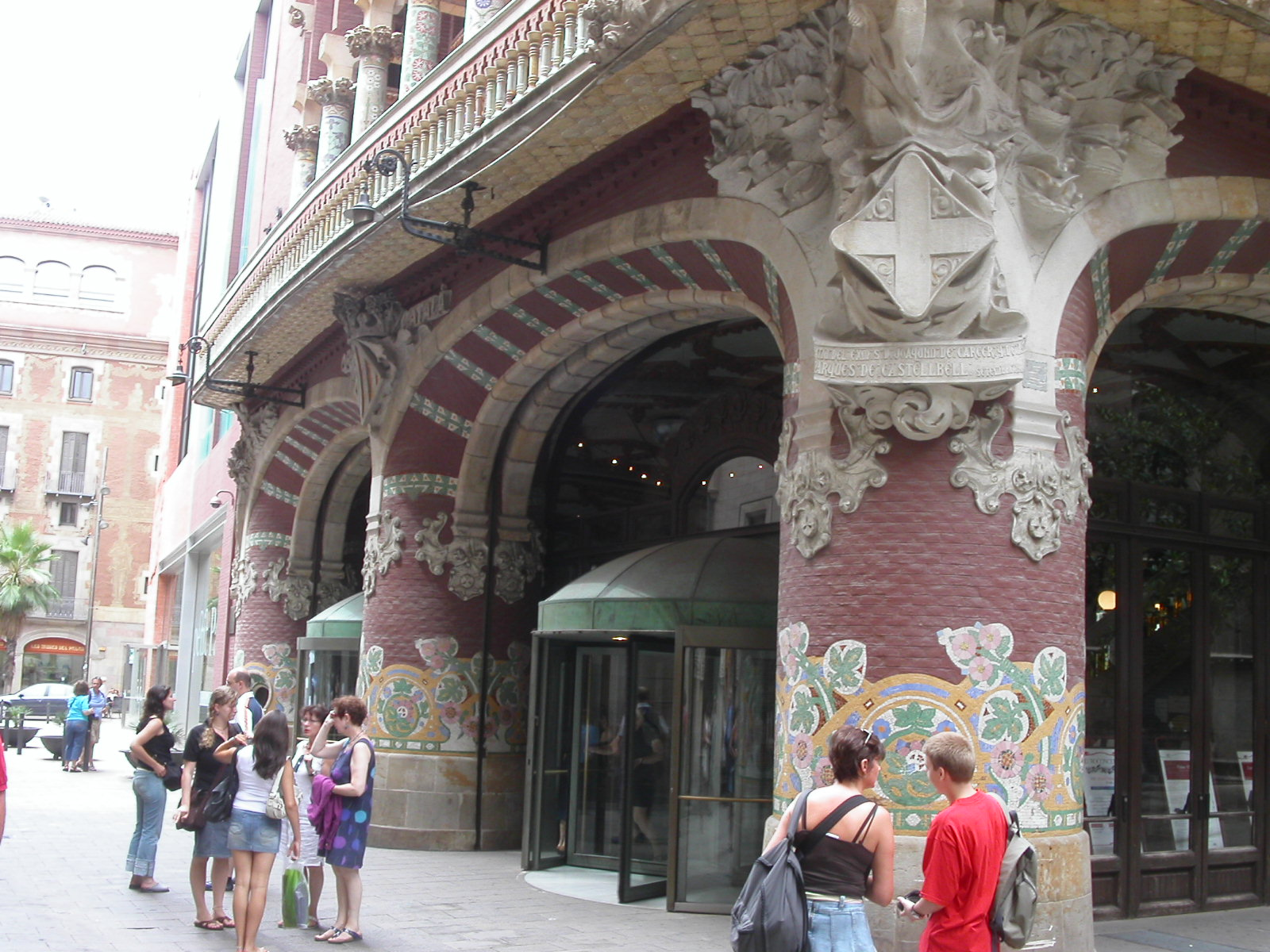
Arc el·líptic abocinat a l'entrada principal del Palau de la Música Catalana, a Barcelona, obra de Lluís Domènech i Montaner, entre els anys 1905 i 908.
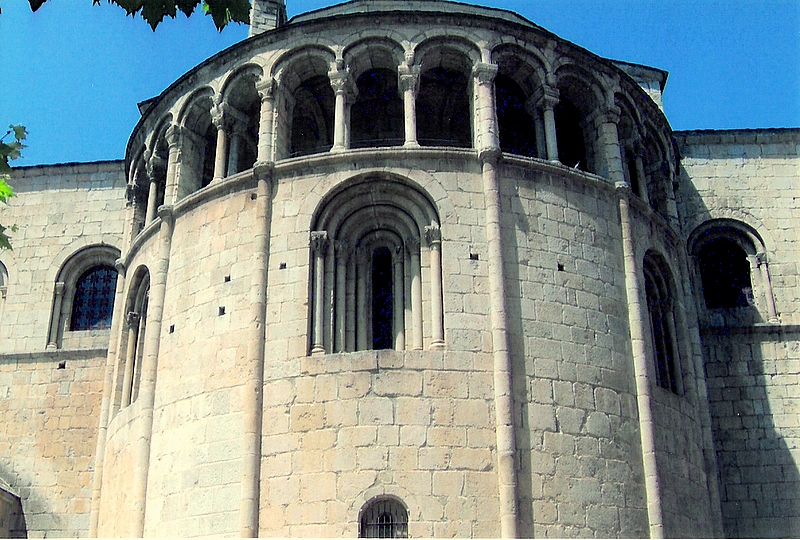
Arc de mig punt abocinat a l'àbsida de la catedral de la Seu d'Urgell.
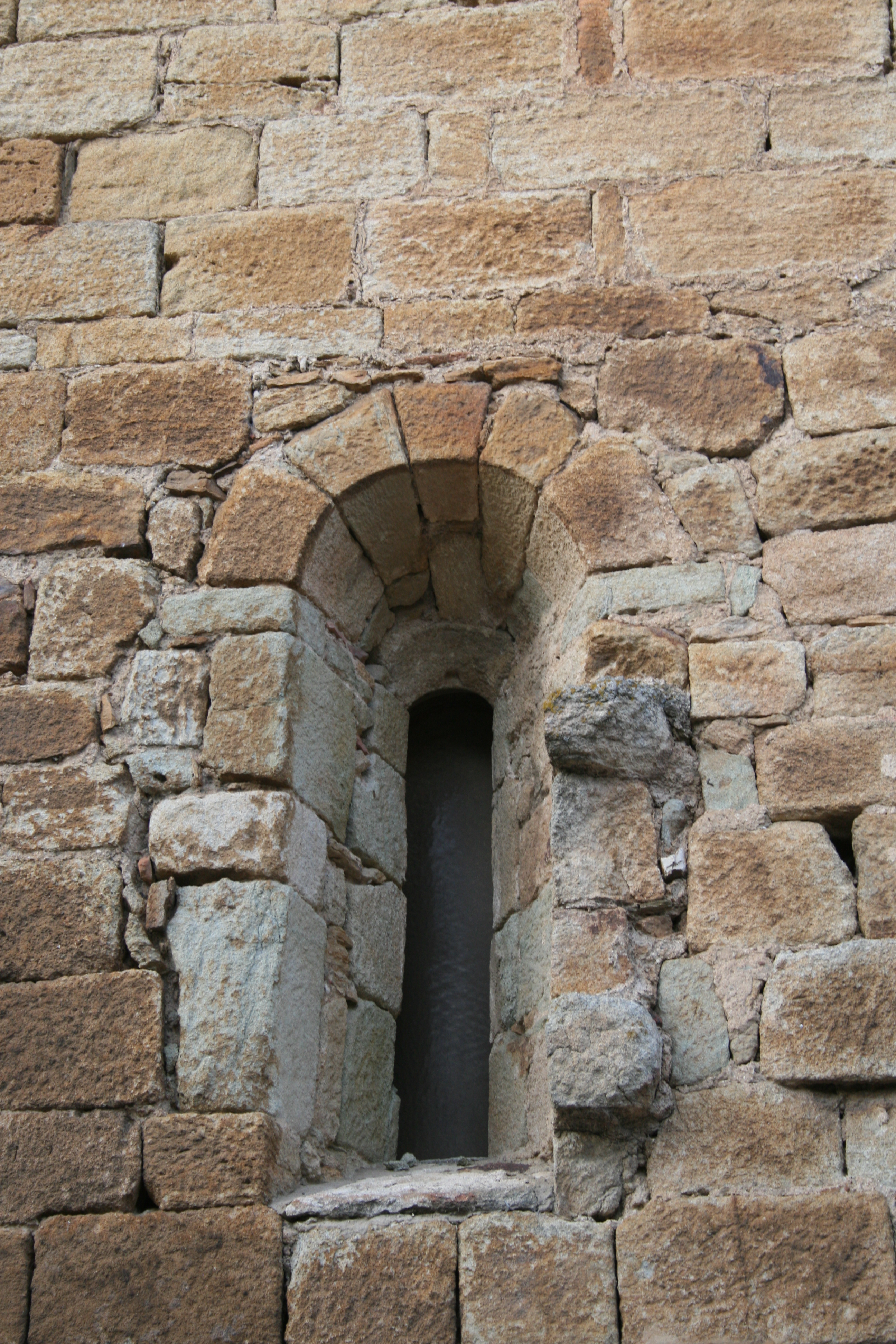
Finestra amb arc de mig punt abocinat llis a l'església de Pals, Empordà.
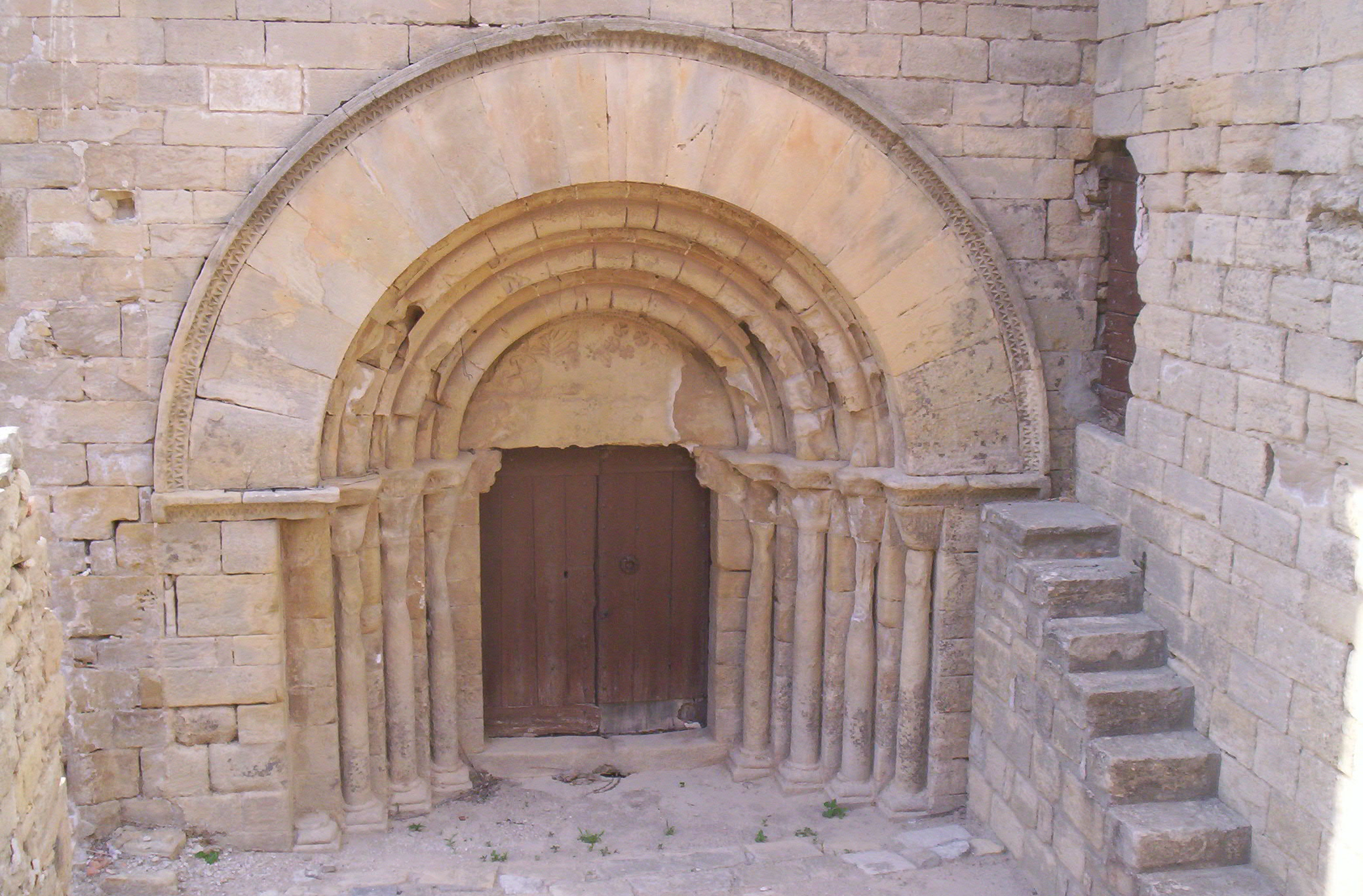
Portal romànic amb arc de mig punt abocinat i amb l'extradós remarcat a l'església de Forès, a la Conca de Barberà.

#### Segons la superfície de l'extradós
- Arc de mig punt amb extradós normal. Arc de mig punt amb un extradós ben marcat. Ambdues circumferències tenen el mateix centre; les dovelles tenen el mateix radi.
- Arc florentí. Hom troba dues definicions que tenen en comú que les dovelles de la part superior són de major dimensió que les de les impostes. Segons una definició, l'intradós és un arc de mig punt mentre que l'extradós és lleugerament apuntat[13][14][15] Per a altres, l'extradós respon a un arc de circumferència amb el centre per sobre de la línia d'impostes, de manera que les dovelles són més llargues a la part superior central que no a les impostes.
- Arc venecià. Un arc apuntat en el qual la distància entre l'intradós i l'extradós és més gran al punt central que no pas a l'arrencada.[16]
- Arc de mig punt amb extradós apuntat. Arc de mig punt amb unes dovelles que per l'extradós en dibuixen un d'apuntat.
- Arc de mig punt amb extradós en escala. Arc de mig punt les dovelles del qual dibuixen un extradós escalat.

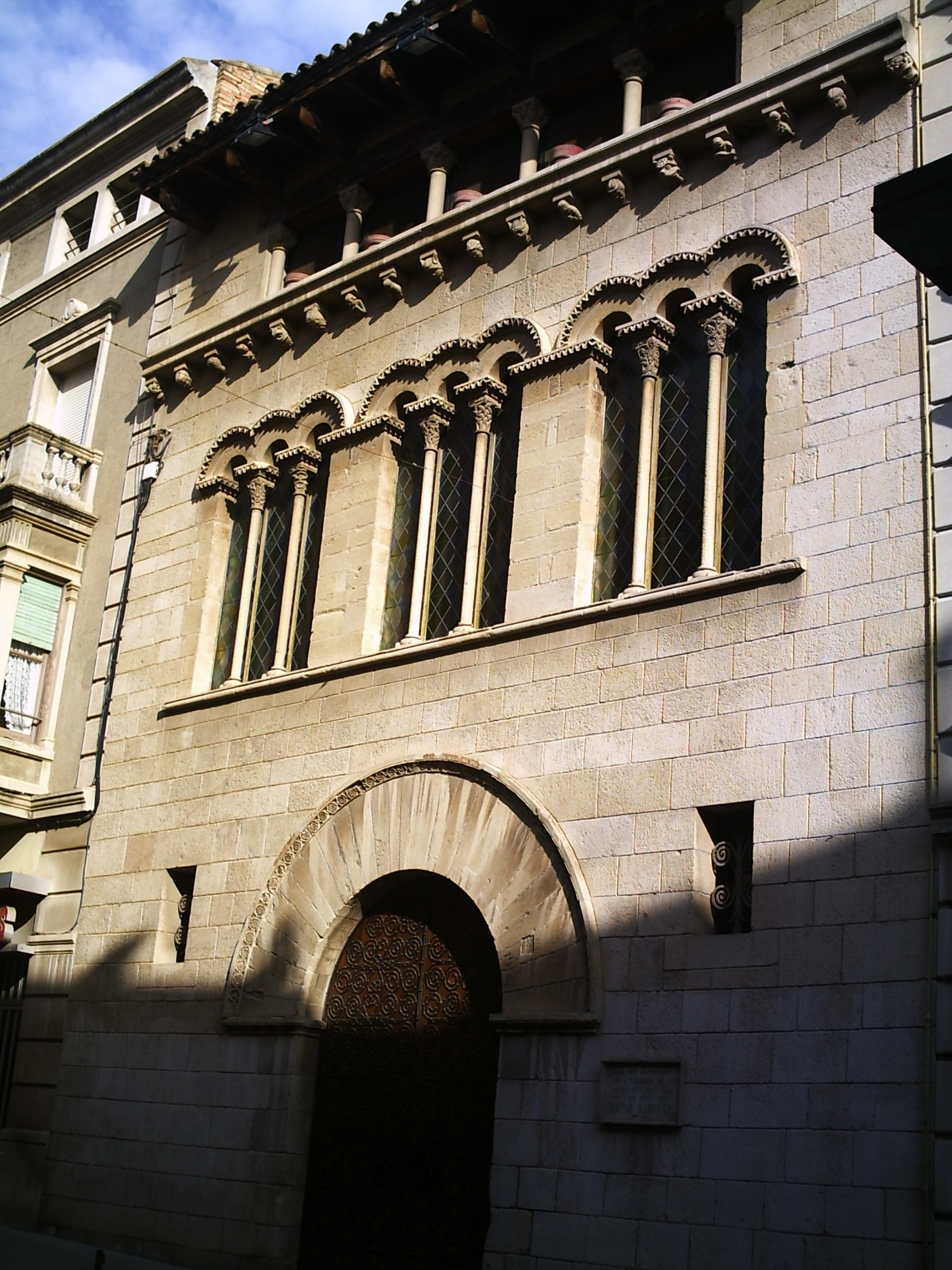
Arc de mig punt amb l'extradós ben marcat, a la porta d'entrada al Palau dels Marquesos i la Floresta, a Tàrrega; obra del segle xiii.
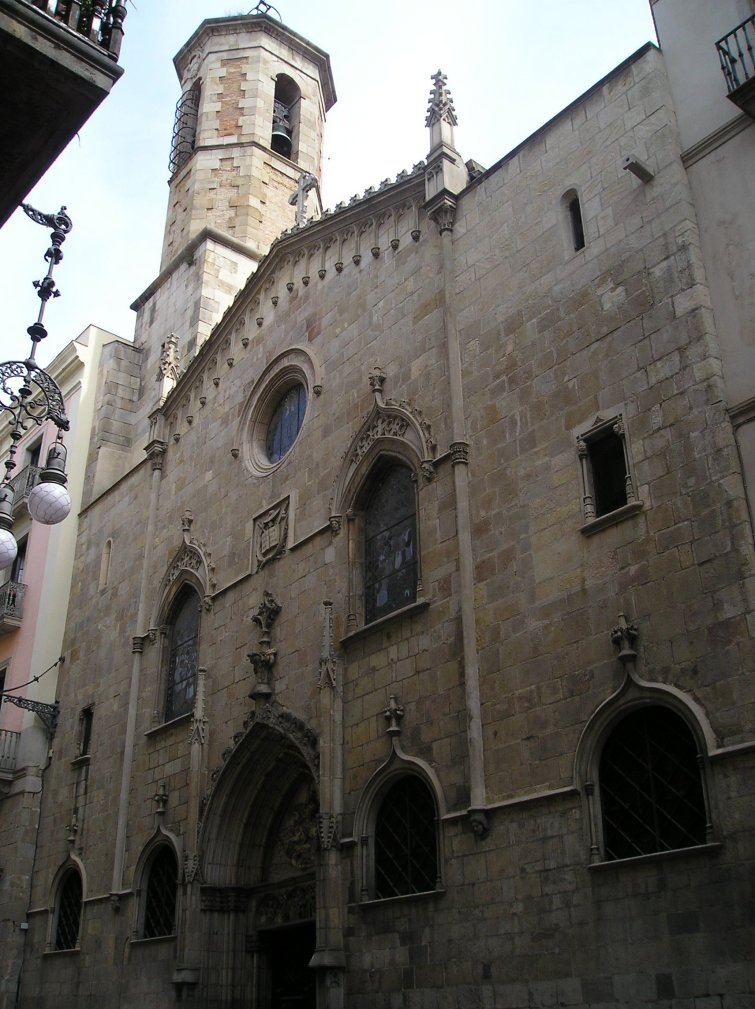
Finestrals amb intradós en ogiva i extradós conopial a la façana de l'església de Sant Jaume, de Barcelona, obra de Josep Oriol i Mestres (1866-1880)
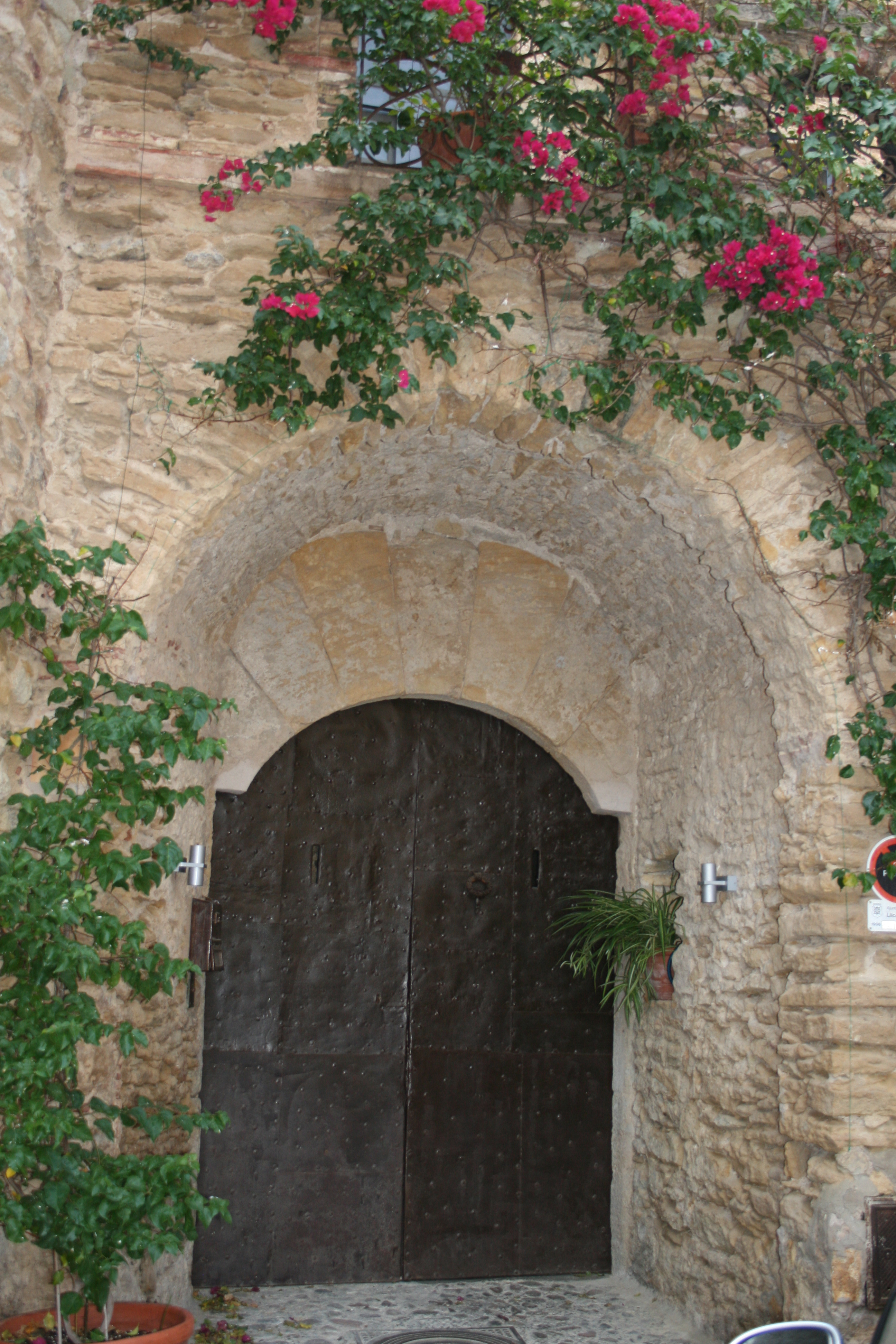
Arc rebaixat amb extradós de mig punt, en una casa de Pals, Empordà.
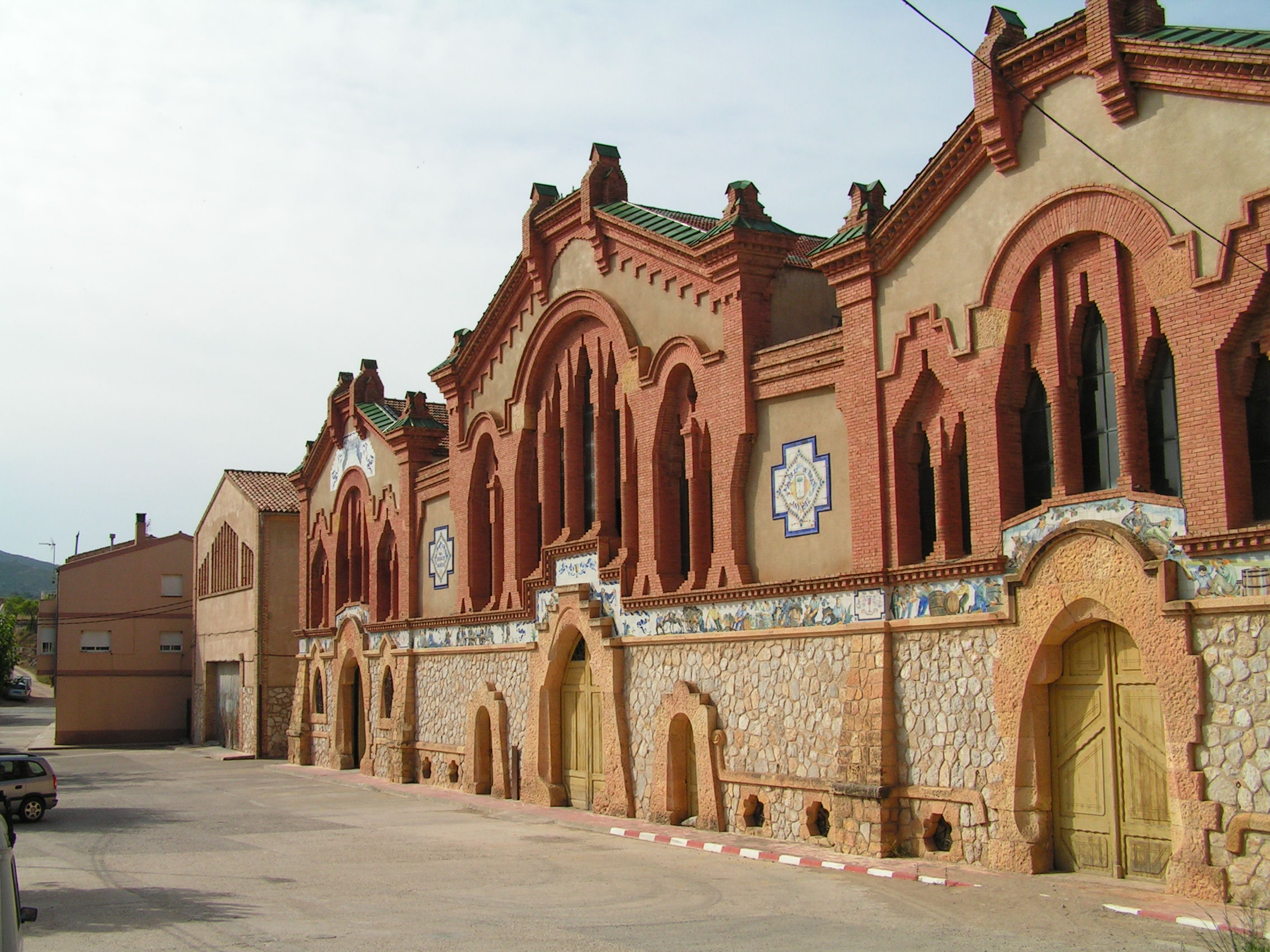
Arc de mig punt amb extradós escalonat al Celler Cooperatiu del Pinell de Brai, obra de Cèsar Martinell i Brunet
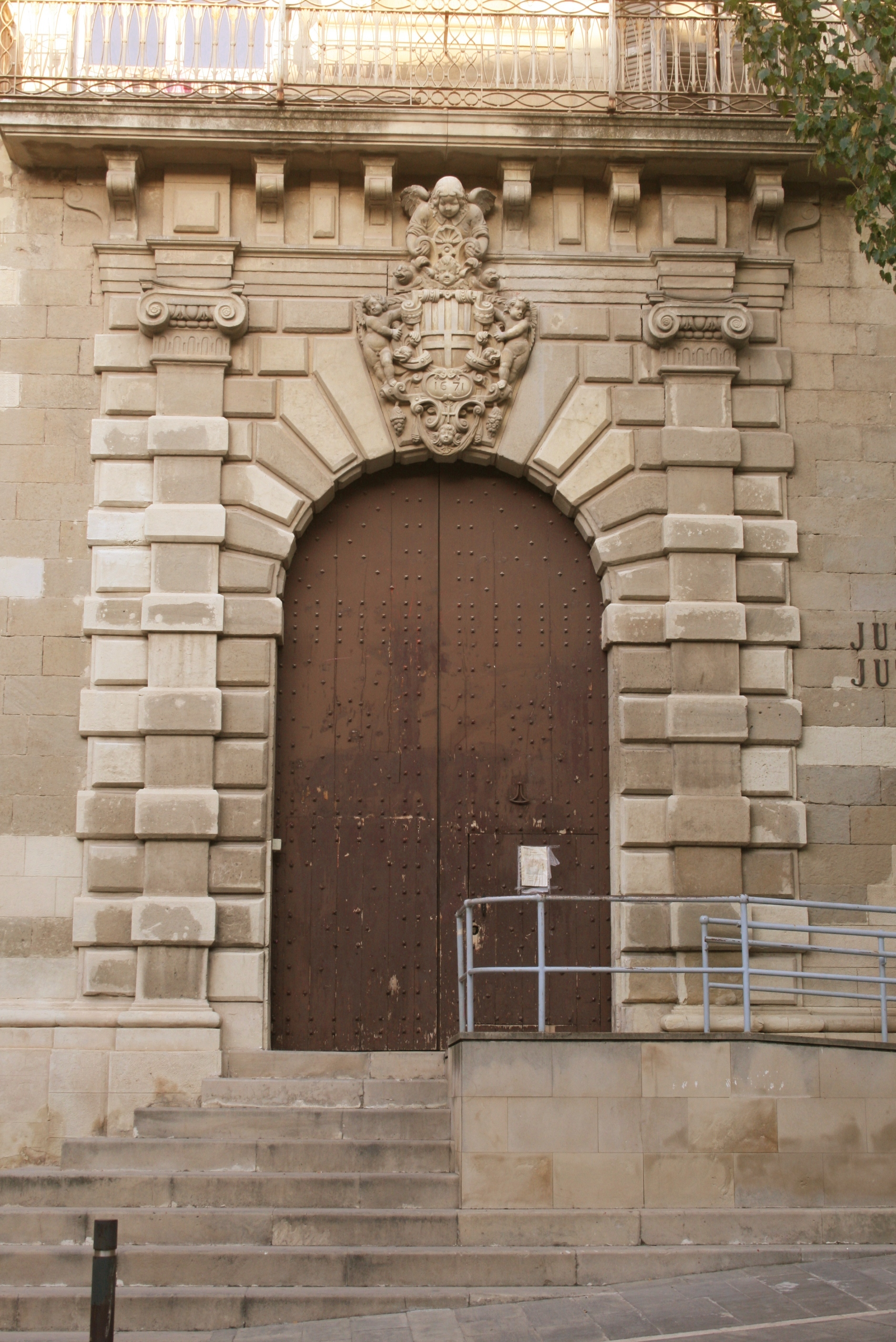
Arc de mig punt amb extradós en escala emmarcant la porta principal del Palau de Justícia, de Manresa, de l'any 1671.
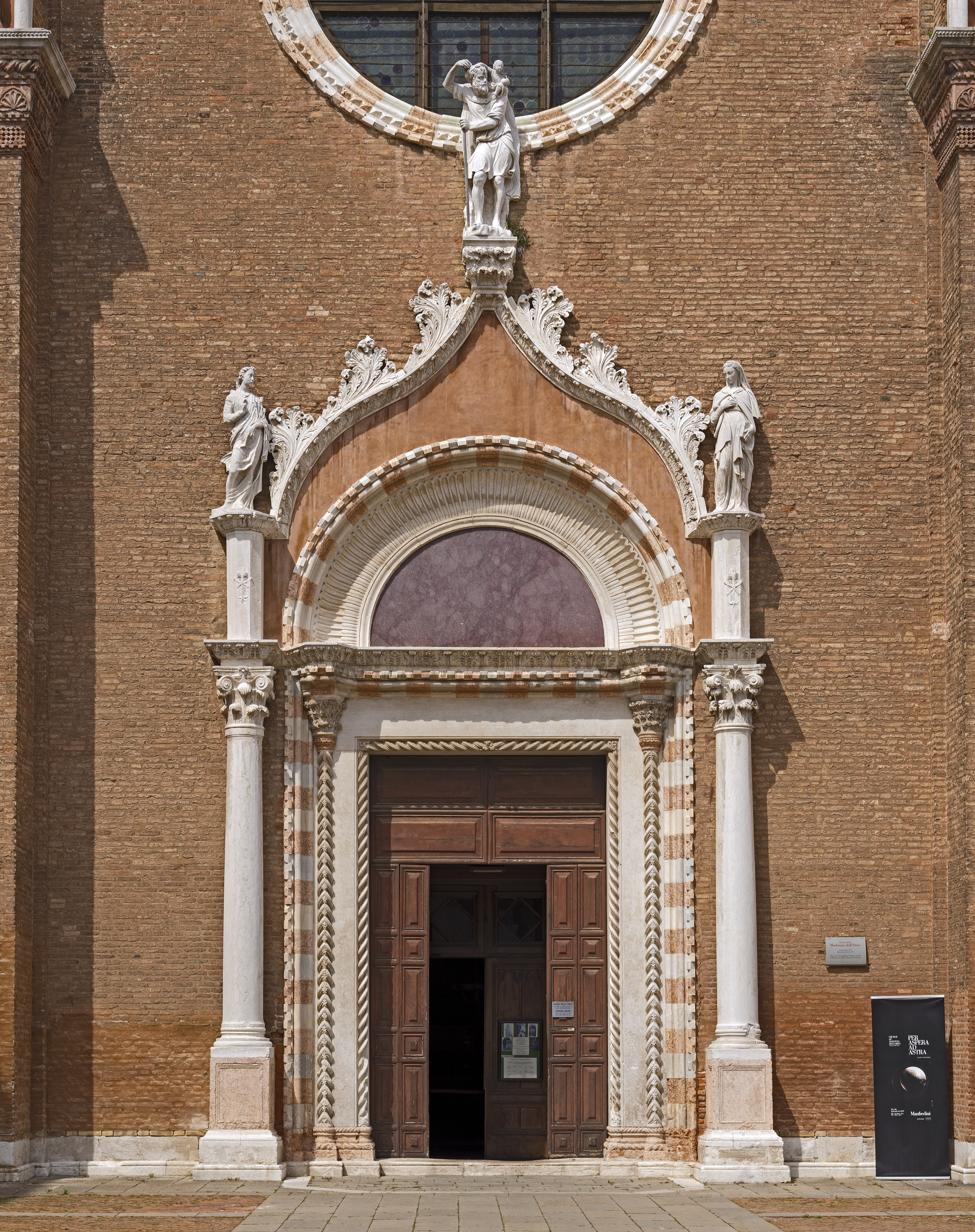
Arc amb l'intradós de mig punt i l'extradós conopial, a l'església de Santa Maria dell'Orto, de Venècia.

### Tipus d'arcs segons la seva funció

#### Arcs en murs
- Arc de descàrrega o sobrearc. Arc cec que se situa sobre una llinda o d'un altre arc per baixar de pes. Normalment, absorbeix les càrregues superiors només parcialment (ja que en cas contrari serien inútils les llindes o arcs inferiors). Tanmateix, no és infreqüent que la llinda inferior obeeixi únicament a motius estètics, quan es pretén mantenir una imatge d'arquitectura adovellat, com passa per exemple en el període neoclàssic.
- Arc diafragma. Arc en el qual recolzen perpendicularment les bigues d'una coberta de fusta normalment a dos vessants.
- Arc cec. És un arc aplicat als murs amb finalitat purament ornamental. És molt freqüent a sotes les cornises en el romànic llombard així com en el neogòtic.
- Arc invertit.

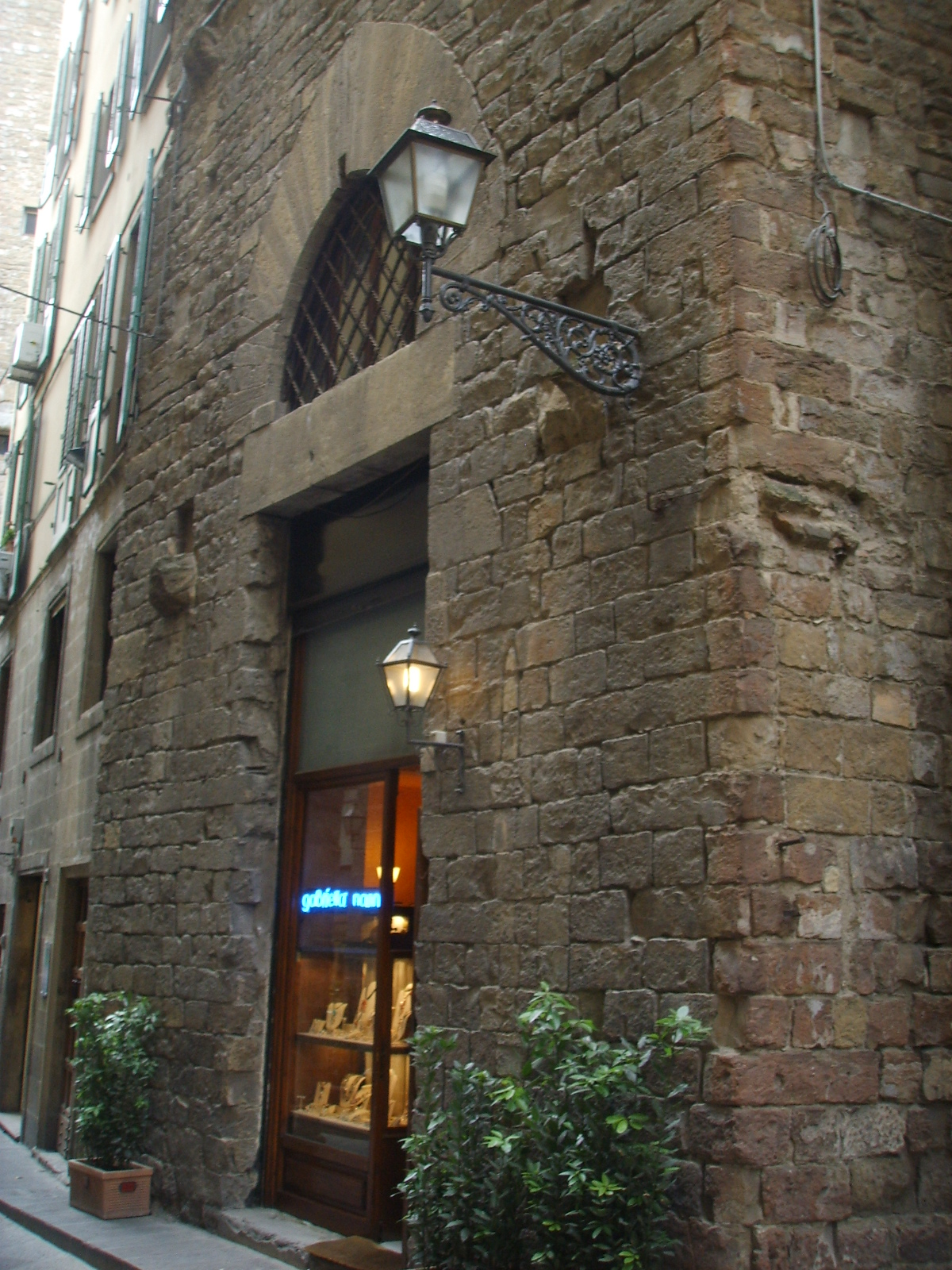
Arc de descàrrega sobre la llinda de la porta d'entrada a la Torre dei Rigaletti, a Florència.
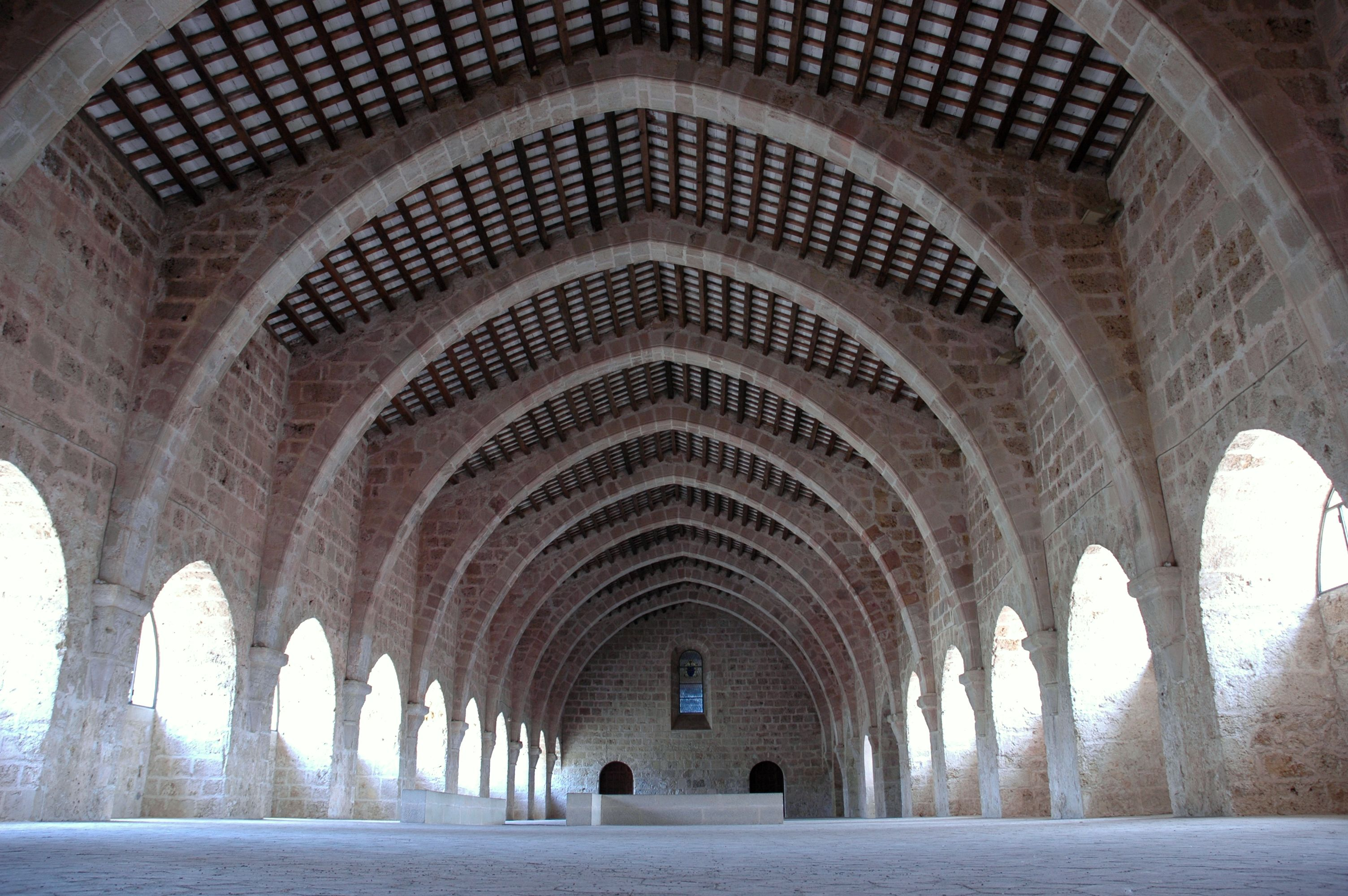
Arcs diafragma al dormitori del monestir de Santes Creus, obra del segle xii.
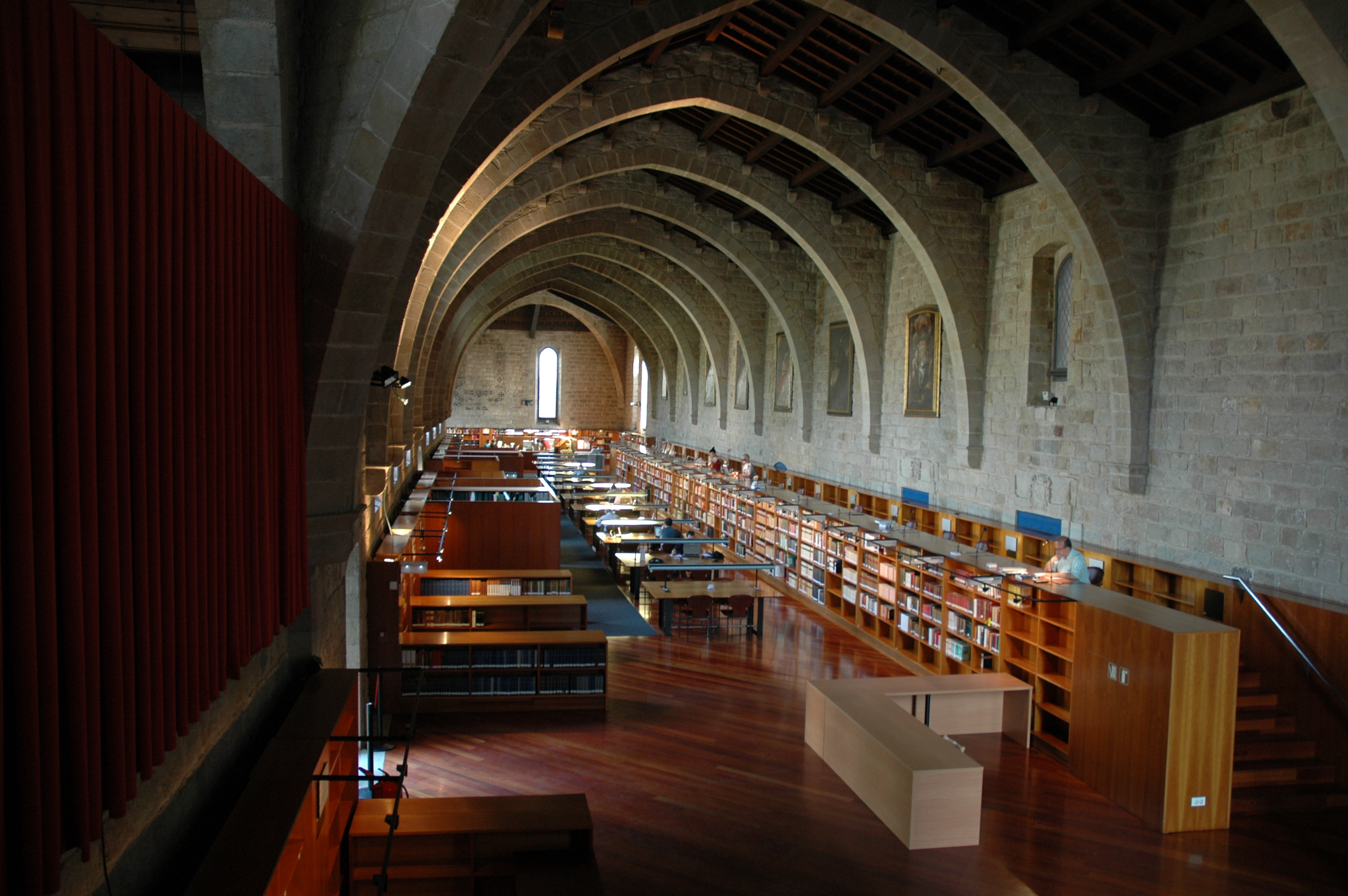
Arcs diafragma sobre els quals recolza la coberta de l'ala de llevant de la Biblioteca de Catalunya, antic Hospital de la Santa Creu de Barcelona, obra del segle xv.
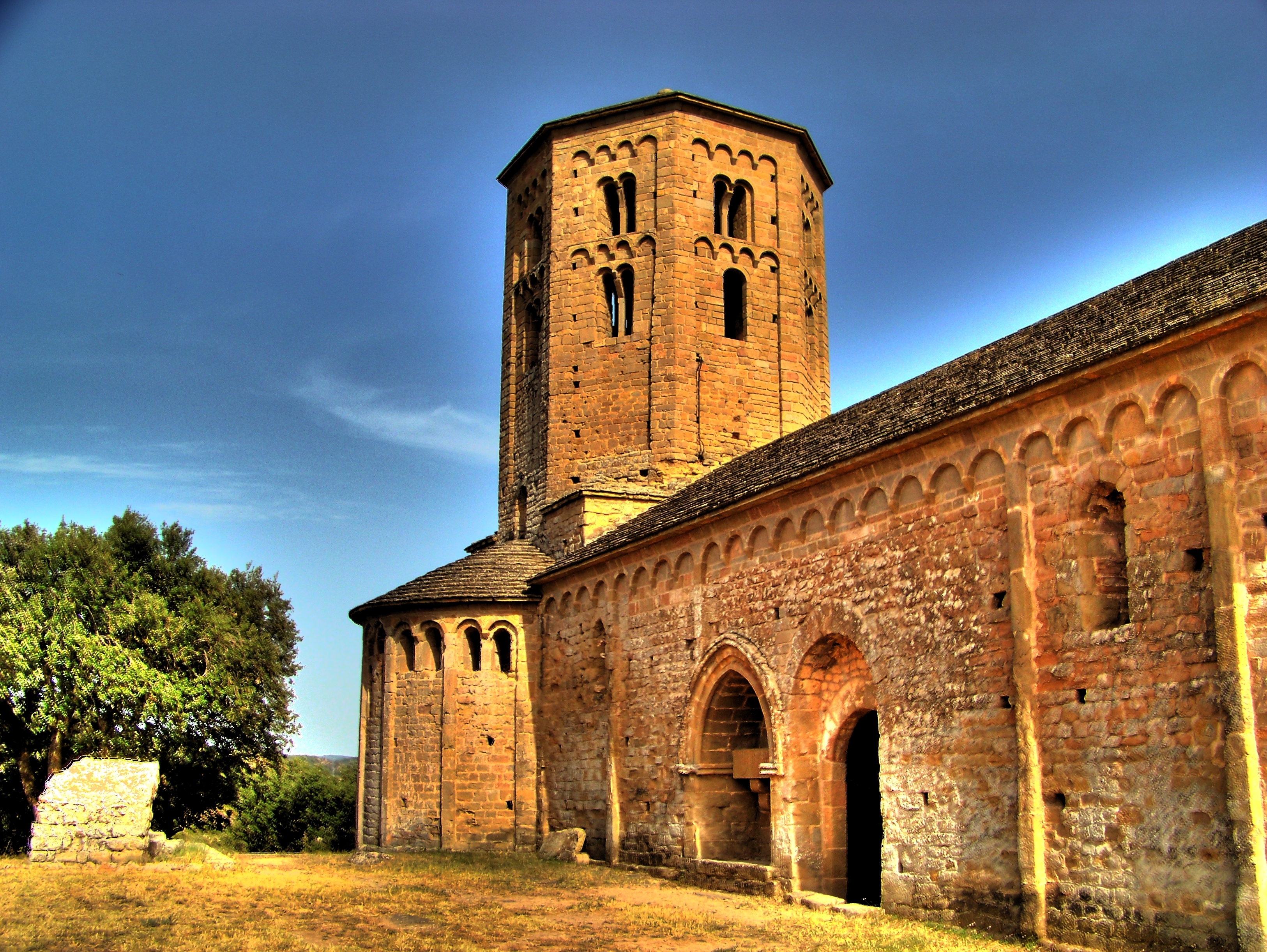
Arcs cecs (arcuacions llombardes) a la col·legiata de Sant Pere de Ponts (Lleida), obra del segle xii.
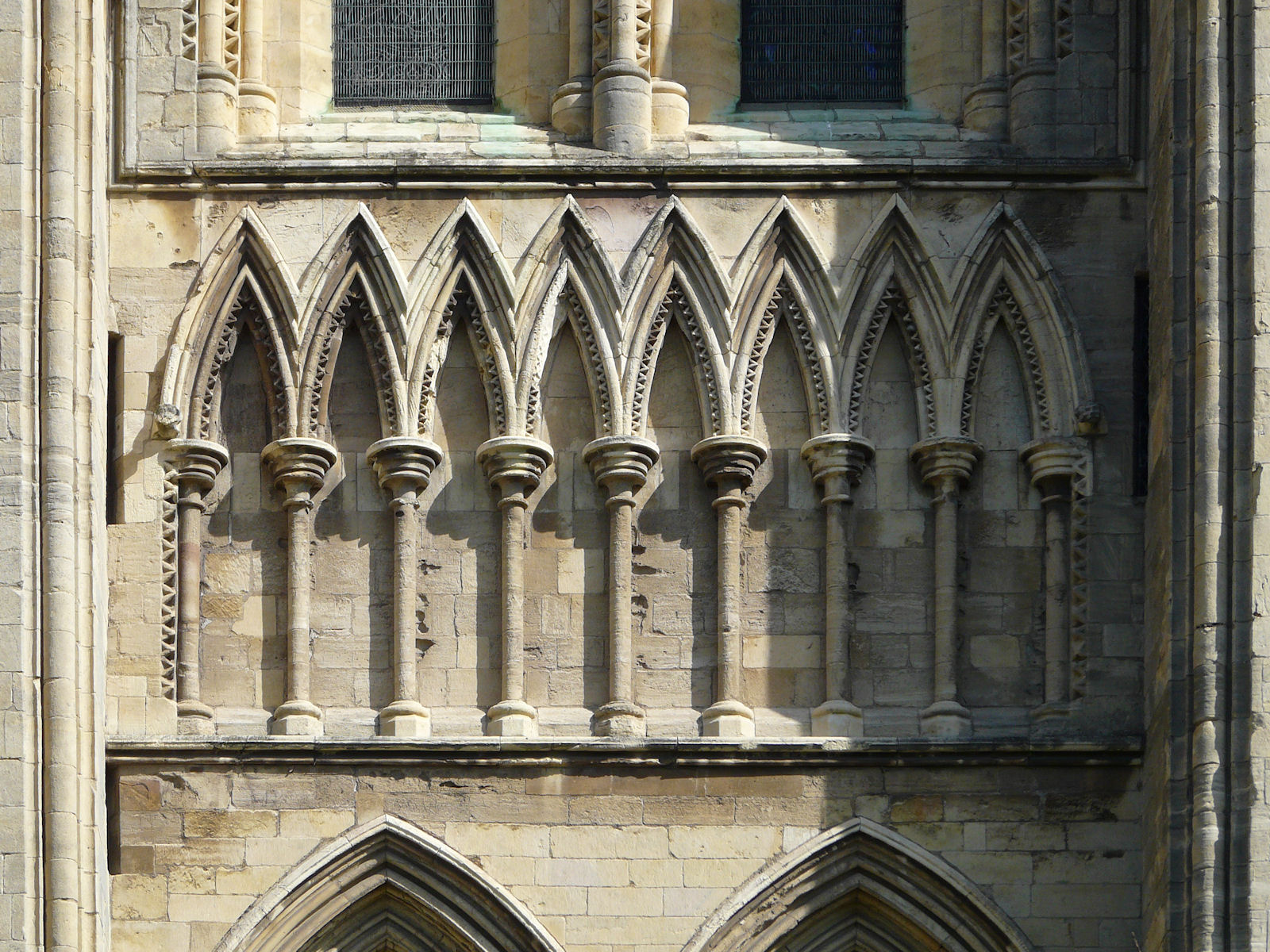
Arcs cecs ogivals aguts a l'església de Beverley, Anglaterra, construïda entre 1220 i 111425.
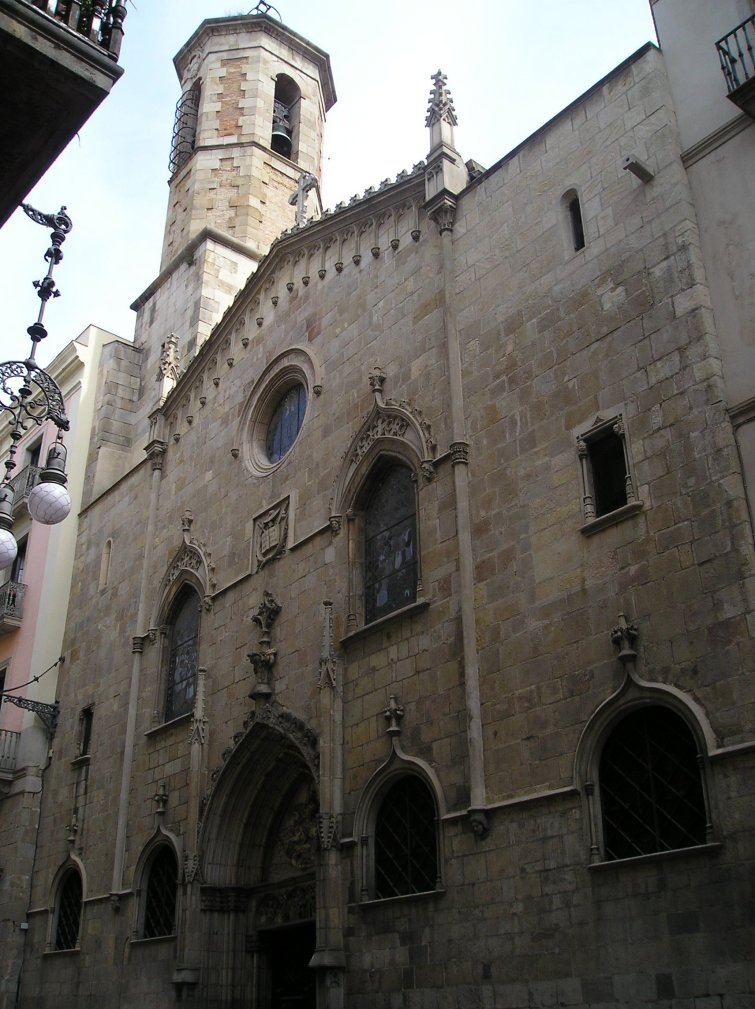
Arcs cecs ogivals a la façana neogòtica de l'església de Sant Jaume (Barcelona).
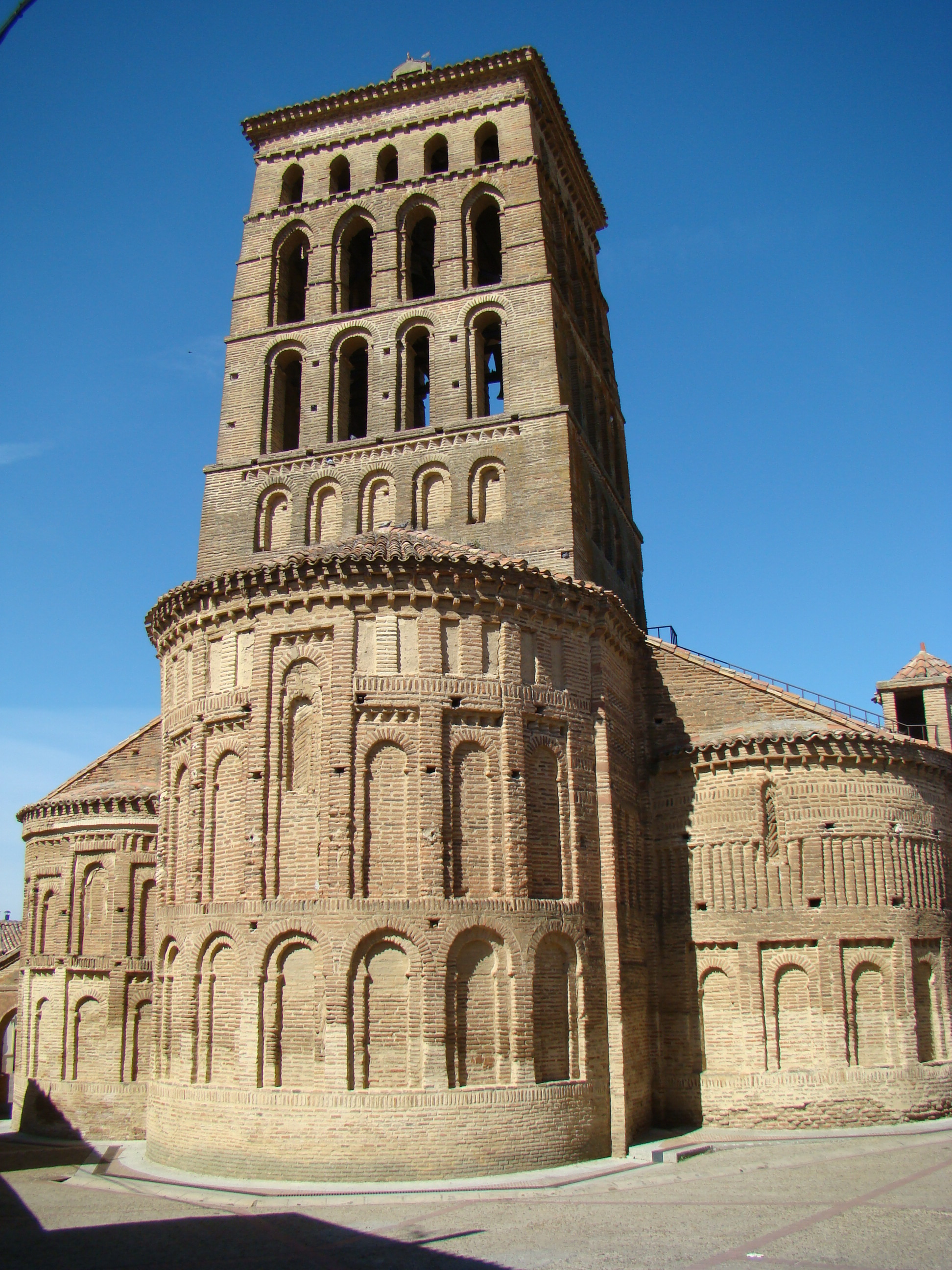
Arcs cecs als murs de l'església de San Lorenzo, de Sahagún, del segle xiii en estil mudèjar
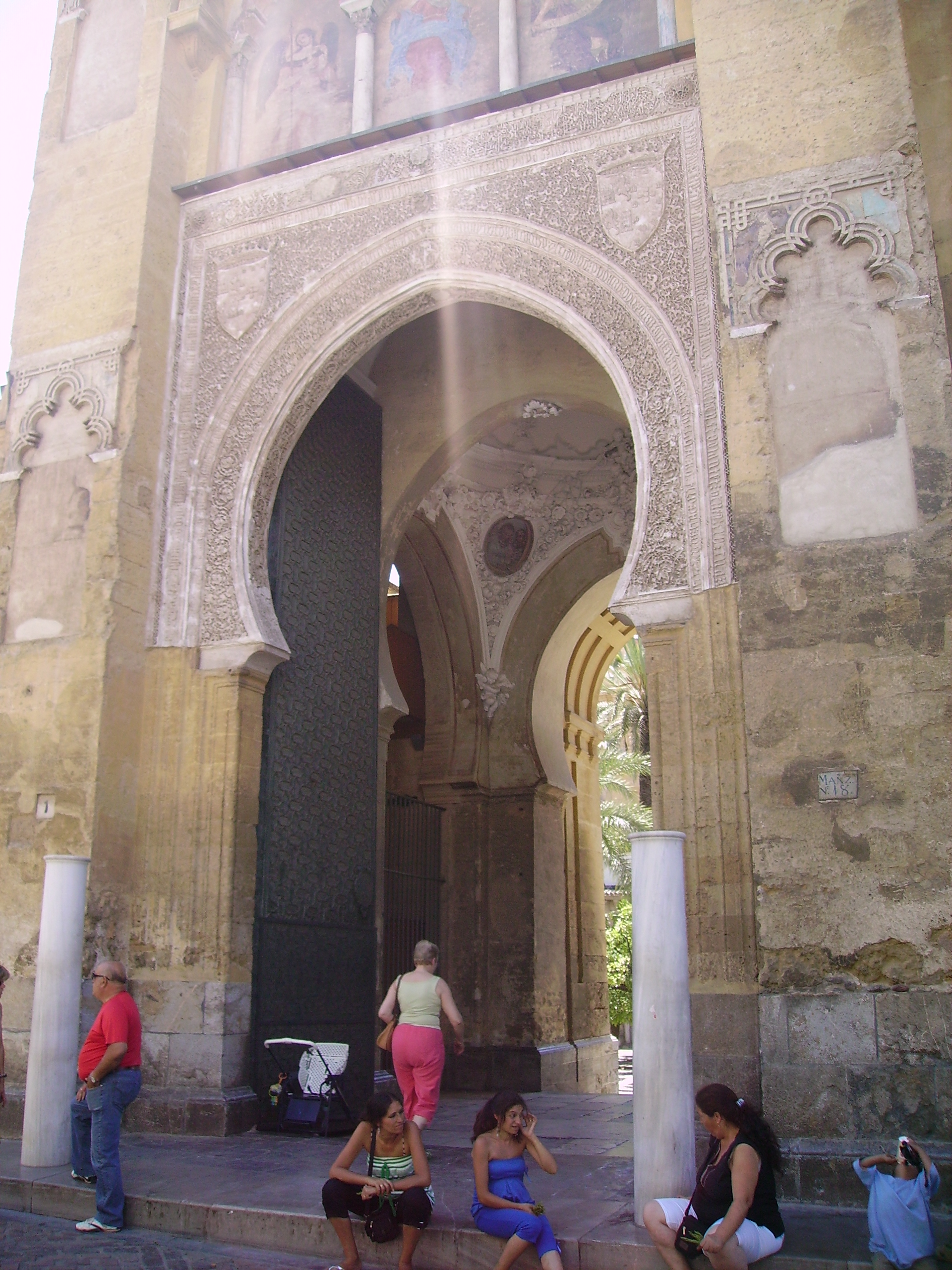
Arcs cecs polilobulats als laterlas de la Puerta del perdón de la Mesquita de Còrdova.
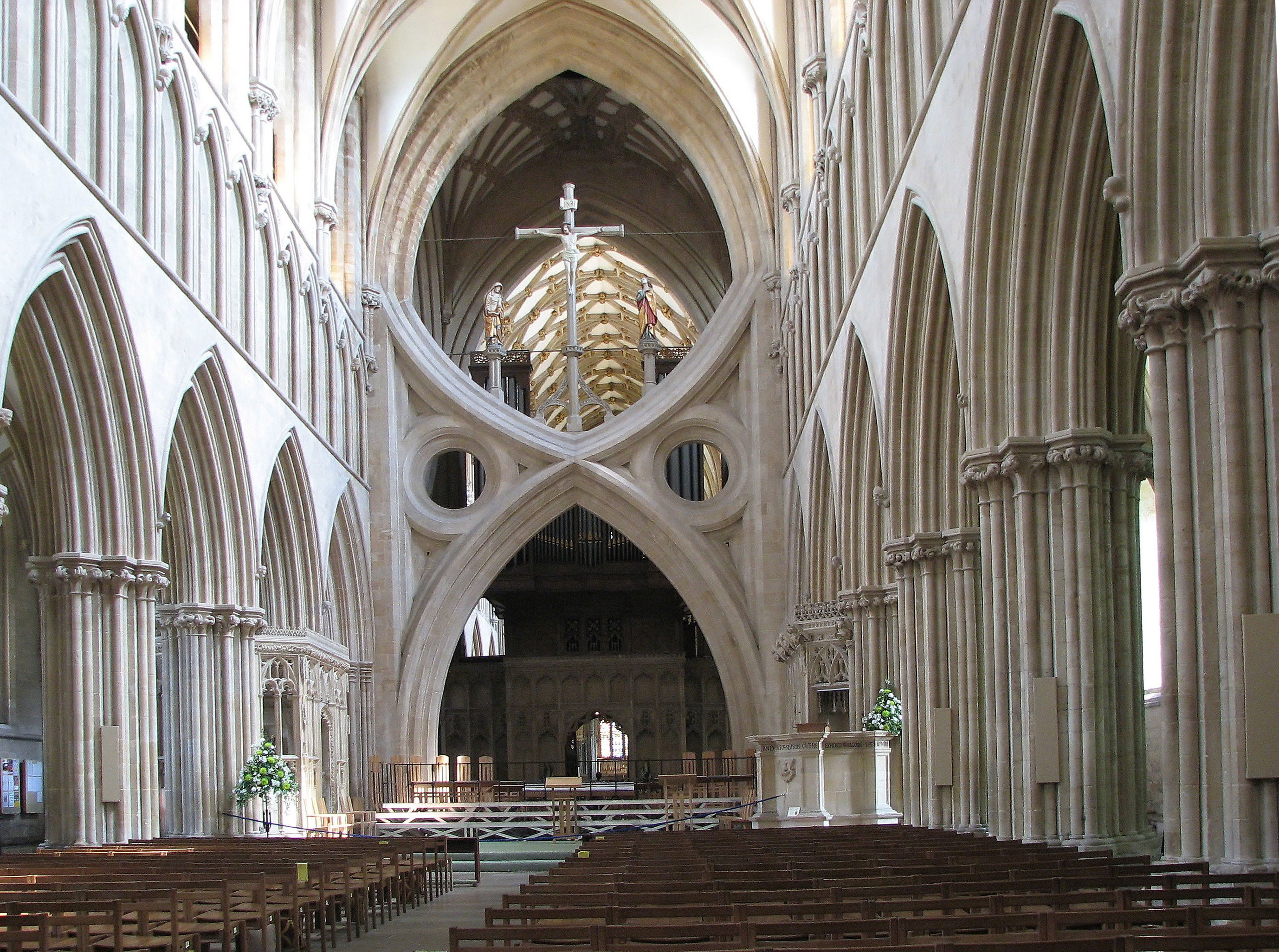
Famós arc invertit a la nau central de la catedral de Wells, a Anglaterra, sobre l'arc apuntat en funció d'arc triomfal.
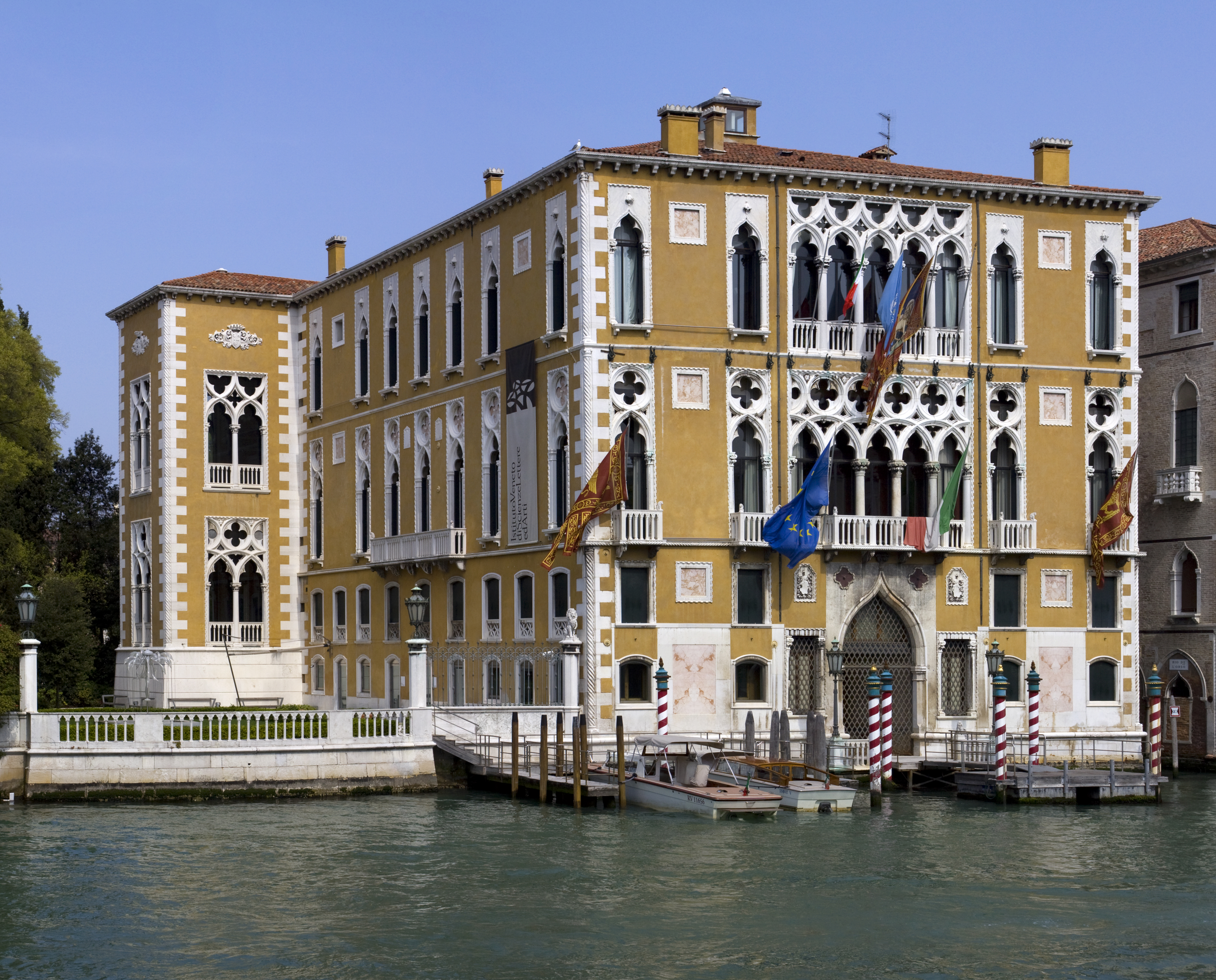
Arcs invertits a la part superior de la galeria d'arcs del pis superior del Palau Cavalli-Franchetti, a Venècia.

#### Arcs en voltes de canó
- Arc faixó, perpany o dobler. Arc –normalment de mig punt- encastat a la volta –normalment de canó- d'una nau i ressaltat pel seu interior que serveix per reforçar-la. Volteja entre les columnes laterals marcant la subdivisió del canó en trams.

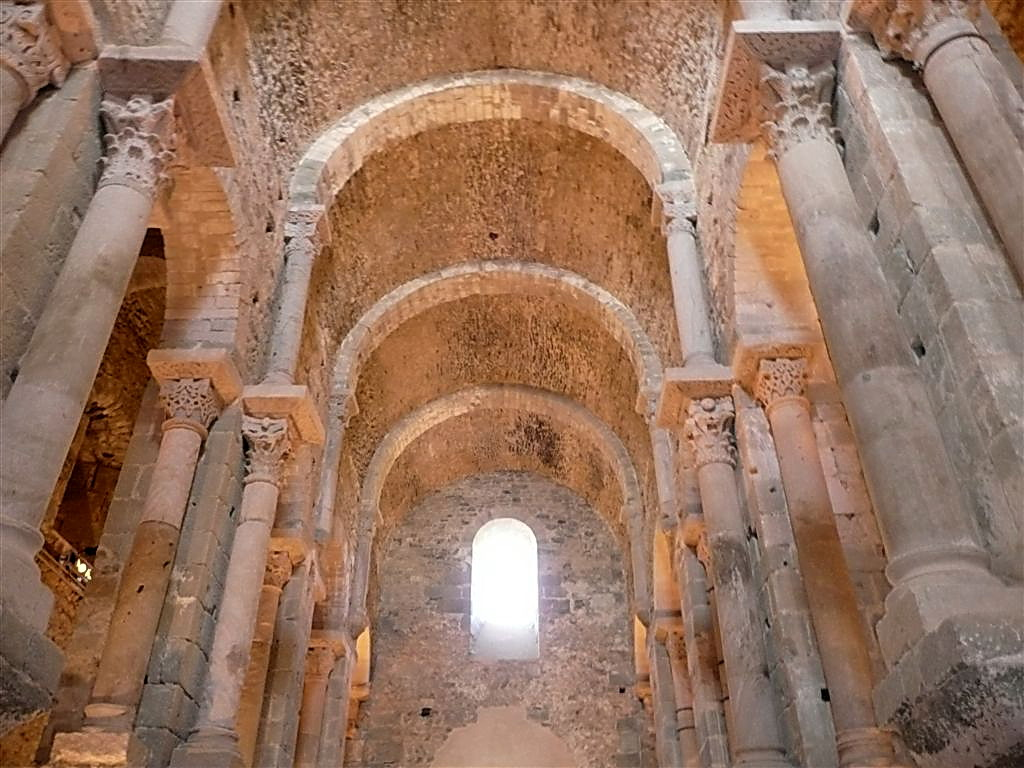
Arcs faixons a la nau central de l'església de Sant Pere de Rodes, consagrada l'any 1022.
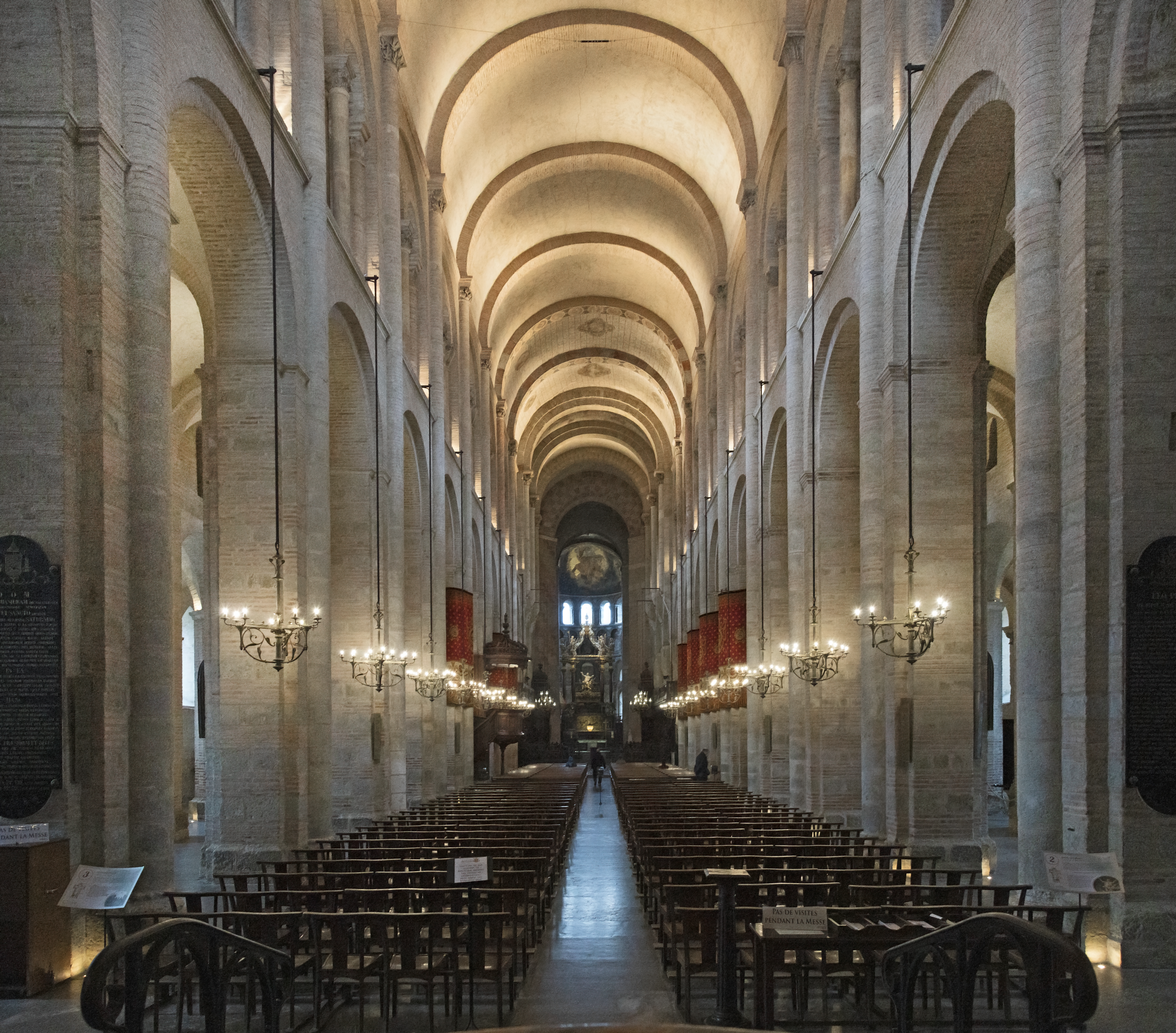
Arcs faixons a la nau central de l'església de Sant Sernin de Tolosa de Llenguadoc.
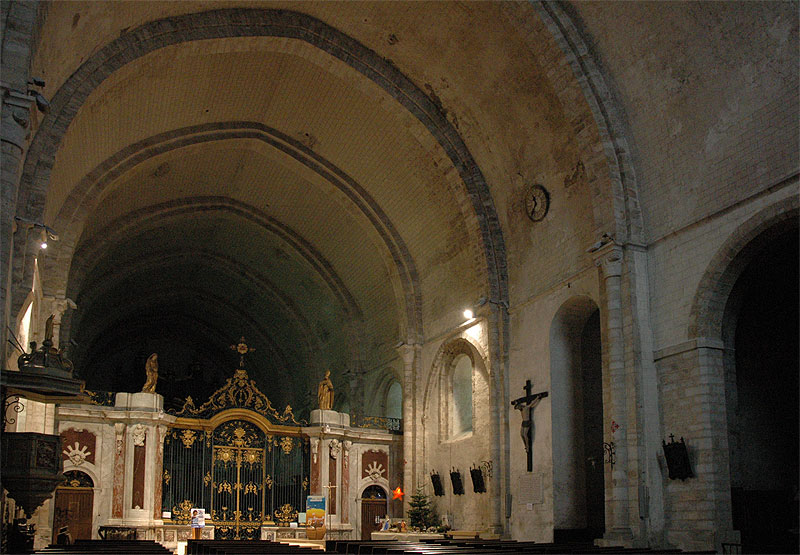
Arcs faixons apuntats a la nau central de l'església de Sant Ponç de Tomeres, al Llenguadoc.
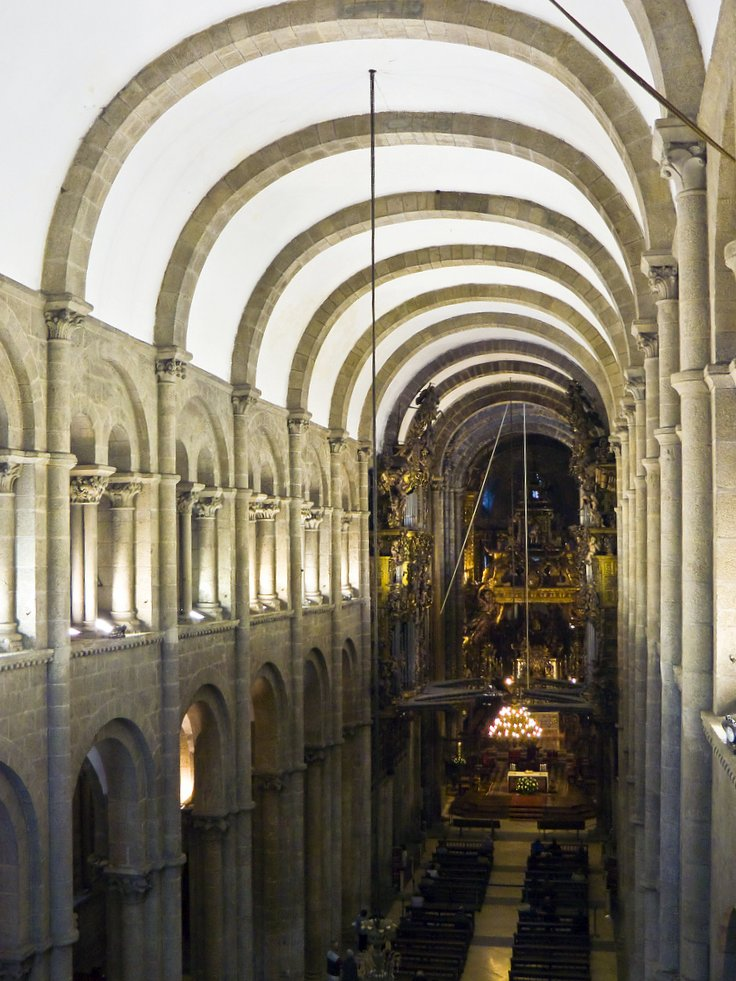
Arcs perpanys de mig punt sota la volta de canó de la nau central de la catedral de Santiago de Compostel·la.

#### Arcs de suport de cúpules
- Arc de petxina o raconer. Arc en què culmina una petxina.
- Arc toral. Cadascun dels quatre arcs que defineixen l'espai del creuer i que sostenen la cúpula o el cimbori. D'aquests arcs, els que són faixons per la nau longitudinal són formers per a la transversal i els faixons per a la transversal són formers longitudinalment.

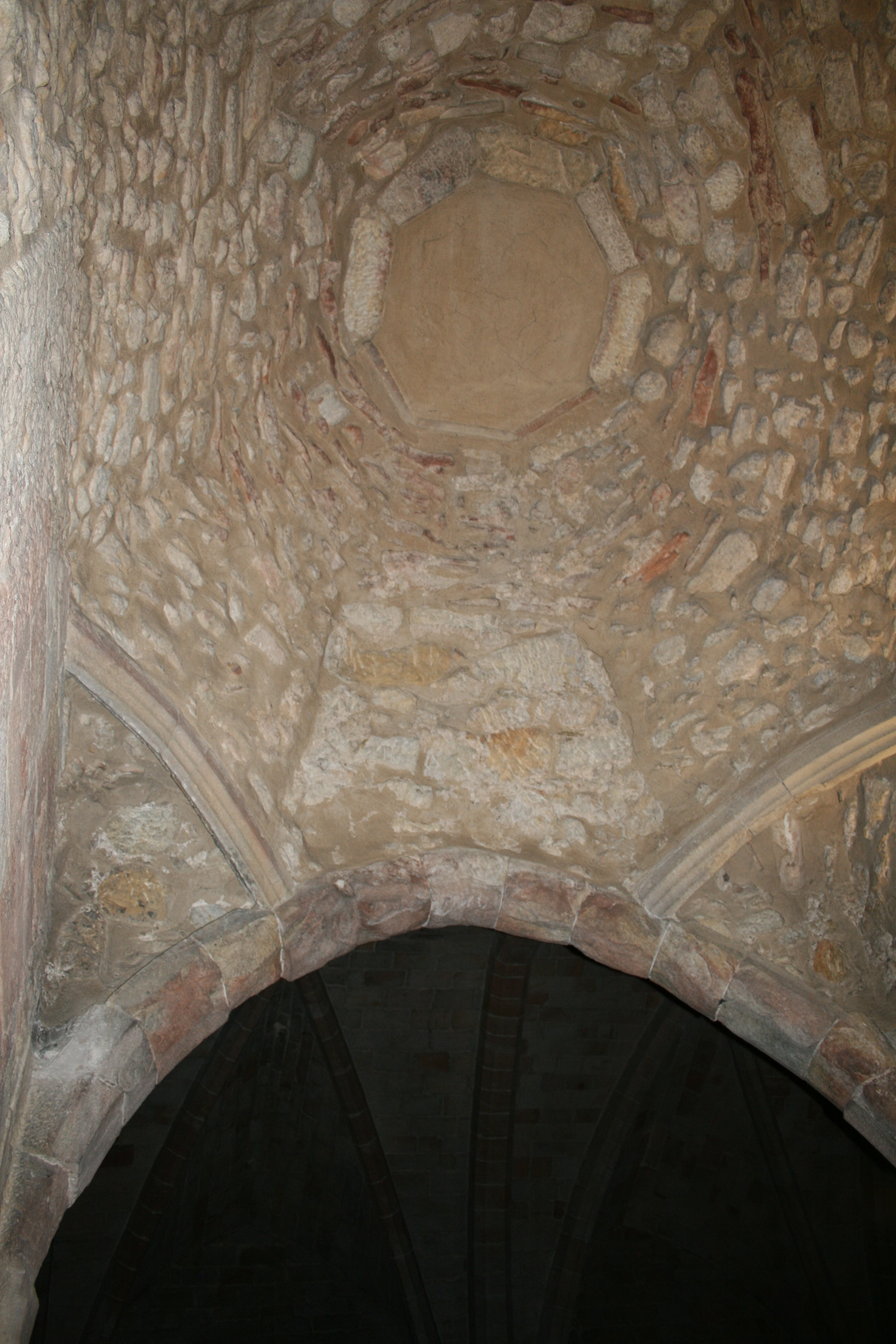
Arc de petxina a l'església de Pals, Empordà.
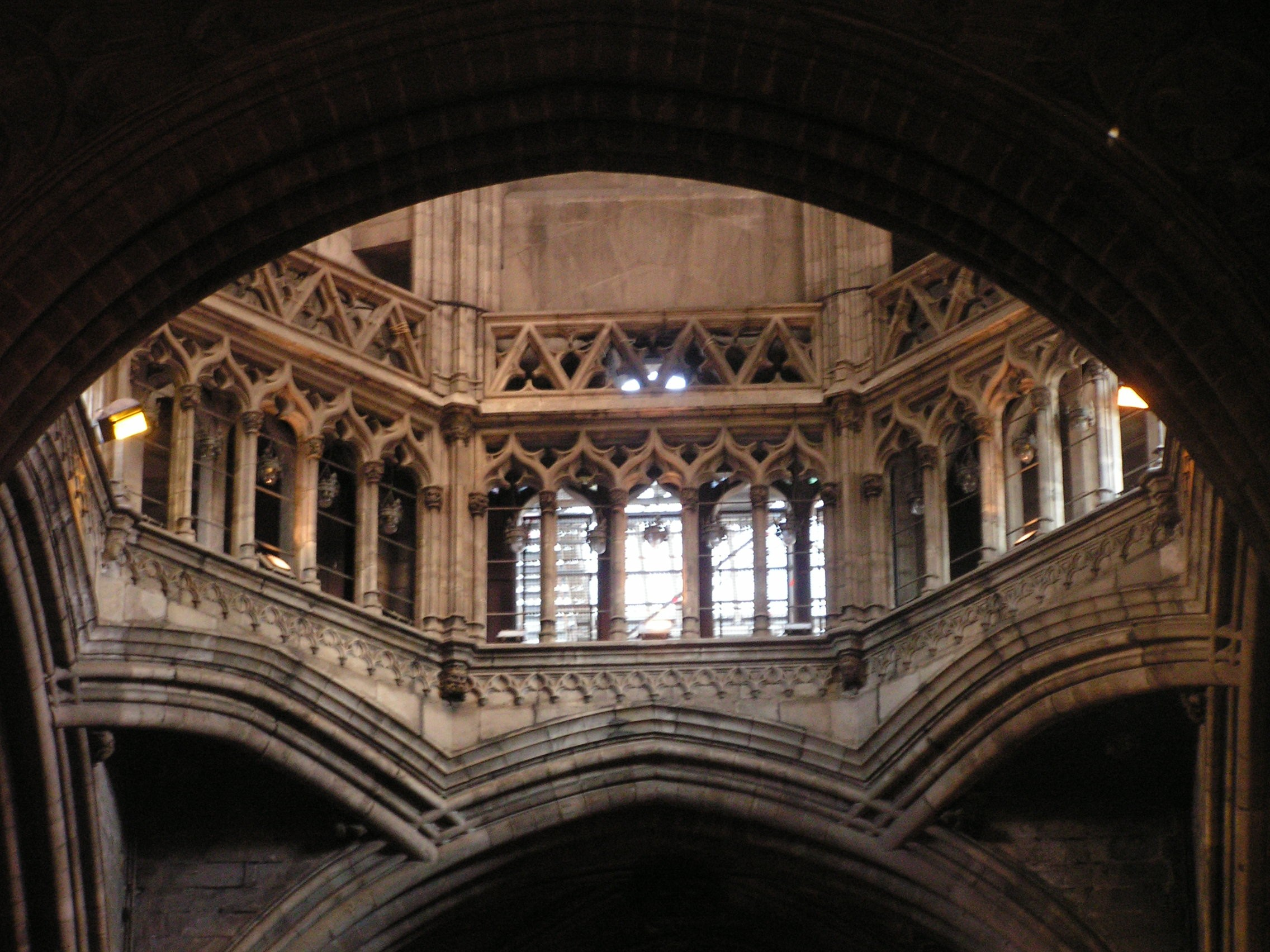
Arcs de petxina al transsepte de la Catedral de Barcelona.
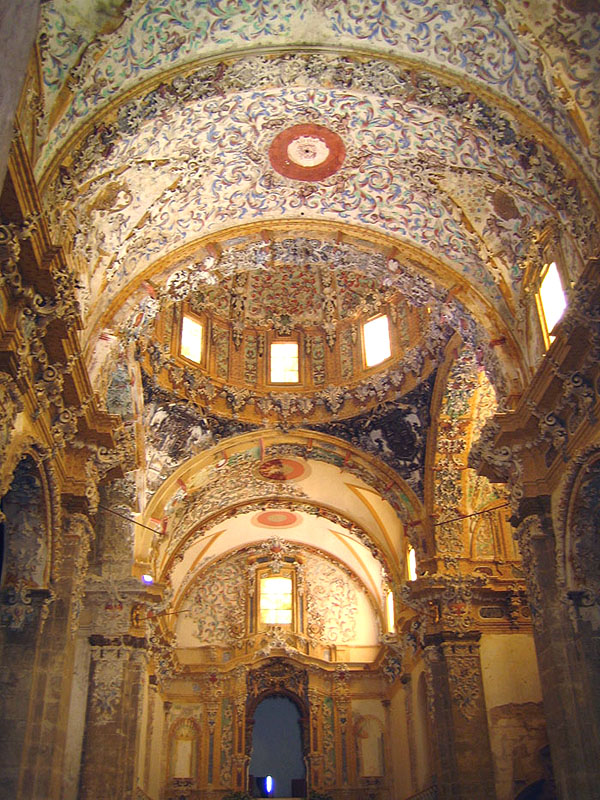
Arcs torals que suporten el cimbori al transsepte de l'església de Santa Maria de Valldgina, a Safor.
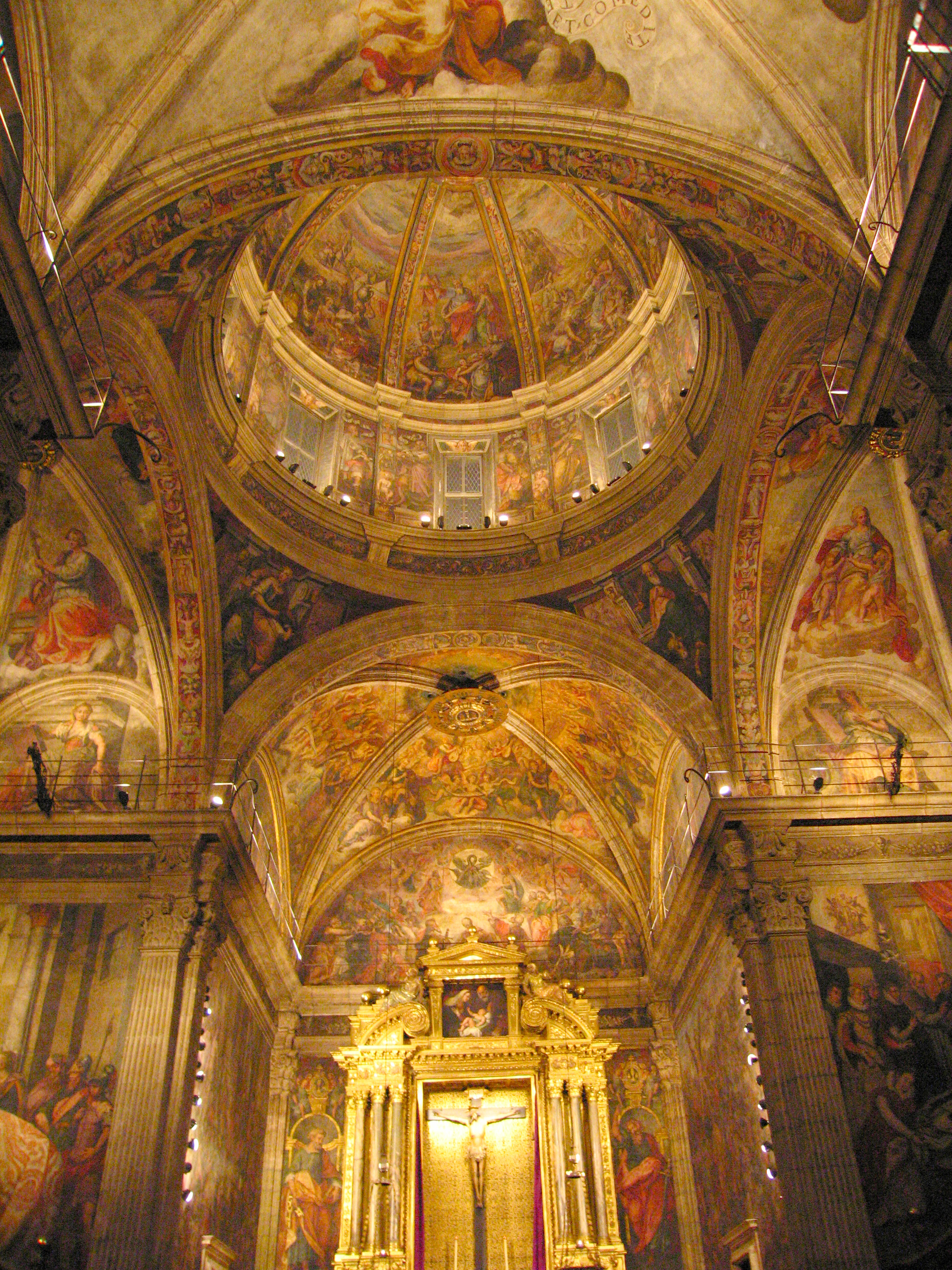
Arcs torals a l'església del Patriarca, de València.
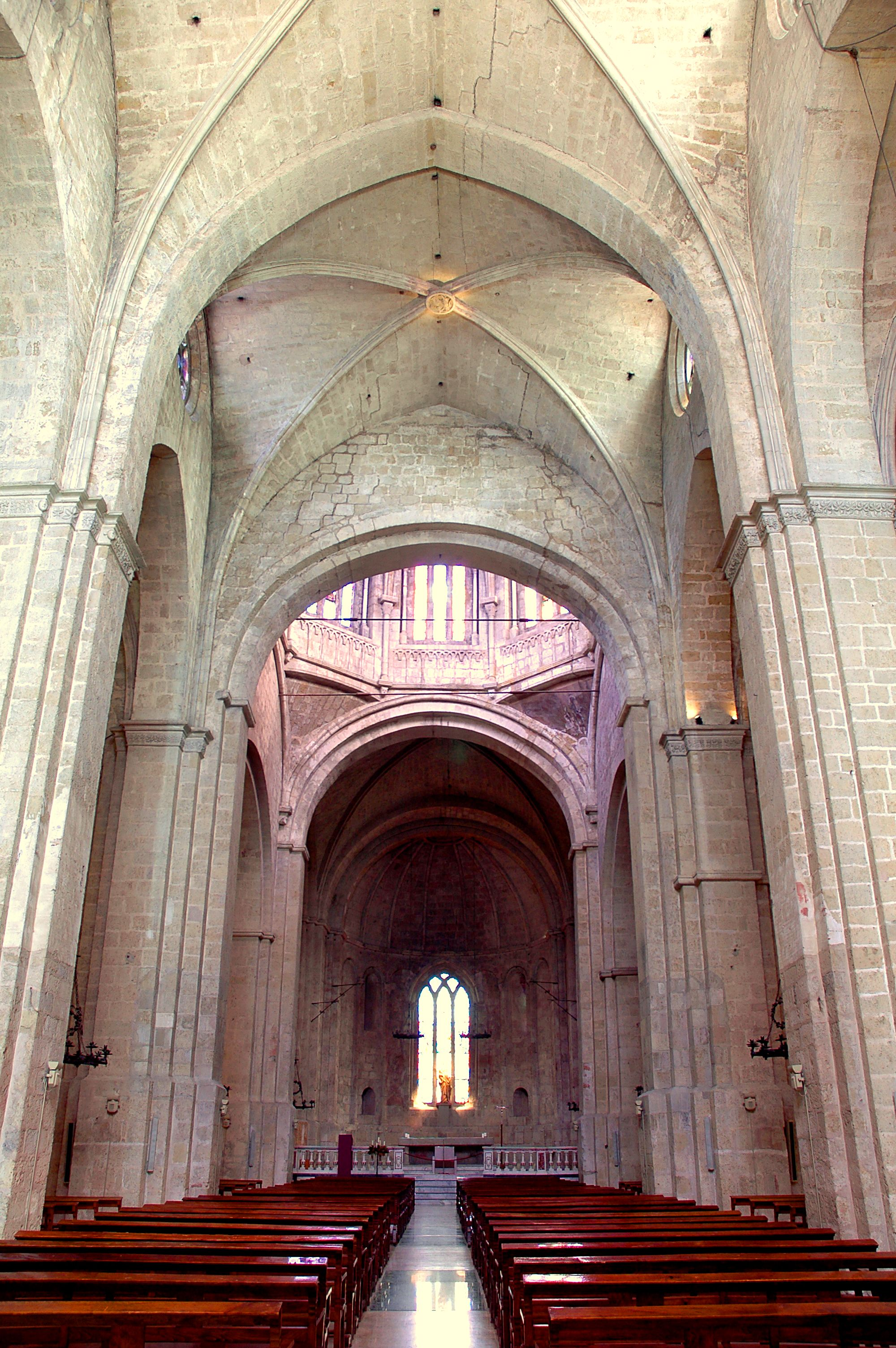
Arcs torals de mig punt sostenint el cimbori octogonal de l'església del Monestir de Sant Cugat del Vallès.
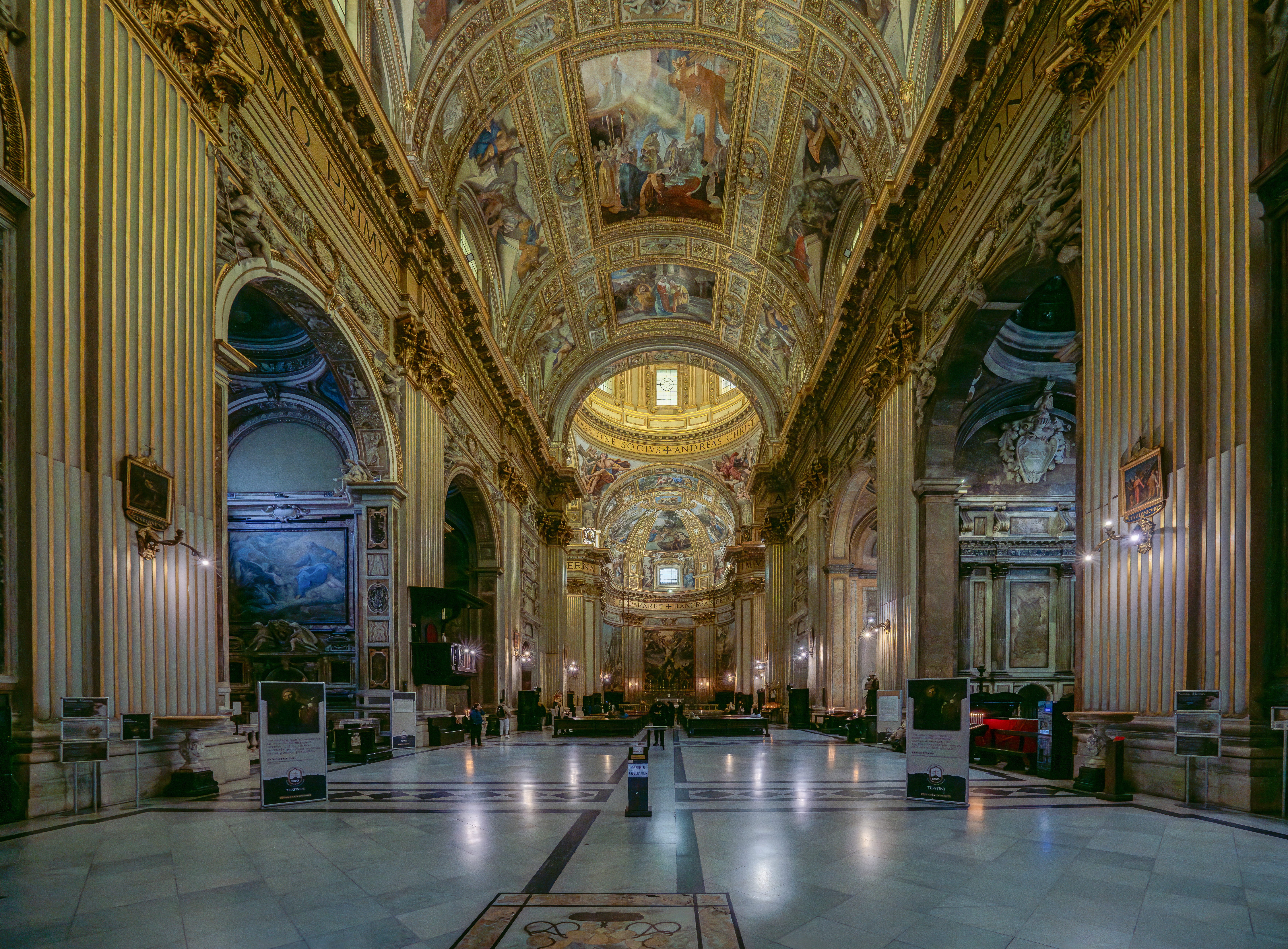
Arcs torals perpendiculars a la nau central, a l'església de Sant'Andrea Della Valle, a Roma.
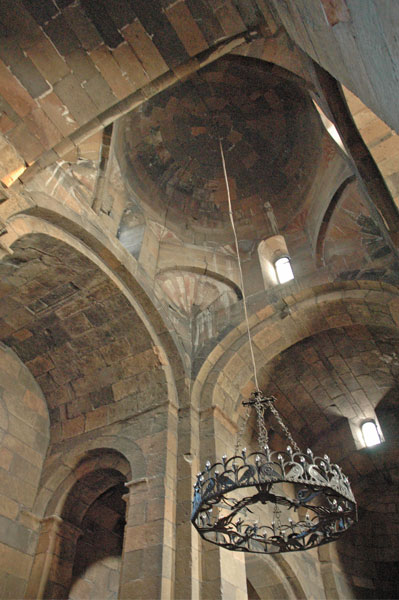
Arcs de petxina i arcs torals a l'església de Sant Gayané, Vagharxapat, Armènia.

#### Arcs en voltes de creueria
- Arc creuer o diagonal. En una volta de creueria, cada un dels arcs que traça la diagonal en aquesta volta.

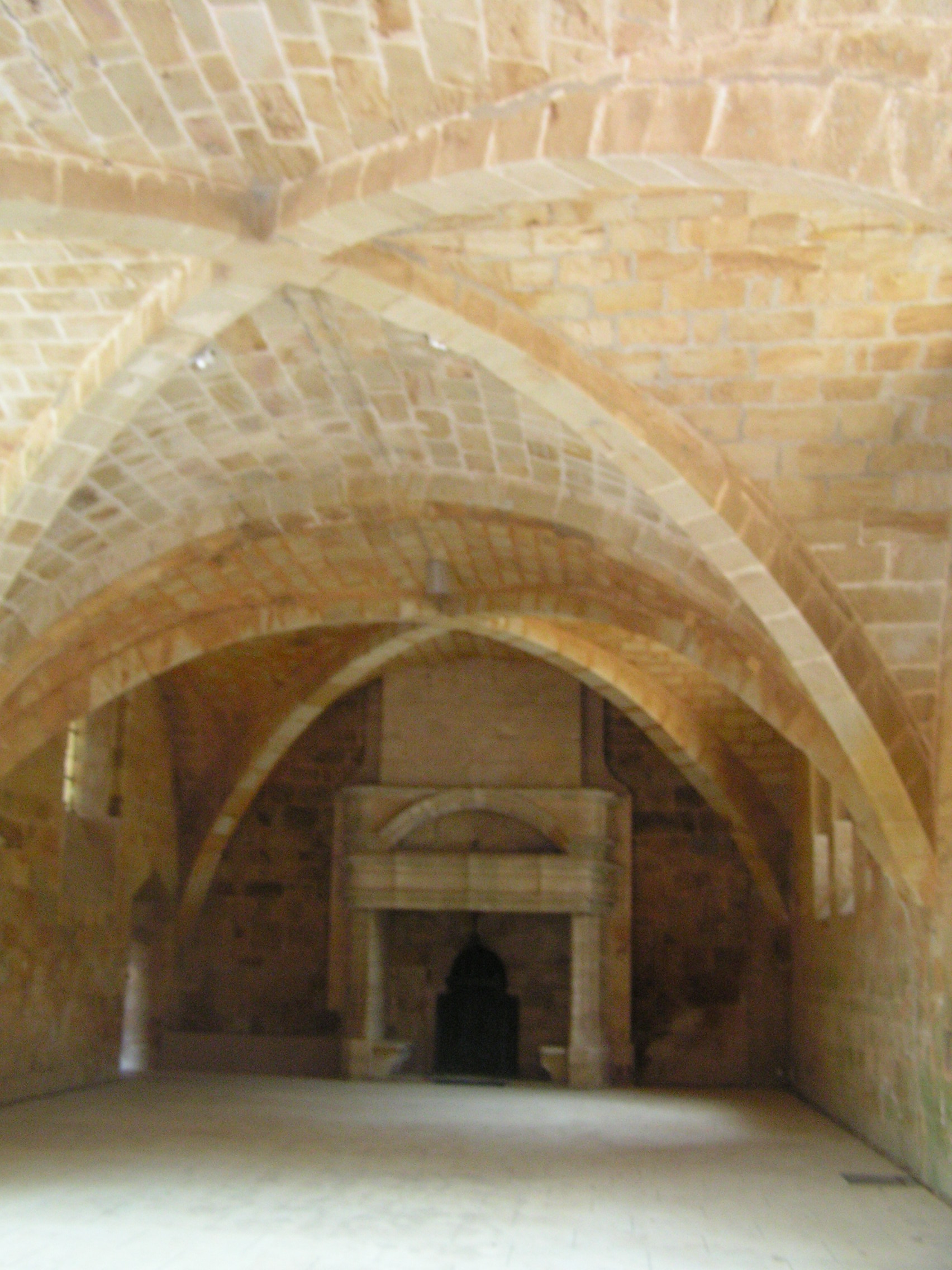
Arcs diagonals a l'Abadia de Fontfreda.
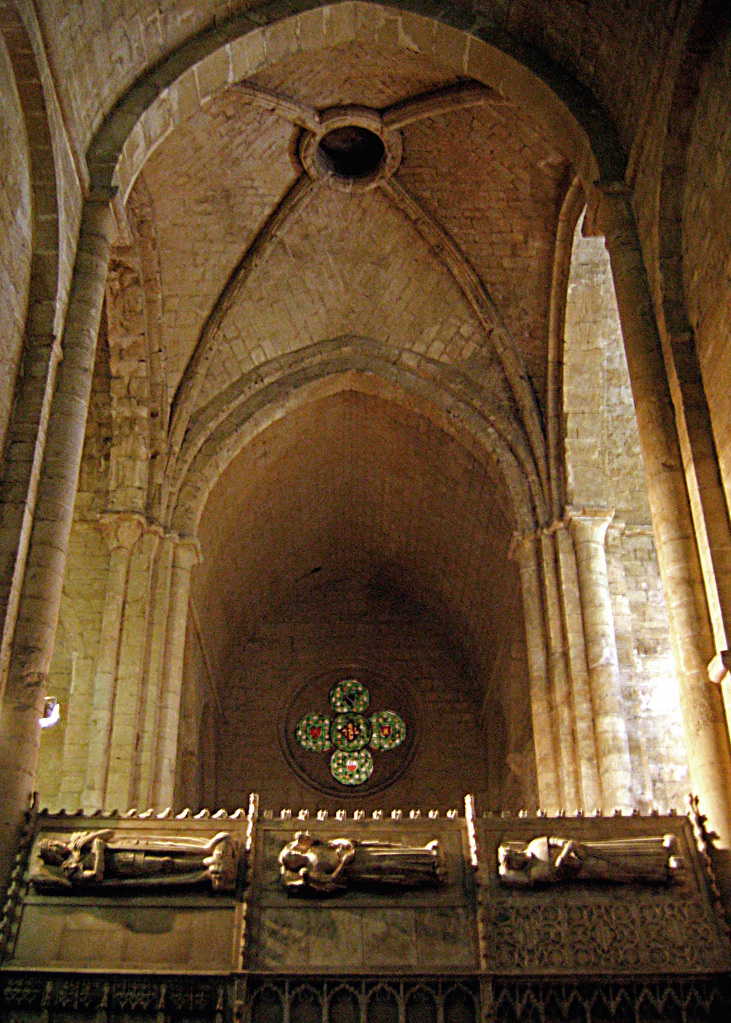
Arc de creuer a l'església del Monestir de Poblet.
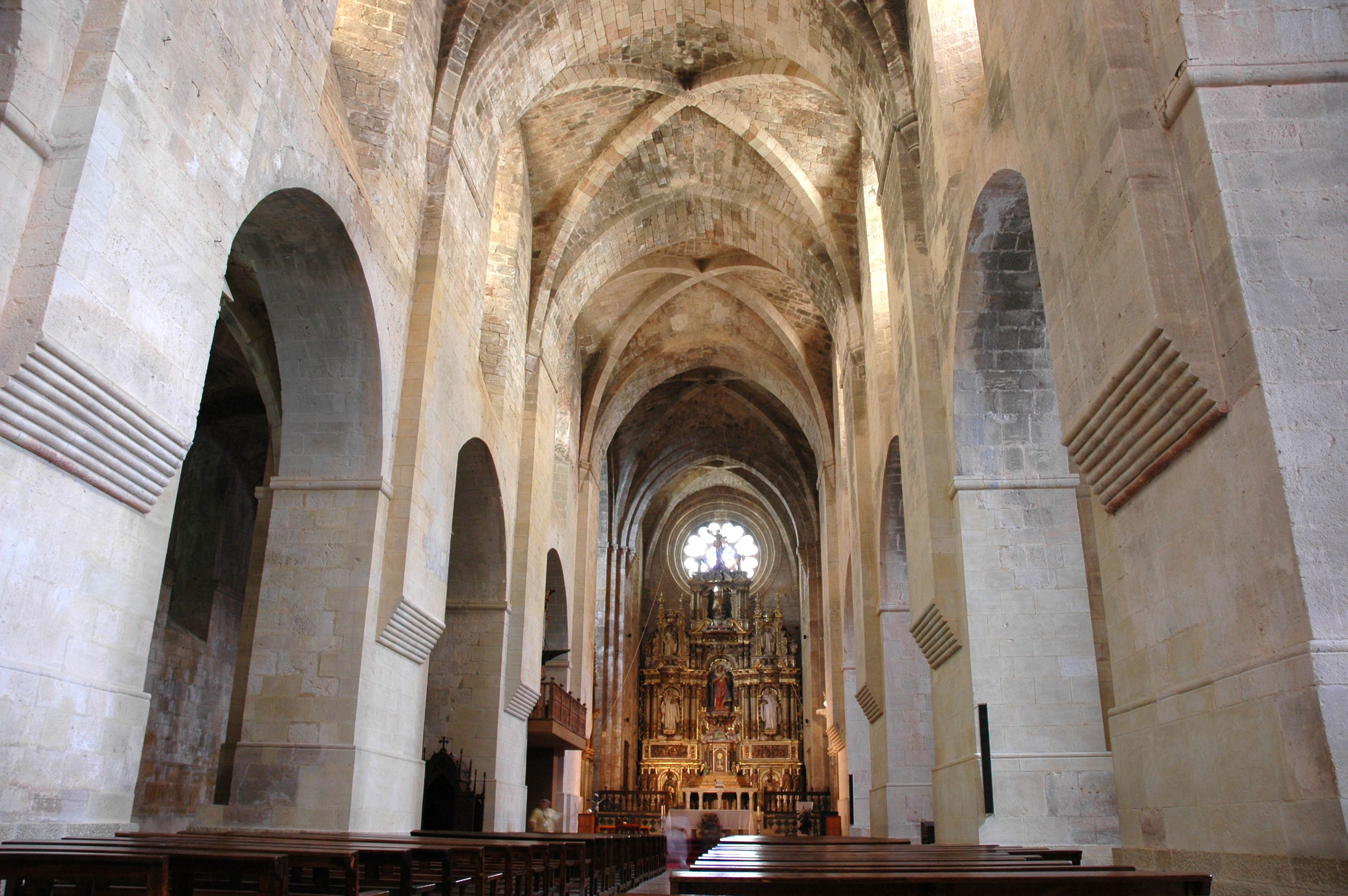
Volta de la nau central de l'església del Monestir de Santes Creus, sobre arcs faixons i arcs diagonals.
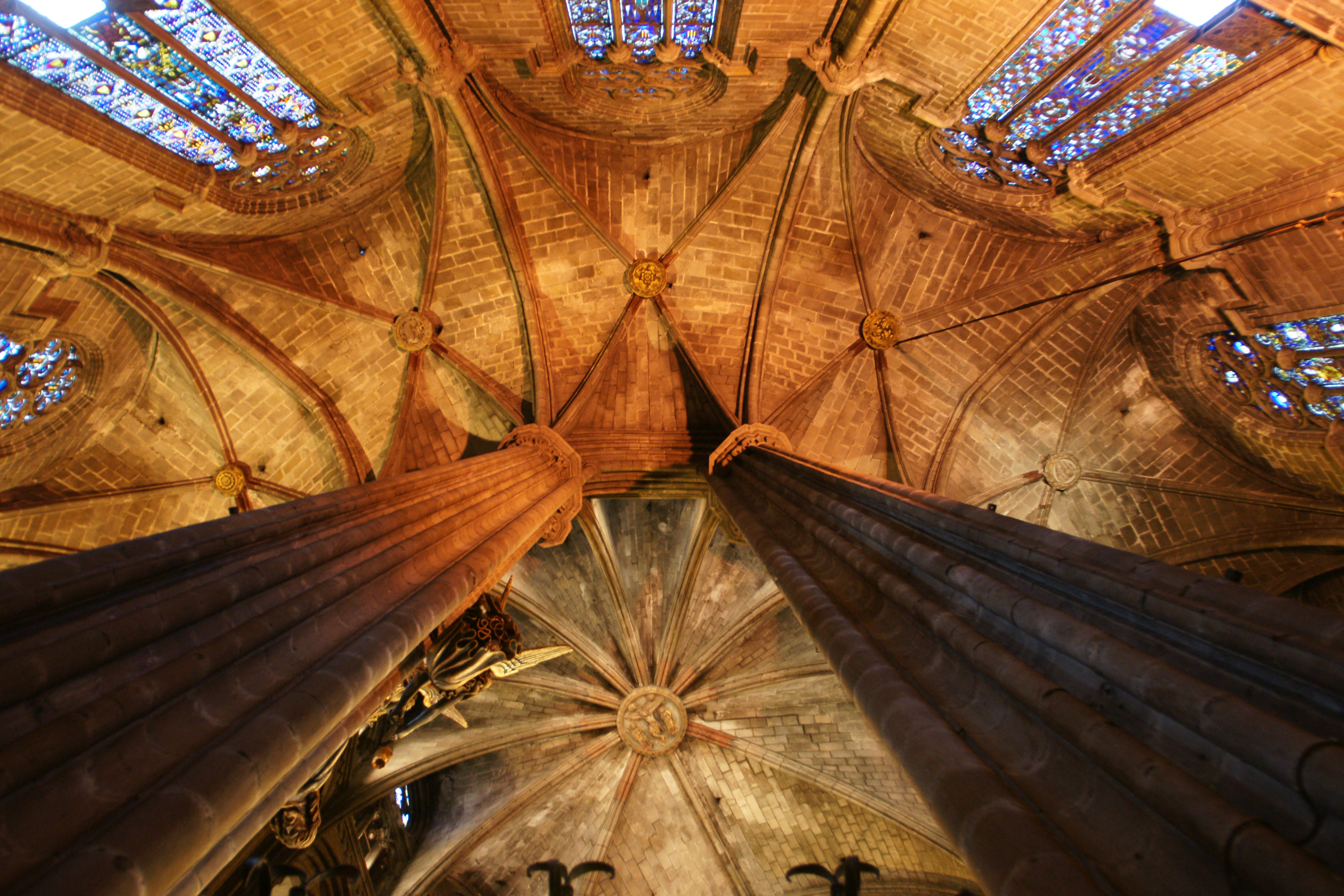
Arcs de creuer a la girola de la Catedral de Barcelona.
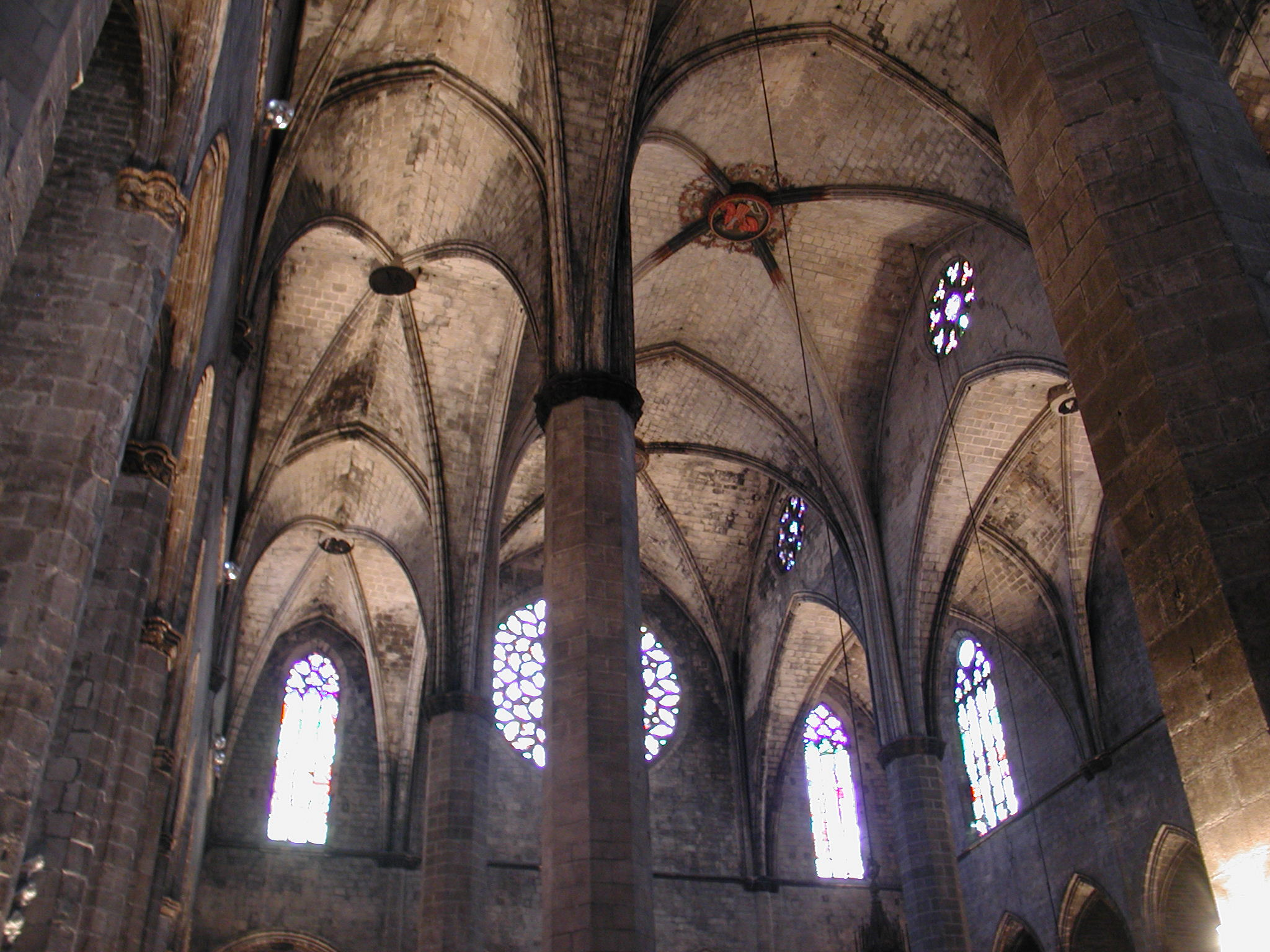
Arcs diagonals a les naus central i laterals de Santa Maria del Mar, de Barcelona.
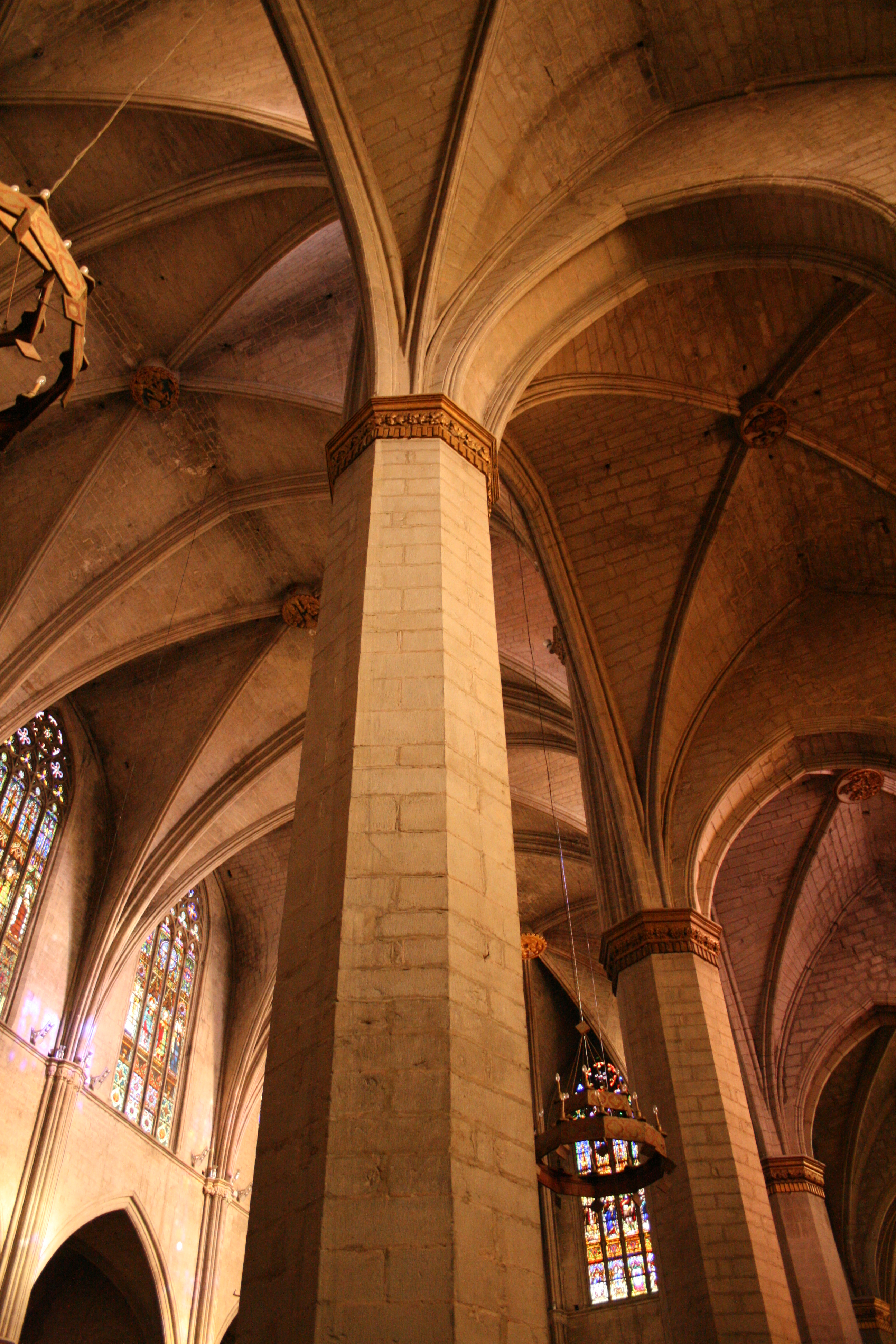
Arcs diagonals a les naus central i lateral de la Seu de Manresa, obra de Berenguer de Montagut, segle xiv.
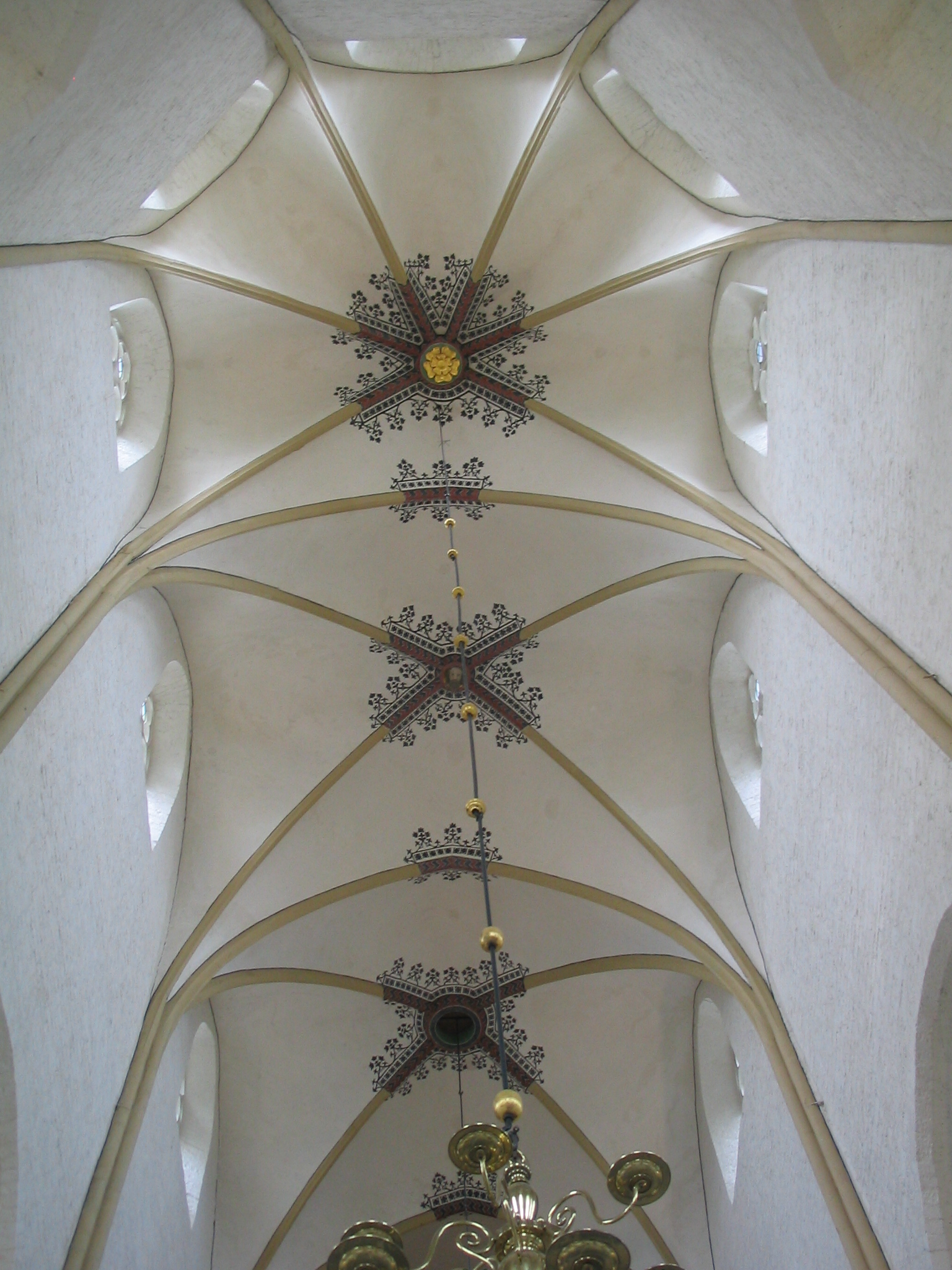
Arcs diagonals decorats a la nau central de la Bergkerk, de Deventer, Països Baixos.

#### Arcs primers
- Arc toral; ja comentat.
- Arc former. Cada un dels arcs que suporten una volta. També es dona aquest nom als arcs sobre els quals recolza una volta d'aresta o de creueria. En particular es fa servir aquesta denominació per referir-se a un dels casos anteriors quan l'arc és paral·lel a l'eix de la nau per la seva pertinença a algun dels seus trams. La seva funció és sostenir els murs superior de separació entre les naus de l'edifici i permet les obertures de comunicació entre les naus.

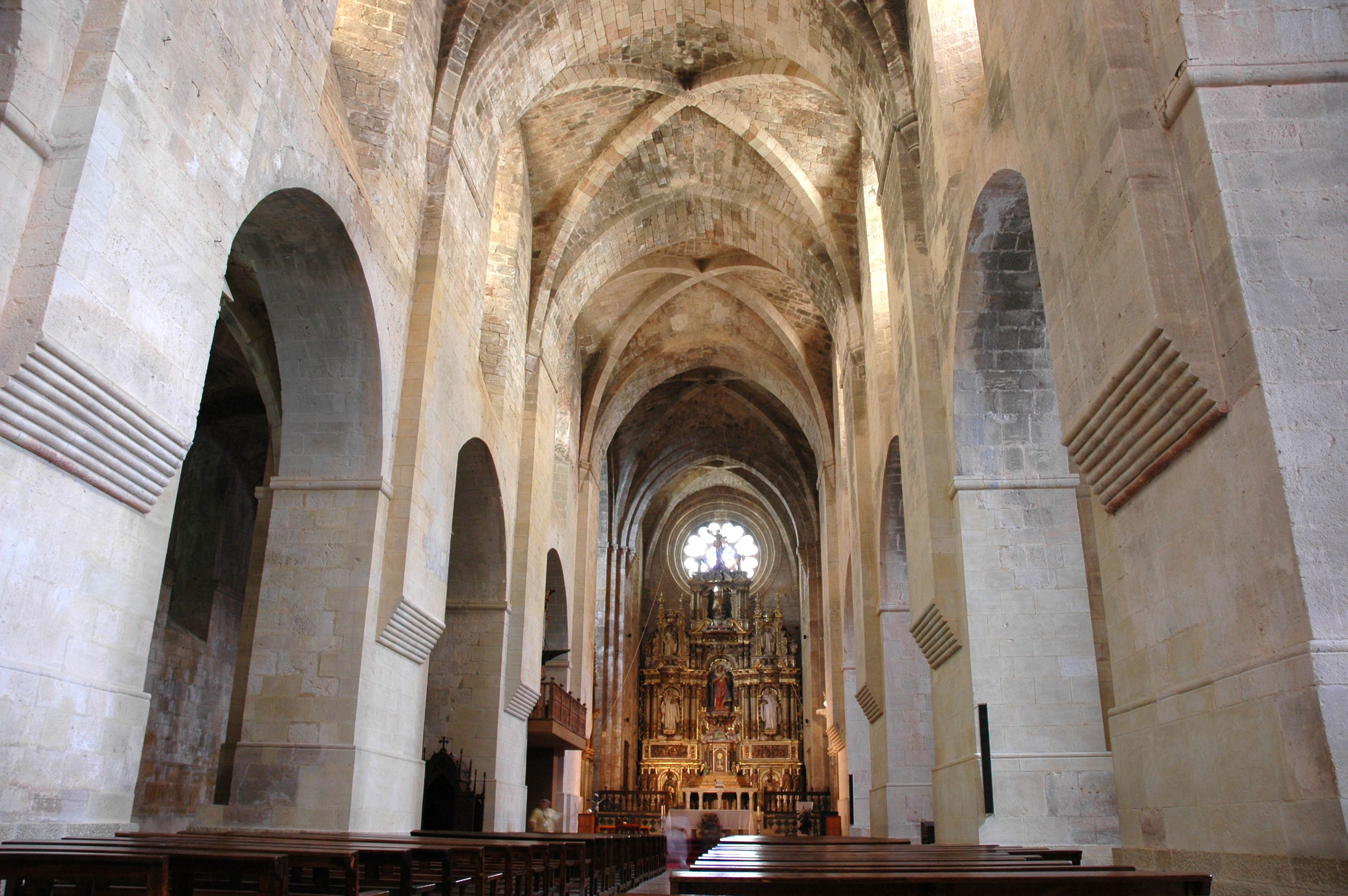
A ambdós costats de la fotografia, arcs formers a la separació entre la nau central i les laterals a l'església del Monestir de Santes Creus.
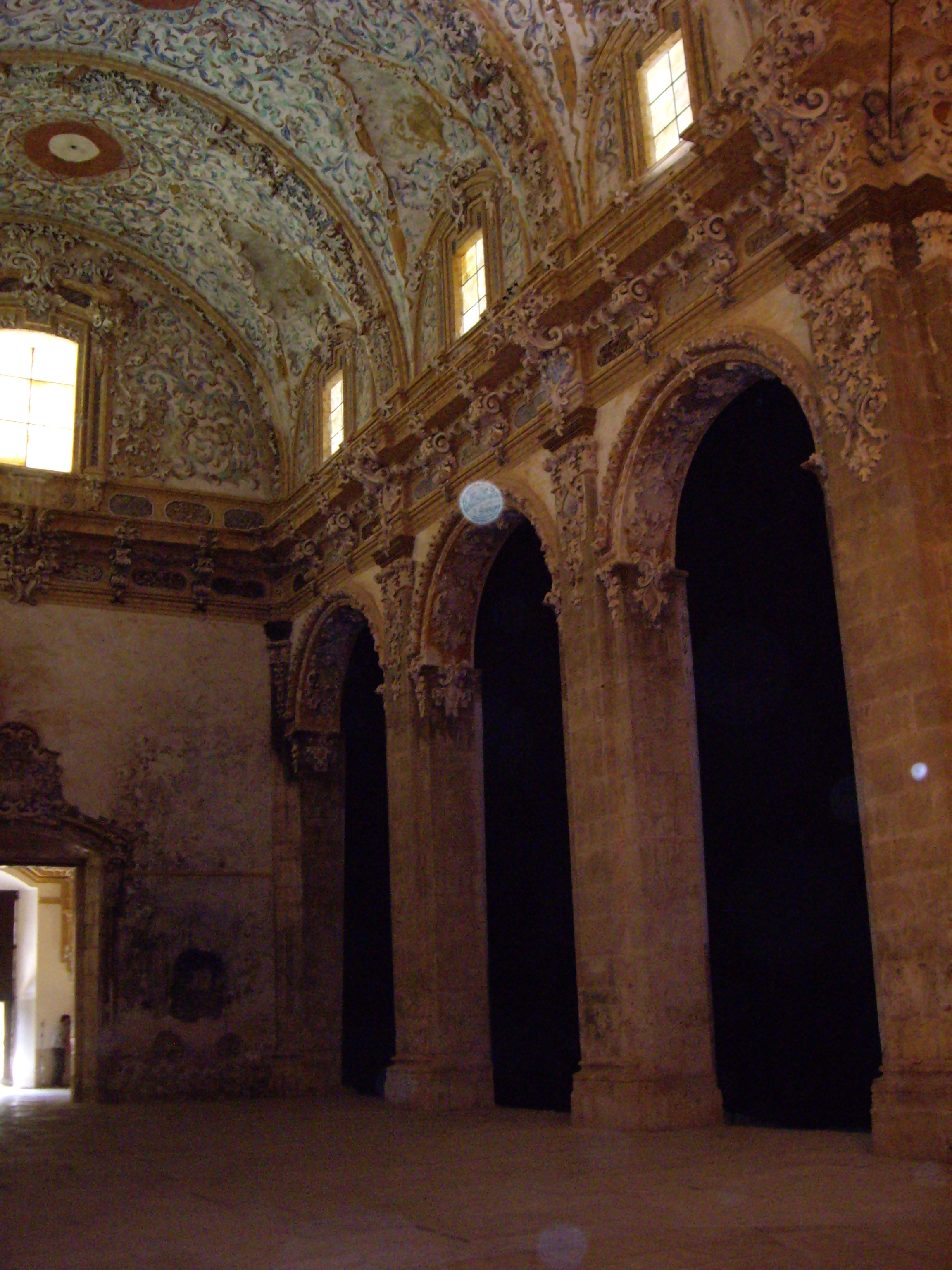
Arcs formers d'entrada a les capelles laterals a l'església de Santa Maria de la Valldigna.
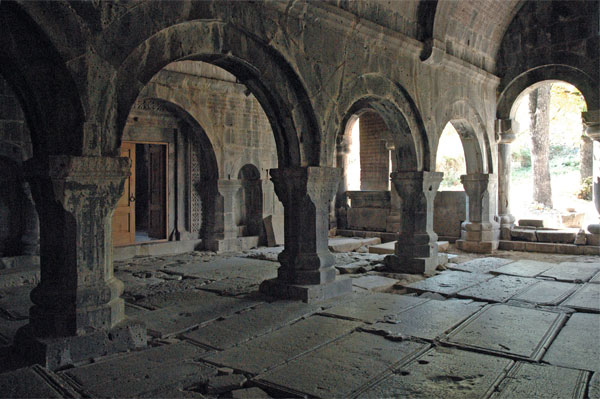
Arcs formers a l'església de la Mare de Déu, al Monestir de Sanahin, Armènia.
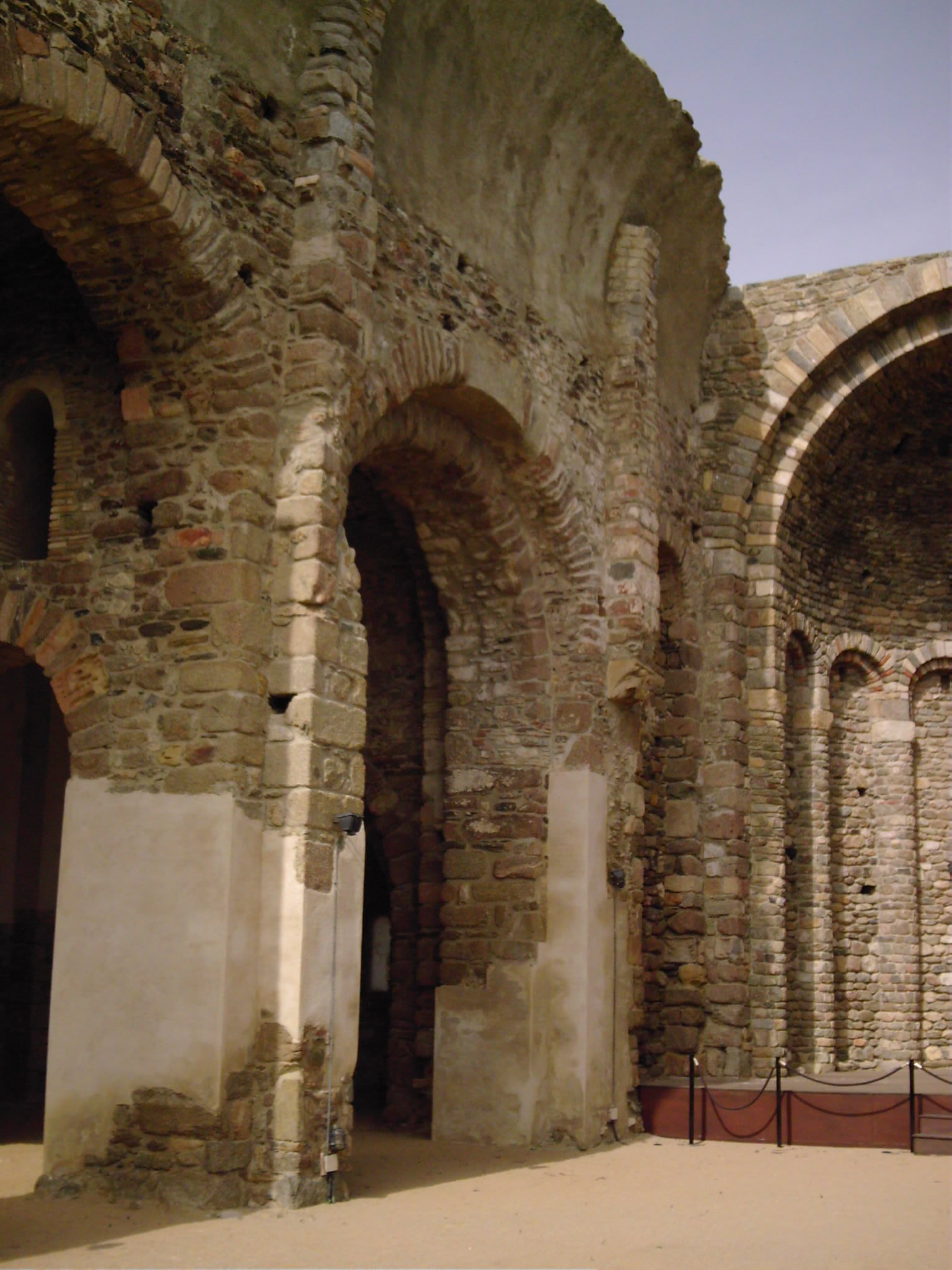
ARcs formers de mig punt a les restes de l'església de Santa Maria de Roses.
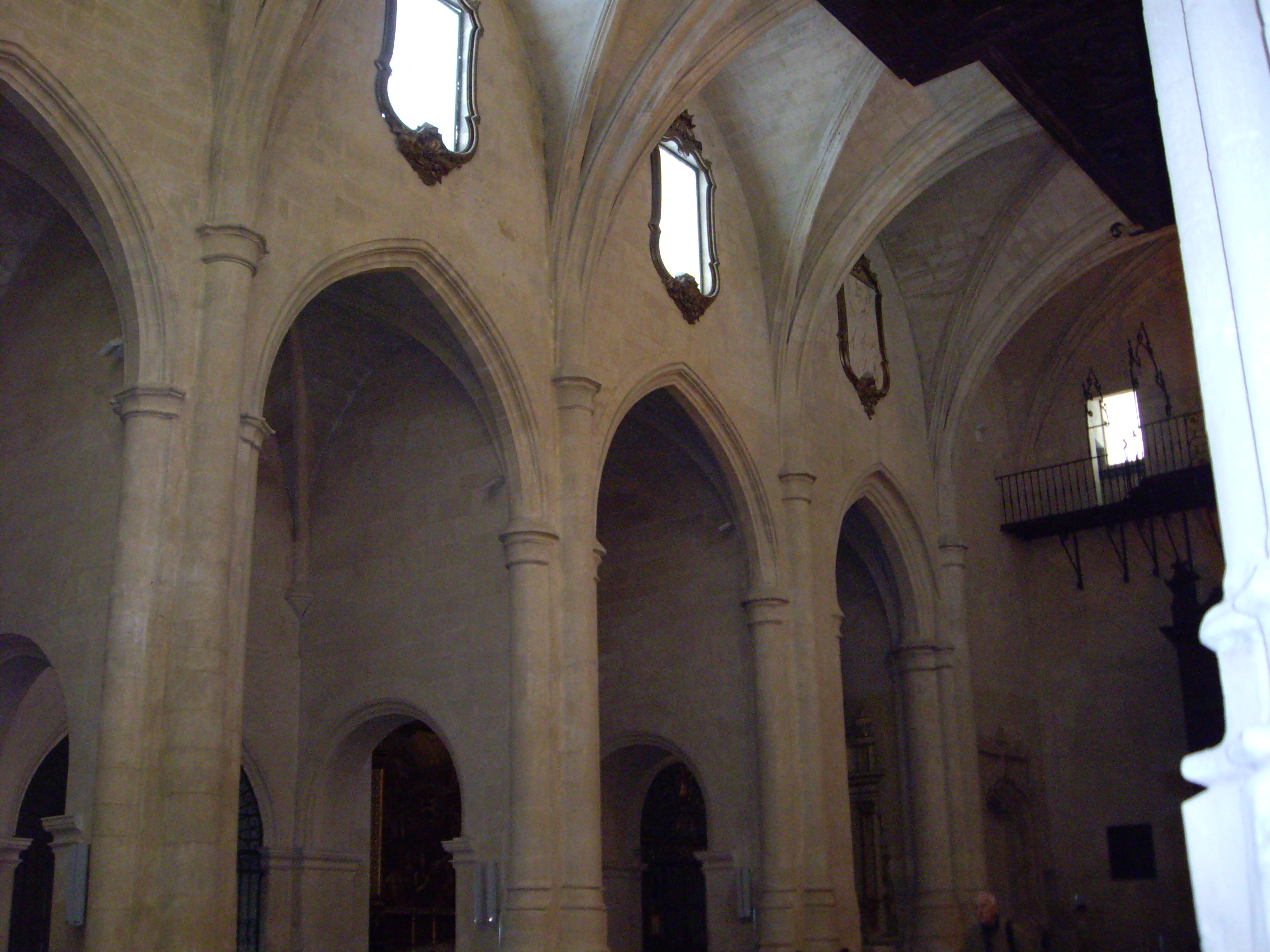
Arcs formers ogivals a l'església de Santa Maria, a Alacant.
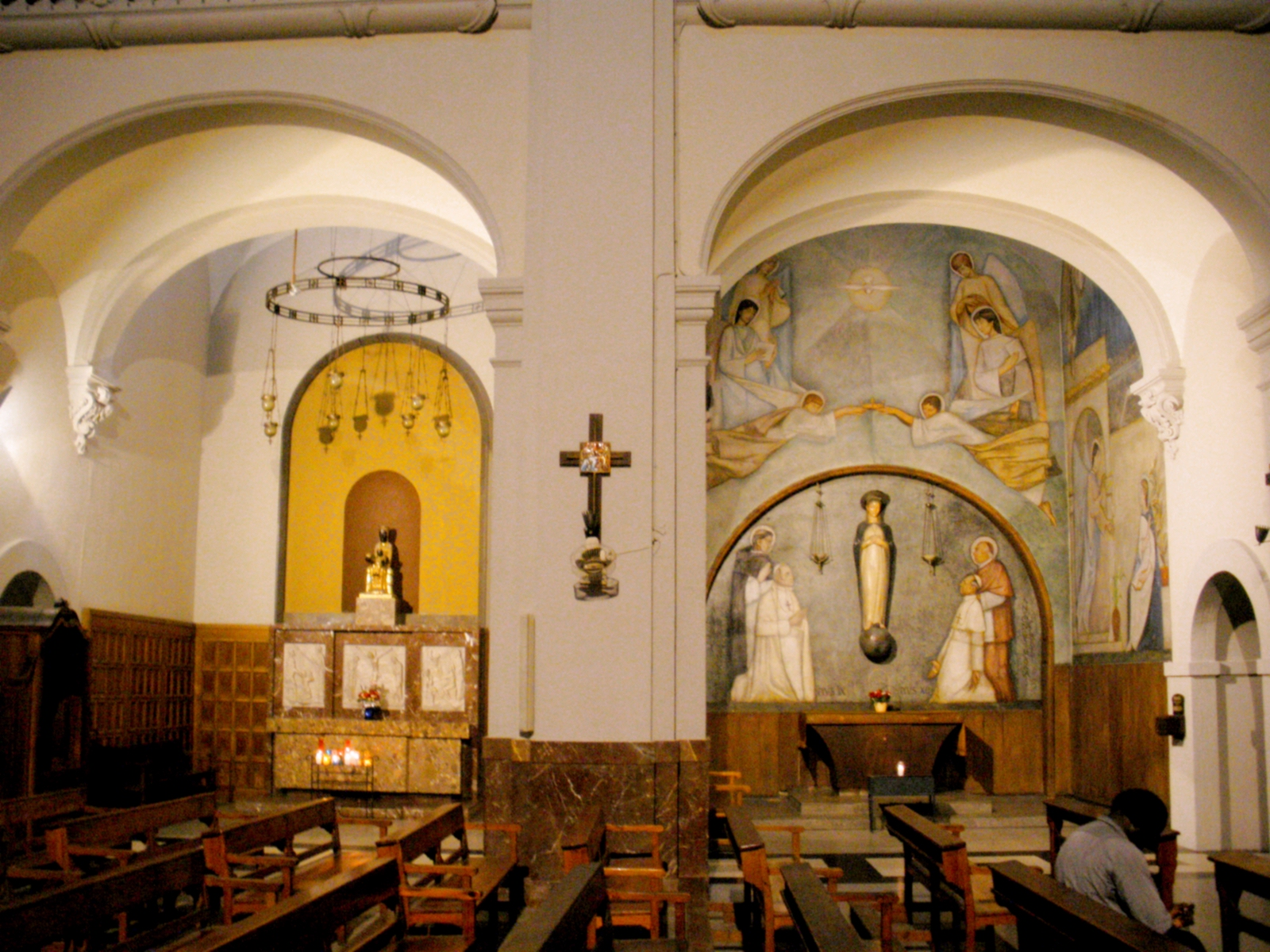
Arcs formers carpanells a l'Església de Betlem, de Barcelona.

#### Altres arcs
- Arc tercelet. És un arc secundari o fins i tot terciari que, en una volta estrellada, parteix del mateix lloc que l'arc diagonal, forma un angle amb aquest i l'apuntala. Serveix per estintolar un arc principal en una volta de creueria.[18]
- Arcbotant o arc boterell. Arc -sovint rampant- l'extrem inferior del qual carrega sobre un contrafort, mentre que el superior absorbeix l'empenta d'un altre arc o d'una volta. D'aquesta manera transmet part de l'empenta de la volta de la nau central al contrafort exterior. És un arc exclusiu de l'arquitectura gòtica que es va utilitzar en les grans catedrals les altes naus de les quals havien de ser estabilitzades per aquest procediment. També, de passada, serveix per portar a l'exterior de l'edifici les aigües recollides a la coberta.
- Arc presbiteral o triomfal. Arc que a les esglésies separa el presbiteri de la resta de la nau principal. És freqüent que vagi decorat (és quan s'acostuma a dir "triomfal"). Sovint és un arc de reducció que canvia l'amplitud de la nau per a ajustar-la a un absis més petit, i per tant, és més baix i de menys llum que els arcs torals propers. No s'ha de confondre amb l'arc de triomf que és un monument commemoratiu típic de l'arquitectura romana i que és exempt.
- Arc de quadrant. La meitat d'un arc de mig punt, que mor en un mur[19]
- Arc frontal. Normalment es refereix a l'arc que cobreix la porta principal d'entrada per la façana principal d'un edifici.
- Arc geminat. Conjunt de dos arcs sovint iguals, situats l'un al costat de l'altre, que descansen sovint sobre una mateixa columna (o parella de columnes), pilastra, etc. També es troba aplicat a arcs de ferradura.
- Arc absidal. Arc que se situa a l'inici de l'àbsida; és especialment freqüent a l'arquitectura preromànica i romànica.

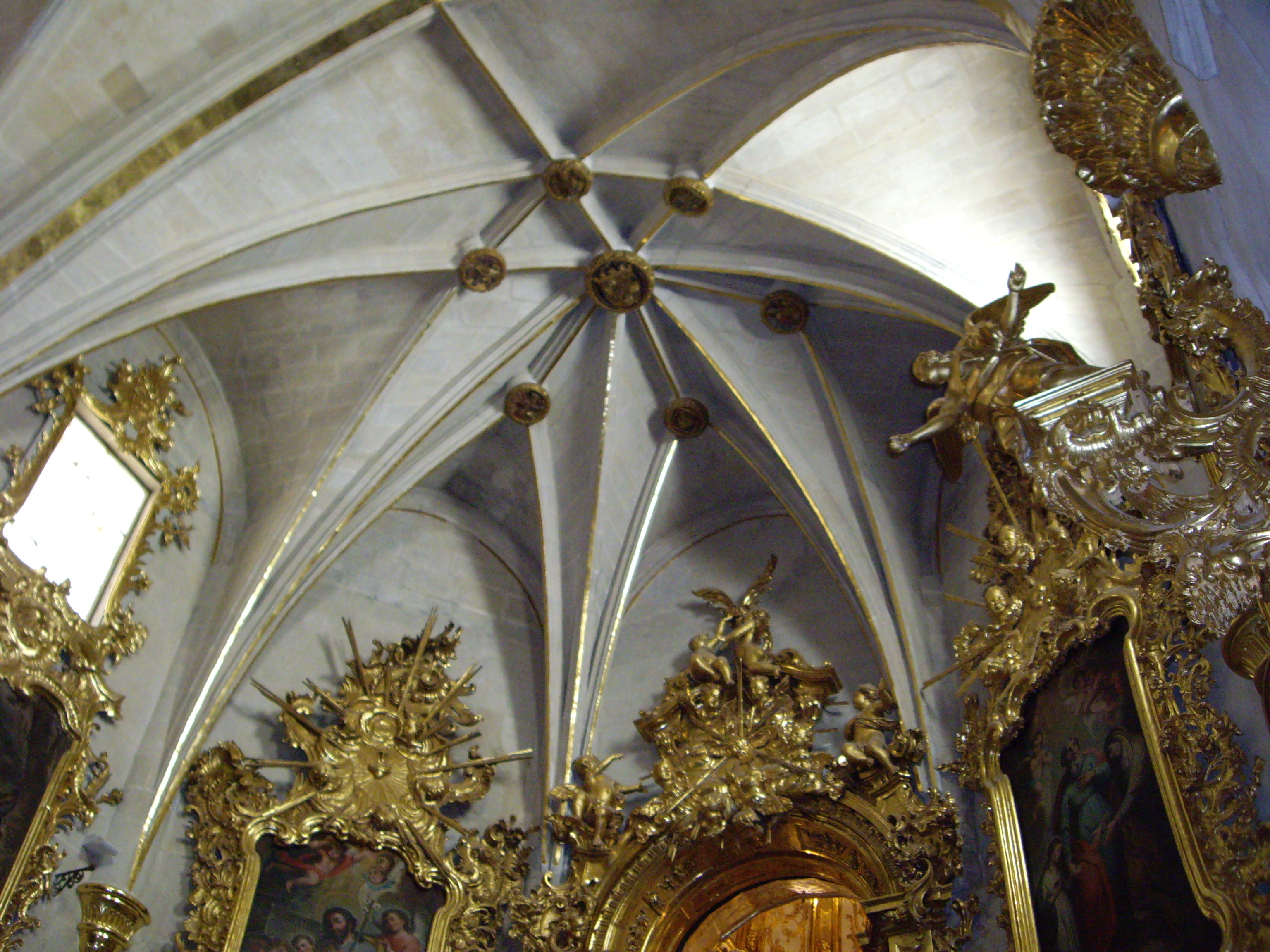
Arcs tercelets a l'església de Santa Maria d'Alacant.
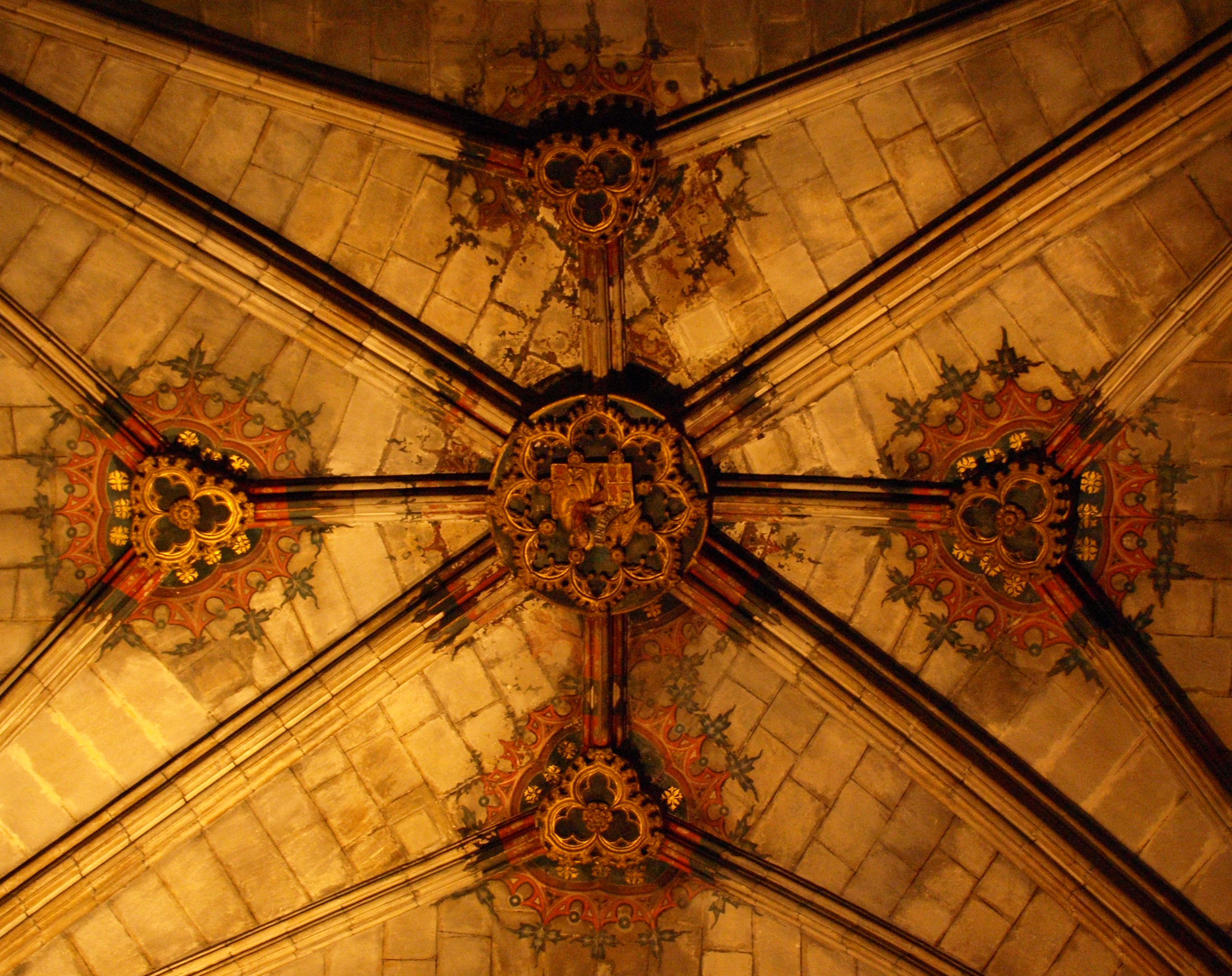
Arcs tercelets al tram esquerre del creuer de la Catedral de Barcelona.
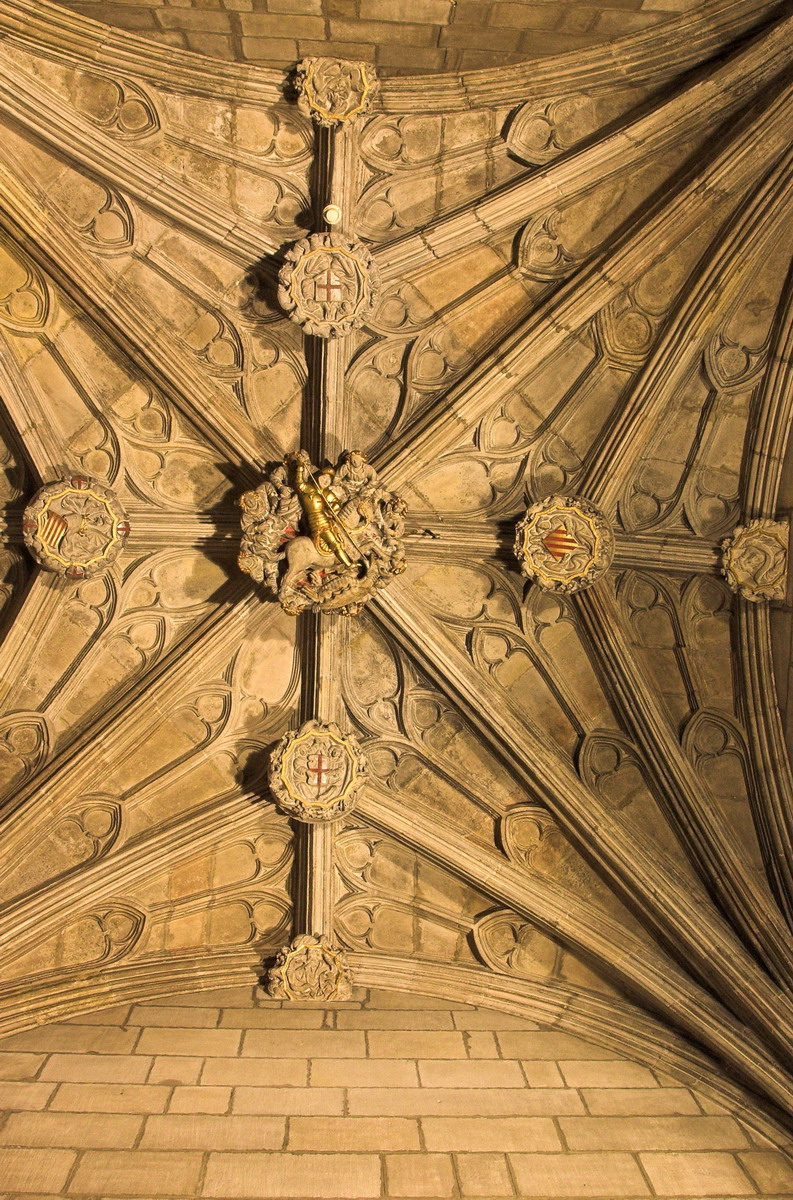
Arcs tercelets a la Capella de Sant Jordi del Palau de la Generalitat de Catalunya.
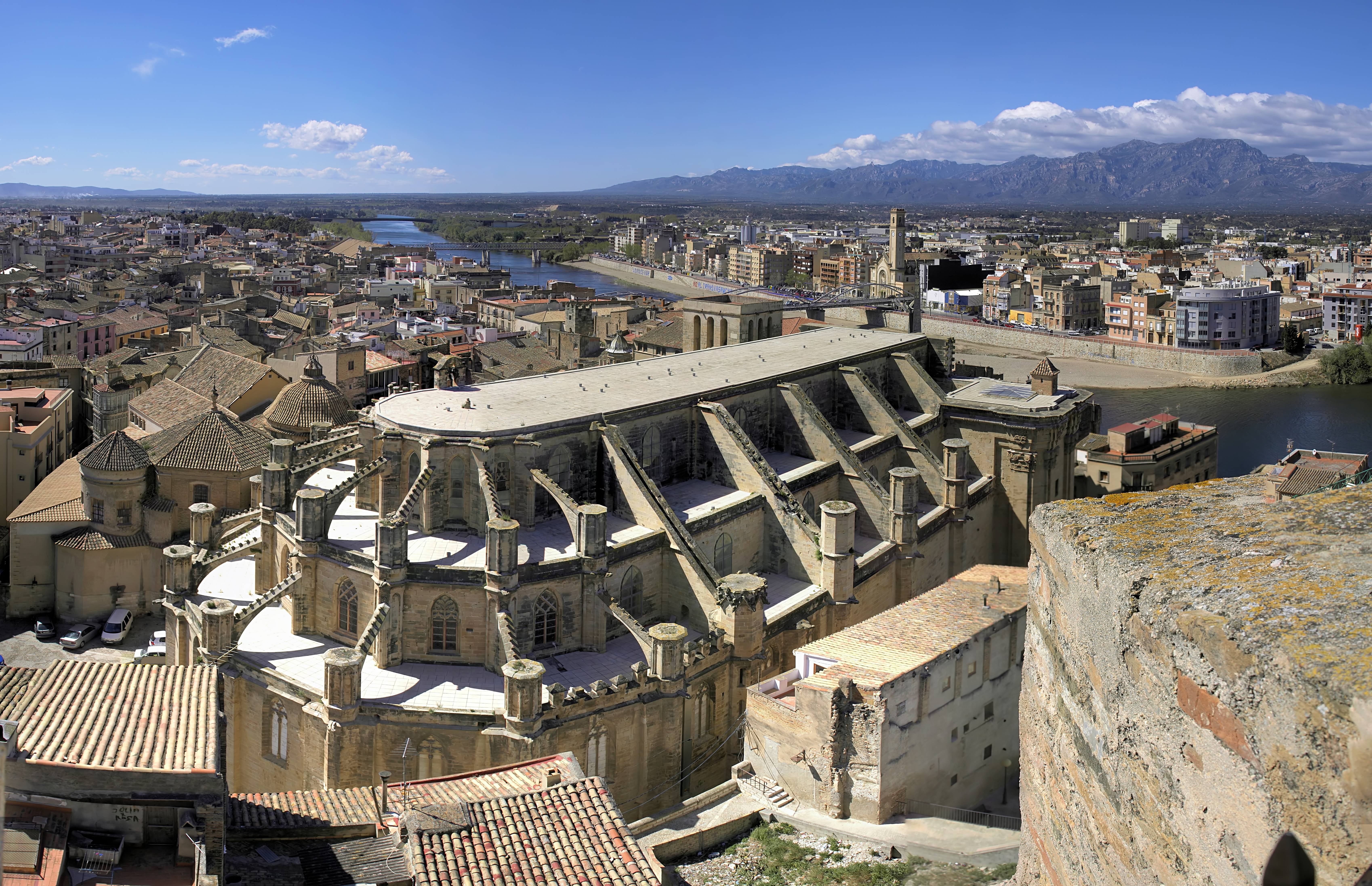
Arcs de quadrant en funció d'arcbotants a la Catedral de Tortosa.
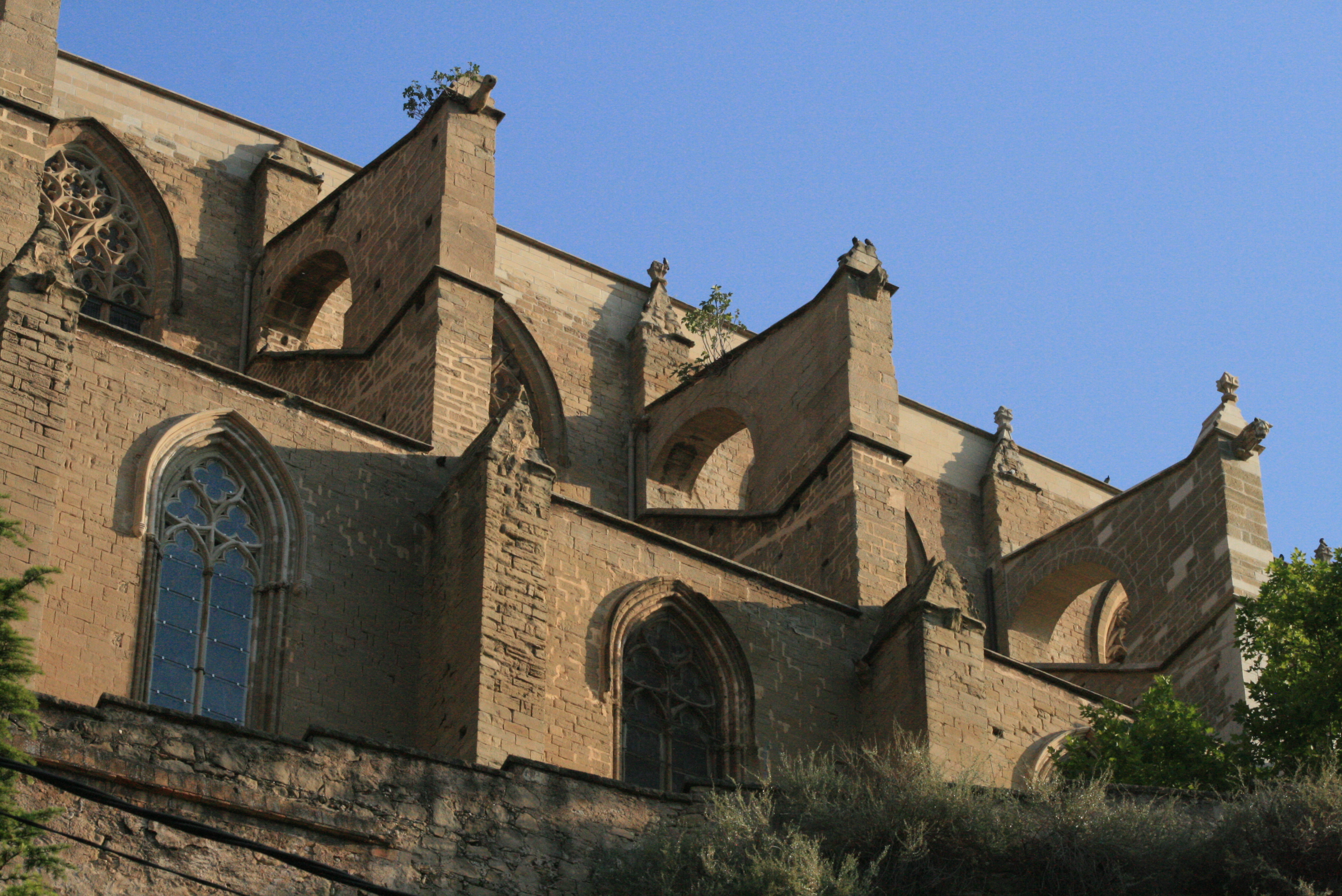
Arcbotants a la Seu de Manresa.
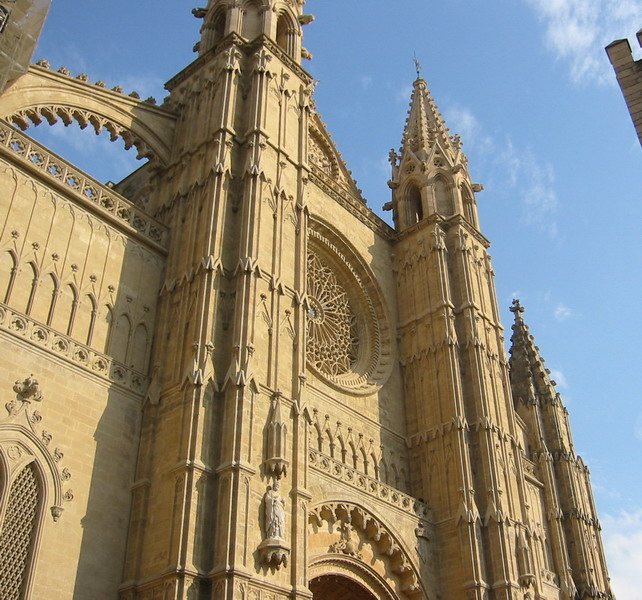
Arcbotant amb arc de quadrant fistonat a la Seu de Mallorca.
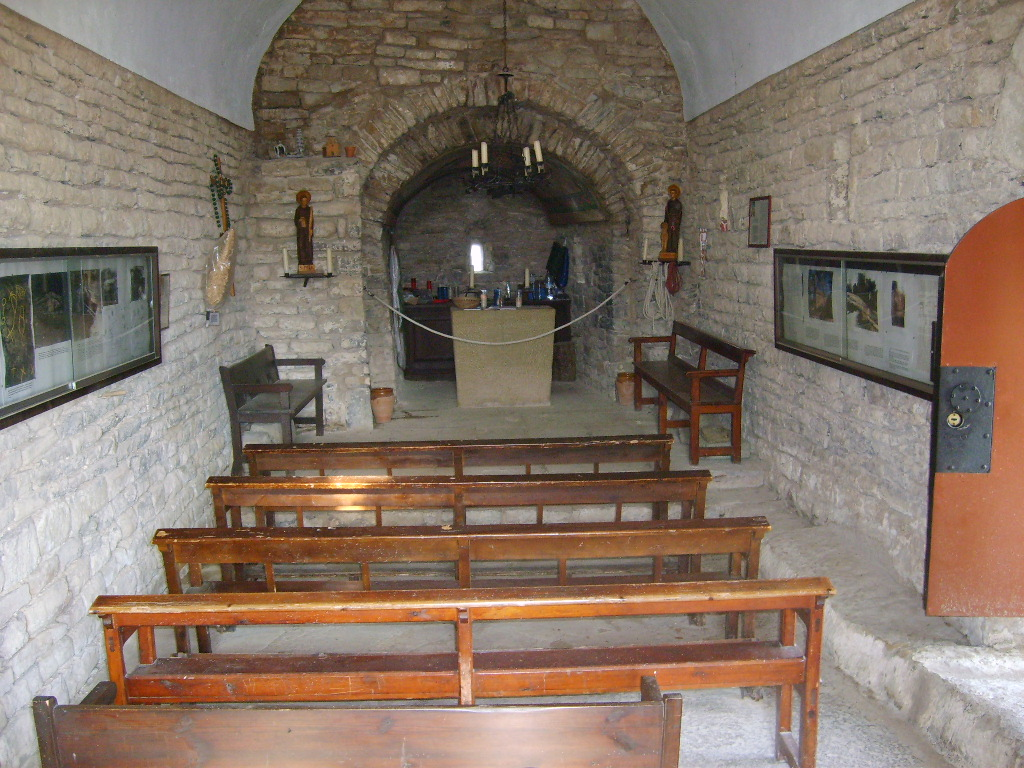
Arc triomfal, a l'entrada del presbiteri, a l'església de Sant Feliu de Savassona
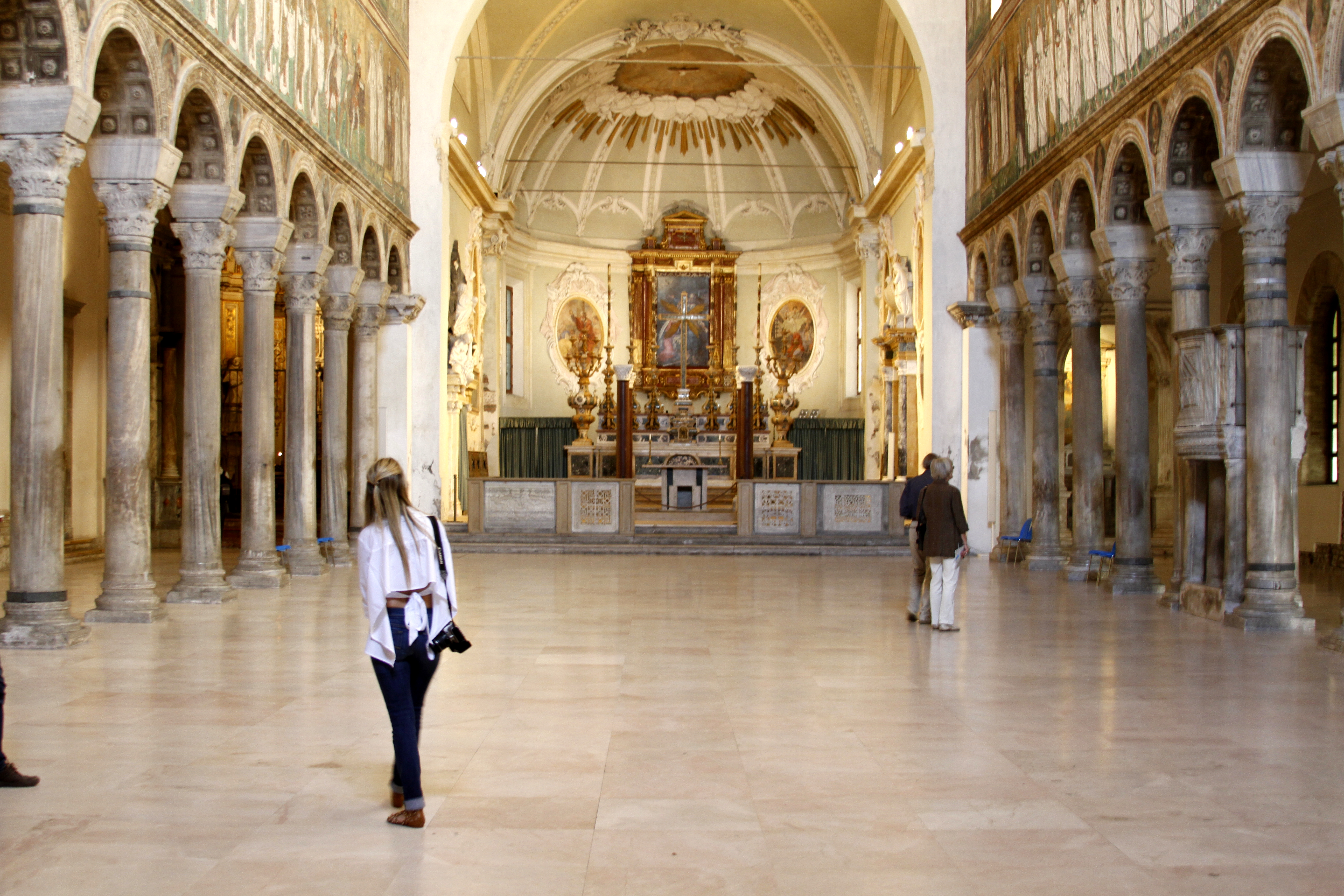
Arc triomfal a l'església de Sant Apollinare Nuevo, a Ravenna.
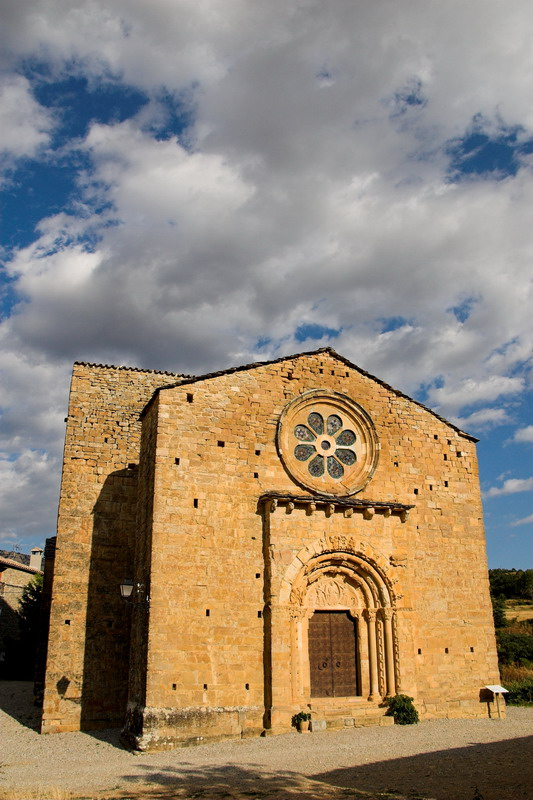
Arc frontal, a la capçalera de la nau de l'església de Santa Maria de Covet, Isona, Pallars Jussà.
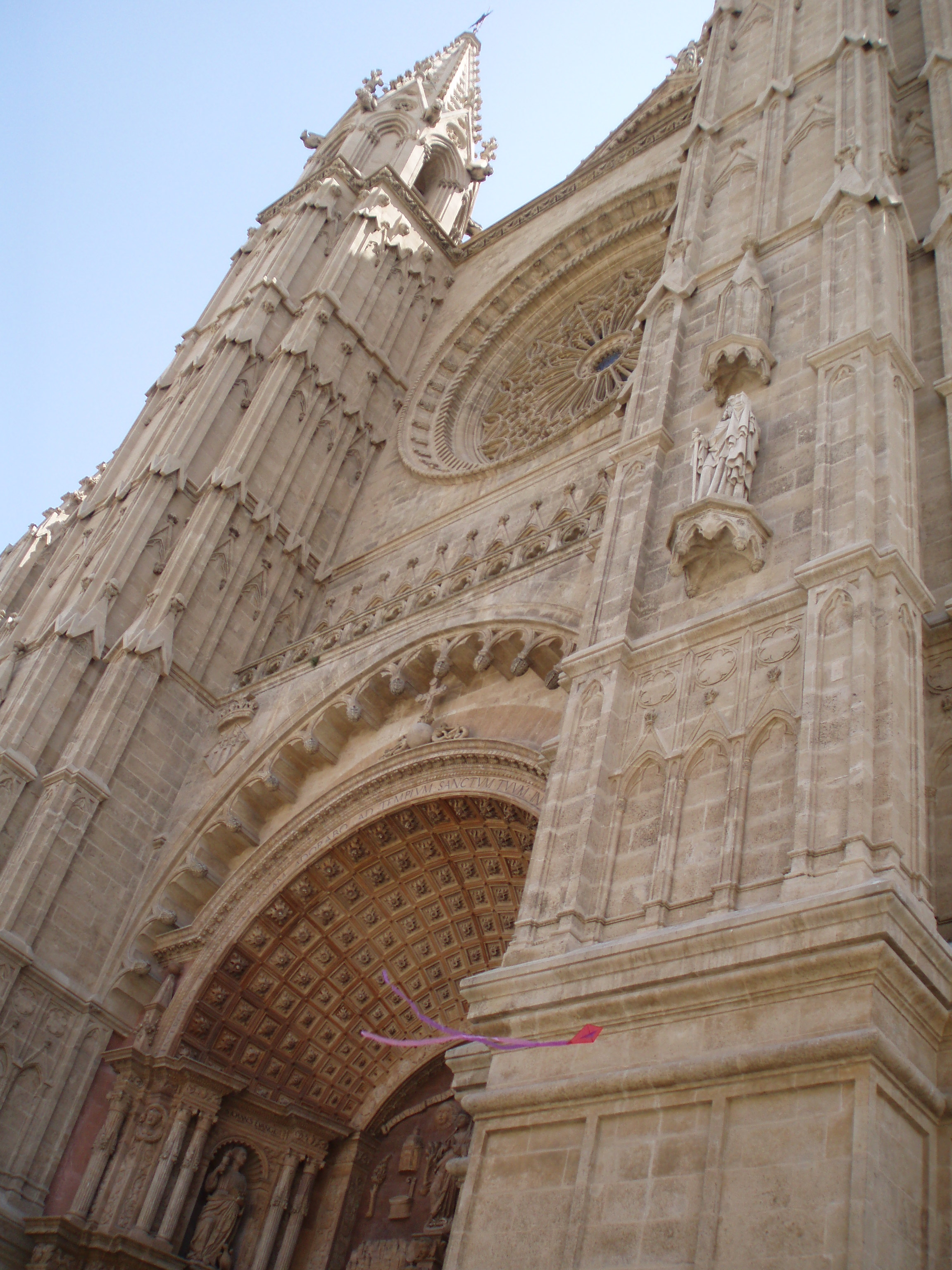
Arc frontal -de mig punt i abocinat- a la Seu de Mallorca
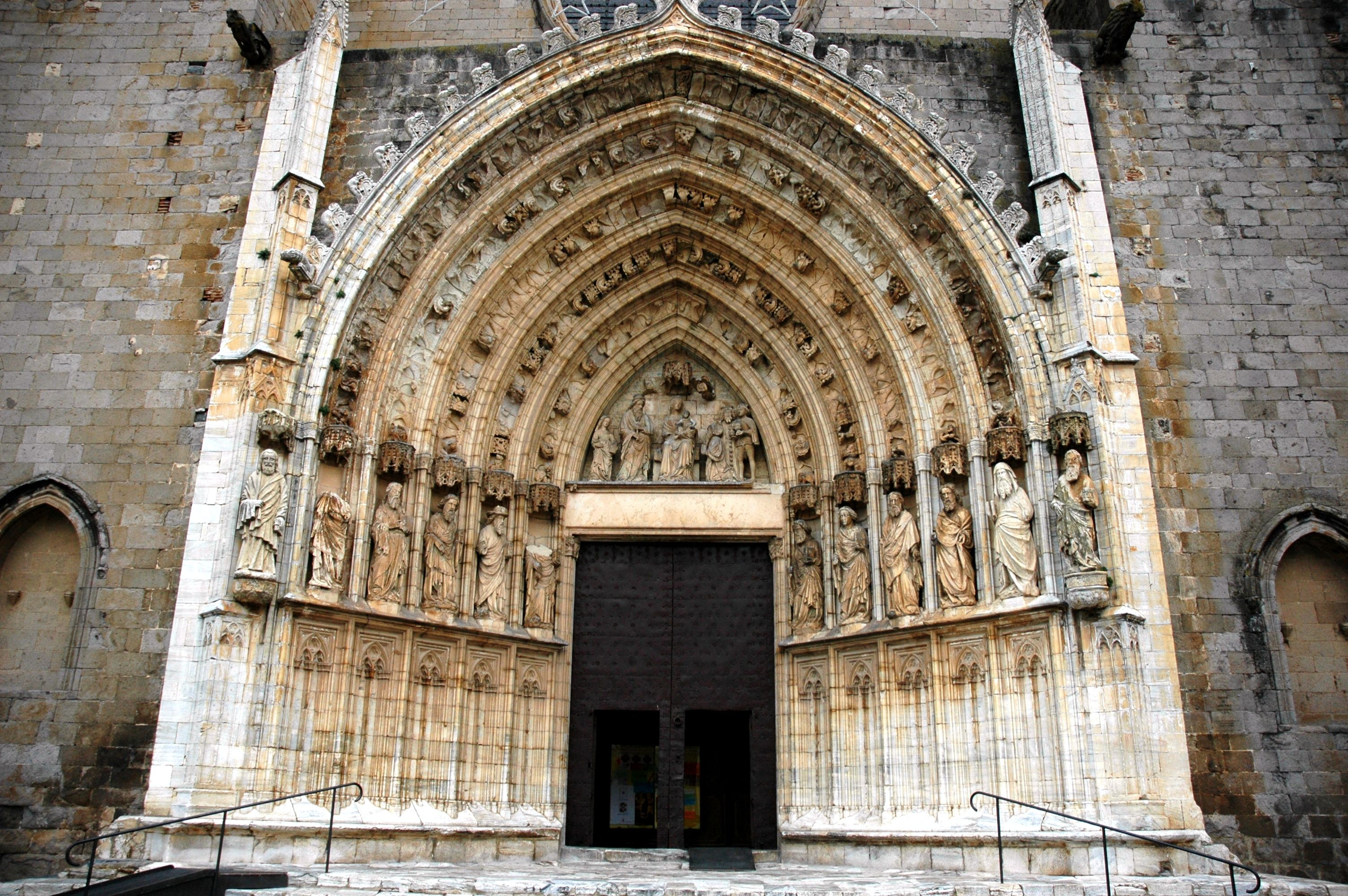
Arc frontal, ogival, de l'església de Castelló d'Empúries, obra del segle xv.
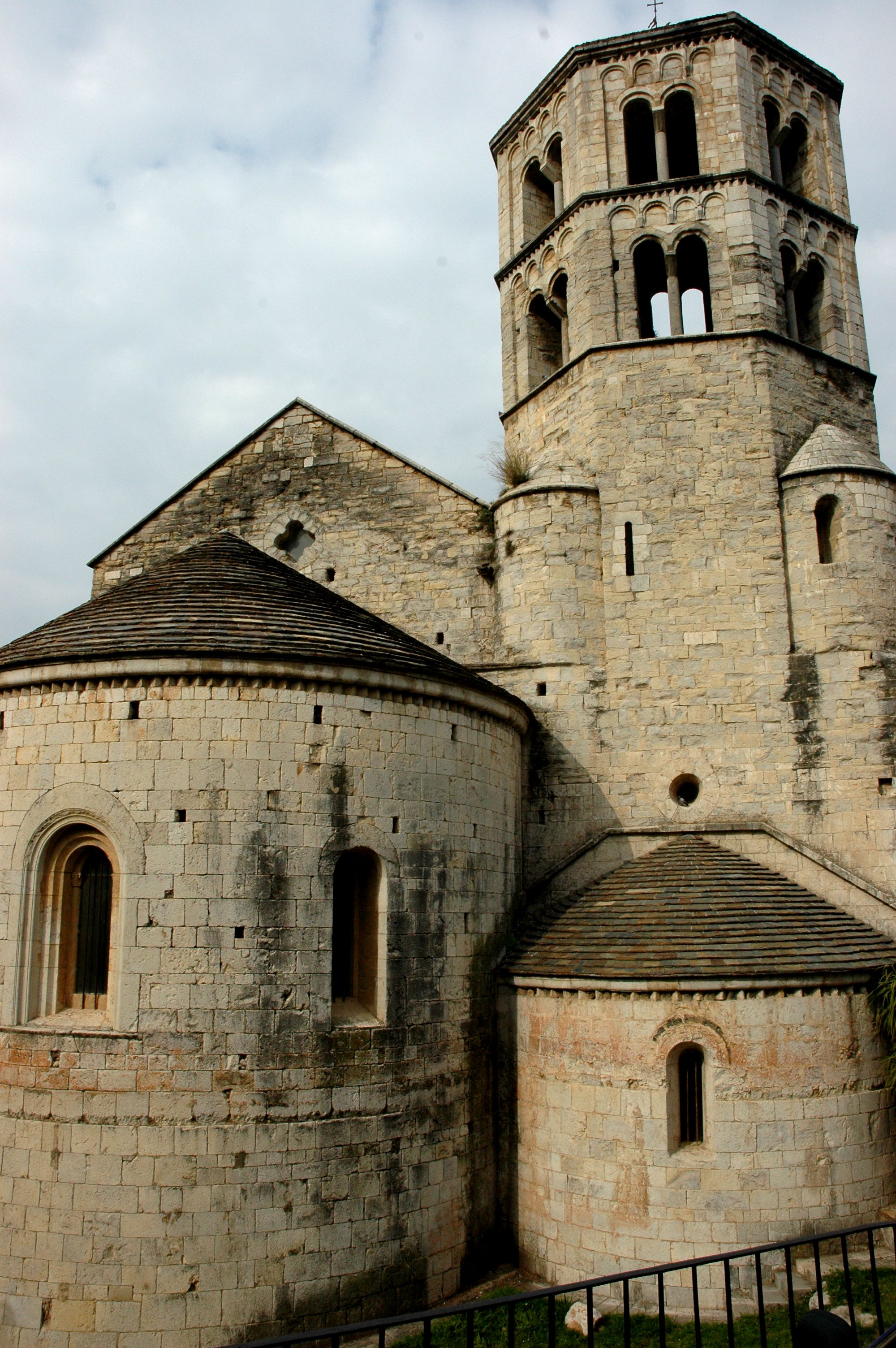
Arcs geminats de mig punt a les finestres de la torre de Sant Pere de Galligants.
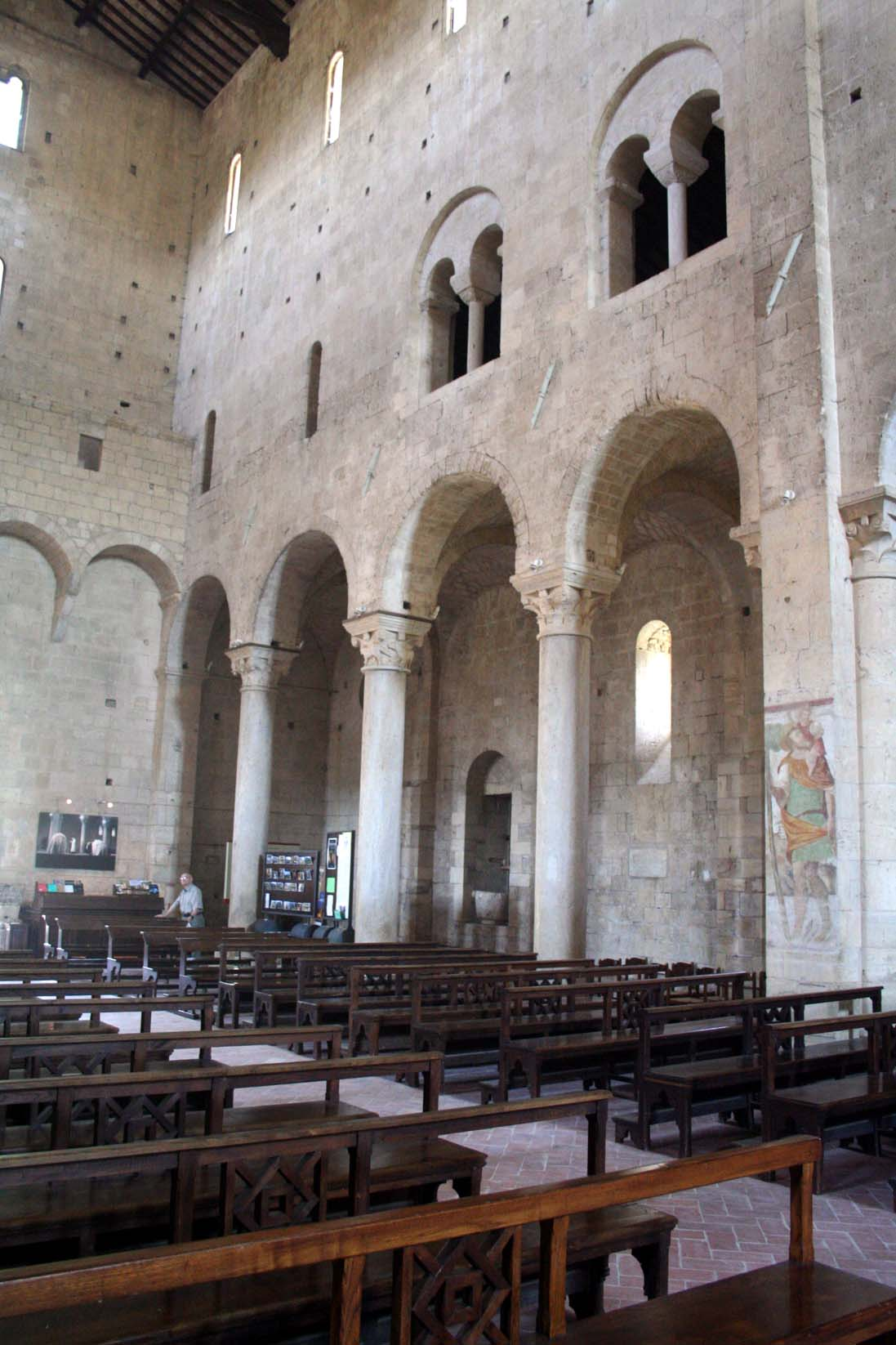
Finestres amb arcs geminats a l'església de Sant'Antimo, a la Toscana.
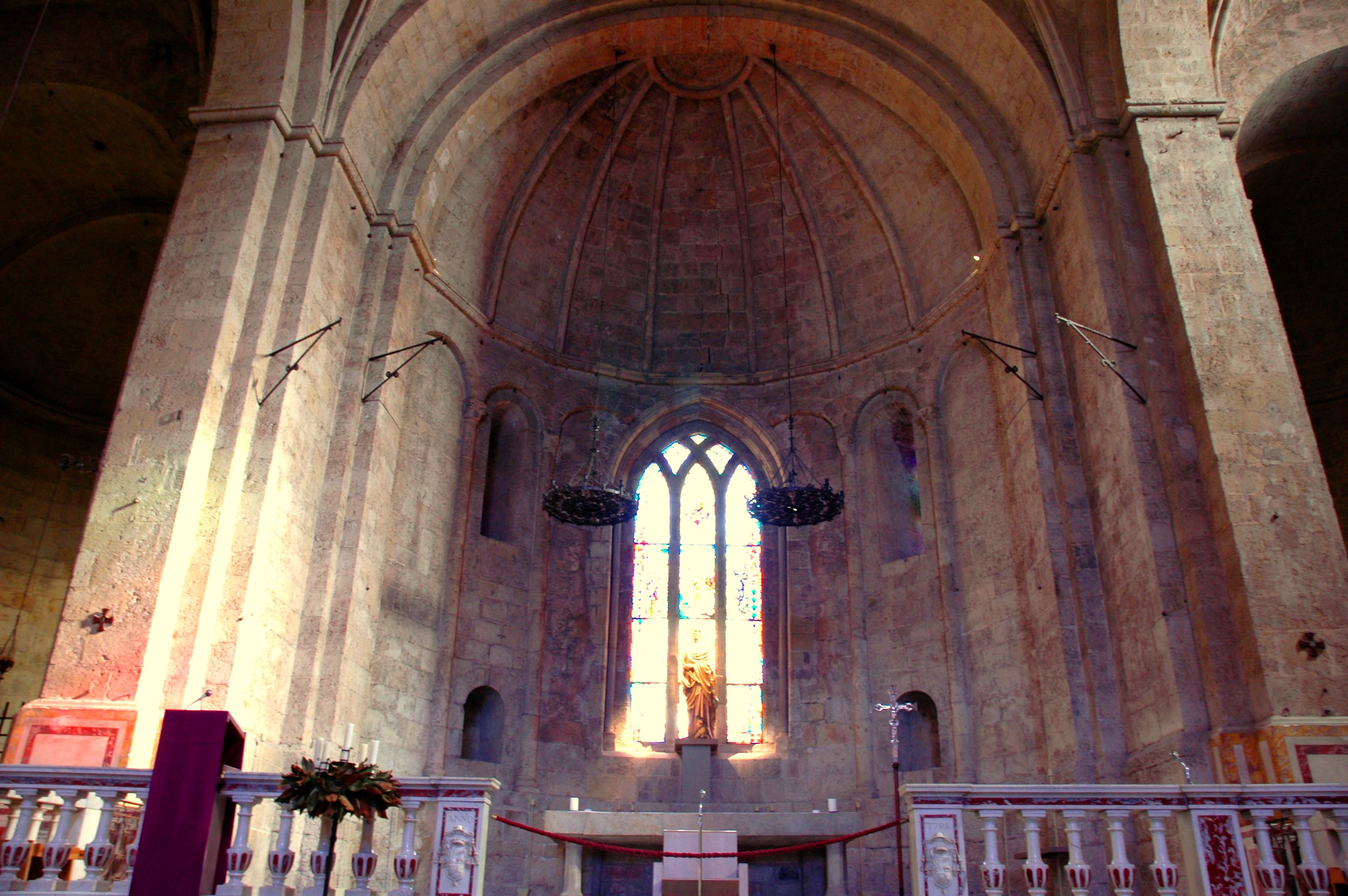
Arc absidal de mig punt a l'església del Monestir de Sant Cugat del Vallès.
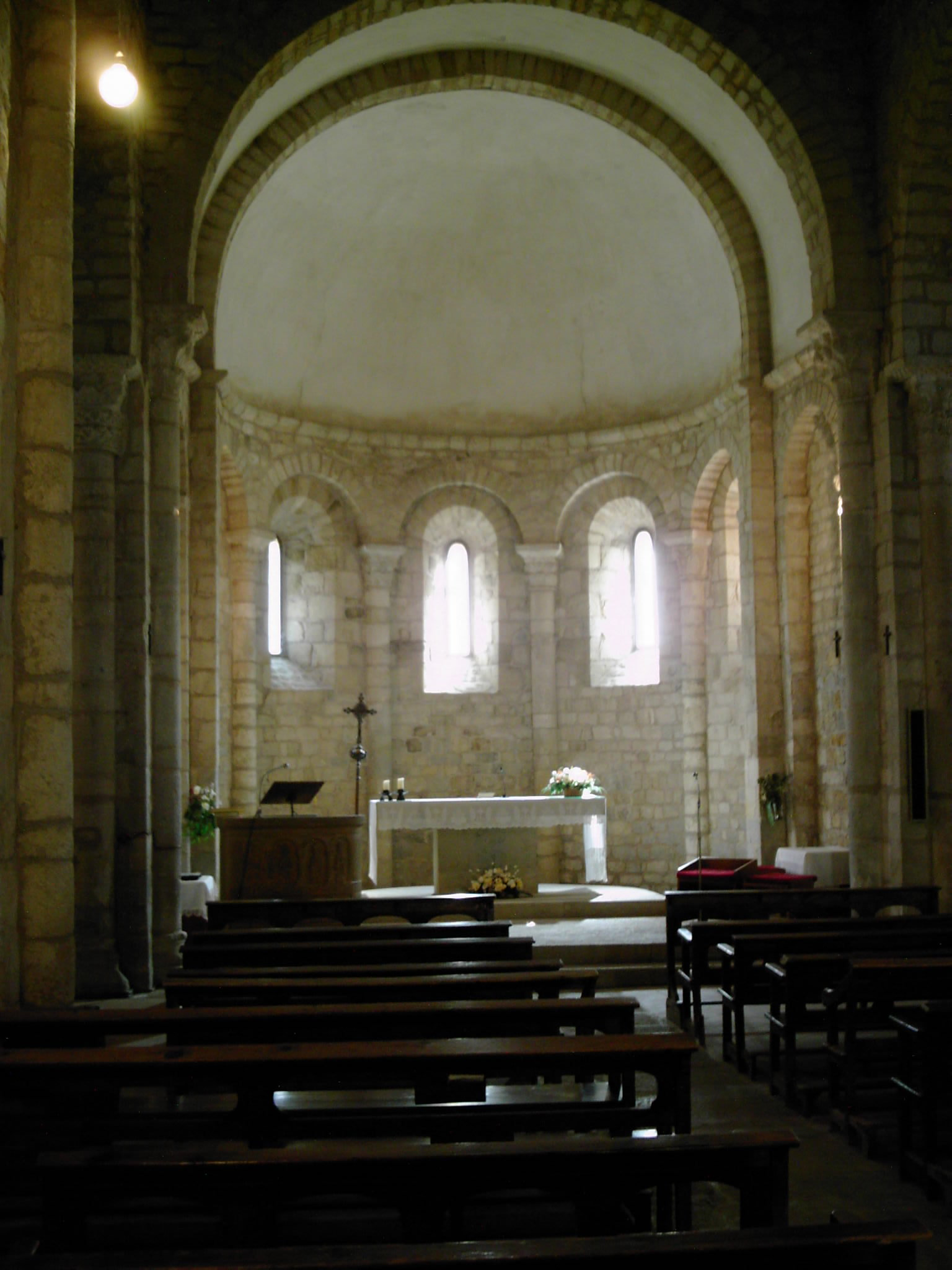
Arc absidal de l'església de Sant Miquel de Fluvià.